# Histoire des bourses de valeurs
Pour un article plus général, voir Bourse des valeurs.
L'histoire des bourses de valeurs retrace les étapes de l'émergence d'espaces de valorisation des obligations, qui dominent ainsi jusqu'au milieu du XIXe siècle, puis des actions. Auparavant, le financement des armements navals vénitiens et hollandais sous la forme d'actions reste une exception. Les obligations prennent leur essor dès le XVIIIe siècle sur un marché déjà mondialisé, soutenu par les banques centrales et le Trésor public.
L'émergence de la presse écrite, qui publie des listes de cours, puis du télégraphe, qui les diffuse rapidement, permet au public une meilleure information mais aussi aux entreprises de faire connaître leur activité et ainsi aux actions de prendre le relais vers le milieu du XIXe siècle, d'abord dans quelques secteurs qui s'y prêtent par leur croissance et leurs besoins en capitaux propres, le développement des chemins de fer, de l'extraction de matières premières et précieuses s'ajoutant à celui des banques et des canaux, et la bourse restant encore affaire de territoires et concessions. Jusqu'au XXe siècle, les entreprises industrielles n'y prennent qu'une place minoritaire, avant d'y connaître ensuite un âge d'or, en profitant de leurs économies d'échelle.
D’un financement par emprunt, les entreprises ont ensuite évolué vers l'autofinancement, les bourses donnant la priorité à la valorisation de l'épargne. La fin du XXe siècle voit apparaître la dématérialisation des titres et la montée des biotechnologies et de l'informatique, affichant des performances élevées, pour qui les actions sont leur seul mode de financement[réf. nécessaire].

## XIIIeetXIVesiècles

### Les moulins du Bazacle, première société par actions

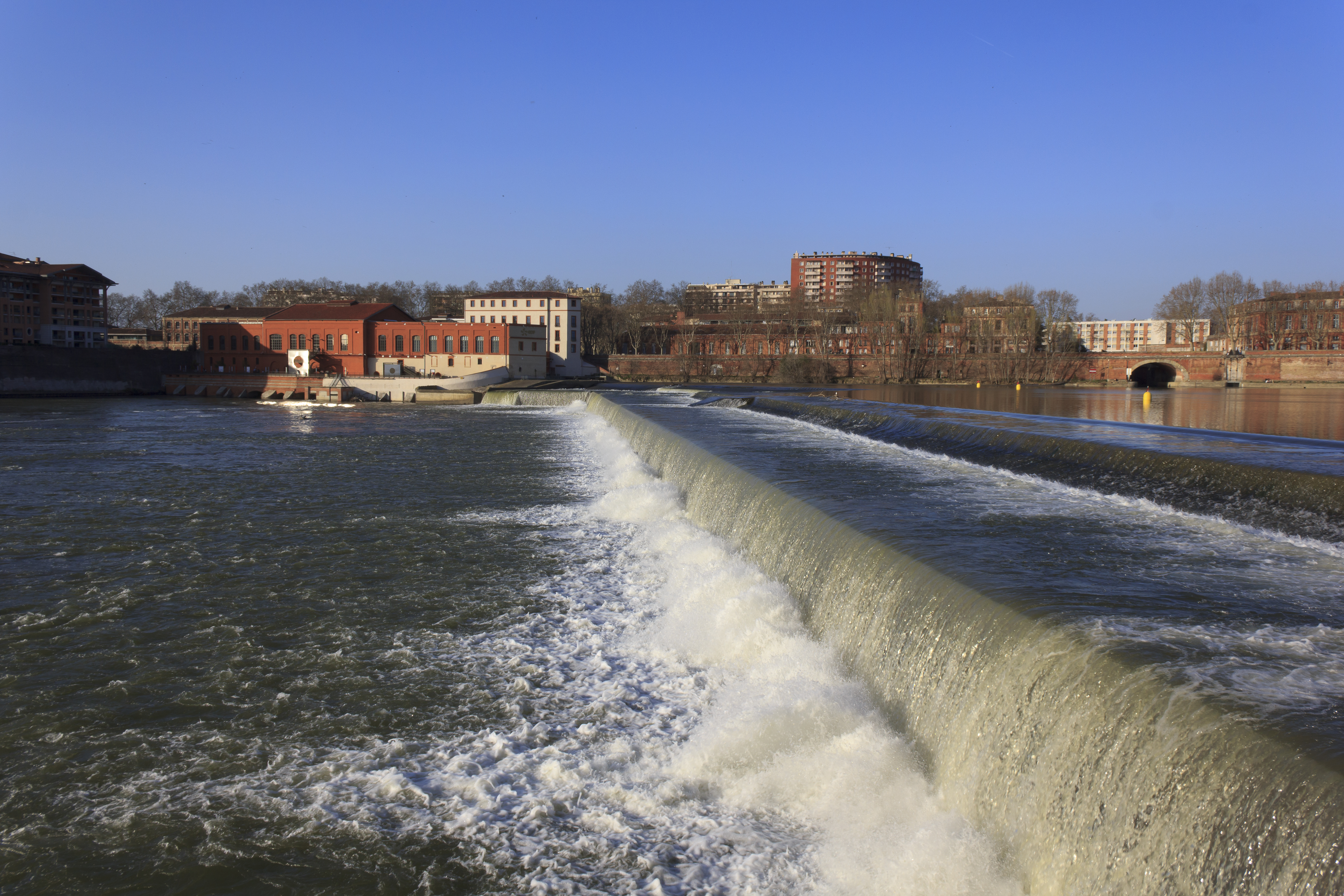
La chaussée du Bazacle aujourd'hui.

En 1250, à Toulouse, est née la première société dont les actions pouvaient s'échanger, leur prix variant en fonction de la conjoncture économique. La Société des moulins de Bazacle regroupait 60 moulins flottants, dits à « nef », sur la Garonne, répartis entre trois lieux distincts : « La Daurade », « Le Château narbonnais » et « Bazacle ». La chaussée du Bazacle, faite de pieux de chêne, traversait en biais la Garonne, sur une longueur de 450 mètres. Toulouse, qui comptait entre 30 000 et 60 000 habitants, assurait les débouchés commerciaux de ces moulins flottants.
Chaque associé recevait un papier notarié, en contrepartie de sa participation. En fin d’année, il touchait en nature, c’est-à-dire en farine, sa part des bénéfices. Les rendements pouvaient atteindre entre 10 % et 25 % par an. Les actions étaient échangées sur un marché libre, mais qui ne déboucha pas sur la création d'une vraie bourse. Chaque année, une assemblée générale élisait les administrateurs, le trésorier et le receveur des grains. La Société des moulins de Bazacle est devenue « Société toulousaine d'électricité de Bazacle », reprise par EDF en 1946.

### Venise, première place pour l'échange de parts dans des navires

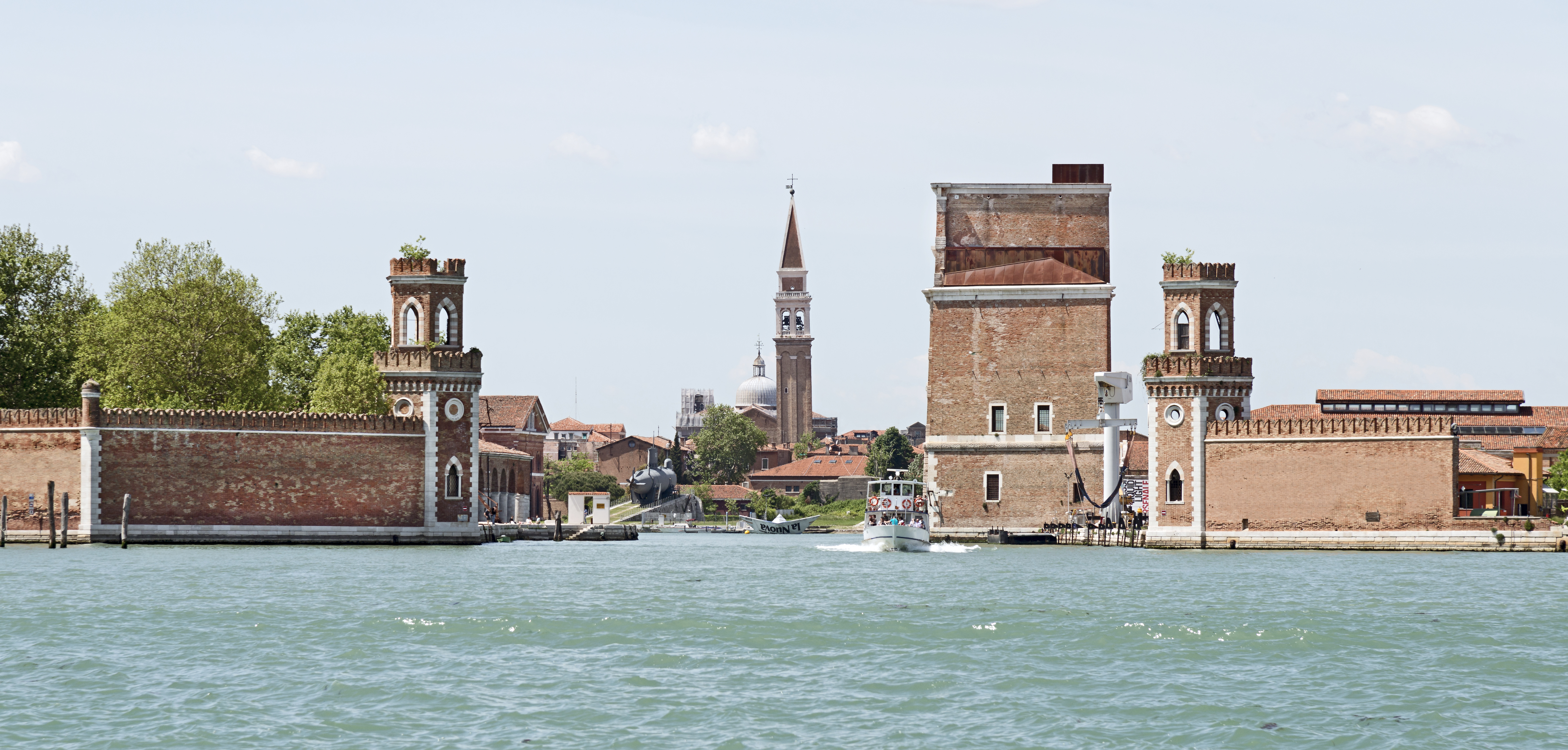
Le canal de Porta Nova, entrée de l'arsenal de Venise.

À Venise, le quartier du Rialto était proche d'une vraie bourse des valeurs, selon l’historien Fernand Braudel. Même si les obligations y dominent, les marchands du grand commerce mondial y échangent aussi des participations dans les galères vénitiennes, divisées en « carats », et mises aux enchères. Ce système de l’incanto des galées du marché a permis à Venise d'entreprendre à partir du XIVe siècle des aventures maritimes à très grande échelle. À son apogée, au milieu du XVe siècle, la ville armait une flotte évaluée à environ 600 galères vénitiennes, permettant des convois réguliers pour sillonner la mer Méditerranée. Ce système est créé dès 1283, sous régie d'État. Il faut attendre 1315 pour les premières enchères à but commercial, concernant les lignes menant à l'Angleterre et aux Flandres. L'État vénitien en crée en 1347 une troisième menant à Alexandrie, en 1374 une quatrième vers Beyrouth, en 1402 une cinquième vers Aigues-Mortes, puis en 1436 une reliant les ports de la côte africaine à l'Espagne. La création de cette « bourse du Rialto » stimule la construction des flottes marchandes, qui nécessite, entre 1303 et 1325, le quadruplement de la superficie de l'arsenal de Venise, premier site industriel du monde, protégé par une enceinte de 25 hectares.

### Bruges, première place européenne, relie Baltique et Méditerranée

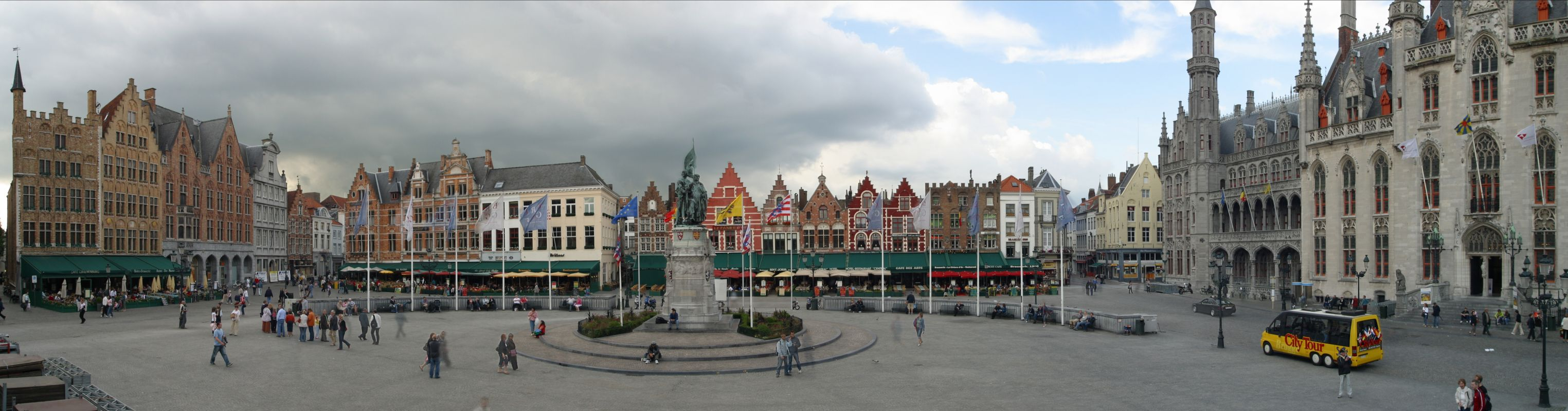
La Grand-Place de Bruges.

Bruges était le grand partenaire commercial de Venise, au moment où la cité italienne a étendu son rayonnement, mais aussi un précieux partenaire financier. La première bourse moderne aurait ainsi été créée au XIIIe siècle à Bruges, lorsque les représentants des comptoirs implantés dans la ville prirent l'habitude de se réunir devant l'hôtel de la famille Van der Buerse. Les principaux comptoirs, appelés « nations », se partageaient les maisons sur la place Ter Buerse. Une nation était une association de marchands étrangers, qui louait le plus souvent ses propres bâtiments. Les marchands y échangeaient les monnaies de toute l’Europe et fixaient les prix futurs des marchandises, ce qui nécessitait d'anticiper l'évolution de l'offre et de la demande aux quatre coins du monde connu. « Des Espagnols, des Italiens, des Anglais, des Allemands, des Orientaux s’y rendent, bref, toutes les nations ensemble », racontent les carnets de voyage de Hieronymus Muenzer, un médecin allemand de Nuremberg en 1495. Bruges a joué un rôle majeur dans la naissance du marché des valeurs. Sur fond de déclin des foires de Champagne, elle a facilité aux Italiens l'accès à l’Europe du Nord, au croisement des empires commerciaux italiens et du réseau de villes commerciales de la Hanse.

## XVeetXVIesiècles

### Anvers, première place mondiale, relie l'Inde à l'Amérique

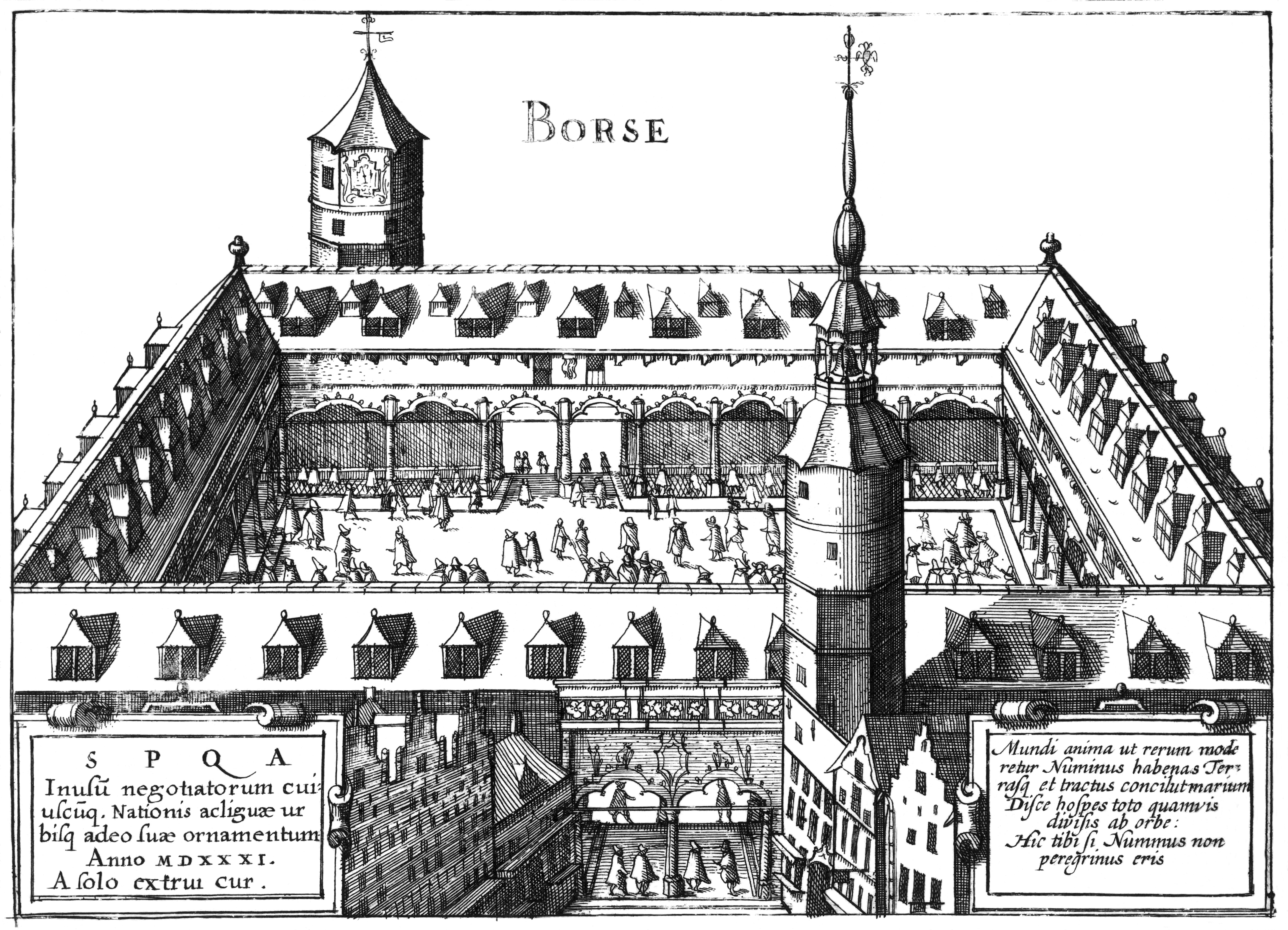
Lodovico Guicciardini. Bourse de change d'Anvers

Le port de Bruges s'ensabla et Anvers prit le relais, grâce à sa position à l'embouchure de l'Escaut, alors principale artère fluviale des Flandres et du Hainaut, les deux régions de l'Europe les plus riches. Anvers devient la capitale de l'imprimerie Plantin. En 1508, la couronne du Portugal décide d'y installer la Feitoria de Flandres, régie commerciale de ses navires qui reviennent chargés d'épices des Indes, en longeant les côtes africaines. L'arrivée des remises d'or et surtout d’argent d'Amérique (et dans une moindre mesure l'argent des mines autrichiennes du Tyrol) joua un rôle fondamental dans la réalisation des opérations financières d'Anvers. Anvers n'a pas de véritable banque, ni même de flotte de commerce. Il n'y est pas question d'écrire les dettes dans un seul livre de comptes comme à Venise. La place flamande développe alors le principe de la lettre de change, document fiduciaire qui peut être escompté. L'achat à terme se développe : il arrivait « de plus en plus fréquemment » que la date des livraisons soient reportées, l'écart de temps « permettant d'escompter la hausse ou la baisse » du cours des marchandises.
Vers le début du XVIe siècle, les transactions se concentrèrent à Anvers, qui devient une place pour les négociants de tous les peuples et toutes les langues. La Bourse d'Anvers est un bâtiment, aujourd'hui disparu, de grande taille où se retrouvent marchands et financiers, espagnols et flamands, allemands et portugais, italiens et suédois. En 1592, apparaît la première liste publiant les cotes des matières premières. Très vite, l'Empire espagnol amène des marchandises de toute l'Amérique latine, en particulier l'argent du Mexique et du Haut-Pérou (Potosí), après 1560 et les convois portugais poussent jusqu'au Japon, nouant les premiers échanges dans la région de Nagasaki.

### Lyon, première place des emprunts publics à long terme

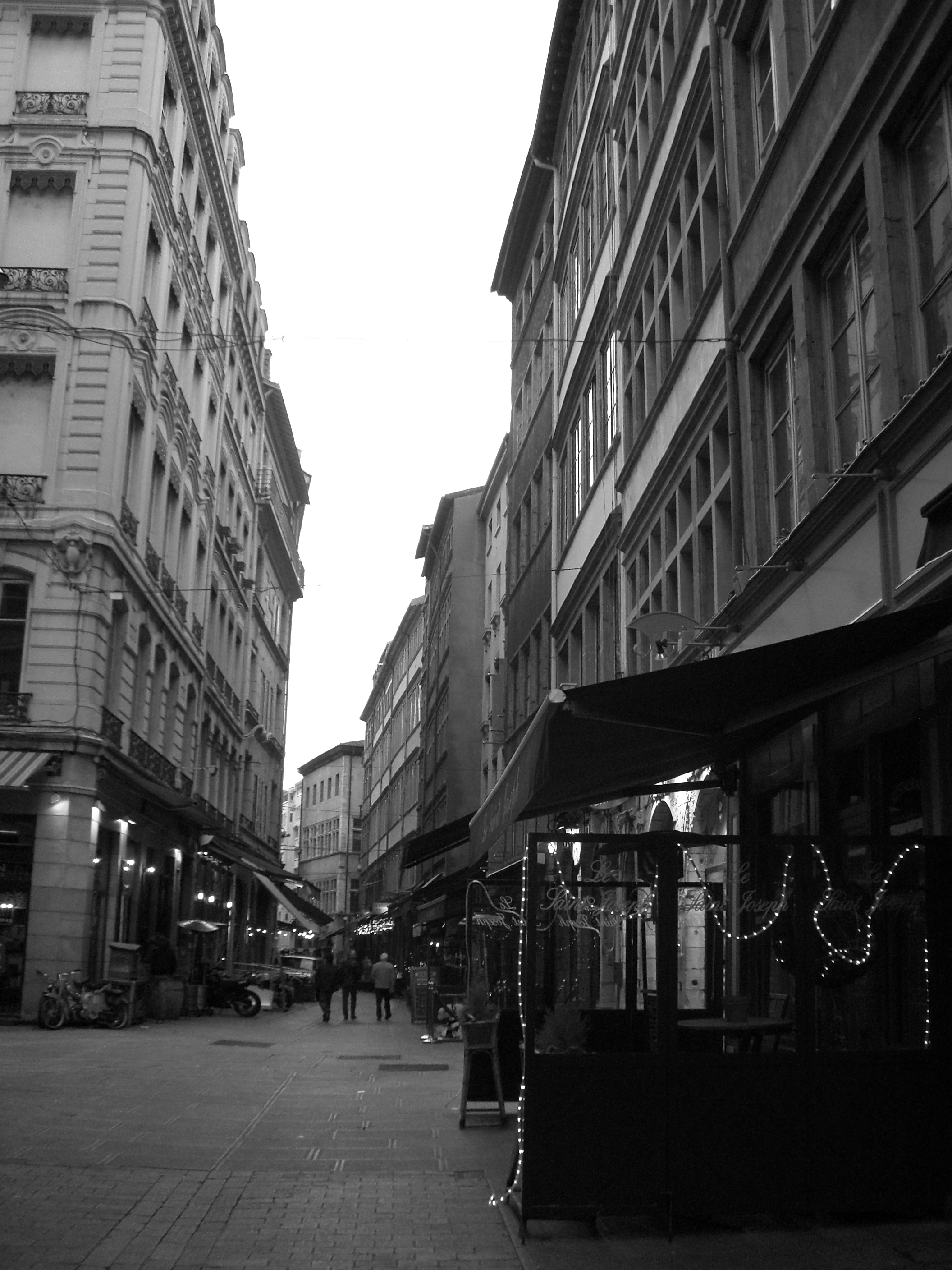
La rue Mercière et ses voisines réunissaient une centaine d'imprimeurs de Lyon.

Lyon fut en 1540 la première des bourses des valeurs régionales françaises, qui ont d'abord été des bourses de commerce. Toulouse remonte à 1549 et Rouen à 1566. « Création des marchands italiens » comme Laurent Capponi, venu de Florence, la place de Lyon centralise les nouveaux échanges sur les effets de commerce et l'escompte, qui font le succès d'Anvers à la même époque. Spécialiste du commerce de gros, grande organisatrice de foires depuis 1463, Lyon est « censée donner la loi à toutes les autres places d'Europe. Vers 1550, c'est une grande ville de soyeux et la capitale de l’imprimerie européenne, avec près de 100 ateliers dans la rue Mercière et ses voisines, même si nombre de marchands français s'établiront ensuite à Anvers, nouvelle rivale. Les banques italiennes de Florence et Lucques, implantées à Lyon, fusionnent : la Banque Gadagne est absorbée par les Capponi. Elles prêtent aux souverains espagnols et français qui se combattent. Le banquier Albisse Del Bene, issu d'une famille d'exilés florentins, est munitionnaire des armées et contrôle la levée des impôts dans toutes les régions de France. Henri II lance à Lyon en 1555 le Grand Parti de Lyon, un emprunt de deux millions d'écus sur 11 ans, à intérêt de 16 %, « taux très supérieur aux précédents », de 12 % en moyenne. Les trois-quarts de l'emprunt sont d'anciens crédits, rassemblés et refondus. Jusque-là, le déficit royal était comblé par des emprunts à trois mois, renouvelés à l'échéance. La plupart des créanciers suisses le boudent, jugeant l'échéance trop longue : ils envoient seulement 29 000 écus à Lyon. La nouvelle créance séduit cependant par sa clarté et sa visibilité. Mais deux ans plus tard, sa valeur chute : la banqueroute espagnole suscite une défiance envers toutes les dettes publiques. Le 20 novembre 1557, peu après la prise de Cadix par des Anglais, Philippe II d'Espagne annonce qu'il cesse de payer les intérêts à ses nombreux créanciers, jusque-là rassurés par les colonies espagnoles du Mexique et du Potosi, hauts lieux de l’histoire des mines d'argent.
« Le bruit se répandit, grâce aux feuilles imprimées », aux « quatre coins de l'Europe. Albisse Del Bene se fait le porte-parole de la communauté bancaire internationale. Il tente, sans succès, de convaincre Philippe II d'Espagne d'aménager sa dette. Après le krach de 1557, la banque Capponi quitte Lyon pour Paris. En 1604, Sully, ministre des Finances d’Henri IV réduit de 40 % les montants du Grand Parti de Lyon et ramène de force le taux d'intérêt à 4 %.

### Première nationalisation de dette, par Thomas Gresham
Peu avant ce krach de la dette française du « Grand Parti de Lyon », survenu en 1555, l'Angleterre décide en 1543 le Great Debasement, qui ramène la part d'argent dans les pièces de monnaie à 25 % et déclenche la crise monétaire anglaise des années 1550. Pour faire baisser les prix, qui « avaient doublé ou triplé en quelques années », Thomas Gresham propose à la reine Élisabeth Ire d'Angleterre de revenir aux parités antérieures et de créer un marché national, centralisé, pour ses emprunts. La reine, satisfaite, le nomme en 1560 ministre des Finances et lui demande de reproduire à Londres le fonctionnement de la Bourse de commerce d'Anvers. Le Royal Exchange est construit en 1565, pour accueillir les échanges qui avaient lieu rue des Lombards, fief des Italiens de Londres depuis le Moyen Âge. Les grands bailleurs de fonds partagent l'édifice avec une foule de petits spéculateurs et courtiers anglais, mais on n'y échange pas d'actions. Le lieu sera envahi un siècle plus tard par les négociants venus de Hollande, mal accueillis, qui s'installeront alors dans des cafés.
Ailleurs, les échanges ont lieu au sur un pont : Ponte Vecchio à Florence, Rialto à Venise, Pont au Change, à Paris, alors en bois, où prolifèrent des « courratiers » échangeant les centaines de monnaies émises aux quatre coins du Royaume. Un édit de Charles IX leur fixe des règles en 1572. Ils sont rebaptisés « agent de change » en 1639, même s'ils n'échangent ni actions ni obligations. Leur banc est rompu en cas de problème, d'où le mot « banqueroute ». Un bâtiment leur est édifié en 1613 sur le Pont Neuf.

## XVIIesiècle
Le siècle d'or néerlandais voit Amsterdam devenir la capitale mondiale de l'imprimerie, de la finance et de la navigation, grâce à l'afflux de réfugiés protestants, qui amènent leur or, et leur savoir-faire. Ils développent un marché financier sophistiqué, avec paiement à terme et options, où brillent deux sociétés très importantes : la Compagnie néerlandaise des Indes orientales et la Banque d'Amsterdam. Le même phénomène se produira à la fin du siècle à Londres, envahie par une armée hollandaise comptant des milliers de réfugiés protestants français.

### Amsterdam: première cotation d'une multinationale
| Années d'expansion de la Compagnie hollandaise des Indes | 1641 | 1651 | 1659 | 1670 | 1680 | 1700 | 1725 | 1750 |
| Nombre de navires hollandais aux Indes orientales        | 56   | 60   | 83   | 107  | 88   | 66   | 52   | 43   |

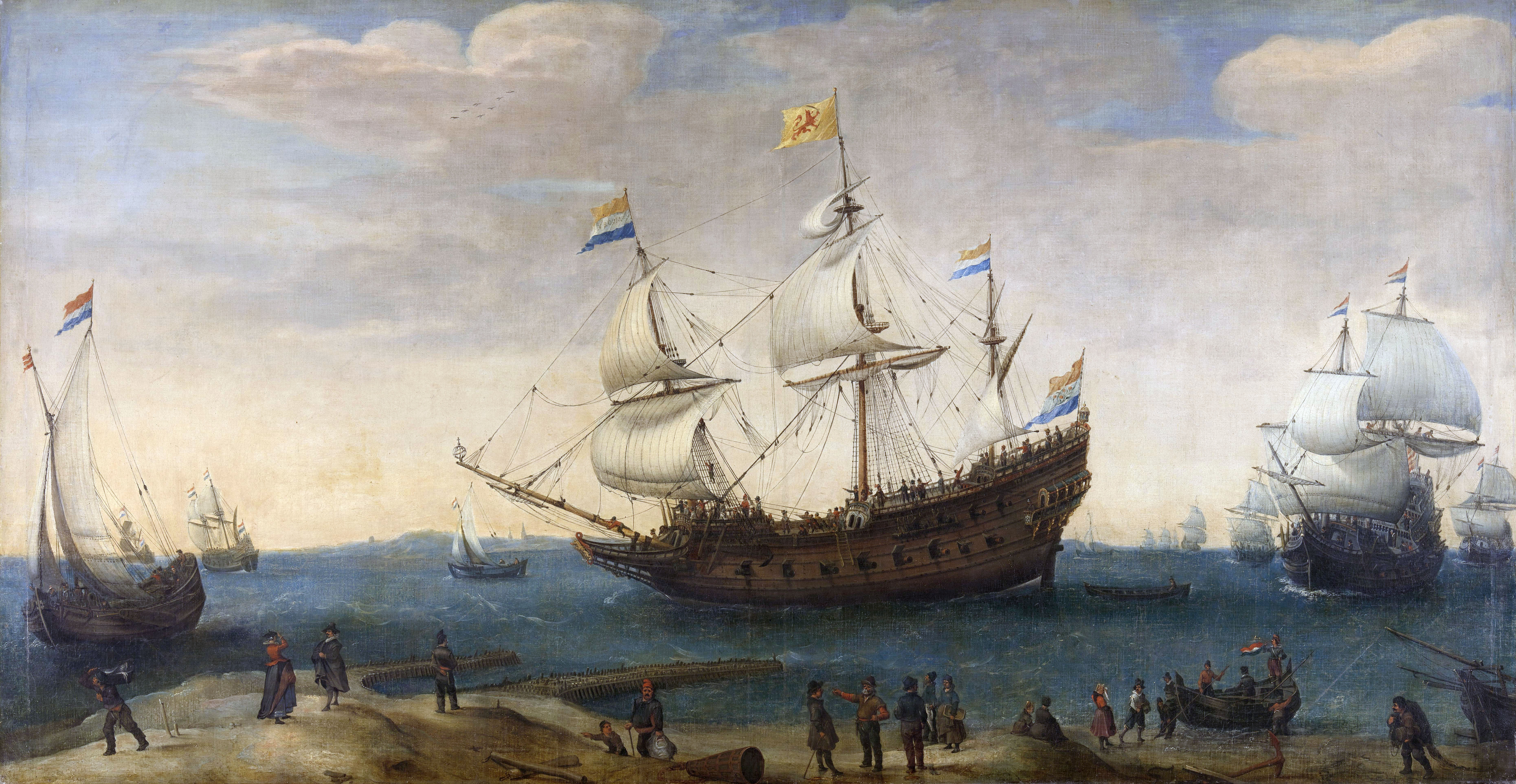
Peinture de Hendrick Cornelisz Vroom, vers 1600 : départ de voiliers de la Compagnie néerlandaise des Indes orientales.

La Flandre protestante est soumise en 1576 au Sac d'Anvers par les armées espagnoles. Les habitants fuient à Amsterdam, dont la population quadruple en quelques années. Entre 1598 et 1602, la nouvelle capitale du protestantisme envoie 65 navires en Asie, dispersés en 14 flottes, atteignant le Japon, où les mines d'argent contribuent au commerce en Asie de 1638 à 1668. Les immigrés juifs et protestants forment la majorité des 320 actionnaires de la Banque d'Amsterdam, créée en 1609, et jusqu'à 80 % de la population de villes comme Middelbourg ou Leyde, nouvelle capitale européenne de l'imprimerie, qui prend le relais d'Anvers. Parmi les premiers actionnaires de la Compagnie néerlandaise des Indes orientales, fondée en 1602, 38 % ont fui les guerres de religion. Elle constitue un capital de 6,5 millions de florins, l'équivalent de 64 tonnes d'or, dix fois plus que la Compagnie anglaise des Indes orientales, fondée en 1600.

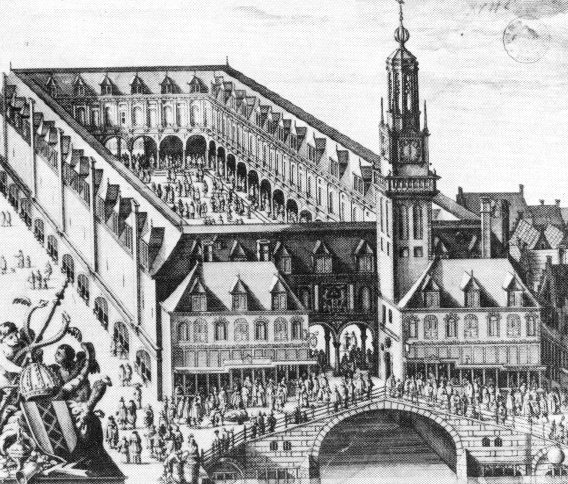
Le bâtiment de la Bourse d'Amsterdam d'Hendrick de Keyser vu par Claes Jansz Visscher.

La valeur des actions s'envole, de 3 000 florins en 1602 à 15 300 florins en 1670, puis 36 000 en 1720. Les dividendes, fluctuant avec les cargaisons ramenées, représentent 7,84 % de la valeur boursière de l'action en 1670 puis 3,33 % en 1720. La compagnie a deux comptabilités, l’une à Amsterdam, l’autre à Batavia. Les précieuses épices servent de monnaie en Occident, inspirant l'expression « payer en espèces ». Les actions sont d'abord échangées dans une rue, le Damrak. Puis la Bourse d'Amsterdam est bâtie en 1611 par l'architecte Hendrick de Keyser pour le conseil municipal. De brique et de pierre de taille, le bâtiment de 69 mètres sur 39 enjambe le canal du Rokin, avec un péristyle de 46 piliers numérotés « pour distinguer les places où se tiennent les marchands ». Ouvert au son d'une cloche, de midi à 14 h, il peut contenir environ 4 600 personnes. Au départ, seules des actions à livraison immédiate étaient négociées, mais très vite options et contrats à terme les rejoignent. La spéculation à terme y fait ses classes.

Indice des prix standards des contrats de bulbes de tulipe.

Le marché est animé par les immigrés juifs portugais et leur Gazeta de Amsterdam, diffusée deux fois par semaine, entre 1675 et 1702, en espagnol pour toucher la diaspora des Juifs séfarades, implantée aussi à Curaçao, Livourne ou Bayonne, active dans l'histoire de la culture du cacao. C'est le plus ancien périodique de l'histoire juive. On échange aussi l'action de la Compagnie néerlandaise des Indes occidentales, qui s'empare d'une partie du Brésil portugais, tandis que la tulipomanie a lieu dans les bars et auberges. Entre novembre 1636 et février 1637, les prix des contrats d'achat de tulipes sont multipliés par douze, frénésie qui suscite moqueries et réprobation. À partir de février 1637, les prix s'effondrent en trois semaines : c'est le « krach des tulipes ».

### Rentes constituées et louis d'or, premiers placements refuge
Les Compagnies européennes fondées au XVIIe siècle, nombreuses en France dans les années 1660, sont des monopoles, aux actions souvent nominatives, car il faut tempérer le risque militaire et maritime par un peu de sécurité pour leurs actionnaires. Le souci de sécurité des placements guide aussi la création en 1640 par Claude de Bullion, ministre des finances de Louis XIII, du louis d'or, pilier d'un système monétaire qui s'impose même au marché des métaux précieux de Londres et tiendra jusqu'à la Révolution française. L'or est recherché car le poids de l'argent extrait des mines du Potosi et du Mexique dépasse de 60 fois celui de l'or dans les années 1640.

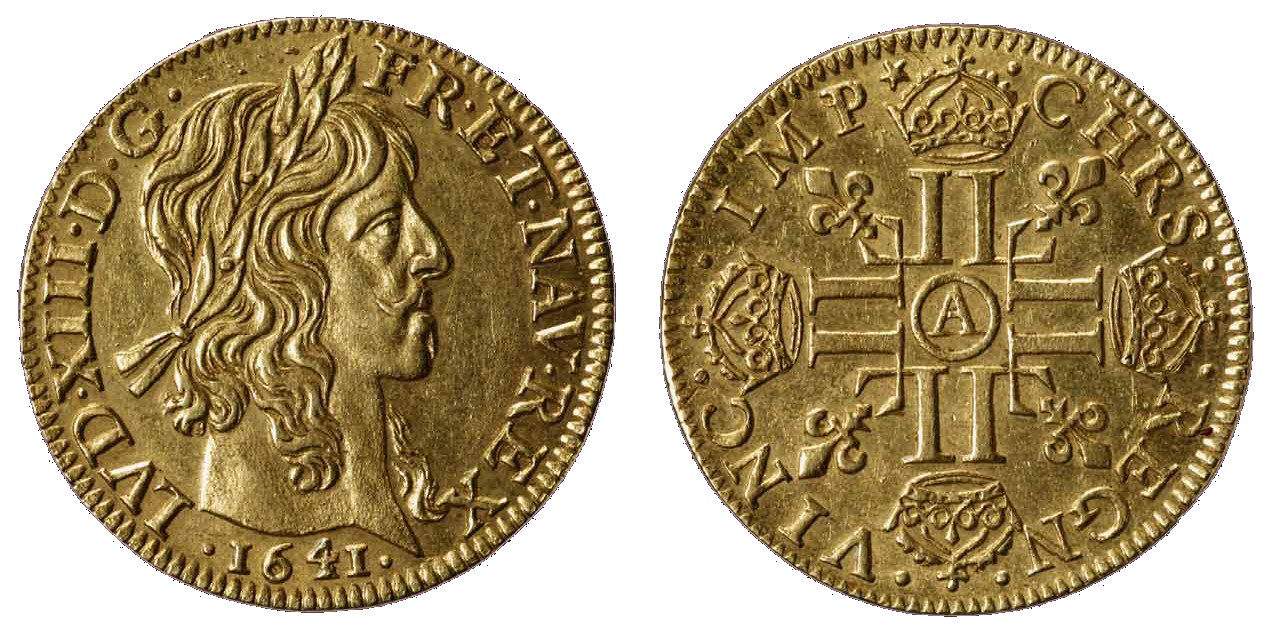
Louis d'or de Louis XIII.

Pour pallier l'absence de banques solides, les rentes constituées se développent aussi, même si Jean-Baptiste Colbert déteste « le rentier : économiquement il le perçoit comme un oisif parasitaire dont les capitaux ne s'investissent ni dans l'industrie ni dans le commerce, et politiquement, il le perçoit comme un danger ». Il veut le forcer à investir dans les manufactures. Mais les quittances de rachat de la seconde moitié du XVIIe siècle, « résultant de la politique de remboursement des rentes engagée par Colbert, laquelle donne lieu à des édits spécifiques pour chaque type d’émission » ont finalement échoué. Les rentes constituées se développent plus que jamais après sa mort, au détriment des manufactures. La fiscalité y contribue : en cas d'échanges d'immeubles contre des rentes constituées, le lods et ventes, ou droit de 8 % (l'ancêtre du droit de mutation), n'était pas exigible. Les rentes constituées subiront plus tard la concurrence de la dette publique, qui rapporte en moyenne 7,5 % en 1788, deux fois plus qu'en Angleterre (3,8 %), pourtant plus endettée de 50 %, pour une population trois fois moindre.

### Révolution britannique, six fois plus d’entreprises cotées en une décennie
La Glorieuse Révolution, menée en 1688 par une partie des britanniques, avec l'aide d'une armée franco-hollandaise dirigée par Frédéric-Armand de Schomberg chasse Jacques II et déclenche la révolution financière britannique : création de la Banque d'Angleterre, des compagnies d'assurances, comme le Lloyd's of London, et boom de la dette publique, pour financer la Royal Navy, via les Navy bills.
De 1688 à 1702, elle passe de 1 à 16,4 millions de livres. De 1702 à 1714, elle triple pour atteindre 48 millions de livres sterling, dont la majeure partie pour la Marine. La Royal Navy compte 272 vaisseaux dès 1702, 77 % de plus que sous Cromwell. Son superviseur entre 1692 et 1699, Edmund Dummer, lui impose des formats standards, visés par le Parlement, pour rendre interchangeables les composants, en valorisant les innovations de Thomas Savery.

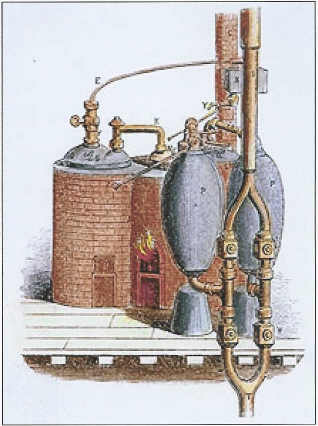
Savery publie dans la presse en 1702 un croquis de sa pompe inspirée de celle de Denis Papin, qui rend viable bien des mines anglaises, travaux poursuivis par Thomas Newcomen.

Les chantiers navals de cale sèche de Portsmouth et Plymouth se développent, la valeur du premier étant triplée en dix ans. Dès 1741, la flotte anglaise est trois fois celle de la France. Le Board of Ordnance vérifie les contrats d'approvisionnement de la Royal Navy, dans une politique d'aménagement du territoire. Pilotée par la Banque d'Angleterre, la dette publique a un taux d'intérêt faible, grâce à une administration fiscale renforcée, collectant la land tax, proportionnelle aux surfaces possédées, qui représente 52 % de l'ensemble des recettes en 1696.

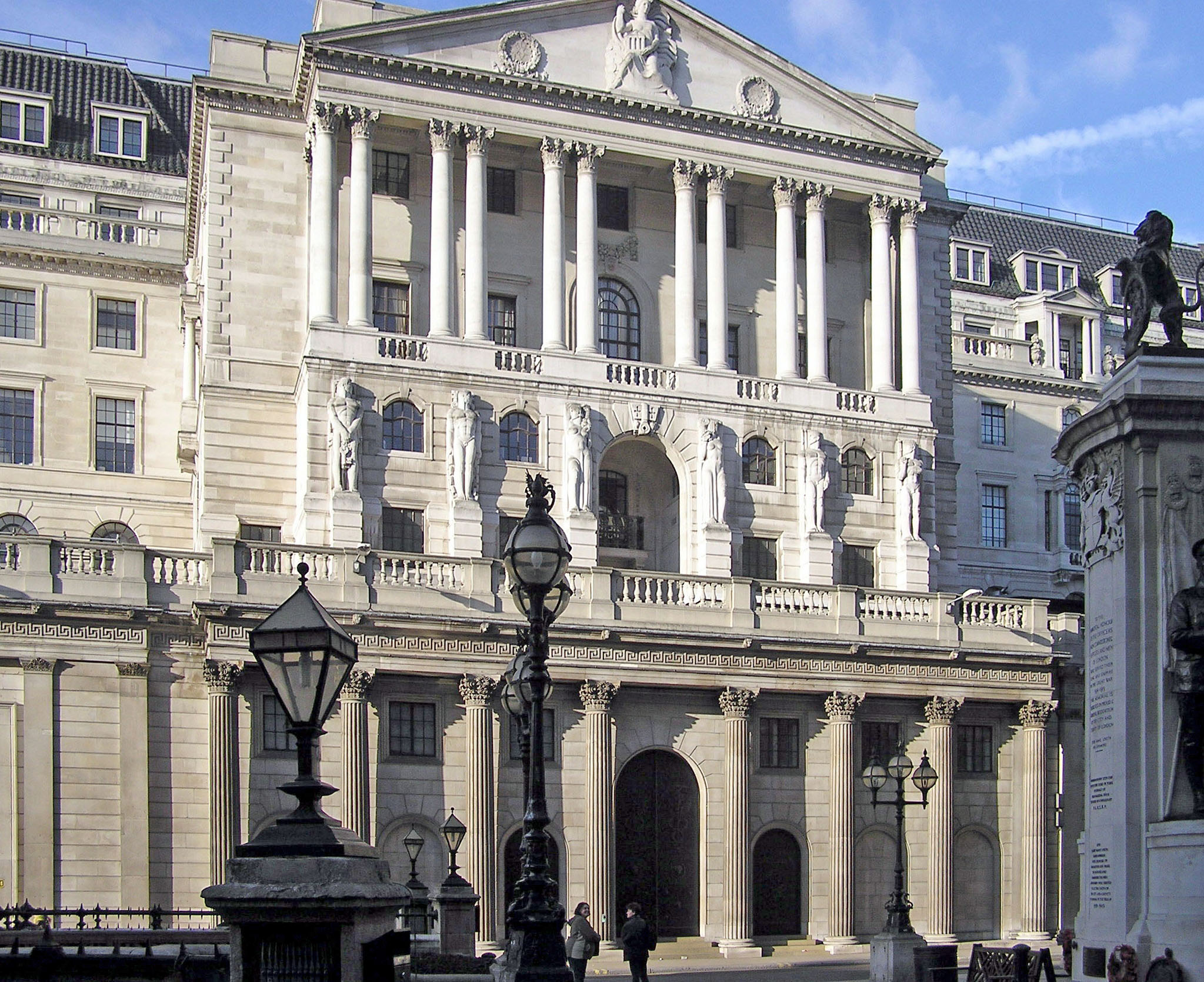
La Banque d'Angleterre, pompe d'amorçage de la dette publique, pour financer la Royal Navy.

La Banque d'Angleterre sert aussi à sécuriser les country banks de province, créées par des bonnetiers, tisserands, brasseurs, meuniers ou commerçants en fer. Elles seront une douzaine dès 1750, puis 120 en 1784 et 290 aux environs de 1797. La BLC, fondée en 1746 avec 100 000 livres, prête dès 1764 aux filatures de lin développées depuis 1697 par Louis Crommelin et 70 familles huguenotes à Lisburn, près de Belfast, puis en Écosse, qui en tire 22 % de ses exportations dès 1704. Les publications des 301 associés de la Société agronomique écossaise, créée en 1723, aident au triplement de la production écossaise entre 1730 et 1775, à 121 millions de yards, répartie entre Dundee et Glasgow, qui double ses exportations entre 1725 et 1738 grâce à une subvention de 2 750 livres. En 1742, Edward Cave valorise la fileuse à coton de Lewis Paul et lance les premiers entrepreneurs du coton britannique. Pour l'historien Robert Mandrou, l'une des principales innovations est « l'essor des sociétés anonymes par action, au détriment des compagnies à chartes détentrices d'un monopole d'État. » La Cité de Londres privilégie les « associations libres, constituées par les marchands, sur des bases financières précises et soumises aux seules règles du marché londonien, par l'intermédiaire de la cotation en bourse. Dans la dernière décennie du XVIIe siècle, ces sociétés se multiplient, à tel point qu'en 1700, il s'en trouve 140 dûment recensées sur la place de Londres. Elles n'étaient que 24 en 1688. Leur prospérité draine les capitaux anglais et étrangers, en particulier hollandais ». Elles capitalisent 4,5 millions de livres selon les travaux de William Robert Scott.
Le négoce des actions se concentre autour de City's Change Alley, dans deux cafés : Garraway's et Jonathan's, où le huguenot John Castaing publie en 1692 une première liste d'actions intitulée « Le cours des échanges et autres choses ». Le Jonathan's sera renommé « London Stock Exchange » en 1777, en s'installant dans un bâtiment dédié. Parmi les trois sociétés par actions créées dans les années 1700 dans le charbon de Newcastle, « The Blythe Coal Company ». Son concurrent Charles Montagu (1658-1721) installe des wagons roulant sur six kilomètres de rails en bois et devient dès 1703 le premier producteur, avec 70 000 tonnes. Les premiers entrepreneurs du charbon britannique profitent aussi des aménagements de rivière en Angleterre et du brevet déposé en 1698 par Thomas Savery, qui diffuse dans la presse en 1702 un croquis simplifié de sa pompe à vapeur, améliorée en 1711 par Thomas Newcomen et produite à grande échelle grâce aux premiers entrepreneurs de la fonte britannique, découverte en 1709 par Abraham Darby. Combinée au sulfate de fer de John Roebuck, de l'Université d'Édimbourg et de la Lunar Society, elle permet le placage au fer des boulets de canon pour les grosses commandes de la Royal Navy dès les années 1750. La presse, libérée de la censure, couvre les concours d'inventeurs et les débats du Parlement: de 1688 à 1692, 26 publications sont créées, concurrençant la Gazette de Leyde et la Gazette d'Amsterdam de Jean-Alexandre de la Font. The Athenian Mercury commença à paraître en 1691. Un pasteur français, Jean de Fonvive, gagne 600 livres sterling par an, avec son Post Man, alimenté par la diaspora des Huguenots. Abel Boyer (1667-1729), arrivé de Castres en 1689, édite le Post Boy: 3 000 exemplaires contre 3 800 pour le Post Man, des chiffres énormes pour l'époque. Un troisième « quasi-quotidien », le Flying Post, sort aussi en 1695. Un autre huguenot, Pierre-Antoine Motteux, fonde dès 1692 le mensuel Gentleman's Journal. En 1701, Norwich Post dispute le rôle de premier quotidien de l'histoire au Daily Courant fondé le 11 mars 1702 par le libraire Edouard Mallet au-dessus du White Hart pub à Fleet Street, et compile des nouvelles de l'étranger.

## XVIIIesiècle

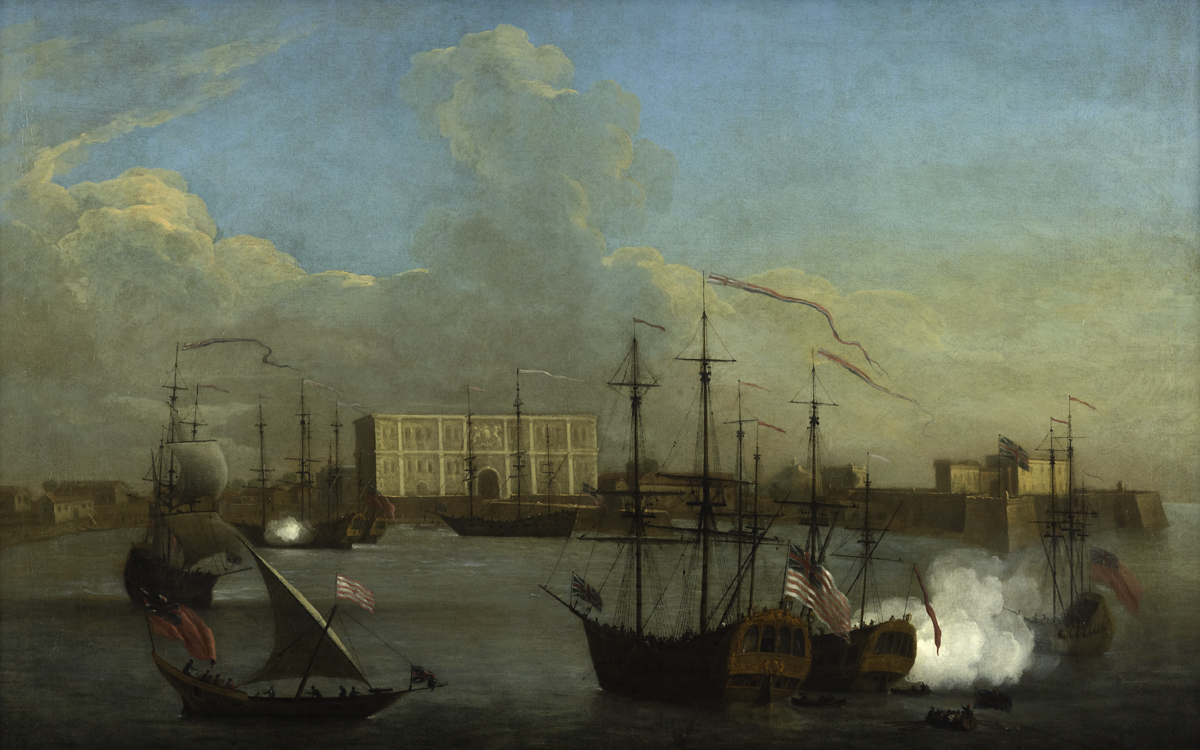
L'Anglaise des Indes à Bombay en 1732, un placement apprécié des Hollandais.

Au XVIIIe siècle, les obligations règnent sur les bourses de valeurs, qui se sophistiquent : usage courant des options et ventes à découvert (France), restructurations de dette aux États-Unis ou fongibilité de la dette publique autrichienne et anglaise. Celle de l'Angleterre croît tout au long du siècle, les financiers hollandais étant rassurés par la solidité du système fiscal anglais et l'intervention de la Banque d'Angleterre, qui inspire ensuite la France et les États-Unis.
| Placements des hollandais en 1782 | Angleterre | France | Colonies | Prêts intérieurs | Change | Or et argent |
| mlns de florins                   | 380        | 25     | 140      | 425              | 50     | 50           |

Après le siècle d'or néerlandais, Amsterdam recycle ses capitaux dans la finance, arbitrant entre les placements dans les différents pays, puis subissent la concurrence de la place de Genève. La présence des actions est d'abord limitée aux compagnies des Indes françaises et anglaises, dont les krachs affectent Amsterdam, puis à l'engouement, tout à la fin du siècle, pour les assureurs français et les sociétés de canaux anglaises, qui complètent le réseau routier des turnpike trusts et celui des aménagements de rivière en Angleterre.
Genève est l'autre source de capitaux, mais surtout à destination de la France. La longue somnolence du marché financier français, entre 1720 et 1770 s'explique par l'absence d'emprunts émis et cotes au dehors et de titres étrangers cotés à Paris, ce qui n'avait nullement empêché la montée à Paris de banquiers genevois et apparentés se cantonnant dans les affaires en commission, gestion de dépôts et comptes courants de toute une clientèle de rentiers français.

### John Law dissout la dette de Louis XIV dans le Mississippi

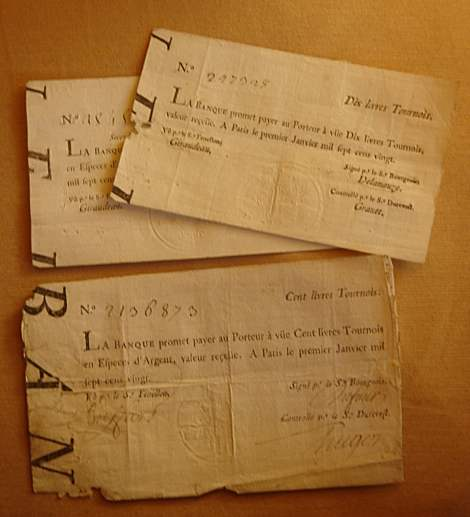
À en juger par les nombreux trous d'aiguille, les derniers billets ont beaucoup circulé.

En 1698, le financier écossais William Paterson crée avec 172 artisans écossais la Compagnie du Darién, au Rendez-vous de l'île d'Or, en s'inspirant des autobiographies des pirates du Panama, Lionel Wafer et William Dampier. C'est la porte panaméenne du commerce vers les « mers du Sud », où l'argent métal venu du Potosi péruvien flambe pour cause de pénurie. Les 2 000 colons écossais sont décimés par la malaria mais le mythe du Pacifique perdure : des armateurs malouins bâtissent d’immenses fortunes sur les côtes du Chili et du Pérou. Le cap-hornier Noël Danycan de l'Epine (1651-1731), fonde lui aussi une Compagnie royale de la mer du Sud dès 1698. En 1711 émerge une compagnie des mers du Sud anglaise, dont Jean de Fonvive a mille actions, au centre de la South Sea Bubble, vaste spéculation qui dure jusqu'au krach de 1720.
Un autre financier écossais, John Law de Lauriston, est appelé par la France après la mort en 1715 de Louis XIV qui laissait derrière lui une dette de 3,5 milliards de livres, soit dix années de recettes fiscales (en 2010, la dette publique française est 3 fois moins élevée, avec 3,5 années de recettes). S’inspirant de la Compagnie des mers du Sud, il crée une nébuleuse de sociétés autour de la Banque générale, au capital de 6 millions de livres, fondée le 2 mai 1716 sur le modèle de la Banque d'Angleterre. Ses 1 200 actions sont échangeables contre les créances sur l’État. Ses billets, convertibles en or, peuvent être reçus comme impôt. Jean Paris de Monmartel investit 300 000 livres dans la Compagnie d'Occident de Joseph Paris Duverney, rachetée par la Compagnie du Mississippi, qui récupère aussi le monopole de la Compagnie de la Louisiane d'Antoine Crozat, première fortune de France. La « Mississippi » rachète aussi, grâce à une augmentation de capital, la Compagnie française des Indes orientales, puis la Banque générale, rebaptisée « Banque Royale » la même année.

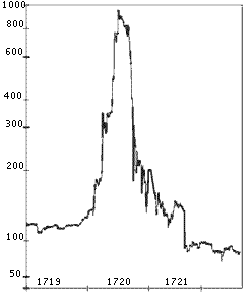
Cours de la Compagnie des mers du Sud lors du krach de 1720.

Des publicités attirent en Louisiane des Alsaciens, qui fondent la ville Des Allemands (Louisiane). Dès août 1719 se déchaînent les agiotages, rue Quincampoix, sous les fenêtres de la Compagnie du Mississippi, où on s'arrache ses actions : toutes les maisons, « morcelées en bureaux, se louèrent à des prix fous ». Un bossu se loua comme pupitre. Une dame Chaumont, mercière à Namur, gagna 60 millions de livres et acheta la seigneurie d'Ivry-sur-Seine et l'hôtel de Pomponne. Puis c'est devant l’Hôtel de Soissons, de l'un des spéculateurs menacés de ruine, Victor-Amédée Ier de Savoie-Carignan, où des baraques sont dressées pour y accueillir les agioteurs, et rue de l'Arbre-Sec. Le 30 novembre 1719, c'est la première baisse. Le 9 janvier 1720, le Régent exige que la Compagnie du Mississippi lui reprenne ses actions à 9 000 livres. John Law invente alors un instrument financier de plus, « les primes » : déposer 1 000 livres, donne le droit d'acheter l'action pour 10 000 livres pendant six mois. Les spéculateurs les préfèrent aux actions, la rumeur espérant que ces dernières montent à 18 000 livres. Vendre à 10 000 livres permettait d’acheter 10 « primes », qui sont devenues l’objectif principal des spéculateurs. En février-mars 1720, lorsque l'action est encore à 9 000 livres, avec une tendance baissière, les étrangers revendent à terme, avec 30 % de « prime ». Le 22 mars 1720, la rue Quincampoix est fermée. L'édit du 21 mai 1720 ordonne une baisse des actions à 5 000 livres, en sept étapes jusqu'en décembre. Il est annulé le 27 mai, car le Parlement de Paris et les souscripteurs se révoltent. Le château de cartes s’écroule le 17 juillet 1720. Dès cinq heures du matin, rue Quincampoix, une émeute oppose des milliers d'actionnaires : 15 personnes y périssent. Même scénario en août à Londres, lors du krach de 1720. L'action Compagnie des mers du Sud avait été multipliée par 9, épisode raconté par Daniel Defoe, Jonathan Swift et le physicien Isaac Newton.

### Rue Vivienne, les obligations royales à haut rendement
Au XVIIIe siècle, la spéculation à terme, à liquidation mensuelle, est devenue majoritaire, à la Bourse de Paris, dominée par les effets de commerce et une dette publique dont le service représente 50 % des 620 millions de livres de dépenses du roi de France en temps de paix. Les textes officiels parlent d'un « jeu de primes », permettant de renoncer à une transaction si le cours n'est pas au niveau espéré. Variant de 4 % en 1754 à 10 % en 1771 le rendement obligataire moyen est de 6,5 %, deux fois plus qu'en Angleterre (3 à 4 % en moyenne), pays dont la dette publique est pourtant plus élevée d'environ 50 %. Paris cote une obligation différente pour chaque taxe, alors qu'il n'y a qu'une seule obligation à Londres, qui « publie régulièrement son budget et paie scrupuleusement ses créanciers », tandis que Versailles « fait régulièrement banqueroute et cultive le secret comptable », selon l'ouvrage de Jacques Necker, L'Administration des finances de la France (1784) », premier best-seller politico-financier, avec 12 000 exemplaires vendus en un mois.
| Année                                 | 1720 | 1758 | 1787 |
| fiscalité anglaise (livres/habitant)  | 19   | 23   | 34   |
| fiscalité française (livres/habitant) | 8    | 9    | 12.  |

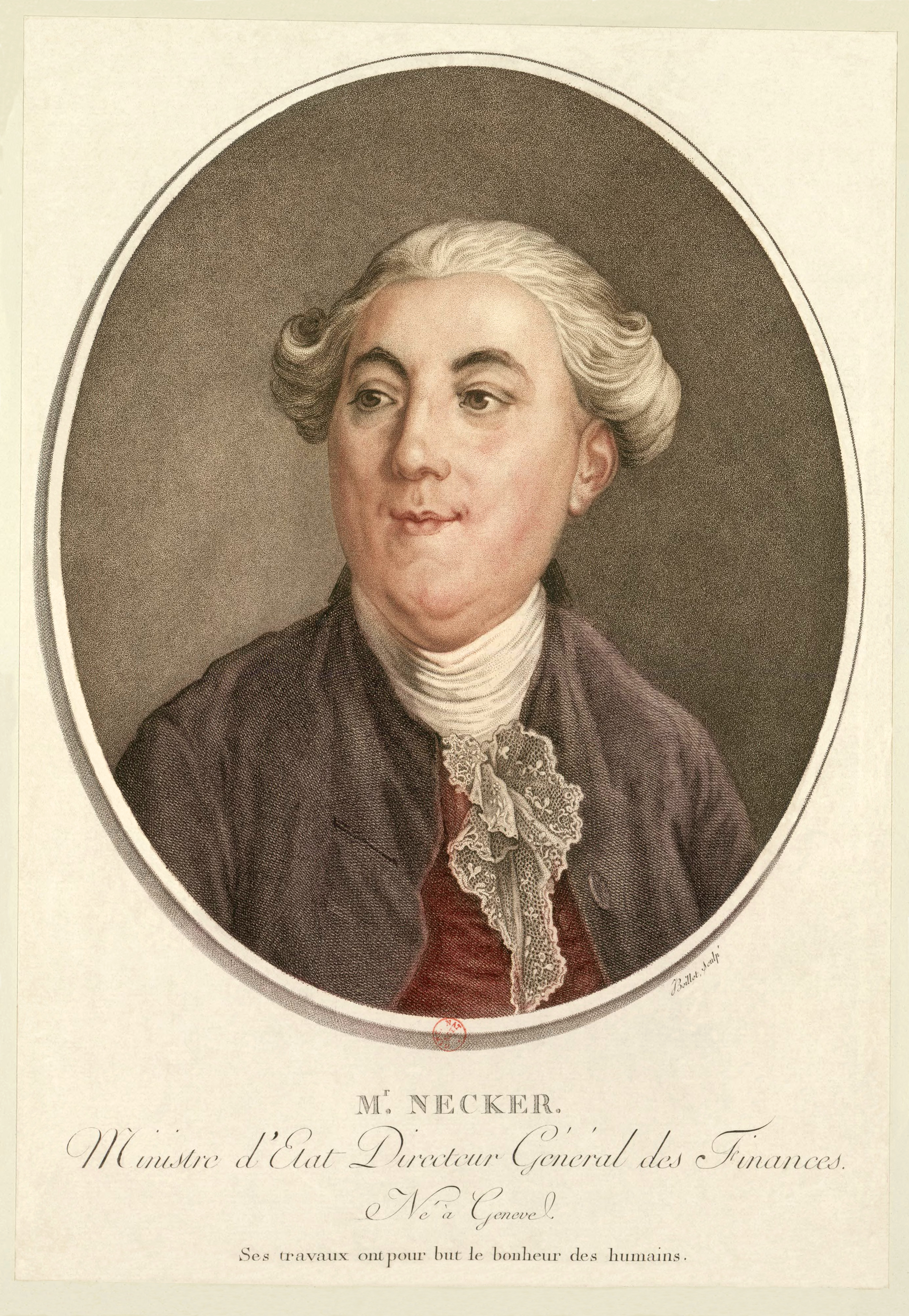
Le Suisse Jacques Necker vend 12000 exemplaires de L'Administration des finances de la France (1784).

Dès 1721, il faut nettoyer le système de Law, par l'opération du visa : 185 « agioteurs » frappés d'amende, 187 millions de livres d'obligations confisquées, deux fois plus que sous la Chambre de justice de 1716. Les vingt morts de l'émeute de la rue Quincampoix obligent à déplacer la spéculation vers les jardins de l'Hôtel de Soissons, puis la réglementer par l'arrêté du 24 septembre 1724, qui plafonne à 60 le nombre d'agents de change, des « officiers ministériels », cantonnés au rôle d'intermédiaire. Les clients doivent leur remettre l'argent. La séance a lieu tous les jours, sauf les dimanche et fêtes, de dix heures à treize heures. Un bâtiment de 38 toises sur 21 (68 mètres sur 38) lui est réservé, au 6 rue Vivienne, dans le « Jardin de la Compagnie des Indes », aujourd'hui « Jardin Vivienne », en contrebas de la partie de l'Hôtel de Nevers où la Compagnie est installée depuis 1719, dans l'ex-« Galerie Mansart » réalisée pour les collections d'art antique du cardinal Mazarin, aujourd'hui « Galerie de photographie » de la Bibliothèque nationale de France. Avant le krach de 1720, l'ensemble de l'hôtel de Nevers était occupé par la Banque générale de John Law. L'autre moitié, récupérée par l'abbé Bignon, sera consacrée à la « Bibliothèque royale ». La traverse réservée à la bourse est bordée d'un péristyle, percé d'arcades donnant sur la rue, encadrant un préau sablé et peuplé de bancs.
Tout proche, l'hôtel de l'Administration générale des loteries, à l'angle de la rue Vivienne et de la rue neuve des Petits Champs, et le Trésor royal. Tous deux remplacent la Compagnie des Indes à sa suspension en 1769. L'arrêté du 30 mars 1774 institue la criée à haute voix et un « parquet » de négociation, surélevé d'un mètre. La Caisse d'escompte est fondée en 1776 au 8 rue Vivienne. Les transactions s'accélèrent dans les années 1780.

### Amsterdam et Genève, capitales protestantes des obligations
La place d'Amsterdam commence à prêter aux suédois, autrichiens et hongrois, trois pays aux ressources monétaires en argent et cuivre, dès le milieu du XVIe siècle. Après 1713 et la fin de la Guerre de succession d'Espagne, elle va commencer à profiter de la neutralité des Pays-Bas, ce qui lui permet de souscrire des emprunts publics pour une moyenne de 5 millions de florins par an entre 1713 et 1764, essentiellement vers l'Angleterre et l'Autriche-Hongrie. Après la guerre de sept ans, la place hollandaise accélère et passe à une moyenne de 20 millions de florins par an en plus entre 1780 et 1794.
La banque Hope and co, fondée par une famille qui a quitté en 1734 l'Écosse pour Amsterdam devient peu à peu la principale de la capitale néerlandaise, avec un capital de dix millions de florins en 1780. Cette banque place dix emprunts publics pour la Suède entre 1767 et 1777 et 18 pour la Russie, entre 1788 et 1793. En 1800, près de 70 emprunts publics de 14 pays sont cotés à Amsterdam et les placements hollandais à l'étranger représentent 500 à 600 millions de florins, près de deux fois le PIB estimé des Pays-Bas, ratio qui dépasse largement celui de 1,5 fois pour l'Angleterre qui sera observé avant 1914.
De son côté, Genève ne se tire par trop mal de l'aventure du système de Law et un grand nombre de familles commerçantes se retrouvent, plus en possession de titres français, tandis qu'au même moment en Angleterre, le Krach de 1720 a causé des ruines, mais semble avoir plutôt profité aux affairistes genevois, selon le résident de France, La Closure. Ces plus values s'ajoutent aux bénéfices : en 1720, on compte déjà sept usines d’indiennes de coton à Genève. Le succès crée une dynamique économique suisse avec la création de banques comme celle de Jacques-Louis de Pourtalès en 1743.
La prohibition de l'importation de cotonnades autres que celles mises en vente par la Compagnie des Indes accélère l'émigration industrielle suisse vers la France, et pousse les grandes maisons de commerce suisses à investir davantage sur le versant maritime des Indiennes de coton. Afin de contourner ce nouveau monopole, elles prennent, sous pavillon neutre ou non français, de gros intérêts dans les armements pour l'Inde: une spéculation très rentable (20 à 40 ou 50 % de bénéfice voire 60 %) qu'avec les Indes occidentales ou les États-Unis.
Plantamour & Rilliet, Genève et Lorient, ou Pourtalès & Cie, grands acteurs des ventes de la Compagnie des Indes, deviennent vers (1781-1790) les plus gros actionnaires suisses des entreprises Solier & Cie, armateurs à Marseille. Senn, Bidermann & Cie déplace son siège social à Paris en 1789 pour organiser des expéditions pour les Indes orientales.
Dès le milieu du XVIIIe siècle, Genève fonctionne véritablement comme une réserve passive de capitaux. Les guerres obligent à nouveau les États à emprunter massivement. C'est surtout en France et dans la seconde partie du siècle que les investissements genevois prennent de l'ampleur. Avant la Révolution française, l'un des banquiers les plus importants de la place déclare que « les trois quarts ou plutôt les dix-neuf vingtièmes des fortunes de Genève dépendaient des finances de la France ». Après la Révolution, la période d'inflation puis le scandale des assignats, des banqueroutes en chaîne entraînent l'effondrement financier avec la faillite dès 1792 des trois grandes banques genevoises qui avaient placé 3/4 du viager genevois :
- Lullin Masbou, Aubert & Cie, Bontems ;
- Mallet frères & Cie ;
- Passavant, de Candolle Bertrand & Cie[75].

### La crise de l'East India en 1772: du Bengale et l'Écosse à Londres, Amsterdam et Gênes

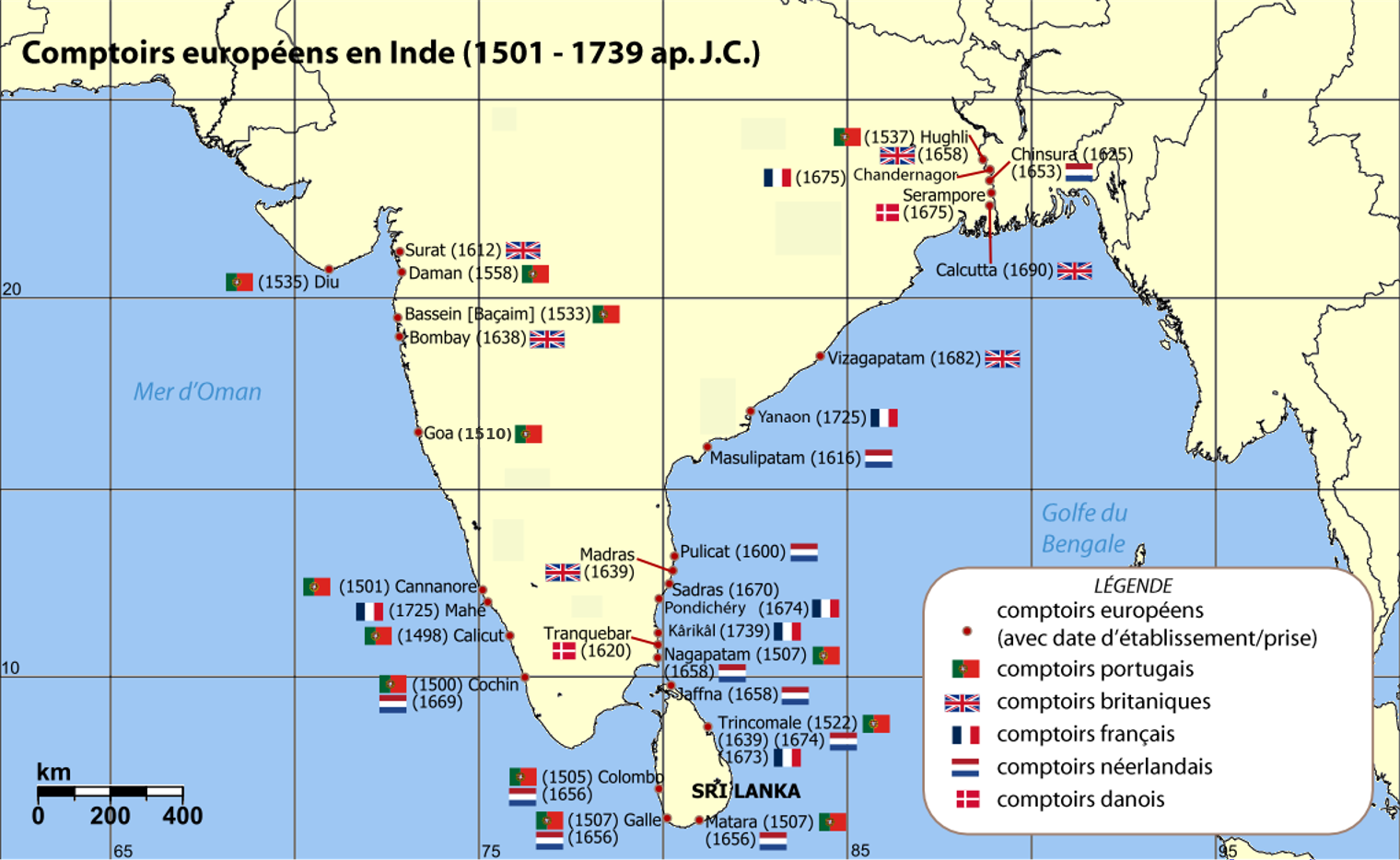
Les comptoirs Européens en Inde.

Entre 1753 et 1795, les financiers hollandais investissent dans 240 obligations sur les plantations des Caraïbes, garanties par les récoltes de sucre, mais aussi dans le commerce vers l'Asie. La place d'Amsterdam vit au rythme des guerres et révoltes dans les empires coloniaux français et anglais.
En 1763, la capitulation française à l'issue de la guerre de Sept Ans fragilise La Compagnie française des Indes orientales, monopole royal et seule action cotée à Paris: lors du Traité de Paris (1763), la Banque Girardot doit lui lever 14 millions de livres, fonds de roulement encore insuffisant pour les achats d'indiennes de coton, car les métaux précieux manquent. La Cie des Indes assure à ses créanciers la Rente viagère, imaginée par Necker, puis instaurée par l'Abbé Terray, aux finances du Roi, pour supprimer les dettes perpétuelles. Finalement, Louis XV supprime son monopole et ouvre l'Asie au commerce privé en 1769.
En 1770, l'action de la Compagnie anglaise des Indes orientales chute à Londres et Amsterdam. La famine au Bengale a causé un à dix millions de morts, en raison de taxes excessives, de mauvaises récoltes de riz, et de la guerre entre Anglais et Hindous. Plusieurs actionnaires de la Compagnie anglaise des Indes orientales s'effondrent, comme l'Ayr Bank, fleuron d'un système bancaire écossais poussé trop vite, mais qui résiste, grâce à sa chambre de compensation sélective : de nombreuses banques ont évité les emprunts de l'Ayr Bank, dont les 241 actionnaires sont mis à contribution, comme le prévoit le droit écossais. Seules huit banques familiales sont entraînées dans la faillite.
Le 28 décembre 1772, la banque Clifford sombre à Amsterdam, laissant 5 millions de florins de passif. Enrichie par ses plantations au Suriname, elle s'était diversifiée vers le négoce d'actions et d'obligations russes, danoises, françaises et anglaises. La Banque d'Amsterdam la renfloue de trois millions de florins, sans succès. La Banque d'Angleterre lui supprime tout escompte. Une faillite d'un million et demi de piastres se produit par ricochet à Gênes en février. Trop recentrée sur la rente, la place d'Amsterdam perd alors son statut de capitale financière européenne.
Le « Tea Act » de mai 1773, vient au secours de la Compagnie anglaise des Indes orientales dont est créancier le Trésor britannique, car elle fait défaut sur ses emprunts. Ce nouveau privilège commercial en Amérique du Nord déclenche de la Boston Tea Party et de la Guerre d'indépendance américaine. Autre conséquence, la Fuite de capitaux anglais de 1774, sortie massive de pièces d'or et d'argent. Londres le prend avec flegme car « le haut de la circulation monétaire est déjà occupée (…) par les billets de la banque d'Angleterre et des banques privées », explique l'historien Fernand Braudel.
Le 3 juin 1785 renaît une Compagnie des Indes. Le commerce avec l'Inde, porté par la conquête de cinq comptoirs lors du traité de Paris, est passé de 8 à 20 millions de livres.

### À Genève, croisement entre variole, mathématiques et rentes viagères
Marat, Mirabeau et Cambon ont dénoncé à la Révolution française le recours aux rentes viagères pour financer la dette publique et ceux qui l'ont utilisée pour spéculer sur les progrès dans la vaccination et la démographie.
Quand le Suisse Jacques Necker succède à l'Abbé Terray comme ministre des Finances de Louis XVI, Genève vient d'inventer une rente viagère sur des enfants : plus leur espérance de vie s'allonge, plus la rente se prolonge, prenant de la valeur. L'année précédente, en 1774, Benjamin Jesty a testé un vaccin amélioré contre la variole, qui cause encore le quart des décès. Pour réduire l'aversion au risque des investisseurs, Genève imagine un panier de trente rentes sur la tête de trente fillettes. L'une d'elles est la fille du médecin Louis Odier, qui conseille les banquiers de Genève. Une correspondance avec Anton de Haen lui a permis d'enquêter sur l'efficacité de la vaccination contre la variole à Londres depuis 1661, ville dont il extrapole les tables de mortalité. Louis Odier publie celles pour Genève, en 1777 et 1778, s'inspirant du mathématicien Daniel Bernoulli, selon qui vacciner contre la variole augmente de 3 ans l'espérance de vie globale de la population.
| Table de mortalité | Antoine Deparcieux | Théodore Tronchin | Pehr Wilhelm Wargentin | Thomas Simpson | Leonhard Euler | Johann Peter Süssmilch | Daniel Bernoulli | Louis Odier |
| Année              | 1746               | 1748              | 1749                   | 1752           | 1760           | 1761                   | 1763             | 1780        |
| Nationalité        | Français           | Suisse            | Suédois                | Anglais        | Suisse         | Prussien               | Suisse           | Suisse      |

En 1763, le Parlement de Paris avait interdit d'inoculer la variole, craignant que cela contrecarre la volonté de Dieu ou aggrave l'épidémie. Louis Odier pense qu'il y a plus de variole tout simplement parce qu'il y a plus d'habitants. Il croit aux progrès combinés de la démographie et de l'actuariat. Le terme d'espérance de vie vient d'être popularisé par son ami le mathématicien Nicolas Bernoulli, dont le frère Daniel Bernoulli, est précurseur des théories des Jeux et de l'aversion au risque, par le Paradoxe de Saint-Pétersbourg. Leonhard Euler vient d'inventer celui de démographie mathématique. Parmi ses autres amis mathématiciens, François-Étienne de La Roche et Louis Necker, qui travaille à Marseille pour la Banque Girardot de Jacques Necker. Dès 1779, les progrès dans l'espérance de vie causent la faillite de la caisse des veuves du duché de Calenberg : 723 bénéficiaires pour seulement 3 700 souscripteurs.
Appelé aux finances du Royaume, Jacques Necker émet sept rentes viagères en trois ans. En 1777, à 10 % sur une tête puis 8,5 % sur deux. En 1779 sur trois et quatre personnes. Et surtout en 1780, sur trente têtes. Il faut consentir un taux d'intérêt de 10 % en raison d'un gouffre financier : Louis XVI vient de s'engager dans la Guerre d'indépendance américaine. Pour éviter à tout prix d'augmenter les impôts Necker emprunte au total 530 millions de livres en trois ans, dont 386 millions par des rentes viagères. Il utilise aussi le mécanisme de la spéculation à prime, proche des options, pour tenter d'attirer des capitaux de Hollande, Gènes et d'Espagne.
La Révolution française découvre que l'espérance de vie classique d'une rente viagère, vingt ans, sera probablement triplée par les Trente immortelles de Genève. La première meurt le 16 juillet 1788, amputant la créance d'un trentième mais les 29 autres se portent comme un charme. Les rentes viagères, subissent la faillite des deux tiers, en y ayant fortement contribué. « Ruineuses, impolitiques, immorales » elles organisent « la spéculation en ruinant le gouvernement », juge Cambon, rejoint par Mirabeau. En 1790, Marat fait paraître une Dénonciation contre Necker. Le 26 juillet 1794, une violente polémique oppose Cambon à Robespierre sur le coût de ces rentes viagères, que Cambon veut liquider, ce qui risque de jeter des « bons citoyens » dans le champ de l'anti-Révolution selon Robespierre, guillotiné le surlendemain.

### Les grandes spéculations de la fin du règne de Louis XVI

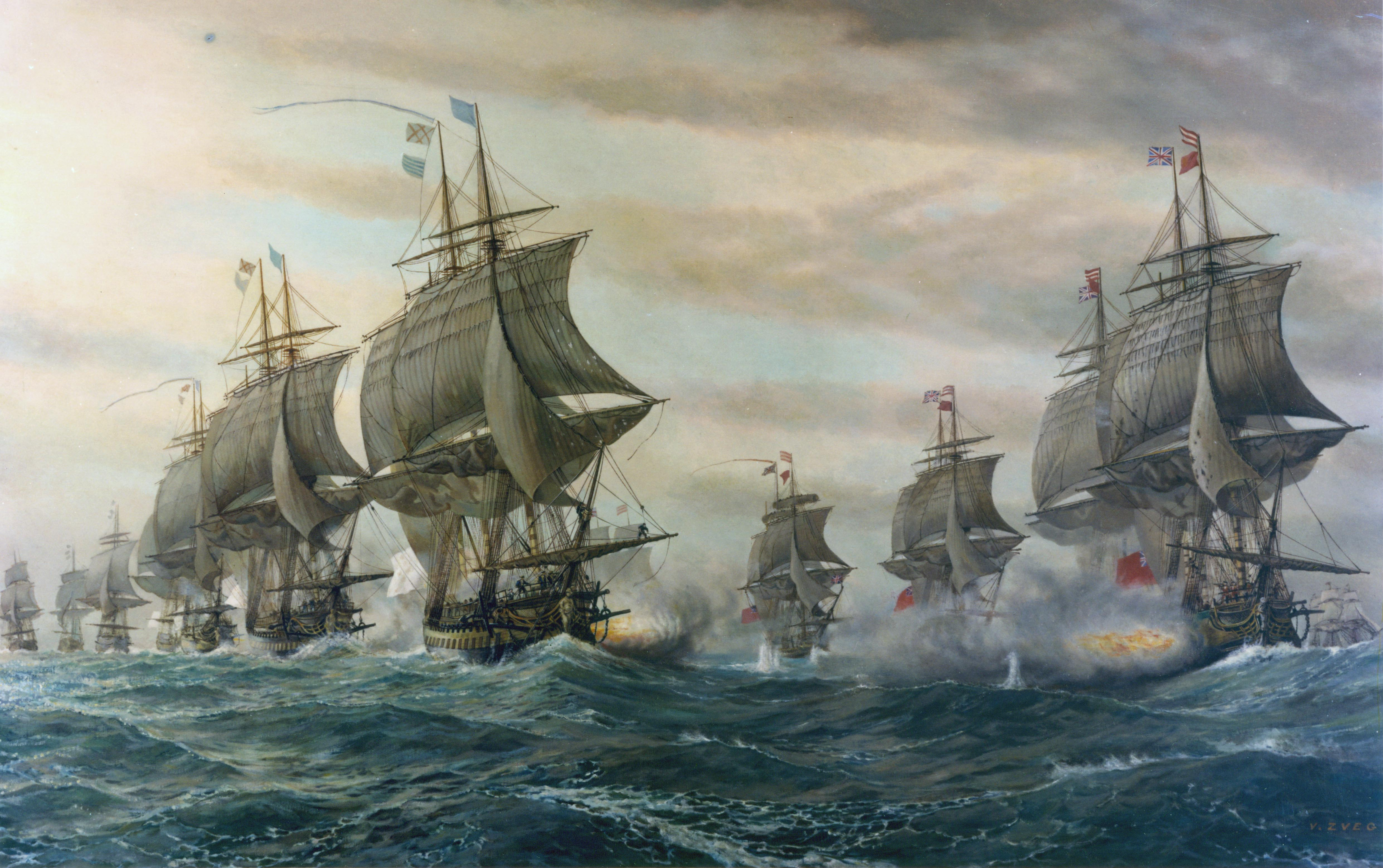
Après cinq ans de guerre d'indépendance américaine, une flotte française, venue en renfort, isole l'armée anglaise dans la baie de Chesapeake. Les dépenses militaires gonflent la dette royale.

Entre 1760 et 1790, Saint-Domingue double sa production de sucre et décuple celle de café. Les profits sont recyclés vers l'immobilier puis vers les emprunts royaux émis pour financer la participation massive de la France à la guerre d’indépendance américaine, via l'expédition Lafayette. Les spéculateurs gagnent leur pari sur la victoire franco-américaine. Grisé par ces succès, Charles Alexandre de Calonne, contrôleur des finances, estime qu'animer la spéculation sur des actions profitera aussi aux emprunts royaux. La Caisse d'escompte est réorganisée. Le cours unitaire de ses 5 000 actions, tombé de 5 000 livres à 3 500 livres, monte à 8 000 livres. Un bruit court : le dividende semestriel passera de 130 à 180 livres. Isaac Panchaud et Étienne Clavière publient des brochures prouvant que c'est illusoire. Les « baissiers » vendent 20 000 à 30 000 actions à terme. Calonne les écoute : l'arrêté du 16 janvier 1785 exclut des dividendes les bénéfices provenant de l'escompte à plus d'un semestre. Pour ménager aussi les « haussiers », furieux, un second arrêté interdit huit jours après les transactions à terme de plus deux mois sur cette action.
Ces deux décisions déplacent la spéculation vers l'action de la Compagnie des eaux de Paris des frères Périer, exploitant depuis 1782 à Chaillot une pompe centrifuge importée d'Angleterre, et vers celle de la Banque de Saint-Charles de Madrid, qui profite de la pénurie de monnaie métallique. Calonne est embarrassé, car il avait fait racheter à l’abbé d’Espagnac, par le Trésor royal, des actions de cette banque, dont il a été actionnaire. Inquiet du scandale, il lance Mirabeau et ses pamphlets contre la spéculation.

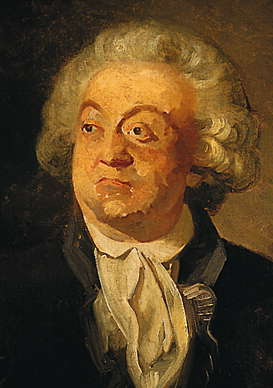
Mirabeau, dont les pamphlets font la pluie et le beau temps à la Bourse.

Résultat, les cours de la Banque de Saint-Charles de Madrid retombent, les spéculateurs se reportant sur la dette publique. Nerveux, Calonne interdit à personne d'autre que les agents de change d'en acheter ou vendre, même hors de la Bourse, dans les cafés. Par l'arrêt du 7 août 1785, il interdit les titres étrangers et marchés à terme, et crée 60 postes supplémentaires d’agents de change.
Entre-temps, une nouvelle Compagnie des Indes orientales et de la Chine émet 20 millions de livres d'actions le 3 juin 1785, puis 17 millions de livres en 1787, pour armer une quinzaine de bateaux. Son action s'envole. Actionnaire, Étienne Clavière, recycle ses plus-values dans L'Entreprise de l'Yvette, créée par Nicolas Defer de la Nouere grâce à un pamphlet de Mirabeau. Concurrencée, la Compagnie des eaux de Paris voit ses actions s'effondrer dès l'été 1786. Elle réagit en se diversifiant, créant la Chambre d'assurance contre les incendies, au capital de 4 millions de livres. Le quatuor qui spéculait contre elle (Clavière, Brissot, De Batz et Delessert) crée trois mois après une rivale, la Compagnie d'assurances contre l'incendie, au capital de 8 millions de livres. Toutes deux proposent des contrats d'assurance-vie. En 1787, Loménie de Brienne remplace Calonne. Il renvoie la spéculation à prime devant les tribunaux, par l'arrêté du 14 juillet 1787, met des bornes strictes à la cotation des emprunts royaux et exclut les compagnies privées de la Bourse, à l’exception de la Caisse d'escompte.
Parmi les gros investisseurs sur Paris, on compte Quentin Craufurd, qui sert d'informateur sur les marchés coloniaux, entre autres, auprès de Mirabeau et Talleyrand.

### Lacanalmaniades années 1790, première spéculation répartie

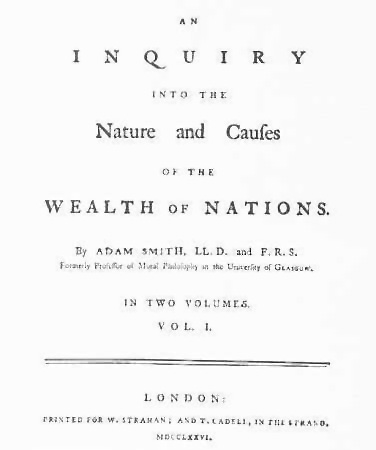
Première page de la Richesse des nations, d'Adam Smith, dont l'œuvre a précédé la « Canalmania ».

Dans le dernier quart du XVIIIe siècle, la croissance décolle dans le Nord de l'Angleterre. La Bourse suit le mouvement avec vingt ans de retard, et seulement pour les canaux, juste avant que la croissance soit stoppée par les guerres napoléoniennes. Sans que leurs producteurs soient cotés en Bourse, charbon, acier et coton deviennent moins chers, grâce aux bonds de la productivité. Les entrepreneurs du coton rivalisent d’inventions : Thomas Highs (1764), James Hargreaves (1765, Spinning Jenny), Richard Arkwright (1768, Water frame), Samuel Crompton (1779, Mule-jenny), Edmund Cartwright (1785, tisseuse à vapeur). Le coton représentait 4 % des vêtements contre 78 % en laine et 18 % en lin. Sa production centuple et les proportions sont inversées.
Dès 1778, l’Angleterre recense 300 fileuses de coton, 14 ans après le brevet de Richard Arkwright, qui emploie désormais 800 personnes à Manchester. En 1784, David Dale crée la ville-champignon de New Lanark. Cette région d'Écosse comptera 91 filatures dix ans après. Dès 1787, le coton fait vivre 320 000 Anglais, 44 fois plus qu'en 1768. L'essentiel est à Manchester, relié depuis 1734 à la Mer d'Irlande par le canal Min. John Kennedy (industriel) y est le premier filateur. Il consacre un livre à l’inventeur Samuel Crompton, puis explique dans un autre l'influence d'Adam Smith, qui a fréquenté à la Lunar Society les inventeurs imprégnés des Lumières écossaises de l'Université d'Édimbourg, tels que James Keir, Joseph Priestley, Josiah Wedgwood, James Watt, Matthew Boulton, Joseph Black, ou encore John Roebuck, à l'origine de progrès dans la fonte au coke avec Abraham Darby et John Wilkinson.

Évolution de la production de fonte (production totale et production au charbon de bois) dans trois pays d'Europe (Allemagne, France et Grande-Bretagne)

Dans ses Recherches sur la nature et les causes de la richesse des nations (1776) Adam Smith cite fréquemment le canal du Midi, qu'il a visité, et défend la division du travail pour l'innovation technologique, à la base de la révolution industrielle anglaise. La productivité est dopée par la machine à vapeur et la baisse des prix du charbon, qui circule sur les canaux pour un coût divisé par deux : un cheval suffit à tirer six barges de 30 tonnes. La spéculation se focalise exclusivement sur les 54 sociétés de canaux émettant des actions entre 1789 et 1792, pour un total six millions de sterling. Les souscriptions sont annoncées dans les journaux régionaux, qui décrivent une canalmania, loin de Londres. Chaque nouveau canal valorise le réseau de transport, constitué aussi des Turnpike Trusts, du cabotage commercial, permis par l'insularité de l'Angleterre, et des nombreux aménagements de rivières, tracés depuis un demi-siècle à grâce à des votes du Parlement permettant de dépasser les conflits de propriété : Aire and Calder Navigation (1703), Weaver Navigation (1721), Mersey and Irwell Navigation (1723), Navigation Douglas (1743), les écluses de la Tamise ou le Canal de Sankey (1757), reliant le charbon du Lancashire aux chaudières à raffiner le sel. Dès le premier quart du XVIIIe siècle, les voies navigables représentaient 1160 miles, plus aucun point n'étant situé à plus de 15 miles d'un transport par eau, permettant de bien desservir un marché intérieur anglais qui croît aussi grâce à la vaccination contre la variole.
Le capital des canaux est provincial, souvent très disséminé… et très peu échangé. Le règlement du Canal Manchester Bolton and Bury interdit de détenir plus de 5 actions. Lors de la création du Canal Leeds-Liverpool, 393 des 469 actionnaires n'en ont que 5. La moitié du capital et 71 % des porteurs vient des comtés du Yorkshire et du Lancashire. Six ans après, en 1795, 60 % ont conservé leurs actions. En 1800 c'est encore 46 %. Achevé en 1816, ce sera l'un des plus rentables. Il avait racheté la Navigation Douglas, promue dès 1712, par l'ingénieur Thomas Steers pour désenclaver les mines de Wigan et emporté par le Krach de 1720. Le Grand Junction Canal a lui 20 000 actionnaires, pour une capitalisation d'un million de sterling lorsqu'il est coté en 1793. La spéculation s'est accélérée sur la période 1791-1794. La Trent Navigation organise en 1792 une enchère de son action à 183 sterling contre 50 en 1777. Celle du canal Erewash, achevé dès 1779, monte de 50 à 674 sterling grâce à son gros trafic de charbon.
Les actions de canaux chuteront en 1825, l'année qui voit une vingtaine de compagnies ferroviaires entrer en Bourse de Londres. Dès 1830, un sur deux n'est plus rentable. Mais l'Angleterre est le seul pays d'Europe à bénéficier de 6 000 kilomètres de voies navigables, dont un tiers de rivières aménagées et un tiers de canaux. Adam Smith est désormais éclipsé par l'agent de change David Ricardo, qui a fait fortune lors des spéculations des années 1800. En 1817, il publie Des principes de l'économie politique et de l'impôt, vantant l'avantage comparatif : chaque pays doit se spécialiser là où il dispose de la meilleure productivité.

### Philadelphie devance New York et la domine pendant 47 ans

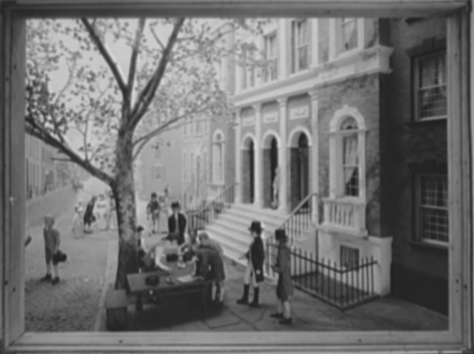
Les 24 courtiers sous le platane d'Occident (buttonwood tree) à Wall Street à la fin du XVIIIe siècle.

Les Treize Colonies d'Amérique obtiennent leur indépendance en 1784 après une guerre qui les a ruinées : leur dette ne vaut plus rien. Thomas Jefferson, secrétaire d'État et leader républicain, veut son refinancement. Alexander Hamilton, secrétaire au Trésor et leader fédéraliste, obtient en échange que Philadelphie soit capitale fédérale. La Bourse de Philadelphie naît ainsi en 1790, sur Chestnut street, pour coter un emprunt fédéral de 8 millions de dollars, qui restructure la dette des ex-Treize Colonies. Les ex-créanciers hollandais acceptent alors, en 1794, de continuer à investir en Amérique. Ils financent par des obligations la spéculation sur des millions d'acres de terres vierges, à l'ouest de New York et de Washington. L'État emprunte aussi pour l'US Navy, créée par les Naval Acts de 1794 et 1798, les Anglais ayant confisqué les navires de guerre américains pendant la guerre d'indépendance. Philadelphie cote aussi dès 1791 l'action de la First Bank of the United States, banque centrale, dont l'État ne détient que 20 %. L'action atteint 195 dollars, un an après avoir été émise à 100 dollars, puis retombe à 108 dollars.

## XIXesiècle

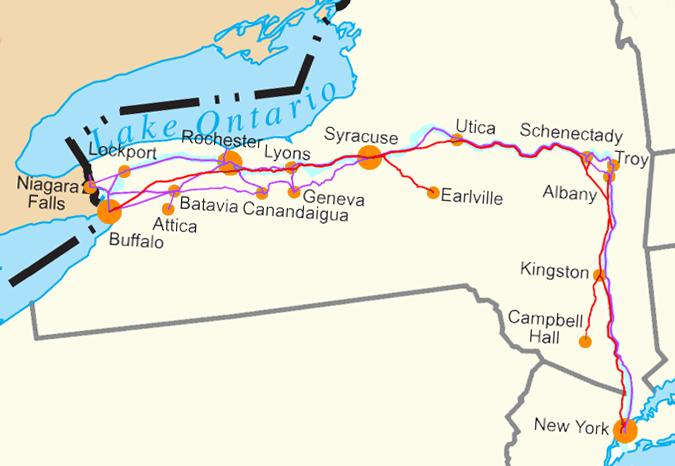
Le tracé du canal Érié (en bleu), percé de 1817 à 1825, grâce aux obligations de l'État de New York.

Jusqu'au milieu du XIXe siècle, les obligations continuent à régner : les actions pèsent moins d'un tiers des bourses de valeurs européennes, où l'industrie est absente. Le trio assurances-banques-canaux (financés à 70 % par la puissance publique) vient à peine d'être bousculé par deux nouveaux secteurs : rail et mines. Après l'or sud-américain coté à Londres, le charbon belge apporte de nouveaux placements dans les années 1830, puis l'État pilote la formidable expansion du chemin de fer, en tant qu'opérateur en Belgique, propriétaire des terrains en France et régulateur attentif dans les pays anglo-saxons. En Angleterre, le rail représente 95 % de la capitalisation des actions en 1853, après trois décennies de bouleversement.
- 1816 : Second Bank of the United States, au capital triplé
- 1825 : railway mania à la Bourse de Londres
- 1825 : Boston invente le système Suffolk, chambre de compensation pour les billets de banque
- 1825 : krach des mines d'or latino-américaines
- 1830 : Mohawk and Hudson Railroad veut relier Albany aux Grands Lacs, entre en Bourse
- 1830 : révolution belge créant la SGB, qui fait coter les mines de charbon
- 1833 : loi poussant à créer des banques britanniques bien capitalisées
- 1833 : les spéculateurs français créent des télégraphies optiques privées
- 1837 : panique bancaire anglo-américaine
- 1840 : la capitalisation française a doublé en 5 ans, 37 % pour les 20 compagnies ferroviaires, mais seulement 560 kilomètres
- 1841 : les actions du rail anglais ont doublé en moyenne
- 1846 : le télégraphe électrique relie Boston à Washington

Les États-Unis sont le pays où les actions jouent le plus grand rôle, après la Belgique dans les années 1850, les autres pays se rattrapant 35 ans après :
| Décennie 1850 et décennie 1875-1885 | France     | Angleterre  | États-Unis | Allemagne  | Belgique   |
| Dette publique ( % des actifs)      | 4,4 et 7,8 | 12,8 et 7,2 | 3,2 et 2,1 | 2,3 et 4,9 | NC         |
| Obligations privées ( % des actifs) | 0,9 et 4   | 3 et 4,5    | 2,8 et 4,2 | 0,9 et 1   | NC         |
| Actions ( % des actifs)             | 1 et 2,7   | 3 et 4      | 5,5 et 9,2 | 0,5 et 1   | 6,5 et 6,5 |

En Angleterre, la dette publique est détenue par 250 000 porteurs et dépasse 740 millions de livres au milieu du siècle, facilitant l'expansion Victorienne. Ensuite, elle progresse surtout en Allemagne, et en France, tout comme les actions et obligations d'entreprise. Aux États-Unis, les marchés d'actions profitent du dynamisme bancaire de la Nouvelle-Angleterre (années 1820) puis de la très forte croissance démographique, minière et ferroviaire après la Guerre de Sécession, qui permet des valorisations élevées. La part du rail dans les actions américaines passe ainsi de 15 % en 1860 à 39 % en 1900. Elle reviendra à 26 % en 1912. En Europe, la part des actions dans les actifs augmente partout vers 1880, la France étant le seul pays où elle reste inférieure à celles des obligations d'entreprise.
Les bourses belges et anglaises bénéficient très tôt d'une presse économique libre et exigeante envers les entreprises. Rien qu'à Londres, 52 journaux boursiers naissent en un siècle, parmi lesquels Le cours des échanges et autres choses de James Vetenhall en 1803, le Financial and Commercial record en 1818 et le Circular to bankers d'Henry Burgess, hebdomadaire économique de huit pages, lu dès 1828 dans les Country banks ou The Economist, né en 1843. La presse anglaise révèle l'affaire de l'Emma Silver Mine, société presque « vide » placée auprès d'investisseurs anglais en 1871, mettant hors-jeu le baron Grant qui pilote de nombreuses introduction en Bourse à Londres,.
Les publications économiques se multiplient après la révolution belge : L'organe de l’industrie et du commerce et L'Emancipation de Natalis Briavoinne en 1832, L'industrie et le commerce belges en 1858, Le courrier du commerce (quotidien) en 1865 ou La gazette de la Bourse en 1873. L'agent de change Armand Mandel fonde en 1868 La Cote libre de la Bourse de Bruxelles et le Bulletin financier à Paris. Ses révélations sur le financier André Langrand-Dumonceau et sa puissance financière catholique stoppent la Société impériale des chemins de fer de la Turquie d'Europe. La Belgique s'épargne ainsi les affres du krach de l'Union générale de Paul Eugène Bontoux. Armand Mandel fonde ensuite à Paris Le Pour et le Contre, vigoureux ancêtre de La Vie française et dénonce le scandale de Panama, relançant l'histoire de la presse économique et financière en France muselée par la censure du Second Empire, sous lequel naît en 1854 La Semaine financière (Famille Rothschild), concurrencée en 1856 par Le Journal des actionnaires, bonapartiste, de la Caisse générale des actionnaires. Journal des chemins de fer reste alors une référence.

### Années 1800 et 1810

#### Révolution française et Empire: premières réglementations

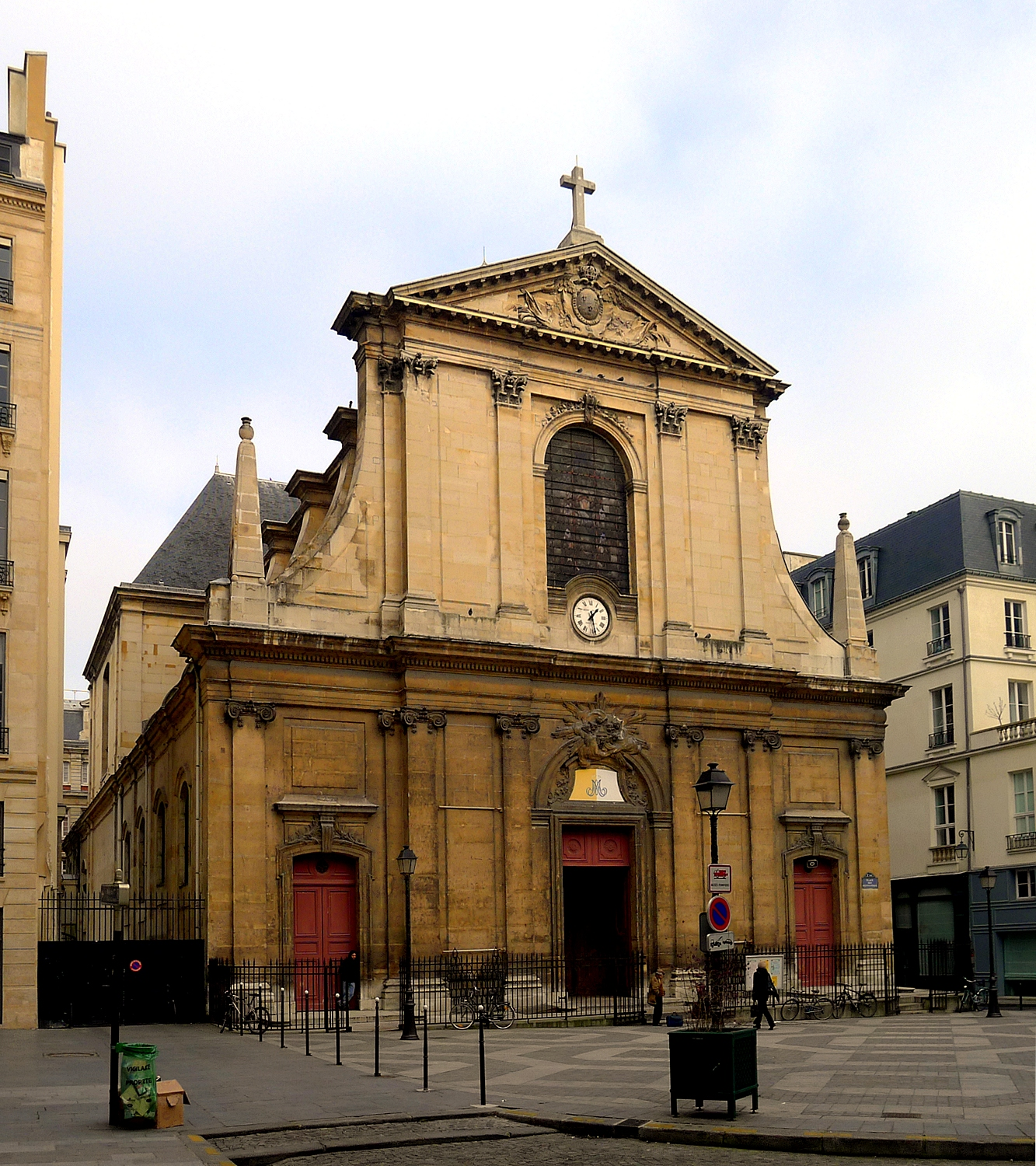
La Bourse est installée à la Révolution dans la basilique ND-des-Victoires, future église des Petits-Pères.

À la Révolution française, le législateur déplore que la bourse ne soit « plus qu’un jeu de primes, où chacun vendait ce qu'il n'avait pas, achetait ce qu'il ne voulait pas prendre », où « l'on trouvait partout des commerçants et nulle part du commerce ». En cas de délit, biens confisqués, deux ans de prison, et exposition publique du coupable, avec un écriteau sur la poitrine mentionnant : « agioteur ». La corporation des agents de change est dissoute par la loi Dallarde de 1791. Cette activité devient ouverte à tous, à la seule condition d'en faire son seul métier. La loi du 30 août 1795 limite la durée des séances boursières à une heure, entre 25 agents de change. Cinq d'entre eux sont chargés de publier les cours dans la presse, ou par affichage. L’arrêté du 21 février 1796 exige que les transactions soient proclamées à haute voix, avec nom et domicile du vendeur et du dépositaire. Les assignats, gagés sur les biens du clergé, ayant été abandonnés le 19 février 1796, le Directoire impose une « rente perpétuelle de 5 % », par la loi du 30 septembre 1797. La dette publique est autoritairement réduite des deux-tiers, partie qui n'est plus remboursable qu'en « bons de Trésorerie ».
Sous Bonaparte, la loi du 19 mars 1801 crée une « Compagnie des agents de change », au nombre de 71, dont 17 exerçaient avant la Révolution française,. Responsables sur leur fortune personnelle, ils ont le monopole de la négociation dans chaque bourse régionale : Bordeaux, Lille, Lyon, Marseille, Nancy, Nantes, Paris et Toulouse. Le code du commerce de 1807 renonce à les placer sous la tutelle des marchands : ils sont officiers ministériels. Sur les 115 nommés entre 1801 et 1815, 30 démissionnent, 12 sont destitués, 4 se suicident. La Compagnie créée en 1818 une « caisse commune », après avoir été forcée d'emprunter pour renflouer des membres. En quinze ans, la Bourse de Paris change quatre fois de lieu. Fermée le 27 juillet 1793, elle rouvre sous le Directoire, le 10 mai 1795 au Louvre. Fermée à nouveau le 13 décembre, elle est rétablie le 12 janvier 1796 dans l'église des Petits-Pères, devenue bien national, tandis que des échanges informels ont lieu au Palais-Royal, où la bourse s'installe officiellement le 7 octobre 1807. Le 23 mars 1818, elle déménage dans un hangar sur le terrain de l'ex-couvent des Filles-Saint-Thomas, autre bien national, détruit après les exactions des royalistes des Filles-Saint-Thomas, qui en avaient fait leur repaire. Sur ses ruines démarre en 1807 la construction du palais Brongniart, inauguré le 6 novembre 1826, en face du théâtre des Nouveautés, futur théâtre du Vaudeville. Le coût de la construction est couvert par les souscriptions des agents de change, gouvernement et mairie de Paris complétant.

#### Le krach bancaire de 1819 aux États-Unis
Le banquier franco-américain Stephen Girard rachète en 1811 la First Bank of the United States, pour financer la guerre de 1812. La Second Bank of the United States lui succède en 1816 avec un capital triplé, de 35 millions de dollars, détenu par l'État et Stephen Girard. Cette banque centrale plus solide permet au nombre de banques de s'envoler : 232 en 1816, puis 338 en 1818. Mais leur nombre trop élevé entraîne la crise bancaire de 1819, quand les créanciers anglais réclament leur or. Pour y remédier, Boston invente en 1825 le système Suffolk, chambre de compensation pour les billets de banque. Dès 1820 font leur apparition à New York des « curbstone brokers », créant un marché libre hors-côte, le Curb Market.

### Années 1820

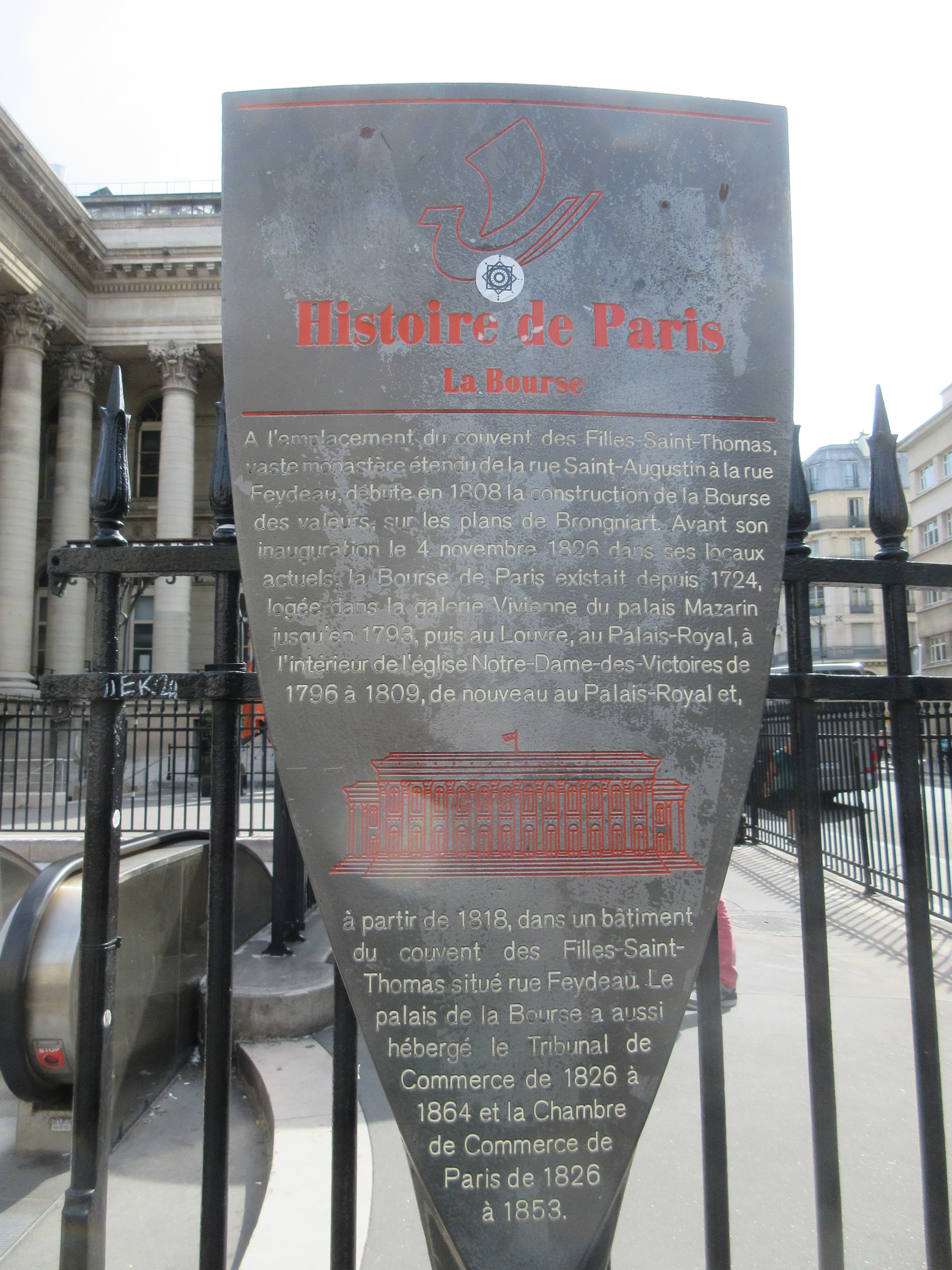
Panneau Histoire de Paris
« La Bourse »

#### Paris échoue à dupliquer la «canalmania» anglaise
| Année                                 | 1848 | 1850 | 1861 | 1869 |
| Nombre total d'actions cotées à Paris | 57   | 61   | 67   | 141  |
| chemin de fer                         | 21   | 21   | 22   | 29   |
| canaux                                | 20   | 18   | 20   | 25   |
| banques                               | 16   | 5    | 12   | 21   |

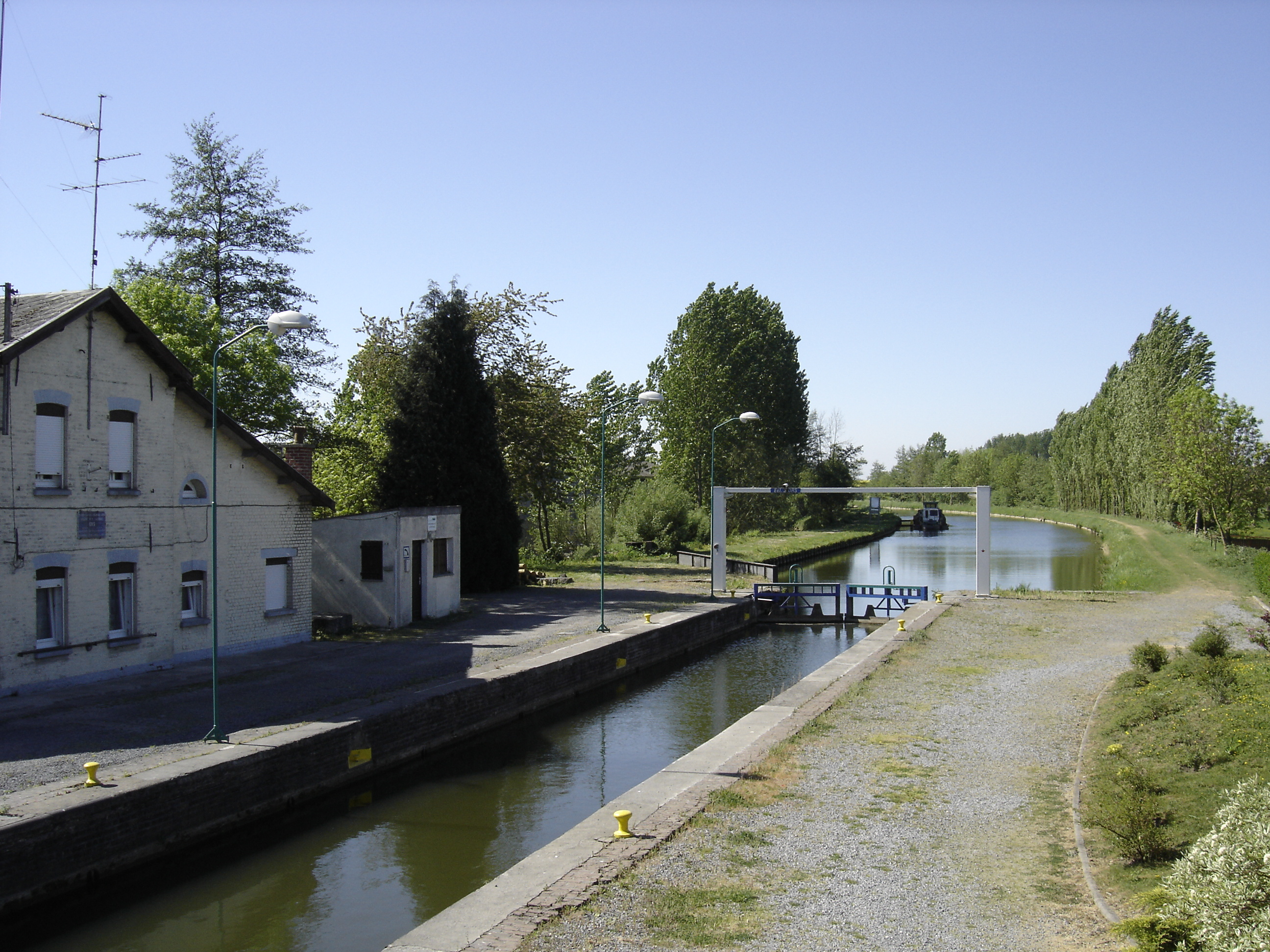
Canal de la Sambre à l'Oise, écluse d'Ors.

La Bourse de Paris est longtemps restée cantonnée à trois secteurs, chemin de fer, canaux et banque, qui représenteront la totalité des actions françaises jusqu'en 1848 et encore 53 % de leur nombre en 1868. Lors des guerres napoléoniennes, elle tente, sans succès, de s'inspirer du succès de la canalmania anglaise. Les sociétés de canaux français valent 19 millions de francs, soit 16 % de la capitalisation boursière. Le reste est constitué de l'action Banque de France, qui vient d'être créée.
Ensuite, la longueur des canaux français triple entre 1815 et 1848, grâce au plan Becquey du 5 août 1821. En 1830, la Bourse de Paris cote canaux, dont 5 totalisent 62% des investissements : canal de Bourgogne, canal de Roanne à Digoin, Compagnie des quatre canaux, canal de la Sambre à l'Oise, pour amener le charbon belge du Borinage et canal Rhin-Rhône, achevé seulement en 1833. Les retards pris par le canal Crozat et le canal de Bourgogne au XVIIIe siècle pénalisent le réseau français. Les investisseurs s'en méfient, les levées de fonds sont rares et les échanges anémiques.
Du fait de transactions rares, la volatilité des actions de canaux reste élevée : 23 % en moyenne entre 1822 et 1868, contre 13 % pour les autres actions. Elle atteint même 34% sur les actions de jouissance, seul vrai capital des canaux, le reste étant constitué d'« actions d'emprunt », en fait des obligations. Sur un horizon d'un an, la hausse des cours moyenne ne dépasse pas 3 %.

#### Chili, Pérou, Bolivie, Mexique, Colombie: l'appel à Londres puis krach de 1825
Après 1808, l’Empire espagnol meurt. De nouveaux pays naissent, Argentine, Chili, Pérou, Bolivie, Mexique, Colombie. Après quinze années de guerres de libération, 26 sociétés minières entrent en Bourse de Londres, souvent dirigées par les élites de ces nouvelles républiques. Près de 12 millions de sterling sont levés. Des centaines de techniciens anglais viennent moderniser l'extraction d'argent-métal, dont a besoin l'économie anglaise après la famine monétaire des années 1800.
L'Angleterre exporte en échange le coton de Manchester, faisant aussi la fortune des distributeurs, comme les frères Arnaud, qui ouvrent à Mexico en 1821 leur grand magasin. Au Chili, l'ex-ministre des Relations extérieures Mariano de Egana, ambassadeur en Europe, négocie la reconnaissance officielle par Londres et un grand emprunt. La Compagnie du Pérou, capitalisée de deux millions de sterling, extrait du Cerro de Pasco un tiers de la production d'argent du pays. La partie orientale devient la Bolivie, fidèle à Simón Bolívar, qui nationalise des mines abandonnées, le 2 août 1825,, futur président colombien, et James Paroissien, médecin anglais devenu général bolivariste.
En Colombie, l'ingénieur des mines Jean-Baptiste Boussingault, conseiller de Bolívar, accueille 150 britanniques des mines d'or et d'argent de la Vega de Supia, sur un gisement remarqué en 1803 par son ami Alexander von Humboldt et mis en garantie par Bolivar auprès de créanciers anglais pendant les guerres de libération.
En mars 1825, la CMMGRC, présidée par Lucas Alamán, ex-député de Guanajuato à Madrid et ministre mexicain, quadruple son capital. Deux écoles sont bâties dans la ville. À Real Del Monte, Pedro Romero de Terreros, comte de Regla construit un hôpital pour ses 150 techniciens anglais. La Bourse de Londres ne comptait que 156 sociétés en 1824, capitalisant 48 millions de sterling. Douze mois après, 625 autres ont souhaité lever 372 millions, dont 38 millions pour les mines et 52 millions pour les sociétés d'investissement :
| Société à capitaux anglais                                        | Pays     | capital (sterling) | Personnalité                             | Site important  |
| Compagnie anglomexicaine                                          | Mexique  | un million         | comte Pérès Galvez                       | Valenciana      |
| Compagnie mexicaine des mines de Guanajuato et de Real de Catorce | Mexique  | un million         | Lucas Alamán                             | Guanajuato      |
| CMRP                                                              | Mexique  | un million         | Pedro Romero de Terreros, comte de Regla | Real Del Monte  |
| Compagnie du Pérou                                                | Pérou    | deux millions      | NC                                       | Cerro de Pasco  |
| PLPPMA                                                            | Bolivie  | un million         | Juan Garcia del Rio                      | Potosi          |
| mines d'or et d'argent de la Vega de Supia                        | Colombie | un million         | Jean-Baptiste Boussingault               | Mine de Marmaro |
| Compagnie du Chili                                                | Chili    | un million         | Mariano de Egana                         | NC              |
| Compagnie anglo-chilienne                                         | Chili    | 1,5 million        | Mariano de Egana                         | NC              |

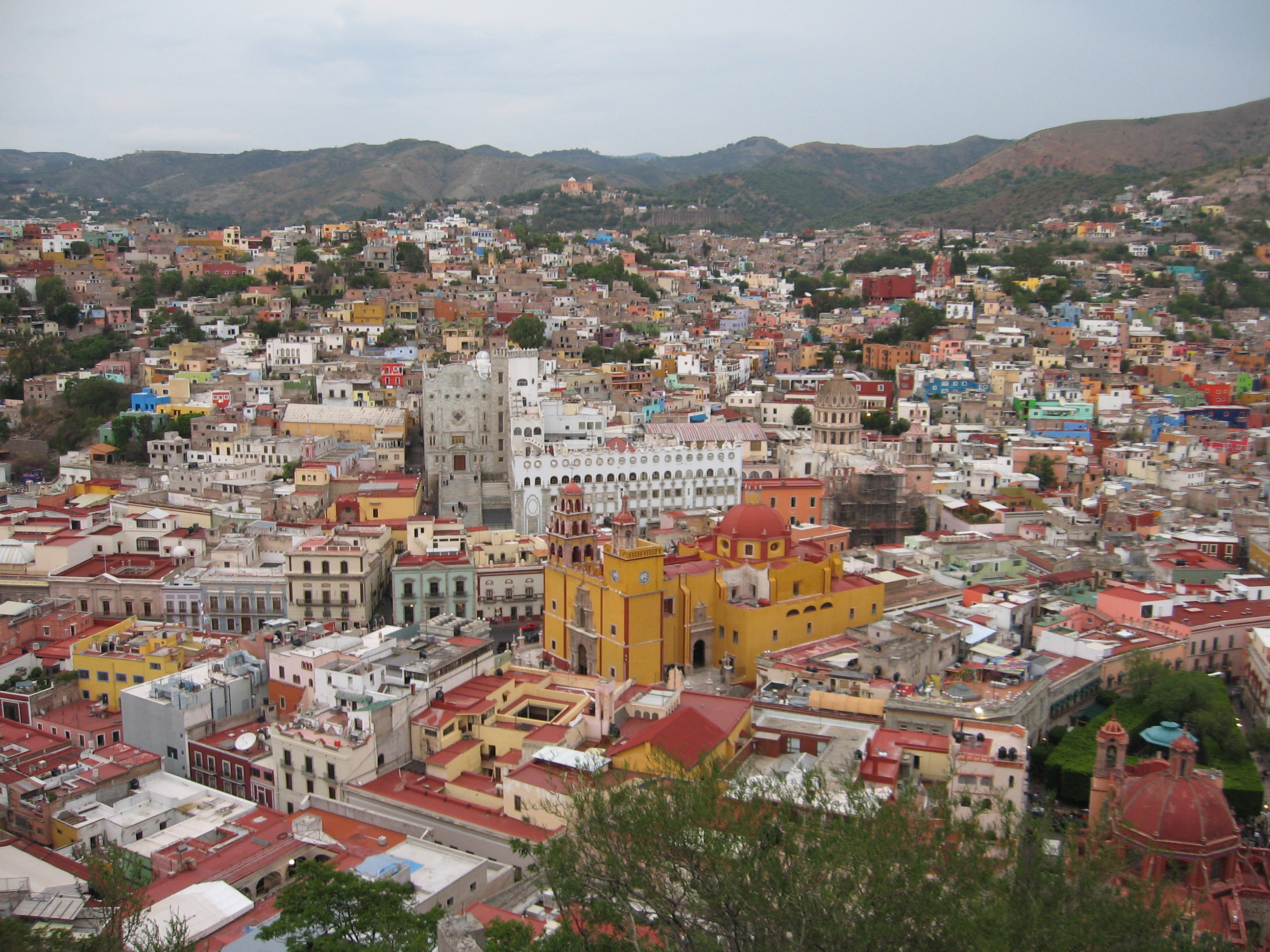
Guanajuato, ville-minière et berceau de l'Indépendance mexicaine.

Sur 8,5 millions de sterling de minerai extraits en Amérique latine, la moitié l'est au Mexique, où Augustin Ier a accepté de s'exiler sans combattre. L'État de Guanajuato obtient sa constitution en avril 1824, se réjouit le diplomate anglais Henry George Ward. Fondée en août, la Compagnie anglomexicaine a acheté quatre mines dont la riche Valenciana. L'extraction débute mi-novembre. À partir du 10 décembre, l’action triple en un mois. Mais il reste à pomper les galeries inondées de Zacatecas, louées au comte Pérès Galvez. Le quintuplement espéré de la production prendra quatre ans. Le mercure pour traiter le minerai manque, à la suite d'un effondrement sur le site producteur péruvien de Santa-Barbara. Les infrastructures de l’Empire espagnol ont parfois été détruites par les combats de l'Indépendance. Au Mexique, la production était réduite des 3/4 dès 1821, en Bolivie de moitié. « Les machines à vapeur sont venues d'Angleterre, et avec elles les chariots nécessaires pour les transporter, rien n'était oublié si n'est les routes pour les transporter », raconte un rapport du 20 juin 1826 du consul français à Mexico. « Les mines les plus riches, celle de Guanajuato par exemple, sont à trente lieues des forêts » permettant de les alimenter en combustible. Seul le Chili a des mines de charbon.
La demande pour les actions et les emprunts s'assèche. Le taux d'intérêt remonte. Fin novembre 1825, la Banque de Plymouth fait faillite. Le 5 décembre c'est celle de Peter Pole à Londres, lié à 44 country banks. En tout, 59 banques anglaises sont menacées de faillite entre octobre et février. Des épargnants veulent convertir leurs billets de banque en or. Du 12 au 13 décembre, les transactions financières sont paralysées. Le 15 décembre, la Banque d'Angleterre relève son taux d'escompte à 5 %. Le surlendemain, le cours des actions sud-américaines s'effondre, c'est la crise boursière de 1825. Le krach entraîne l'adoption en urgence du Bank Charter Act de 1826, réservant l'émission de billets aux banques ayant plus de six associés.

#### L'émergence des Bourses en Allemagne et en Suisse

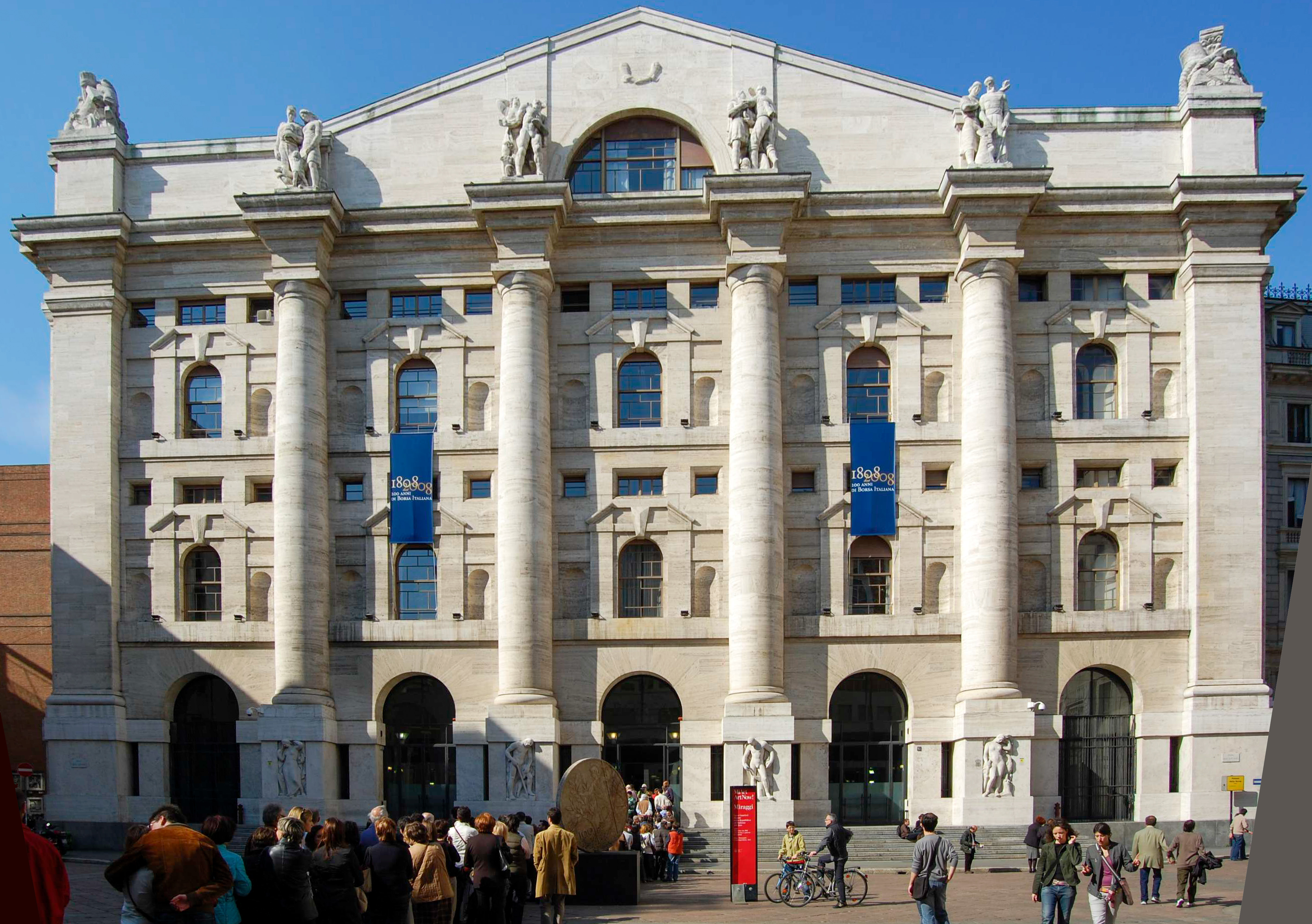
Le Palazzo mezzanotte, à Milan.

La Bourse de Francfort est fondée en 1820 grâce aux efforts de Johann Jakob Bethmann (1717-1792) et son frère Simon Moritz Bethmann. Première société à y être cotée, la Banque nationale d'Autriche, mais elle existait en fait lors des siècles précédents. La Francfort Wertpapier Boerse créée en 1585 par des marchands pour établir un cours unique des monnaies, devenue une bourse aux effets de commerce au XVIIe siècle, centralise depuis la fin du XVIIIe siècle la négociation de la dette publique. La Banque de Bethmann innove: elle fragmente et revend, par appel à l’épargne publique, les prêts à François Ier d'Autriche, engrangeant des profits supérieurs à ceux de l’ensemble des autres banques allemandes. Ludwig von Meseritz, chroniqueur de la Diète réunie à Francfort à partir de 1815, passe à la chronique boursière dans Les Affinités électives, journal de Johann Cotta et Goethe.
La Bourse de Berlin, créée en 1739 et réformée en 1805, ne prend vraiment son essor qu'en 1823, via des obligations prussiennes émises à Francfort. Elle réalise dans les années 1840 ses premières émissions d’actions ferroviaires. Berlin cote deux sociétés de chemin de fer en 1840 puis vingt-neuf dès 1844, la première étant Berlin-Potsdam, grâce à un programme public de construction des voies ferrées. Francfort se limite aux obligations d’État. La Bourse de Hambourg se montre particulièrement active à la fin des années 1850, après la création de la Darmstädter und Nationalbank (1853) et de la Norddeutscher Lloyd (1857), jouant le rôle d'intermédiaire entre Londres ou Paris. Dès 1856, c'est « la place où se suivaient le plus d'intrigues, où se négociaient le plus d'affaires secrètes d'argent », raconte Jean-Baptiste Capefigue, un contemporain. Céréales et café y sont aussi négociés. Le bâtiment boursier, plus ancien d'Allemagne, construit en 1840 par Wimmet et Forsmann sur l'ex-couvent Maria-Magdalenen est agrandi en 1859, 1880 et 1909. En 1886, l'hôtel de ville fut édifié à l'arrière. Mais le Reichstag, en 1896, prescrit le registre de Bourse en général et les marchés à terme, contribuant au déclin des Bourses de Berlin, Wrocław, Francfort, Hambourg et Munich.
La Suisse reste alors dans l'ombre de son voisin allemand. La plus ancienne bourse suisse naît à Genève en 1850, suivie de Bâle (1866), Lausanne et Zurich (1873), Berne (1884), Saint-Gall (1887) et Neuchâtel (1905). Les trois premières relèvent d'abord de législations cantonales.

### Années 1830

#### L'Espagne créée une Bourse pour placer sa dette publique, boudée par les Anglais
La Bourse de Madrid est fondée le 10 septembre 1831, dans une Espagne où la spéculation boursière est mal vue d'une bonne partie de la population, par Luis López Ballesteros, ministre des Finances depuis 1823, très soucieux de faciliter la gestion des emprunts publics espagnols, qui ont mauvaise réputation sur les autres bourses européennes, pour plusieurs raisons, politiques et financières.
Les six emprunts dits « des Cortes » effectués à l'étranger par le gouvernement constitutionnel, dont cinq sur la place de Paris mais largement souscrits par des Anglais, sont placés par les banquiers Nicolas Hubbard, d'origine anglaise, et Jacques Ardoin à Londres, Amsterdam et Paris. Les conditions sont déplorables en raison de l'hostilité des monarchies européennes et de l'épuisement du Trésor espagnol. Ensuite, de 1823 à 1834, le Roi d'Espagne, rétabli dans ses pouvoirs, décide de ne pas rembourser ses emprunts. Une partie des titres sont ensuite achetés à bas prix en raison de défaut de l'État espagnol qui fait fuir les investisseurs. La rente espagnole ne pourra ensuite plus être cotée à Londres jusqu'en 1881, les banquiers hollandais y sont également hostiles et les banquiers parisiens vont la rafler dans les années 1870. Les sociétés privées sont absentes ou très peu présentes à la création de la Bourse et jusqu'au début du siècle suivant. Les actions des rares entreprises qui sont présentes, des mines et des compagnies de chemin de fer à partir des années 1850, sont très peu échangées jusqu'en 1890.

#### Angleterre, des actions pour des billets de banque
Après la famine monétaire des années 1800, l'Angleterre suspend la convertibilité de la livre sterling pendant deux décennies, puis s'inspire des États-Unis, où les associés des banques ne sont pas responsables sur leurs biens personnels, facilitant la souscription d'actions. Dès 1825, le capital des banques américaines est 2,5 fois celui des banques anglaises. Plus de la moitié sont en Nouvelle-Angleterre, d'une taille moyenne modeste. Ainsi, dès 1830, les États-Unis ont la même capitalisations boursière que l'Angleterre malgré 54 % moins d'habitants, et plus d'actions cotées, dont 8 sociétés manufacturières, au capital il est vrai très concentré et peu liquide, à la Bourse de Boston, contre aucune en Angleterre. Les États-Unis ont 75 banques cotées (dont 18 à Boston, 11 à Baltimore et 20 à New York), d'un capital global de 179 millions de dollars, si on y ajoute les sociétés financées par les États :
| Nombre de sociétés par secteur en 1830 | Banques | Assurances | Manufactures | Mines | Rail | Canaux | Eau et gaz |
| États-Unis                             | 75      | 77         | 8            | 5     | 4    | 15     | 5          |
| Angleterre                             | 0       | 8          | 0            | 22    | 4    | 72     | 49         |

En 1835, 704 banques américaines ont émis pour 203 millions de dollars de papier-monnaie. La « planche à billets », est dénoncée par le président Andrew Jackson, qui déclenche la Panique de 1837, année de la chute de la Régence d’Albany et de ses agréments bancaires, que les amis de Martin Van Buren vendaient contre des pots-de-vin. Le parti Whig décide qu'il suffit désormais d'un dépôt en titres, au Contrôleur de la monnaie pour ouvrir une banque.
La Bourse de Londres accueille à son tour 30 banques entre 1833 et 1835, puis 59 en 1836, grâce au Bank Charter Act de 1833, qui exige un niveau minimum de capitaux propres. Parmi elles, la National Provincial Bank et la Westminster Bank, au capital assez solide pour émettre massivement des billets de banque. Lors des consultations précédant l'acte de 1833, Henry Burgess, secrétaire de l’association des Country banks et directeur de l'hebdomadaire Circular to bankers, défend cette politique expansionniste. Il explique qu'en cas de moindre émission monétaire, le montant total des lettres de change se trouverait aussi réduit, en s'appuyant sur une étude auprès de 122 banques. Dès 1844, la monnaie scripturale représente 55 % de la monnaie en Grande-Bretagne contre seulement 10 % en France où l'on utilise quasiment que des pièces de monnaie. Les actionnaires parisiens s'y intéressent pourtant: les deux premières sociétés étrangères cotées à Paris sont la Banca Romana en 1834 et la Banque de Belgique en 1835. Les banques françaises ont moins besoin de capitaux car peu de clients.

#### Le charbon, grand succès mondial de l'indépendance belge de 1830

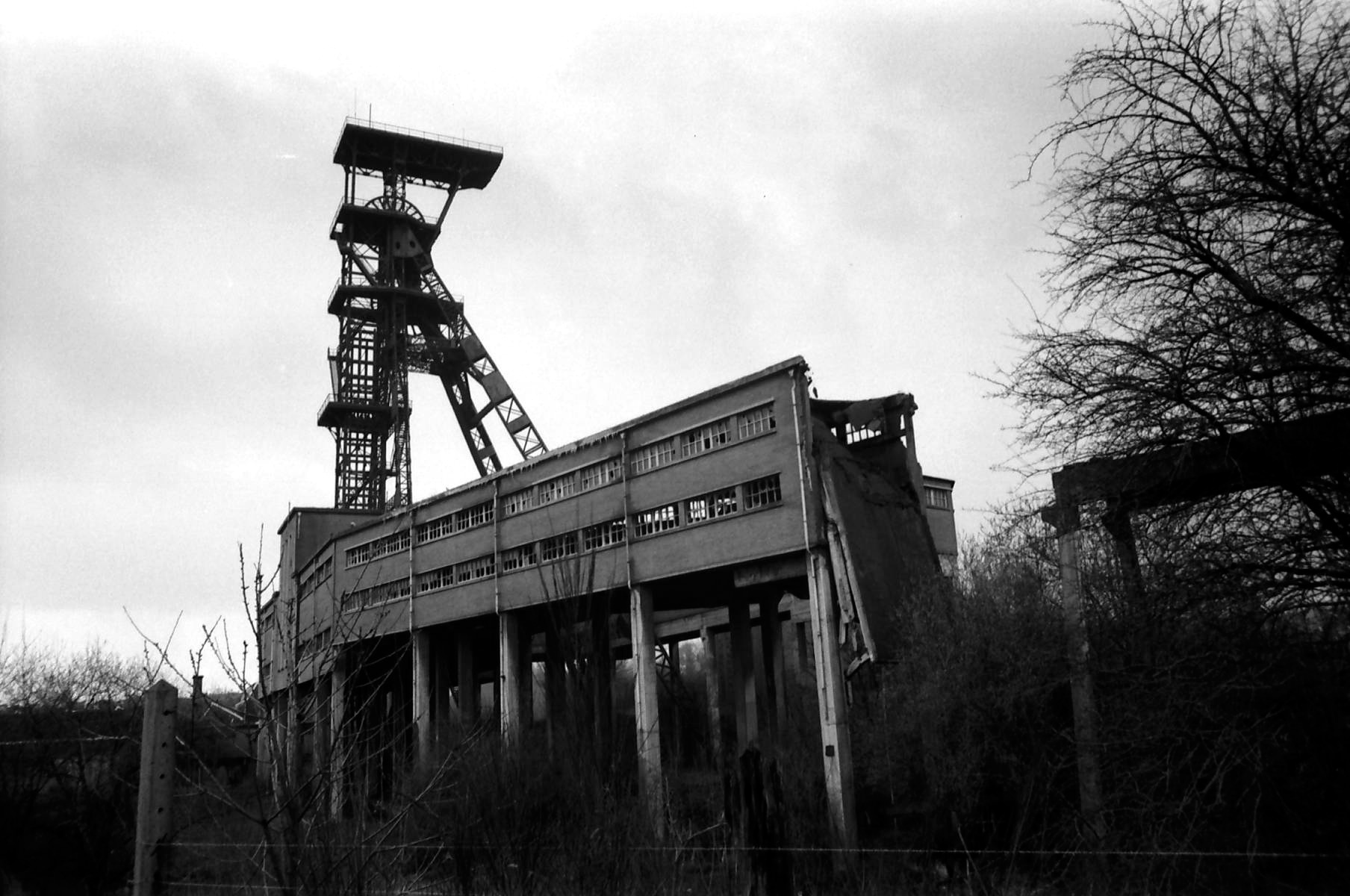
Mine de Crachet Picquery créée à Frameries par fusion en 1856.

La Belgique devient dans la première moitié du XIXe siècle le 2e producteur mondial de charbon après l'Angleterre, en doublant sa production. Plusieurs centaines de puits belges existaient déjà autour de Liège, souvent sous forme coopérative. La Société générale de Belgique (SGB), fondée à la révolution belge de 1830, investit les cinq années suivant dans une quarantaine d'entreprises, dont 15 aciéries et 7 mines de charbon, et les fait entrer en Bourse de Bruxelles. Parmi elles, la Société des hauts-fourneaux, usines et charbonnages de Marcinelle et Couillet, la Société des Produits de Flénu, au capital de 4 millions de francs, et la Société du Levant de Flénu. Les cours des deux dernières sont multipliés par 3,5 et 3,4 en vingt ans. Stimulée par leur succès, la petite Compagnie des mines de Douchy française fait encore mieux : ses actions sont multipliées par 105 en un an, après la découverte d'une veine de charbon près de Denain. Même s'il faudra attendre deux ans pour qu'elle produise un million de tonnes, les investisseurs prennent conscience que le gisement belge se prolonge vers l'ouest, jusqu'au Pas-de-Calais français. Grâce aux coulissiers, les Mines de charbon de Belgique sont cotées aussi à Paris, où dès 1840 les pigeons de Charles-Louis Havas apportent à midi les cours de l'ouverture à Bruxelles. Malgré le morcellement de leur capital, les mines belges et françaises se concertent pour réguler l'offre mondiale de charbon et tempérer les fluctuations des prix de vente. La cotation en Bourse des multiples concessions minières, dont les frontières étaient souvent disputées, facilite les rationalisations et le partage des infrastructures, comme lorsque la Société générale de Belgique créée en 1856 la Société Crachet-Picquery. Le dynamisme belge profite d'un système télégraphique jugé le plus fiable et le moins cher du monde, à qui la Bourse apporte la moitié de ses revenus.

#### La Panique de 1837 fragilise la Bourse de Philadelphie
Dans les années 1830, l'histoire se répète avec la Guerre de la banque centrale, entre Nicholas Biddle, son gouverneur depuis 1822, et le président américain Andrew Jackson. Ce dernier l'emporte en décembre 1834 : l'État n'aura plus aucune dette et les dépôts du Trésor sont transférés aux banques privées. En 70 ans, les introductions en Bourse ont totalisé 500 millions de dollars à Philadelphie, dotée d'un nouveau siège en 1832, reliée à New York en janvier 1833 par un Pony Express du Journal of Commerce, puis en 1840, par un télégraphe optique (miroirs le jour et flash lumineux la nuit) conçu par le courtier William C. Bridges. La Magnetic Telegraph company le remplace en 1844, ses clients sont les courtiers. Philadelphie vit un déclin rapide après la Panique de 1837 : ses banques se sont effondrées lorsque la Banque d'Angleterre a cessé de les refinancer en septembre 1836. C'était le pronostic du journaliste Gordon Bennett, qui a lancé le New York Herald, doté des premières pages boursières, ce qui indispose les banquiers. Grâce à des Pony Express, le financier Jacob Little gagne des millions lorsque l'action de la Vicksburg Bank passe d'un plus haut de 89 dollars en 1837 à seulement 5 dollars en 1841. Le krach met aussi hors-cours les bourses de Baltimore, Charleston et Saint-Louis (Missouri). Les Associés de Boston détiennent 40 pour cent des banques de la ville après la crise et à New York, trois-quarts des courtiers du Curb font faillite.
Le télégraphe sera l'autre facteur d'ascension de la Bourse de New York, née timidement le 17 mai 1792, par l'accord de Buttonwood réunissant 24 courtiers sous un platane de Wall Street, pour prohiber toute commission inférieure à 0,25 % sur les emprunts d'État. Six ans plus tard, les 24 courtiers cotent aussi leur première société privée, la Compagnie d'assurance de New York de Charles M. Evers, au capital de 500 000 dollars, réparti en 10 000 actions. Parmi eux, Benjamin Mendes Seixas, Ephraim Hart et Alexander Zuntz, de la Synagogue de Shearith Israel, investissent aussi dans la création de la Bank of Rhode Island. D'abord réunis au Tontine's Coffe House, ils ouvrent en 1817 le New York Stock Exchange, sous la présidence de Nathan Prime. Il ne cote que dix banques et 13 assurances, toutes locales. En 1827, ce sont 12 banques et 19 assurances, en plus de 8 emprunts publics. Les sociétés non financières n'apparaissent qu'en 1830, avec la Mohawk and Hudson Railroad. En 1835, 3 opèrent dans l’éclairage au gaz et 8 dans le secteur mine/charbon, qui profite du succès du canal Érié, ouvert en 1825, grâce à sept millions de dollars d'obligations de l'État de New York, placées auprès d'investisseurs anglais. Mais sur les 124 titres cotés, 89 concernent encore la région de New York.

### Années 1840
L'Angleterre vit dès les années 1820 une « Railway mania »: le rail représente 20 des 115 introductions en Bourse en 1825. Wall Street s'ouvre à son tour à la Mohawk and Hudson Railroad en 1830. La France n'accueille qu'en décembre 1836 la modeste ligne Paris - Saint-Germain-en-Laye. L'investissement ferroviaire en France est « en retard d'une décennie sur la Grande-Bretagne », selon l'historien Patrick Verley. Un retard cependant moindre que pour les technologies du XVIIIe siècle, fonte au coke (trente ans) et tissage industriel (vingt ans). Entre 1835 et 1840, la capitalisation boursière française double, passant de 0,64 à 1,48 milliard de francs, dont 37 % pour les 20 compagnies ferroviaires. Mais le réseau ferré français n'a toujours que 560 kilomètres en 1841. Il est financé surtout par des obligations, dans un pays habitué aux rentes constituées : les actions n'y représentent encore en 1840 que 2,7 % de l'épargne. Le coût des investissements et la concurrence font peur. Les dirigeants des compagnies ferroviaires privilégient une rentabilité financière pure, via la sous-capitalisation (partager les bénéfices entre un moindre nombre d'actions). La « railway mania » française n'émerge vraiment qu'en 1844 et culmine l'année du krach de 1847, mais sur un milliard de francs levé en actions, plus de 60 % vient d'investisseurs anglais. Les capitaux propres dominent au contraire le financement du rail anglais : plus d'un milliard de francs en 1839, contre un demi-milliard d'emprunts. Au même moment, l'investissement total français est quinze fois moins élevé. Résultat, dès 1841 le réseau anglais a 225 kilomètres de rail exploités par million d'habitants, 17 fois plus que la France. Exploité par 200 compagnies différentes, il représente en 1845 la moitié des 9 200 kilomètres de rail en Europe, dont seulement un quart contrôlé par les 9 premières compagnies anglaises. En moyenne, leurs actions ont doublé depuis l'émission et leurs bénéfices représentent 5,5 % du capital investi.
| Décennie puis année                                      | Années 1830 | Années 1840 | Années 1850 | km du réseau en 1850 | km du réseau en 1870 |
| -------------------------------------------------------- | ----------- | ----------- | ----------- | -------------------- | -------------------- |
| % du rail dans l'investissement privé total (France)     | 0,8 %       | 6,7 %       | 12,7 %      | 3 000 en France      | 15 600 en France     |
| % du rail dans l'investissement privé total (Angleterre) | 9 %         | 28 %        | 15 %        | 10 000 en Angleterre | 24 900 en Angleterre |
| % du rail dans l'investissement privé total (Allemagne)  | NC          | NC          | NC          | 600 en Allemagne     | 20 000 en Allemagne  |

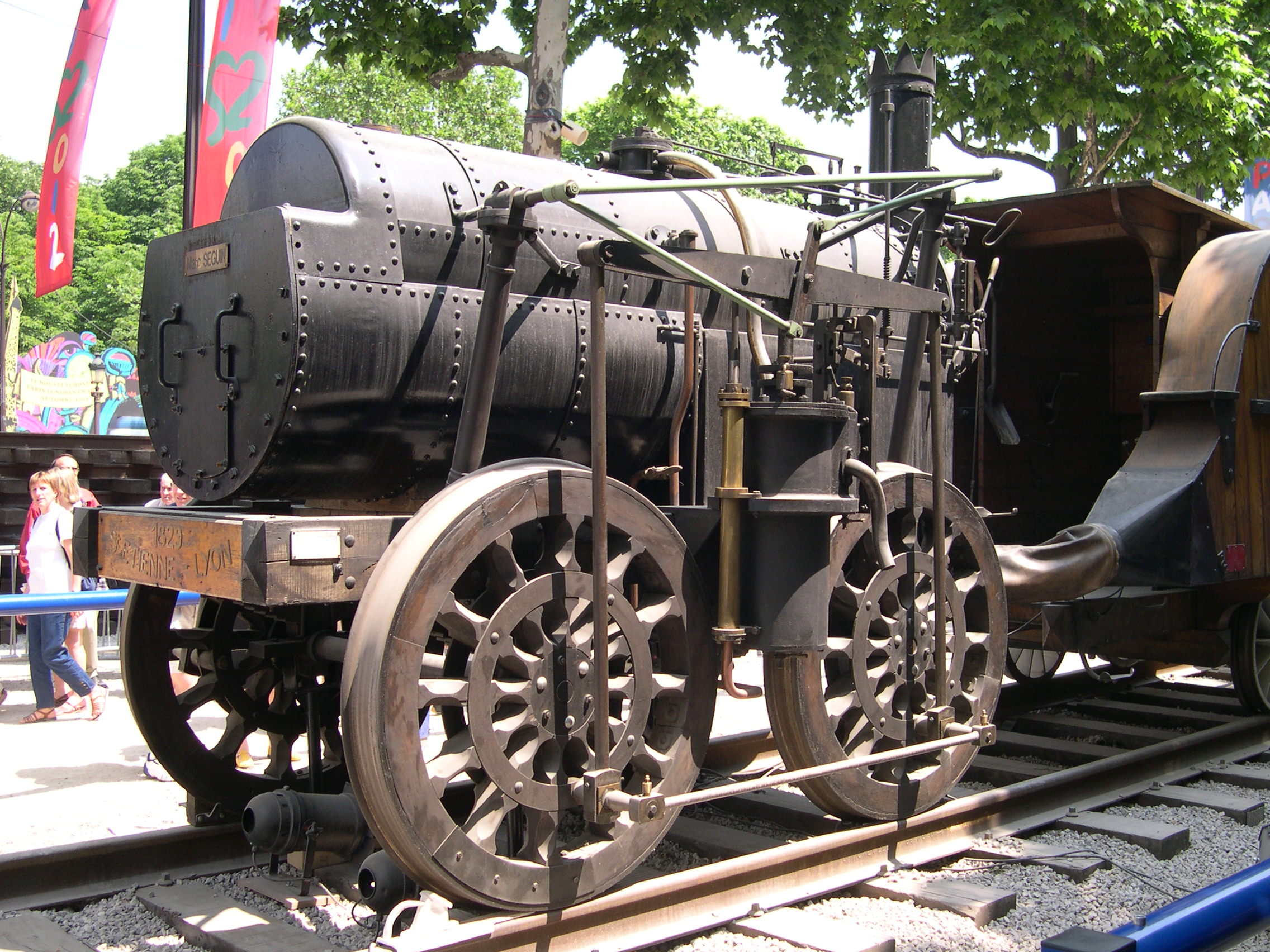
Locomotive Seguin, 1829, à chaudière tubulaire.

Les capitaux viennent « des régions minières et manufacturières du nord de l’Angleterre », observe Henry Burgess en 1835 dans le Circular to bankers. La presse de Liverpool décrivent les enchères d'actions dès 1826. Le London Stock Exchange ne s'y implique que lors de l’introduction en Bourse du « Birmingham and London » et du « Grand Junction ». Une Bourse est fondée en 1845 à York par des passionnés de technologie, le chemin de fer étant suivi par plus de vingt journaux anglais. Toutes les classes sociales s'y intéressent, note The Economist. Dès janvier 1842, la loi crée la Railway Clearing House, qui mutualise les coûts (billets, contrôles, reversements d'une compagnie à l'autre) et institue des tarifs différenciés. Moins rentables mais plus prometteuses, les petites compagnies complètent les grandes, pour un maillage optimal du territoire. La Banque d'Angleterre soutient les créanciers des petites sociétés. Les énormes quantités d’acier nécessaires à la construction des voies donnent une formidable visibilité à la sidérurgie anglaise, qui investit massivement pour bénéficier d'économies d’échelle. Ce système s'emballe en 1845, quand le parlement anglais autorise 248 sociétés ferroviaires, contre 37 en 1844 et 24 en 1843. Dans les deux années qui suivent, 5 700 kilomètres supplémentaires sont posés en Angleterre et 960 kilomètres en France. La sidérurgie française a moins bien anticipé cette croissance rapide : les prix du rail d'acier grimpent de 25 % en un an, à 400 francs la tonne en 1846. Parmi les causes du krach de 1847, ce coût des investissements, « sous-estimé ». Le krach est plus sévère pour les chemins de fer français, comparativement plus endettés que les anglais car moins solides en capitaux propres : au 30 juillet 1847, leur cours ont perdu 50 % à 75 % en douze mois. La seule ligne à résister est la Paris-Lille de la Compagnie du chemin de fer du Nord. C'est aussi la seule bien capitalisée : 200 millions de francs apportés par 20 000 actionnaires en 1845. La Compagnie du chemin de fer de Paris à Lyon est sous-capitalisée avec seulement 200 millions de francs, pour un parcours deux fois plus long. En faillite dès 1847, elle est nationalisée le 17 août 1848, à la demande d'Alphonse de Lamartine.
En 1851, beaucoup de lignes sont interrompues en rase campagne, emportées par des remboursements de crédits qui ont mangé leurs capitaux propres. Le réseau français n'a toujours que 3 870 kilomètres. Cinquante ans après, ce sera 25 fois plus. Pour remédier à ce retard, Napoléon III crée le Crédit mobilier en 1852, à partir des Caisses des actions réunies. Entré en Bourse en novembre 1852, avec un capital de seulement 60 millions de francs, il fera faillite en douze ans et déçoit rapidement : inutile d'y voir « une espèce de providence des compagnies de chemins de fer », note en 1862 l'économiste Raoul Boudon, selon qui « la spéculation a fait payer au public trois ou quatre fois le prix » des « quelques centaines de kilomètres » de rail apportés par le Crédit mobilier. À partir de 1852, les compagnies ferroviaires émettent massivement des obligations portant un intérêt de 3 %, pour toucher un public « plus large mais plus timoré » que celui de la Bourse. Ce n'est pas encore assez : Napoléon III doit garantir en 1857 un intérêt de 4,65 %, sur les « obligations nouvelles » de ces sociétés. La forte croissance économique mondiale des années 1850 relance le chemin de fer français, qui pèse 50 % de la capitalisation parisienne à la fin de la décennie, contre seulement 3,5 % pour le charbon et 5 % pour les autres mines. Par des fusions, Napoléon III le regroupe en 1857 en 11 compagnies. La panique de 1857 en emporte plusieurs, dont la « Grand-Central », sous-capitalisée dès sa création en 1853, avec seulement 90 millions de francs.

#### Pony Express, pigeons, et télégraphe, les premiers liens inter-Bourses

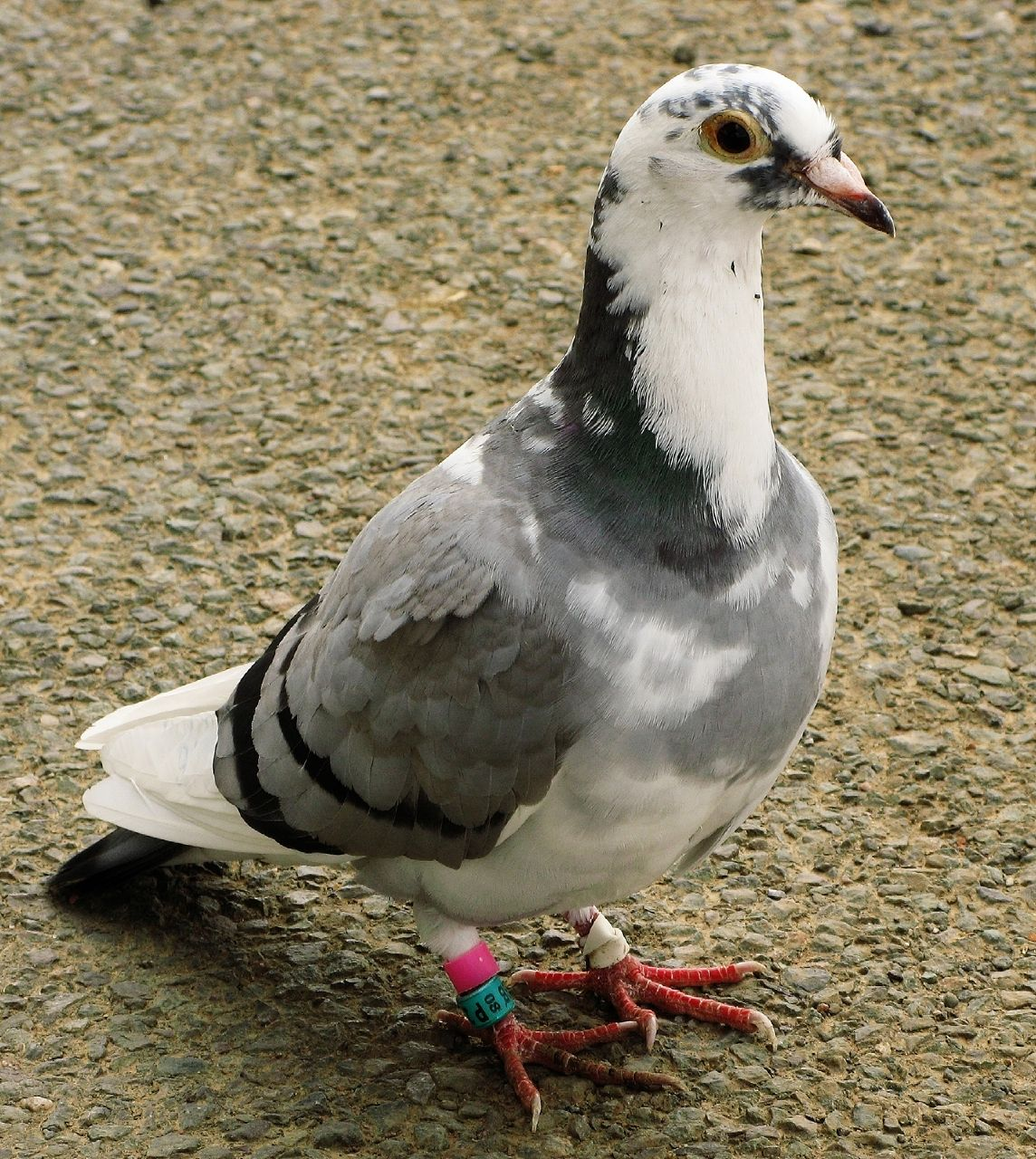
Pigeon voyageur.

Les années 1840 voient un essor parallèle du chemin de fer, des Bourses régionales et du télégraphe électrique, qui permet à la presse d'informer sans trop de retard. Auparavant, elle peinait à amortir les coûts de collecte de l'information. Dès 1827, Arthur Tappan et Samuel Morse, du Journal of Commerce, achètent une Goélette pour intercepter les gros navires arrivant d'Europe, se faire lancer les journaux dans un panier, puis transmettre les nouvelles à Wall Street, par le Télégraphe Chappe. C'est aussi à Wall Street que le Pony Express New York - Philadelphie de Gerard Hallock amène dès 1833 les dernières nouvelles du congrès des États-Unis : huit cavaliers se relaient à bride abattue, transportant les décisions du gouvernement américain, alors basé à Philadelphie, qui nationalise ensuite l'entreprise. La connexion entre Bourses profite surtout à New York, où l'Associated Press est créée en 1848 par six quotidiens. Objectif, se procurer les nouvelles européennes avec un jour d'avance, dès l'arrivée des navires de la Cunard à Halifax, en Nouvelle-Écosse, première escale. Les six journaux se partagent les coûts du Pony express de Nouvelle-Écosse, reliant Halifax à Digby (Nouvelle-Écosse), à travers la Nouvelle-Écosse. Une goélette rapide traverse ensuite la petite baie de Fundy jusqu'à Saint-Jean, au Nouveau-Brunswick. Les nouvelles importantes y sont télégraphiées à Wall Street. À Paris, Charles-Louis Havas utilise à partir de 1840 plusieurs centaines de pigeons voyageurs, apportant les cours d'ouverture de la Bourse de Londres vers 14 heures et ceux de la Bourse de Bruxelles dès midi.
Le télégraphe électrique déploie ses premières lignes en 1845, mais sans les mêmes garanties de confidentialité. Spécialisé dans les nouvelles financières, Paul Julius Reuter en fait son arme, quand il concurrence son ex-employeur Havas en fondant en 1849 l'agence Reuters, d'abord à Aix-la-Chapelle, puis dans les locaux mêmes du London Stock Exchange en 1851, l'année de la pose du premier câble transmanche.

#### Les Bourses régionales anglaises
L'engouement pour le chemin de fer donne naissance dans les années 1840 à une trentaine de Bourses régionales anglaises, abritant en général un télégraphe dans leurs locaux dans la décennie suivante.
Les Bourse des valeurs de Manchester et Liverpool sont créés dès 1836, par l'intérêt pour les actions de chemin de fer de courtiers locaux qui avaient aussi investi dans les actions de canaux. D'autres Bourses régionales anglaises voient le jour dans les dix années qui suivent par le même processus. À Manchester, en 1827 et 1828, William Gibson et Thomas Langston, richissimes assureurs, publient dans la presse des listes d'actions des canaux qu'il achètent et vendent, puis y ajoutent des actions de chemin de fer. La ville compte 23 courtiers en 1836 qui se réunissent près du « Manchester Cotton Exchange », ouvert en 1809 et précédé par un ancêtre créé en 1729. Le 7 novembre 1836 est fondée la Bourse des valeurs de Manchester dans une pièce du Manchester Cotton Exchange. Elle accueille 23 société cotées, dont une l'est aussi à Londres et a bientôt son propre bâtiment, qui a coûté 87 000 livres sterling. La Bourse des valeurs de Liverpool ouvre aussi en 1836. Celle de Leicester ouvre le 20 octobre 1845 avec des réunions quotidiennes au « Saloon of the theatre » et une cotisation de 30 livres sterling et un nombre de courtiers passés de 4 à 11, les deux premiers en 1820 étant des spécialistes des enchères.
À Leeds, J. H. Ridsdale, courtier en canaux et chemin de fer, fait publier dans la presse en 1836 les cours d'une liste de 30 actions ferroviaires, dénotant un fort intérêt local qui rebondit entre 1841, quand le nombre de courtiers passe de 4 à 36. Il est cependant décidé peu après de rembourser leur cotisation aux membres qui ne sont pas courtiers. À Bristol, ville portuaire, il y a deux courtiers en 1836, qui opèrent par des annonces dans la presse et sont rejoints par une nuée de spéculateurs. Puis la fièvre retombe mais reprend en 1845 : en mars a lieu la première réunion pour créer une « Bourse de Bristol ».
La Bourse des valeurs de Leicester cote 32 actions de canaux et 19 de chemin de fer en 1844. À Hull, une cinquantaine de courtiers sont apparus en 1845, la plupart de ceux dont la profession est identifiée ont d'abord une activité portuaire. La Bourse des valeurs de Manchester réunit 89 courtiers dès 1846. L'année précédente, une règle a été votée pour interdire les échanges avec les non-membres, ou à n'importe quel moment, où dans les alentours du marché, témoignant du désir d'une centralité des échanges et de la formation des cours. En 1849, une pétition s'indigne que des échanges aient lieu avec des non-membres dans une salle de l'Electric Telegraph Company.
Comme pour les canaux, l'étude d'une douzaine de compagnies étudiées sur la période 1835-1845 montre un actionnariat essentiellement local et stable, qui a conservé un quart des actions entre 1826 et 1845, même pour les deux plus grands chemins de fer de province, ceux de Liverpool et Manchester. La Bourse des valeurs de Liverpool cote 255 sociétés en 1847, parmi lesquelles 193 sociétés ferroviaires anglaises, soit trois fois plus que Londres, qui en a seulement 66, dont 45 négociées régulièrement. Liverpool a aussi 40 sociétés de chemin de fer étrangères et 8 banques. Liverpool et Manchester s'intéressent ensuite aux lignes secondaires. De 1843 à 1846, le montant des augmentations de capital du secteur passe de 43 à 126 millions de sterling, avant d'être stoppé par le krach de 1847.
De très local au début, dans les régions industrielles, le marché boursier anglais commence un peu à se nationaliser. La région londonienne reste minoritaire en nombre d'actionnaires à Liverpool et Manchester mais fournit les plus gros. En 1853, les actions ferroviaires à Londres, deuxième secteur le plus actif après la dette publique, sont aussi la 2e capitalisation : 193,7 millions de sterling contre 853,6 millions de sterling. Les titres étrangers pèsent alors déjà 69,7 millions de sterling et les chemins de fer étrangers 31,3 millions de sterling.
En 1845, la Bourse des valeurs de Glasgow cote 110 sociétés de chemin de fer, dont un quart, soit 23 sociétés, sont aussi en Bourse de Londres, mais seules un tiers des actions convergent. Pour les deux-tiers restants, l'écart moyen de cours, le jour même, est de 10,6 %. En 1860, ce sera respectivement 46 sociétés de chemin de fercotées, mais désormais 27 (59 %) sont aussi cotées à Londres.
Les quinze années suivantes voient le télégraphe permettre des arbitrages réguliers. Une étude montre que pour des valeurs très suivies comme le Canadien Pacifique ou le Caledonian Railway, dès 1860, le cours est 2,6 fois plus souvent identique à Londres et Glasgow qu'en 1846 et l'écart de prix n'est plus que 7 % de ce qu'il était, renforçant la confiance. En 1910, quasiment toutes les sociétés de chemin de fer seront cotées sur plusieurs marchés anglais.

### Années 1850
Avec 20 à 30 ans de retard sur le monde anglo-saxon, la Suisse de James Fazy, l'Allemagne de David Hansemann et la France des Saint-simoniens de la deuxième génération se dotent des premières banques correctement capitalisées, qui investissent en capitaux propres dans le rail ou l'industrie, alors que la Panique de 1857 aux États-Unis a rappelé la fragilité des jeux de dominos bancaires.

#### Genève fait échec au projet de Bourse publique du radical suisse James Fazy
Une Bourse de valeurs de Genève, très conservatrice, est fondée en 1850 par la Société des agents de change, née en 1849, alors que la Suisse veut rattraper son retard ferroviaire sur les autres pays, sous l'impulsion de la révolution de 1846 menée par le Premier ministre radical James Fazy. Ses projets d'une Bourse très règlementée, pour protéger épargnants et émetteurs, sont court-circuités par les agents de change, qui imposent la leur.
Depuis plusieurs décennies en Suisse, les radicaux de James Fazy reprochent aux financiers d'investir dans des projets étrangers pharaoniques au détriment de l'économie locale. Fondateur en 1826 du Journal de Genève, James Fazy a publié en 1825 une satire mettant en scène un actionnaire et son banquier qui projettent de construire un pont entre la Terre et la Lune.
Pour leurs placements financiers, les Genevois, recourent aux banques privées et se montrent peu intéressés par une bourse de valeurs. Entre 1815 et 1842, le commerce et l'industrie locaux n'ont jamais réclamé sa fondation, même si la ville compte un nombre record de 85 millionnaires. En 1797, la loi a réservé à cinq personnes la profession d'agent de change, avant l'annexion française de 1798. Les courtiers sont 20 en 1807 à Genève, où une bourse de commerce est fondée en 1808, mais peu active. En 1387, le prêt avec intérêt est finalement autorisé par l’évêque Adhémar Fabri, favorisant l’essor bancaire et rendant la Bourse moins nécessaire.
En 1849, l'agent de change Jaques Reverdin, ancien de la Banque Pictet, a proposé la première cote officielle genevoise, en vigueur dans son établissement, publiant les rendements obligataires qu'il propose. Deux ans après le krach de 1847, les projets ferroviaires reviennent après bien des obstacles. Crainte de l'urbanisation, rareté du charbon et souhait d'oublier la centralisation voulue par l'occupant français de 1798 font que l'industrie suisse, jugée « la plus saine et la plus puissante » du continent, a jusqu'ici été contournée par les rails qui s'allongent depuis 1840 pour former un réseau européen : la Suisse et ses 400 douanes et péages n'a toujours que 25 kilomètres ferrés en 1850. En 1844, ses premiers rails, de Strasbourg à Bâle, appartiennent au réseau français. En 1847, une seconde ligne doit relier Zurich à Bâle, mais ne dépasse pas Baden. Les capitaux anglais, puis français, des Chemins de fer de l'ouest suisse, fondés en novembre 1852, vont permettre en 1853 l'ouverture du chantier Genève-Yverdon via Morges.
Il reprend le rêve du canal d'Entreroches d'Elie Gouret (1586-1656), jamais terminé, malgré la présence de capitaux hollandais, français, bernois et genevois, qui voulait relier, à terme, la mer du Nord à la Méditerranée, en passant par les lacs Neuchâtel et Léman.
Les administrateurs londoniens décident rapidement d'associer des banquiers genevois. C'est la seule voie ferrée romande prévue par les deux experts britanniques consultés par le Conseil fédéral, Robert Stephenson et Henry Swinburne, qui ont préconisé en 1850 un réseau national en croix, combinant bateau et train. Avec la Compagnie du chemin de fer de Lyon à Genève, créée en 1853, les chemins de fer du central suisse et les Chemins de fer du Nord-Est, ce sont les 4 principales actions suisses cotées à Genève, les autres étant liquidés à Paris et Lyon, note Alphonse Courtois, dans son « Manuel des fonds publics et des sociétés par actions » en 1856, l'année où la Bourse publique instituée à Genève par James Fazy est boycottée par tous les courtiers genevois sauf un, obligeant le Premier ministre à rétropédaler par un compromis en forme de retraite.
La Constitution de 1848 donnait à la Confédération suisse le pouvoir de décider à qui incombe la construction de chemins de fer mais la loi fondamentale de 1852 l'a accordé aux cantons et au secteur privé, déclenchant une spéculation boursière éclatée et mal répartie. Même si « la passion du jeu, bientôt propagée, gagna les cercles et surtout la bourse » la « fureur de l’agiotage envahissant les hauts quartiers », selon un observateur, les financiers genevois préfèrent largement les placements à l'étranger ou ceux jugés comme sûrs, comme les fonds d'État. Après plus de 40 % dans les années 1840, ils résistent, avec 20 % en 1886, selon l'étude de 192 déclarations de grosses successions sur la période. La France représente encore 40 % des placements dans les années 1840, malgré les faillites après la Révolution française, mais l'échantillon compte des fonds publics de 37 pays différents, en premier lieu l'Italie, puis la France et les États-Unis, Russie et Suisse n'en recueillant que 5 %.
Un total de 9 millions de francs est placé en chemin de fer américain contre 5,5 millions pour les Suisses, 4 millions pour les Français et 2 millions pour les Anglais, tandis que neuf investisseurs ont plus d'un million de francs dans les Chemins de fer du nord de l'Espagne. Fondés à Zurich en 1853, les Chemins de fer du Nord-Est sont absents en 1886 des 192 successions étudiées, en raison du médiocre rendement. L'action chuta de 658 francs en 1868 à 70 francs en 1877. Son promoteur Alfred Escher avait sous-dimensionné les premières levées de fonds. Il créera en 1856 le Crédit Suisse, dont les crédits à court terme permettent de compléter puis suppléer les capitaux étrangers. Partisan d'un financement ferroviaire par des fonds privés, il n'en a pas pour autant encouragé la création d'une Bourse à Bâle et Zurich, ce qui se produit un quart de siècle plus tard qu'à Genève. On lui imputa également les difficultés financières rencontrées par le projet du Gothard.
Le rail suisse reste globalement sous-capitalisé : le Chemin de fer de Lyon à Genève doit fusionner le 19 décembre 1855 avec la Compagnie du chemin de fer de Lyon à la Méditerranée. En 1861, les quatre cinquièmes des compagnies suisses font face à des difficultés financières, beaucoup devant se tourner à leur tour vers l'étranger. Au seuil des années 1870, le réseau suisse reste aussi marqué par son éclatement, dû au cantonalisme étriqué, auquel voudra remédier la loi fédérale de 1872, donnant désormais, à la Confédération la compétence du rail, tandis qu'un rapport rédigé en 1876 par le Conseil d'État en 1876 observe que « beaucoup d'entreprises n'existent qu'à état de projet ou végètent faute de capitaux ».

#### La Panique de 1857 oppose la «nouvelle finance» de Chicago à la côte Est
Au cours de la très forte croissance économique mondiale des années 1850, de 7,48 % en moyenne par an aux États-Unis, la récolte américaine de blé augmente de 60 %, grâce à Chicago, ou elle a sextuplé entre 1854 et 1860, à 30 millions de boisseaux, moitié blé moitié maïs, les 3/4 de ce que réalisaient en 1854 l'ensemble des ports danubiens et russes. Le blé double aussi ses superficies cultivées dans la Vallée de l'Ohio, après avoir déjà augmenté de 70 % lors de la décennie précédente. La pénurie de blé russe de la guerre de Crimée a ouvert un boulevard et fait flamber les cours pendant 4 ans
Le maïs monte aussi. Les « jeunes États », Ohio, Indiana et Illinois produisent désormais à eux trois autant que les 9 états du Sud, les nouveaux États du Wisconsin et du Minnesota, créent la future Corn Belt, où un réseau de chemin de fer s'éparpille. L'émergence du contrat à terme permet de nouvelles spéculations et couvertures sur les certificats de grain stocké dans les silos, donnés en garantie à des commissionnaires, qui avancent 3/4 de sa valeur, avant même sa revente. Les négociants peuvent ainsi brasser plus d'affaires. Et acheter ou vendre par des contrats « forward », fixant un prix d'avance, sur le Chicago Board of Trade. En 1855, ce Marché à terme offre fromage et petits gâteaux à qui vient négocier sur son parquet et obtient un grand succès. Par sécurité, il exige des appels de marge, répartis entre vendeur et acheteur. Lors de son assemblée d'avril 1853 le CBOT a noté que les « locaux des banques locales sont très limités ». La ville en compte six. Le crédit bancaire et le télégraphe sont ensuite en forte expansion grâce à de nouvelles banques à Chicago.
En avril 1857, Walker Bronson & Co, gros négociant de Chicago diffuse une évaluation alarmiste et fantaisiste des futures récoltes, qui déchaîne la presse de la côte est, menée par le New York Herald, contre la « spéculation dans l'ouest » et ses nouvelles techniques financières. Eugène de Sartiges, ambassadeur de France, raconte le 21 juin 1857 : Chicago « tout entière est livrée à une fièvre d'agiotage qui déborde comme folie ». « Tel terrain, acheté 4 000 dollars il y a trois années, a été revendu 100 000 il y a six mois, et représente à ce moment une valeur de 150 000 dollars », raconte-t-il.
Avec les bonnes récoltes européennes de la fin de la Guerre de Crimée, le cours du blé s'effondre, l'offre s'assèche, les nouveaux trains du Midwest roulent à demi-vides. La finance de l'Est vend à découvert les actions du rail et des banques. Le 21 août, c'est la rumeur d'un défaut des obligations ferroviaire de William B. Ogden, l'homme le plus riche de la ville. Trois jours après, l'Ohio Life Insurance and Trust Company, banquière du Midwest, ferme réellement ses portes: c'est la Panique de 1857. La perte de confiance dans le papier-monnaie des banques s'aggrave quand le SS Central America, bateau à roue à aubes de 85 mètres sombre le 12 septembre 1857, lors d'un cyclone tropical avec ses 477 passagers et 11 tonnes d'or de Californie. Les déposants retirent leur or. En France, l'encaisse métallique de la Banque de France chute de 27 % entre juin et octobre. Mais le 15 novembre : « l'or commence à reparaître sur la place de New York », selon l'ambassadeur de France. Les Anglais envoient des métaux précieux pour acheter des cotons du Sud, et des actions de chemins de fer ». L'économie américaine repart, en deux ans, mais d'abord sur la côte est. Entre-temps, les chômeurs américains foncent vers les ruée vers l'or au Colorado et en Colombie-Britannique (1858), puis au Nevada (1859) et au Montana (1862).

#### De la banque au rail et à l'acier de la Rhur: la vision d'Hanseman et Moltke
Le libéral protestant David Hansemann, négociant en laines et promoteur des lignes Cologne-Anvers (le « Rhin de fer ») et Cologne-Dortmund par l'actuelle région de la Ruhr, est nommé aux finances du gouvernement de mars prussien en 1848. Il lève 25 millions de Thalers pour soutenir immédiatement l'économie, secouée par la révolution de 1848, via de nouvelles infrastructures, comme le chemin de fer, dont l'expansion décolle: 600 km de lignes en 1850, 11 000 en 1860 et 20 000 en 1870. Hansemann autorise aussi la banque d'Abraham Schaaffhausen à Cologne, en difficulté, à devenir une Aktiengesellschaft, l'équivalent allemand des sociétés anonymes, une première.
Victime de la purge des fonctionnaires libéraux et démocrates d'avril 1851, il fonde la banque société Disconto, qui se dote en 1856 d’un capital de 30 millions de marks et crée l'activité d'émission et de négoce de titres en 1859, l’année où elle mène les sept banques du consortium prussien, chargé d’une « mobilisation générale prussienne » sur le plan financier, au service de la nouvelle doctrine de Moltke, nouveau chef d'état-major prussien, basée sur l'emploi massif du chemin de fer dans la mobilisation des troupes, leur ravitaillement et leur déplacement, qui triomphera à Sadowa, contre l’Autriche en 1866, et à Sedan en 1870.
Le point de départ en avait été la guerre à laquelle la Prusse craignait alors d'être mêlée: celle de l'Autriche contre la Sardaigne, alliée de la France. C'est la première fois qu'un groupe de banques garantit une partie d'un emprunt d'État, de 30 millions de thalers, au taux de 5 %. Les partis progressistes viennent de remporter plusieurs élections et cette question militaire va opposer le roi au Parlement.

#### Les banques françaises émettent à leur tour, timidement, des actions en Bourse
Pendant la première partie du siècle, les banques françaises, familiales, ont pour seule concurrence les caisses d'épargne. Il faut attendre la révolution française de 1848 pour la création de 65 « comptoirs d'escompte », ancêtres de la BNP. L'État leur accorde un statut semi-mutualiste, en 1853. Ils sont cependant encore « bousculés par les récessions » car sous-capitalisés. Celui de Paris disparaîtra dans le krach causé par le Corner sur le cuivre de 1887. Le Crédit mobilier et le Crédit foncier sont créés en 1852. Le premier, qui n'a que 60 millions de francs de capital, fait faillite dès 1867. La banque de l'Allemand David Hansemann montre la voie par son appel de fonds de 1856, mais les banques de dépôt françaises arrivent tard : Crédit industriel et commercial (1859), Crédit lyonnais (1863), Société marseillaise de crédit (1864) et Société générale (1864), fondée sous le haut patronage de la Famille Rothschild, qui s'inspire de la Société générale de Belgique, cotée à Paris, par « l'énormité de son capital » : 125 millions de francs, soit autant que le Crédit mobilier après 12 ans d'activité. De 1849 à 1870, les banques françaises émettent 16 fois plus d'actions que sur la période précédente. Elles capitalisent 40 % de la Bourse de Paris lors de spéculation sur les immeubles Haussmann qui débouche sur la crise bancaire de mai 1873. Le krach de l'Union générale de 1882 ramène cette proportion à 25 %. La faillite du comptoir d'escompte en 1889, puis celle de la SDCC en 1891 font peur. Quitte à prendre des risques, l'épargne française se tourne plutôt vers le transport maritime. Quitte à dépendre de l'immobilier, elle préfère les beaux immeubles des 4 « grands magasins » créés à Paris : Le Bon Marché en 1852, Louvre en 1855, Printemps en 1865 et Samaritaine en 1869.

### Les années 1860

#### La Guerre de Sécession suscite une demande pour une «Bourse du soir» et patriotique
Considérée comme la charnière entre les guerres napoléoniennes et les guerres modernes qui suivirent, la Guerre de sécession américaine (1861-1865) voit un Sud, au départ mieux mobilisé, échouer à rallier ses alliés anglais et français, puis le modèle économique du Nord créer peu à peu la surprise, grâce à la conscription, au large recours à l'Emprunt d'État, qui permet de mobiliser chemin de fer, industrie et troupes, afin de remplacer rapidement les pertes, en hommes et matériels, des premières défaites.
Le Nord décide de gager ses Treasury Bond, dont la quantité enfle, sur l'or dont le cours triple de 1861 à 1863, mettant en difficulté le Trésor américain. Le rendement à dix ans culmine en 1861 à 6,1 %, puis diminue grâce à la montée des cours des obligations, la spéculation envisageant peu à peu une victoire du Nord. Pour agir « patriotiquement », le New York Stock Exchange interdit les transactions à terme d'or, bientôt lourdement taxées et prend cette appellation le 29 janvier 1863. Les courtiers en or le fuient. Leurs plus-values sont recyclées dès 1862 dans une spéculation sur les actions minières et pétrolières, en pleine émergence et pas encore cotées au NYSE. Les volumes d'échanges s'envolent, le nombre de spéculateurs aussi, mettant en difficulté le système traditionnel de négociation du NYSE, limité au matin, et favorisant peu à peu l'émergence de Bourses concurrentes : le plomb à Saint-Louis, le cuivre à Boston et les métaux précieux à San-Francisco. Dans ces villes, on veut aussi se montrer loyal au Nord, en négociant localement les Treasury Bond qui financent son armée.
À New-York, un « Public Stock Board », concurrent du NYSE, ouvre dès la fin de l'année 1862, au 23 William Street, pour deux sessions l'après-midi. Une partie des traders le quittent en mars 1864 pour créer un « Open Board of Stock Brokers » qui le remplace et commence à organiser une « Bourse du Soir », qui permet de réagir aux nombreuses nouvelles militaires reçues par le télégraphe en fin de journée, souvent du front de l'Ouest où le soleil se couche deux heures plus tard, le marché obligataire s'emballant depuis mai 1862 à chaque victoire du Nord, tandis que les cours des petites sociétés minières évoluent dans l'autre sens car ces victoires militaires vont raccourcir la durée attendue de la guerre et donc la demande globale de métaux. Les spéculateurs préfèrent un cours reflétant l'actualité immédiate, même s'il est obtenu dans des conditions de marché moins optimales. Le New York Times rapporte des échanges dans un hôtel de la 5e Avenue dès novembre 1863, décrit par le New York Herald comme le « Trou noir de Calcutta ».
Le courtier Robert H. Gallaher loue les caves de l'hôtel et fait payer 25 cents l'entrée d'une criée baptisée Evening Exchange, tous les soirs de 17 heures à minuit, à partir du 19 janvier 1864, selon le Times. Il déménage en mars à Broadway, puis en juin au 164 de la 5e Avenue et revient à Broadway en novembre 1864, avant d'ouvrir avril 1865 son propre bâtiment à l'angle de la 5e Avenue et de la 24e rue. Le New York Gold Exchange de 1864, le NYSE et l'Open Board of Stock Brokers interdisent à leurs membres de fréquenter cet Evening Exchange, en prenant prétexte de la faillite de Ketchum, Son & Co, courtier qui chute dans le sillage des cours de l'or, le 15 août 1865, à la fin de la Guerre de Sécession. Cette demande pour la « Bourse du soir » amène les courtiers du NYSE à donner des cours plus souvent dans la matinée, des employés se chargeant d'aller les chercher régulièrement sur le parquet pour ensuite les acheminer sur des bouts de papiers dans leurs bureaux, ce qui donne l'idée d’inventer le Stock Ticker télégraphique, permettant de les transmettre automatiquement et à une plus grande distance.

#### Le «Stock Ticker» marie télégraphe et imprimante, libérés du fixing boursier
L'invention du « Stock Ticker », mariage du télégraphe et de l'imprimante, bouleverse la bourse : les cotations en temps réel mettent fin au fixing qui réunissait offre et demande une ou deux fois par jour. Du coup, les courtiers doivent assurer en cours de journée que les cours ne divergeront pas trop. Le télégraphe reste par ailleurs une invention controversée. Le 6 janvier 1863, en pleine Expédition du Mexique, le contenu d'un journal texan affiché à la bourse de Boston annonce à tort la prise de Puebla. Lors de la Crise de 1866, Paris apprend la victoire prussienne avec 48 heures de retard. Mais la technologie progresse: quelques semaines plus tard, le 29 juillet 1866 est posé le câble télégraphique transatlantique.
Entre-temps, la Guerre de sécession américaine (1861-1865) a créé le besoin de cotations plus fréquentes au cours de la journée. Samuel Spahr Laws (1824-1921), est gendre de William Broadwell, futur chef du Cotton Bureau de la Confédération. Exilé en France aux débuts de la Guerre de Sécession, il revient en 1863 aux États-Unis, où il cofonde le New York Gold Exchange, en octobre 1864. Samuel Spahr Laws invente alors un système permettant d'actualiser les cours de l'or en les affichant en grand format aux fenêtres du marché, le « Laws Gold Indicator ». Puis il crée sa propre société pour améliorer le système, début 1866, en diffusant les cours sur une bandelette de papier, imprimées avec trois roues d'impression simplifiée, deux pour les chiffres et une pour après la virgule, reliées à un clavier qui transmet des signaux électriques d'une longueur variable et codée, perfectionnant le morse. Fin 1866, il a déjà 50 clients : c'est la première version du Stock Ticker, au son ressemblant au mot « tick » d'où le nom de « ticker » donné au code des actions, imprimé à distance, sur des bandes de papier de 1,9 centimètre de large, en 2 ou 3 lettres.
Sa « Gold and Stock Telegraph Reporting Company » (GSTRC) décroche un contrat avec le NYSE, puis se fait doubler par la Gold and Stock Telegraph Company (GSTC), fondée par Edward Calahan, un ingénieur qui avait travaillé comme coursier pour des maisons de courtage dans sa jeunesse et quitte pour cela l'American Telegraph Company, filiale de la Western Union en septembre 1867, six mois avant même d'avoir établi et breveté sa technologie. Il devient à son tour le fournisseur exclusif du NYSE : en décembre 1867, la première machine dédiée fait son apparition à la Bourse de New York, louée six dollars par semaine. Le Stock Ticker intéresse aussi l'Angleterre, où le journaliste John Jones fondera en 1869 l'agence de presse Comtelburo pour les matières premières. The Exchange Telegraph Company propose au London Stock Exchange (LSE) d'utiliser le Stock Ticker dès 1867 et 1868 mais ce dernier refuse car il craint la création d'autres bourses utilisant ses propres cours. Le ticker ne sera utilisée qu'à partir de 1872 à Londres, où le nombre de courtiers autorisés à s'en servir est limité et des obstacles techniques créés délibérement. Entretemps, le Telegraph Act de 1869 a nationalisé les compagnies anglaises et imposé des tarifs moins prohibitifs. Aux États-Unis, le jeune Thomas Edison emménage à Cincinnati en 1865 puis à Boston en 1868, à l'âge de 21 ans, pour le compte de la Western Union. Sans succès, il y dépose en octobre 1868 un brevet pour une machine à voter au parlement, puis en février 1869 pour un télégraphe à imprimante mais se brouille avec ses soutiens. À New-York, la Western Union l'autorise à passer du temps à la GSTRC de Samuel Laws, où il réussit à réparer une machine en panne lors de la spéculation sur l'or de Jay Gould d'août 1869 et se fait embaucher puis nommer surintendant, payé 300 dollars par mois, au poste de Franklin Pope, qui devient cependant son ami. Il concurrence à son tour, en 1870, la machine de Calahan, en créant pour le compte de Samuel Laws le « Cotton ticker », dont les disques d'impression sont montés sur le même support, pour imprimer plus vite, avant de fonder sa propre société, avec son ami Franklin Pope. Fin 1870, leur grand client Mashall Lefferts, président de la Western Union, les embauche pour créer une nouvelle machine, dotée d'une batterie centralisée. Une autre société, de Henry van Hoveberg créée en 1871 invente un ajustement automatique pour le ticker, qui avait tendance à ne pas imprimer le bon chiffre si les roues n'étaient pas remises en place, ce qui résout aussi le problème de l'alignement des noms et des chiffres.
En face, la fusion des sociétés de Samuel Spahr Laws et Edward Calahan a lieu dès août 1869, trois mois après celle, le 8 mai 1869, de l'Open Board of Stock Brokers avec le New York Stock Exchange. Puis c'est leur rachat en 1871 par la Western Union, qui crée ainsi un monopole et installe des claviers sur les murs du NYSE, où le prix des sièges s'effondre dans les années 1880, les petits courtiers pouvant concurrencer plus facilement les grands grâce au Stock Ticker. L'idée d'automatiser la réception mais aussi l'envoi des télégrammes facilite l'invention en 1874 du téléscripteur par Émile Baudot, avec cinq touches (une par doigt) et 4 000 mots à l’heure. Au NYSE, la cotation continue a éliminé le problème de surfréquentation du Fixing quotidien mais créé des déséquilibres temporaires entre les nombres d'ordres d'achat et de vente, les courtiers intéressés par une action ne pouvant pas toujours intervenir simultanément. Du coup, les spécialistes (ou « market makers »), apparaissent vers 1872, en un endroit distinct du parquet pour chacune des sociétés cotées ou groupes de sociétés: ils négocient pour leur propre compte aussi bien qu'ils arrangent des affaires entre d'autres courtiers, achetant à l'un pour revendre à l'autre, et se rémunérant par l'écart de cours. Les deux méthodes de cotation ont cependant continué à cohabiter pendant une dizaine d'années à New-York.
En Angleterre aussi, la concurrence entre courtiers a été dopée, au profit des places régionales. Le pic de télégrammes quotidiens du LSE décuple en trente ans, passant de 2 884 à 28 142, tandis que le nombre de liaisons directes avec des Bourses provinciales sextuple. La proportion de sociétés de chemin de fer écossaises cotées à Londres comme à Glasgow passe parallèlement de 22 % à 62 %. L'introduction du téléphone est aussi empêchée dans les 2 années qui suivent son invention en 1878. En 1886, le LSE découvre que le Stock Ticker est utilisé par 80 courtiers qui n'en sont pas membres. En 1904, il est révélé que les courtiers les plus actifs sur les actions minières au LSE ont des lignes téléphoniques directes avec les compagnies minières et qu'en 1909 c'est également le cas pour les sociétés de thé et d'hévéa, avec des lignes vers les opérateurs des marchés du thé et de l'hévéa sur Mincing Lane.

##### L'engouement pour le pétrole de Pennsylvannie
Dès 1859, dans le nord-ouest de la Pennsylvanie, Edwin Drake, ex-contremaître des chemins de fer, fore le premier puits de pétrole moderne américain. Très léger, facile à raffiner, il permet la création de huit raffineries de 1862 et 1868. Deux marchés de rue inorganisés naissent à Pittsburgh pendant la Guerre de Sécession, pour échanger des actions des petites sociétés pétrolières, le premier sur Center Street, devant les bureaux de l'armateur Lockhart, Frew and Company et l'autre devant les bureaux du Télégraphe sur Duquesne Way, le long de l'Allegheny (rivière).
En 1863, la première de Bourse des valeurs de Pittsburgh est fondée dans l'« Apollo Hall », sur Fourth Avenue, qui accueille peu après une deuxième, créée par John D. Bailey dans le « Wilkins Hall ». On y échange des actions de sociétés pétrolières mais aussi de banques et des obligations, l'argent gagné par les hommes d'affaires locaux dans le pétrole devant être réinvesti, tandis que les habitants de la ville veulent prouver leur civisme en achetant les obligations émises pour financer la Guerre de Sécession. En septembre 1864, la ville a déjà une 3e Bourse des valeurs. Pour limiter l'audience, un droit d'entrée de 25 cents est instituée, permettant des recettes quotidiennes de 75 dollars. Jonathan Watson, propriétaire du terrain où Drake fit son premier forage exploitable, devient le premier millionnaire du pétrole de la ville.
Entre-temps, des sociétés pétrolières commencent à être échangées sur le Curb Market de New-York. Le journal Pittsburgh Commercial publie le cours de trois sociétés pétrolière le 1er juillet 1864, nombre qui passe à six le mois suivant et 17 en septembre. En février 1865 il existe 543 compagnies pétrolières dont 63 à Pittsburgh. Ces dernières ne totalisent qu'une capitalisation de 21 610 dollars, soit une moyenne d'un peu plus de 300 dollars seulement et des sociétés charbonnières sont aussi cotées.
La Pittsburgh Brokers' Association, qui réunit les courtiers, est fondée en 1867 et de sa dissolution vont naître plus tard les autres marchés boursiers :
- le Pittsburgh Oil Exchange (1878-1884) ;
- le Pittsburgh Petroleum, Stock and Metal Exchange, organisé en avril 1883[255].

##### Hausses météorites et premiers ouvriers millionnaires à San Francisco

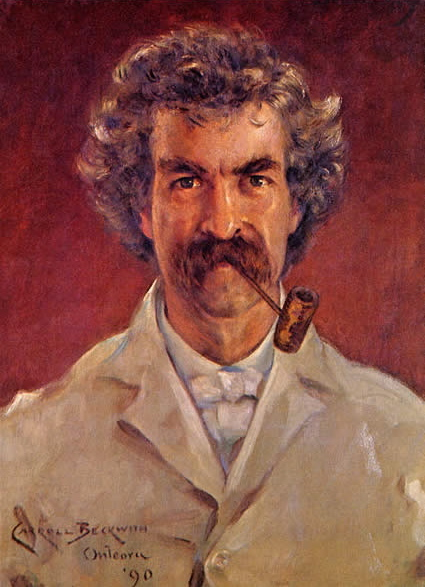
Dès 1862, Mark Twain, 27 ans, couvre les mines d'argent du Nevada pour le Territorial Enterprise, journal de Virginia City.

La Bourse de San Francisco, qui inspire les écrivains Jules Verne et Robert-Louis Stevenson, ouvre en fanfare en 1862 grâce aux centaines de petites compagnies minières qui se partagent le Comstock Lode découvert trois ans plus tôt en plein désert du Nevada à Virginia City, sous les yeux du journaliste Mark Twain, venu de Carson City, qui le décrit dans À la dure (1872) et invente l'expression « une mine est un trou dans la terre… qui appartient à un menteur ». C'est le plus grand gisement d'argent-métal de l'histoire, après le Potosi bolivien. La Bourse de San Francisco finance des nouvelles technologies, comme celles de Philip Deidesheimer, qui teste dès 1860 un système de gros « cubes » qui permet aux mineurs expérimentés d'ouvrir des cavités de taille voulue, en profondeur, ou encore le tunnel d'Adolph Heinrich Joseph Sutro, permettant de creuser une mine à 300 mètres sous terre, par une température de 70 °C.
Les augmentations de capital sont massives et fréquentes, les effondrements boursiers aussi. On assiste aux premiers corners, contre la Bank of California, dont le fondateur se suicide dans la Baie de San Francisco. Avec un cours multiplié par 700, et une capitalisation boursière multipliée par 28 000 entre 1870 et 1875, pour atteindre 750 millions de dollars, grâce à la découverte du filon du Big Bonanzza, la Consolidated Virginia mining company enrichit ses quatre actionnaires, des ouvriers qui avaient participé à la ruée vers l'or en Californie. Ils fondent la Banque du Nevada, puis couvrent San Francisco de constructions monumentales. Les investisseurs tentent sans succès de rééditer ces performances dans la Vallée de la Mort à Panamint City (Californie), en 1873, ou lors de l'affaire de l'Emma Silver Mine de 1871. D'autres ex-mineurs du Comstock Lode deviendront milliardaires à l'extérieur du Nevada, comme George Hearst, qui découvre Homestake Mining, plus important gisement de l'Histoire des mines d'or, lors de la Ruée vers l'or dans les Black Hills. Parmi eux aussi, Marcus Daly, créateur de l'Anaconda Copper à Butte (Montana), société qui développera après sa mort les gisements d'Andes Copper Mining et Chuquicamata au Chili. Tous deux fondent des empires de presse. Le géologue Hamilton Smith, un ancien du Comstock Lode sera recruté en 1892 par la Banque Rothschild pour l'exploration aurifère en profondeur en Afrique du Sud.

##### Le plomb du Missouri, exploité en profondeur pour les munitions
Avant de partir sur le Comstock Lode du Nevada en 1859, George Hearst apprend l'extraction du plomb auprès de son mentor et créancier, Silas Reed (1807-1886), géologue pendant 22 ans de la « Missouri Smelting and Mineral Land Company ». Les besoins militaires créés par la Guerre de Sécession, pour les munitions, relancent l'intérêt pour les anciennes et très importantes Mines de plomb du sud du Missouri, en déclin au milieu du XIXe siècle, car plus coûteuses que celles de l'Illinois (25 000 tonnes de plomb en 1860). En 1864, la Saint-Joseph Lead Mine Company est fondée pour implanter les méthodes minières modernes dans le Missouri, où jusque-là la plupart des mines étaient peu profondes, et elle utilise dès 1869 le forage au diamant. La teneur en plomb est modeste, mais le potentiel géologique considérable, d'où la spéculation sur de meilleures conditions d'accès et d'affinage du minerai, qui amène les compagnies à surenchérir dans l'achat de terres en Missouri puis ailleurs. En 1869, des Mennonites de Pennsylvanie menés par Jacob W. Stauffer, relancent le plomb des Mines Rambo, à 12 miles au nord de Buffalo (Missouri).

##### Le réveil boursier des mines du «Pays de cuivre» cotées à Boston
La Bourse de San Francisco se développe parallèlement à la Bourse de Boston et ses mines du Pays de cuivre, qui sont 24 dès 1864. Dès 1837, le nouvel État du Michigan confie une revue annuelle du sous-sol au géologue Douglass Houghton, explorateur de la péninsule de Keweenaw. Sa 4e édition déclenche un rush minier. Les terres achetées aux Indiens sont revendues à une centaine de compagnies minières, dont la plus productive des États-Unis de 1845 à 1854.
C'est en 1858 que sont découverts les gisements « Calumet et Hecla », par Edwin J. Hulbert, qui fonde l'Hulbert Mining Company, avec des investisseurs de Boston. L'expansion est suivie de l'apparition d'une trentaine de compagnies cuprifères à la Bourse de Boston dès le milieu des années 1860. Ce succès amène en 1867 le géologue Alexander Emanuel Agassiz, fils du géologue Louis Agassiz, à rationaliser l'exploitation de la principale, Calumet et Hecla, pour remplacer les larges puits à ciel ouvert, qui s'éboulent.
Les deux sociétés passent de 7 % de la production de cuivre du Michigan à 57 % en trois ans après. D'une capitalisation cumulée de 5 millions de dollars, elles versent leurs premiers dividendes en 1868 et 1869, puis fusionnent en 1871 pour former la Calumet et Hecla, qui extrait la moitié du métal rouge américain dès 1871 et multiplie par six sa production. Ses voisins estiment que le gisement se prolonge vers l'ouest, en biais, à une profondeur d'au moins 800 mètres, et creusent en 1882 les cinq puits de la Tamarack Mine, à une profondeur moyenne de 1 400 mètres, l'un d'eux dépassant 1 600 mètres, avec d'importants profits dès 1887. En 1885, les 17 mines du secteur produisent 77 millions de livres de cuivre, deux fois plus qu'Anaconda Copper, basée à Butte. La veine fissurée de « Minesota », ouverte en 1847 sous un bloc de cinq tonnes de cuivre natif trouvé par les mineurs amérindiens, débouche sur la découverte d'un autre bloc, cette fois de 478 tonnes et devient « Minesota mining company », future 3M et membre de l'indice Dow Jones.

#### Les Bourses espagnoles handicapées par le Krach de 1866
La crise de 1866 fait des dégâts sur la Bourse des valeurs de Barcelone, encore non officielle. Le Krach casse les tentatives de capitalisation des banques catalanes, ce qui assure « la mainmise française sur le réseau ferroviaire catalan », parti lever ses fonds sur la place de Lyon, avant de tomber entre les mains des groupes Péreire et Rothschild. En raison de ses difficultés en France, le groupe Péreire devient quasiment espagnol et fonde un « Crédit mobilier espagnol (es) » qui deviendra en 1903 actionnaire du tiers du Banco Espagnol de Credito (BEC).
En 1868, la Bourses des valeurs de Madrid côte déjà 17 compagnies de chemin de fer et 34 sociétés minières et de services publics mais reste boudée. Les Français ont besoin du zinc espagnol, pour les toits des immeubles parisiens, en pleine expansion à la fin des années 1860, en raison des grands travaux immobiliers du Baron Haussmann à la fin du Second Empire mais s'approvisionnent surtout par les biais des investissements directs. La Compagnie royale asturienne des Mines, fondée le 16 mai 1853 à Bruxelles autofinance son développement des décennies suivantes dans la Guipuscoa, au Pays basque.
Entre 1855 et 1870, sur 940 millions de francs investis en Espagne par les étrangers, 90,6 % viennent de France, 7,7 % de Belgique et 1,3 % d'Angleterre. Les investisseurs français ramassent, de plus, la dette publique espagnole à des cours très bas, dans les années 1870. En 1873, le gouvernement espagnol brade les riches gisements de cuivre de Rio Tinto, cette fois à l'industriel anglais Hugh Matheson, qui leur assurait déjà des débouchés commerciaux. Sa réussite déclenche une course à la concession minière en Andalousie, dans laquelle les Anglais prennent l'avantage, tandis que le Groupe Mirabaud, français, construit la Société minière et métallurgique de Peñarroya et ses mines de plomb à Peñarroya-Pueblonuevo, avant de devoir le céder à Rothschild, mieux armés pour en assurer le rayonnement international. Le Procédé Bessemer breveté dès 1855 mais surtout amélioré en 1877 par le Procédé Thomas pousse aussi les Anglais à chercher les minerais de fer à forte teneur du Pays basque, qui s'industrialise mais n'obtient la création de la Bourse des valeurs de Bilbao qu'en 1890.
L'investissement direct étranger dans les mines espagnoles entre 1871 et 1890 :
| Pays                     | France | Angleterre | Belgique |
| Part des investissements | 50 %   | 20 %       | 19 %     |

Parallèlement, la concurrence arrive: le code du commerce de 1885 reconnaît le marché libre de Barcelone, tout en maintenant le monopole de Madrid pour le courtage « notarisé ».

#### Du canal de Suez au coton américain: premiers déboires de l'épargnant français
La ruine a touché brutalement les porteurs de l'obligation « coton américain » émise par le baron Émile d'Erlanger en 1865, pour 75 millions de francs à 8 %. Elle prévoyait un remboursement en coton des États-Unis, sous réserve que les États du Sud gagnent la guerre de Sécession. La rétention du coton, qu'ils organisent, multiplie les cours par vingt en quelques mois, jusqu'à un record historique de 1,89 dollar la livre, resté inégalé deux siècles plus tard. Mais les cours s'effondrent avec l'abolition de l'esclavage.
Quelques mois plus tôt vacillait la Compagnie de Suez. Fondée dès 1858, l'année de la conquête de l'Indochine par Napoléon III, elle parie sur la croissance dans toute l'Asie: le canal divisera par deux la distance entre Londres et Bombay. Le Khédive Ismaïl Pacha apporte 44 % du capital, tournant ainsi le dos aux Anglais : « Nous consentons à voir sans la plus légère alarme ces intrigues du prince ignorant qui gouverne au Caire » commente le Times de Londres. L'autre moitié vient de 40 000 actionnaires français, souhaitant « autant faire acte de patriotisme que tenter une bonne, affaire » note le Journal de l’union des deux mers, bimensuel édité par Ferdinand de Lesseps, le directeur.
Avec 200 millions de francs, Suez est sous-capitalisé. Les travaux devaient durer six ans… mais prennent du retard. Ferdinand de Lesseps suggère dès mai 1864 qu'une « Compagnie universelle de navigation » du banquier Salomon Oppenheim, cotée à Londres, prenne le relais. Il faudra quatre ans en plus. Pour les finir, on lance en mai 1867 un emprunt obligataire de cent millions de francs sur 50 ans, à 8 %. L’action chute dès l’inauguration de 1868. Elle affiche -60 % sur 13 ans en 1871, lors d'un nouvel emprunt. La compagnie est en faillite le 6 août 1876 : Ismaïl Pacha l'a surendettée par ses dépenses, puis a bradé ses actions au gouvernement anglais pour 4 millions de livres, en 1875.

### Années 1870

#### 1870: Bismarck affole la «Petite Bourse» et multiplie les rentiers

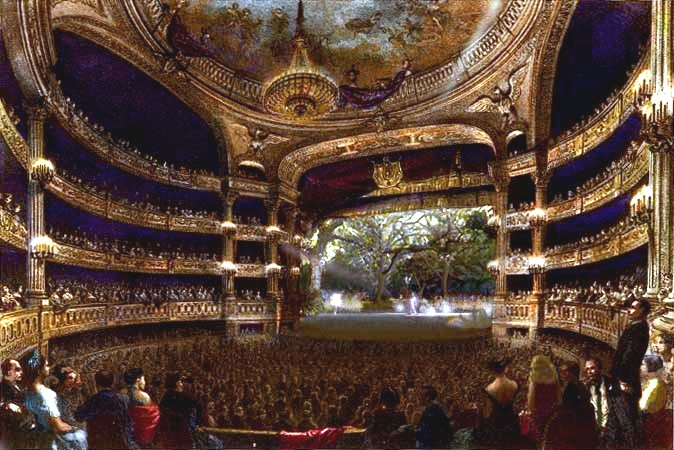
Opéra Le Peletier en 1864, contigu au passage de l'Opéra où se tenait « La petite Bourse », organisée par les coulissiers.

La loi monétaire prussienne du 4 décembre 1871 oblige la France, vaincue de guerre, à verser une indemnité de guerre de cinq milliards de francs, soit 25 % de son Produit intérieur brut, dans une nouvelle monnaie, le mark-or. Pour la payer, la dette publique française doit doubler, par des émissions d'obligations: quatre millions d'inscriptions à son « Grand livre » seront enregistrées en 1880 contre 1,5 million en 1870. Cela ne veut pas dire qu'il y a autant de porteurs d'emprunts publics, mais donne une indication sur la tendance à l'augmentation de leur nombre. Une nouvelle classe de rentiers apparaît, que de nouvelles grandes banques commerciales vont courtiser.
La Bourse de Paris a d'abord spéculé à la baisse sur les prémices de la guerre. Du 1er au 15 juillet 1870, le cours de l'emprunt d'État français à 3 % passe de 72,85 francs à 65,25 francs. En juillet 1870, l'ambassadeur de France approche le roi de Prusse dans le parc d'une station thermale à Ems. Il lui signale que la France exige confirmation du retrait de la candidature de Léopold de Hohenzollern-Sigmaringen au trône d'Espagne, après l'abdication de la reine Isabelle II, pour ne pas être située géographiquement entre deux couronnes allemandes. Cette insistance, à laquelle le roi de Prusse ne répond pas immédiatement est présentée comme un grave incident diplomatique par la célèbre Dépêche d'Ems: l'agence Havas relaie la version reçue de l'Agence Continentale, que le chancelier allemand Bismarck contrôle. Résultat, les émeutes nationalistes des 13 et 14 juillet 1870, à Berlin puis Paris. Au soir du 13 juillet, Bismarck fait distribuer gratuitement dans les rues de Berlin plusieurs milliers d'exemplaires d'un numéro spécial du Deutsche Allgemeine Zeitung, avec une caricature présentant l'ambassadeur de France humiliant le roi de Prusse,. À Paris, dans la soirée, une « agitation extrêmement belliqueuse régnait non seulement parmi la foule compacte amassée à La petite Bourse » du passage de l'Opéra Le Peletier, où règnent les coulissiers, mais aussi « dans tous les cafés depuis la Madeleine jusqu'à la Bastille », rapporte le correspondant du Journal de Bruxelles. Il voit arriver une manifestation de 700 étudiants, avec un drapeau sur lequel est inscrit : « À bas la Prusse, vengeons nous ! ». Le lendemain, Bismarck envoie sa circulaire aux ambassadeurs partout en Europe. Les manifestations de la veille les ont conditionnés. Le quotidien du soir La France donne la réponse française au Deutsche Allgemeine Zeitung, comme il en avait l'habitude depuis mai, chacun des deux puissances dénonçant l'activisme militaire de l'autre.
La nouvelle que Bismarck refuse une audience à l'ambassadeur français en Prusse fait chuter la Bourse de Paris, selon la chronique du Figaro : « On s'est laissé aller presque immédiatement au découragement le plus absolu, sous l'influence des bruits qui circulaient de toutes parts. On disait que le roi de Prusse avait refusé de recevoir Vincent Benedetti, et que le gouvernement prussien ne ferait aucune espèce de concession ». Le journal La France affirme le 14 juillet au soir que la France s'apprête à réagir par une déclaration de guerre à l'incident diplomatique, ce qui déclenche de nouvelles manifestations à Paris. La foule s'en prend à l'ambassade de Prusse. Les vitres volent. Le ministre de la Guerre rappelle les réservistes, le soir même.

#### Le krach de Vienne en 1873, première crise boursière internationale

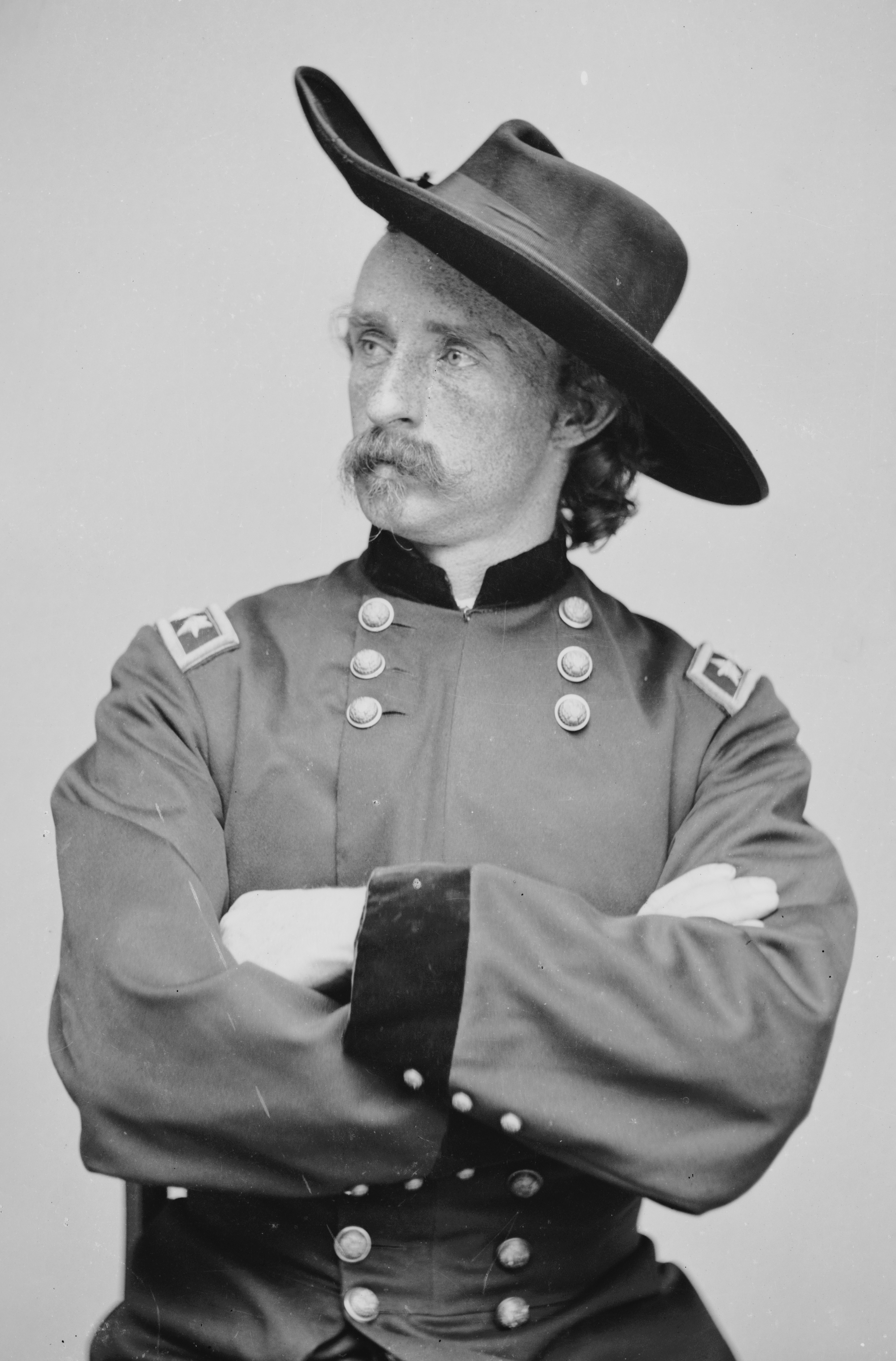
Custer, défié par les Sioux dans le Yellowstone, fait chuter les obligations ferroviaires.

La crise bancaire de mai 1873, appelée « krach de Vienne », a déclenché la Grande dépression (1873-1896). Elle démarre une semaine après l'ouverture à Vienne de l'exposition universelle de 1873, qui réunit 53 000 exposants, cinq fois plus que la moyenne de toutes les expositions universelles. Les 8 et 9 mai, plusieurs centaines de banques autrichiennes se déclarent en faillite, car l'excès de crédits hypothécaires a entraîné une énorme bulle spéculative immobilière. Leurs actions s'effondrent après s'être envolées. Les banques se méfient les unes des autres. Les prêts interbancaires s'assèchent. Faillites en cascades, déconfitures, suicides : « certains spéculateurs ruinés mais encore astucieux, disparurent à temps de la circulation en abandonnant leur vieux costumes au bord de la rivière ». Avec Vienne, deux autres villes sont très touchées. Paris paie la note faramineuse des spéculations du baron Haussmann. Berlin se réveille aussi de l'intense spéculation immobilière déclenchée par l'indemnité de guerre de 1871, qui avait permis à l'Allemagne de recevoir un stock d'or égal à 25 % du PIB français. Otto Glagau, du journal libéral Berliner Nationalzeitung, dénoncera en 1874, dans une série d'articles antisémites du magazine familial Die Gartenlaube (400 000 exemplaires, 2 millions de lecteurs), les « spéculations financières juives », puis le libéralisme, tout comme le journaliste Joachim Gehlsen et ses contributeurs anonymes révélant des spéculations liées à Bismarck, aux fonds secrets et au ministre des finances Otto von Camphausen.
Aux États-Unis, une émission d'obligations du chemin de fer de la Northern Pacific Railway échoue après le bilan mitigé de l'expédition de la rivière Yellowstone, menée par le colonel George Armstrong Custer, et émaillée de combats contre les Sioux, qu'il était censé pacifier. La compagnie y survivra, mais son principal créancier, Jay Cooke, légendaire financier de la guerre de Sécession et premier banquier américain, confesse des problèmes de solvabilité : c'est la Panique du 18 septembre 1873. Wall Street ferme pour dix jours, 89 compagnies de chemin de fer américaines sur 364 cessent d'investir. Le marché était encore étroit : en 1869, New York ne cotait que 145 actions et 162 obligations, chiffres multipliés par 3,5 et 6 au cours du demi-siècle suivant.
Les banques américaines manquent de monnaie, car l'argent-métal vient d'être démonétisé par le Coinage Act de 1873, pour freiner l'excès d'argent-métal créé au printemps 1871 par la découverte du Crown Point Bonanzza, sur le Comstock Lode du Nevada. La Bourse de San Francisco en avait profité. Mais elle subit en 1875 son propre krach, précipité par les mauvais placements de la Bank of California.

#### Plomb, argent, cuivre et or, aux nouvelles Bourses minières de Saint-Louis, Denver et New-York
La Crise bancaire de mai 1873 affecte chemins de fer et banques, et s'y ajoutent des scandales miniers dans l'Utah et le Nevada. De nouveaux marchés boursiers américains spécialisés dans l'échange d'actions minières profitent de ce climat délétère, d'autant que l'or et l'argent, souvent associés à d'autres métaux en particulier dans les gisements de plomb, voire de cuivre, deviennent plus que jamais des placements-refuge. Les New-Yorkais tentent alors d'en devenir le centre, les capitaux anglais s'asséchant et les bourses de l'Ouest paraissant très spéculatives.
Le Coinage Act de 1873, premier accroc au bimétallisme américain, favorise l'or par rapport l'argent, devenu abondant depuis le gros filon découvert en 1871 sur le Comstock Lode du Nevada. Les capitaux londoniens sont d'autant plus difficiles à mobiliser, que la presse débat de l'Affaire de l'Emma Silver Mine, gisement de plomb argentifère surévalué. Les intermédiaires transatlantiques deviennent suspects. Dès 1874, la Stock Exchange Review de Londres dénonce 18 compagnies, dont 8 américaines où intervient un même William J. Lavington. En 1876, Samuel Nugget Townsend, un observateur anglais du Colorado constate que le matériel manque, en raison du retrait financier de ses compatriotes. Le quotidien St. Louis Globe-Democrat souligne que l'image des mines américaines a beaucoup souffert.
La Bourse des valeurs de Saint-Louis, créée en 1874, vise les gisements d'or et d'argent, auxquelles s'intéressent les professionnels des mines de plomb du Missouri. Le plomb argentifère de l'Idaho, à Woodville, est identifié dès 1873, à l'époque où l'Utah domine cette production depuis 1871 grâce aux capitaux anglais. Le 5 juin 1874, la Famille Desloge fonde la « Missouri Lead and Smelting Company », qui ouvre 3 mines de plomb en 1876.
À la même époque est fondé le 1er janvier 1875 à Denver, le « Colorado Mining Stock Exchange », qui s'appuie sur les découvertes de plomb argentifère en 1874, sous forme de Cérusite, à Leadville, redécouverte en 1877 par les prospecteurs Horace Tabor et August Meyer. Ce plomb argentifère rapporte 2 millions de dollars, en plus des 10 millions de dollars d'argent-métal dès 1879. Le Boum en argent du Colorado bouscule l'ordre minier, aux dépens de la Bourse de San Francisco, aux coûts de production désormais trop hauts, emportée par la chute, le 26 août 1875, de la Bank of California, principal créancier des mines du Comstock Lode (Nevada), qui entraîne le suicide de son fondateur puis ceux du fondateur de la Banque Workman et Temple et d'un responsable d'usine à Panamint City (Californie), où neuf sociétés venaient de lever 42 millions de dollars, en quelques mois, avant d'abandonner.
Le « Colorado Mining Stock Exchange » est cependant très vite concurrencé par les places boursières de l'est, plus solides, qui veulent moins dépendre des chemins de fer et des banques. Aiinsi naît le 1er novembre 1875 un « New York Mining Stock Exchange » (NMSE), basé au 60 à Broadway, présidé par John Stanton, fils d'un proche ami de Silas Reed. L'action la plus échangée est celle de la société new-yorkaise Lacrosse Gold Mining, implantée dans le Nevada. Le NMSE côte aussi 4 mines de cuivre de la Bourse de Boston, Calumet et Hecla, Atlantic, Franklin, National, ou encore le conglomérat Allouez Copper, qui tire son nom de la découverte de statues de cuivre dès 1660 par le père Claude-Jean Allouez au Pays de Cuivre. Il fusionne en 1877 avec l'« American Mining and Stock Exchange », fondé en mai 1876, qui a lui-même absorbé peu après le « New-York Open Gold and Stock Exchange ». En 1883, cet ensemble agglomère aussi le « National Petroleum Exchange » pour devenir le « New-York Mining Stock and National Petroleum Exchange », fédérant 479 courtiers et futur Consolidated Stock Exchange, grand rival du NYSE à partir de 1886.
La Bourse des valeurs de Saint-Louis, très spéculative, s'intéresse au plomb argentifère de l'Idaho, depuis le vote du Bland-Allison Act de 1878, obligeant le Trésor américain à acheter chaque mois pour 2 millions de dollars d'argent métal, au nom de la Libre frappe de la monnaie, pour constituer des réserves garantissant la monnaie. Mais elle ne réunit plus que 50 courtiers et 25 courtiers associés en 1888. L'un de ses courtiers, A.G. Edwards, crée en 1889 le « St. Louis and Butte, Montana mining syndicate » pour des concessions minières à Butte (Montana). En 1984 aussi, William Mayger, président de la St. Louis Mining and Milling part à Marysville, près de Helena (Montana) où il s'opposera à la société anglaise Montana Mining en 1893, puis obtiendra devant la Cour Suprême en 1911 le tiers du million de dollars qu'il réclame.
A.G. Edwards ira ensuite au New York Stock Exchange, pour y faciliter la cotation des banques de Saint-Louis (Missouri). Il sera l'un des rares survivants, dans le Missouri, de la Panique de 1893, qui entraîne la fermeture de la Bourse des valeurs de Saint-Louis, jugée trop fragile. Firmin Vincent Desloge a lui fondé en 1888 la « Desloge Consolidated Lead Company », puis acquis en 1889, la « Bogy Lead Mining Company » et a fusionné ses deux sociétés en la plus grande entreprise de plomb-mines et fonderies de l'époque, qui traite 500 tonnes de plomb par jour et sera cotée à New York dans les années 1920.

#### La Bourse de Tokyo fondée en 1878, bien avant Hong-Kong
En Asie, Tokyo est créée en 1878 par le ministre des Finances pro-occidental Ōkuma Shigenobu, mais avec des employés en kimono. Hong Kong voit le jour en 1891, sous forme d'association de courtiers.

### Années 1880

#### Le krach de l'Union générale et l'affaire du Tonkin
Dans le dernier quart du XIXe siècle, les investisseurs investissent dans les services (banque, transport, distribution de gaz ou d'eau) et la dette publique, faute de valeurs industrielles. L'expansion rapide de Marseille fait de la Société marseillaise de crédit la seizième capitalisation boursière en 1891 :
| Palmarès des capitalisations françaises | Banque de France | Parisienne de gaz | Crédit lyonnais | Générale des eaux | Générale transatlantique | Cie d'éclairage Lebon | Société générale | Messageries maritimes | Omnibus de Paris | Mines de la Loire |
| Millions de francs 1891                 | 810              | 387               | 320             | 177               | 175                      | 118                   | 117              | 115                   | 108              | 105               |

L'Union générale, fondée en 1875 à Lyon par des banquiers catholiques et monarchistes, sombre après seulement 7 ans d'existence. Luigi Jacobini, secrétaire du pape, y avait investi 335 649 francs. Paul Eugène Bontoux en prend la direction en 1878. Ex-chef de service chez Rothschild, ancien patron des chemins de fer autrichiens, il a perdu sa fortune à la Bourse de Vienne en 1873. Il multiplie les acquisitions en Europe centrale, Afrique du Nord et Égypte, tout en spéculant par le rachat de ses propres actions. La Bourse s'envole mais le doute grandit. Un « match » acrimonieux démarre : les « baissiers », réunis autour de Rothschild contre les « haussiers » menés par le Crédit lyonnais d'Henri Germain. Les premiers l'emportent : début janvier 1882, l'action est divisée par deux en quinze jours, c'est le « krach de l'Union générale », en défaut de paiement, qui disparaît. Condamné à cinq ans de prison, Paul Eugène Bontoux fuit en Espagne. S'ensuit une crise industrielle, avec en 1884 la grande grève des mineurs d'Anzin. Émile Zola s'en inspire pour deux romans : Germinal (1885) et L'Argent (1891). Le mutualisme bancaire se diffuse au même moment en province : la première Caisse du Crédit mutuel, sur le modèle de Raiffeisen, est fondée en 1882 en Alsace. En 1885, la première Caisse locale du Crédit agricole voit le jour à Salins-les-Bains (Jura). D'autres banques cotées font faillite : le Comptoir national d'escompte de Paris en 1889, après la plus grande spéculation de l'histoire du cuivre. Et en 1891 la Société des dépôts et comptes courants, victime des conséquences du Scandale de Panama. Les banques tentent ensuite de remédier à leur sous-capitalisation : elles émettent la moitié des 3,5 milliards de francs d'augmentation de capital réalisés par les sociétés françaises cotées entre 1890 et 1914. Leur part reviendra ensuite à 17 % dans l'Entre-deux-guerres.
| Année                                         | 1830 | 1848 | 1850 | 1861 | 1869 | 1880 | 1890 | 1900 | 1913 |
| Nombre de banques cotées à la Bourse de Paris | 3    | 16   | 5    | 12   | 21   | 46   | 53   | 41   | 58   |

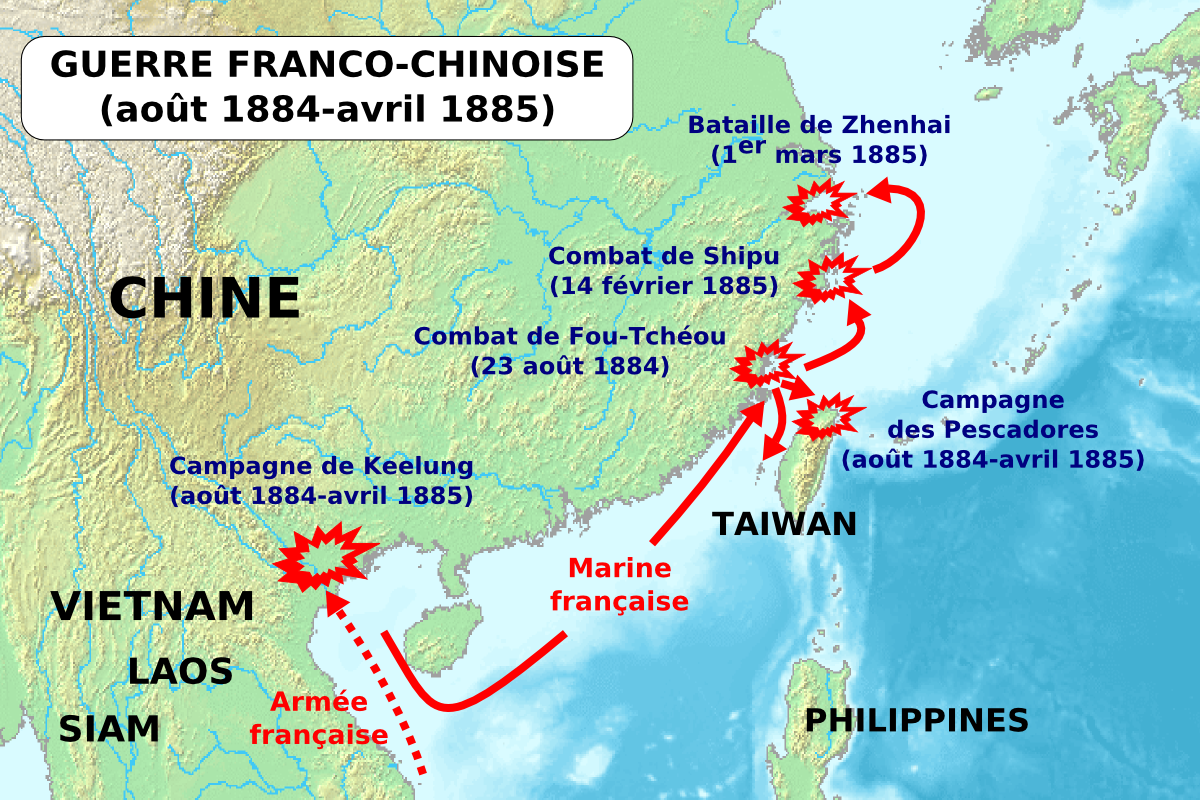
Les différents affrontements de la conquête du Tonkin.

Résultat, les banques cotées pèsent le quart de la capitalisation française en 1890 et représentent même 4 des six premières capitalisations en 1901. Elles sont très actives dans la colonisation, dont la marche est scrutée par ce qui reste le marché directeur, celui de la dette publique. En 1885, c'est l'affaire du Tonkin, en Indochine, qui secoue la Bourse: une dépêche Havas confond la modeste retraite de Lang Son de l'armée française avec un abandon général du delta du fleuve Rouge. La fausse nouvelle, donnée « de bonne foi » par le général Louis Brière de l'Isle, fait chuter la Bourse de Paris et le gouvernement de Jules Ferry, « au moment même où arrive une deuxième dépêche minimisant l'importance des combats ». Dès le 26 août 1883, la Bourse avait commencé à inquiéter, redoutant une véritable guerre, avec de lourdes dépenses, puis découvrant le 9 septembre 1883 que le traité de paix franco-vietnamien n’était pas reconnu par la Chine.

#### Le canal de Panama et les emprunts russes
Ferdinand de Lesseps passe en 1880 à la Compagnie de Panama. Son projet coûte 47 % de plus que celui d'Émile-Justin Menier au Nicaragua. Le chantier traîne, victime de la malaria, du relief accidenté, mais aussi de sous-capitalisation : seulement 300 millions de francs sur 400 millions de capital prévus. La Compagnie est liquidée le 4 février 1889, neuf ans après son lancement, malgré l'émission d’emprunts en 1888. Les 85 000 actionnaires et obligataires, sont ruinés. En 1892, Édouard Drumont révèle dans La Libre Parole les noms des politiciens et journalistes corrompus pour lever des fonds et obtenir des autorisations. L’un des corrupteurs, le baron de Reinach, se suicide le 19 novembre. L’autre, Cornelius Herz, s'enfuit en Angleterre. Le scandale de Panama vaut cinq ans de prison à l'ex-ministre des Travaux publics Charles Baïhaut. Le canal sera achevé par les États-Unis, qui rachètent la concession en 1903. La presse française de l'époque n'a dénoncé le scandale qu'après-coup.
En 1888, un an avant la faillite de Panama, le premier tronçon du Transsibérien ouvre et quatre emprunts de 500 millions de francs-or sont émis. La conquête de la Sibérie intéresse aussi les Belges, mais ils achètent plutôt des actions russes, dans la métallurgie (27,7 %), la mécanique (17 %) et le charbon (15 %). L’Angleterre, elle, consacre 92 % de ses placements extérieurs aux États-Unis et au Commonwealth. La Russie doit se passer des capitaux prussiens, revenus vers l’Allemagne unifiée depuis la guerre de 1870, puis alliée en 1882 à l’Empire austro-hongrois et au royaume d’Italie C'est la Triplice, que l'alliance franco-russe de 1892 tente de contrer, ce qui mènera à la Première Guerre mondiale. Dès 1904, la France compte 1,6 million de créanciers du chemin de fer, de l’État et des municipalités russes. L'économiste Arthur Raffalovitch, représentant à Paris du ministère des Finances russe a distribué 6,5 millions de francs de pots-de-vin aux journalistes parisiens, entre 1900 et 1914, pour assurer le succès d'une vague d'emprunt russe : c'est l'Affaire Arthur Raffalovitch. De 1888 à 1913, la France a prêté 12 milliards de francs-or à un empire au bord du gouffre financier. Tous les emprunts russes seront répudiés après la révolution de 1917.
Les Français ont eu plus de réussite avec la Compagnie du Boléo, qui construit un port artificiel et la ville de Santa Rosalia (Basse-Californie du Sud), en plein désert, sur un gisement à très forte teneur en cuivre (15 %), avec la bénédiction du président mexicain Porfirio Diaz. L'action est multipliée par 8 en 25 ans, atteignant 3 827 francs en 1910. Un jeune centralien, Georges de la Bouglise a réalisé l’étude minière qui a décidé la banque Mirabaud et Cie à investir. Il part ensuite à Butte (Montana), puis fonde en 1899 la Société des mines de cuivre de Catemu, pour exploiter El Soldado, première des grandes mines de cuivre du Chili. El Teniente, Chuquicamata et Minera Escondida suivront.

#### La rivalité entre bourses de la Côte Est américaine
Sur le New York Stock Exchange, les échanges moyens sont en 1880-1884 le double de la période 1875-1879 et le nombre de sociétés cotées a aussi doublé entre 1875 et 1884. Ce succès va stimuler la concurrence du Consolidated Stock Exchange (CSE), lui-même issu des fusions, entre 1877 et 1884, du « New York Mining Stock Exchange » avec plusieurs Bourses rivales, également spécialisées dans le pétrole et les mines, dont une partie est aussi cotée à la Bourse de Boston. Le CSE recourt à une chambre de compensation où le nombre d'actions de sociétés minières échangées quintuple entre 1885 et 1887, l'année où le CSE se dote d'un imposant bâtiment au croisement des rues de Broadway et d'Exchange Place à Manhattan.

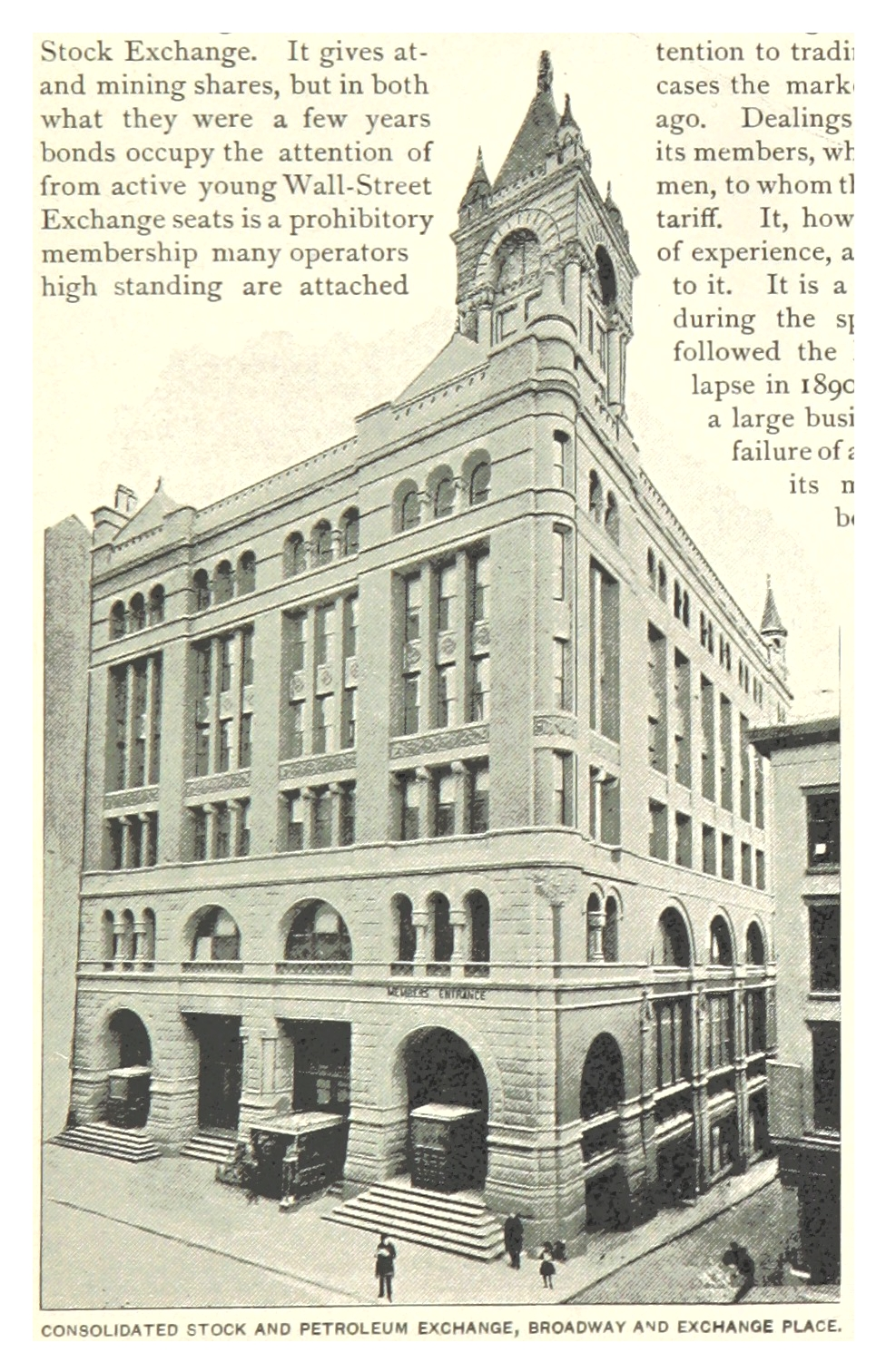
Consolidated Stock and Petroleum Exchange, Broadway and Exchange Pl, Ca 1890

Le CSE réunit 2 403 membres, le nombre le plus élevé du pays après le New York Produce Exchange, parmi lesquels 400 sont aussi membres du New York Stock Exchange (NYSE) qui en a lui deux fois moins. Jusque-là, des Gentlemen's agreement leur donnaient aux accès aux cours du NYSE pour avoir la tendance générale en échange de l'engagement à ne pas coter les mêmes actions. Mais en 1885, les membres du CSE réclament de coter aussi des actions de chemin de fer. Les négociations avec le New York Stock Exchange, pour se répartir les secteurs échouent. Le 20 mars 1886, le CSE décide de coter tous les secteurs d'activité et d'ouvrir une demi-heure avant le NYSE. Il capte rapidement 11,21 % des échanges et même 74,8 % sur ceux de l'Indice Dow Jones. Ses spécialistes prennent une commission de seulement 1/16e de dollar contre 1/8e pour ceux du NYSE. En utilisant les cotations du NYSE, les courtiers du Consolidated Stock Exchange économisent sur les coûts de créer un mécanisme de découverte des prix. Le NYSE réagit immédiatement : il oblige ses membres à choisir leur camp et interdit les liaisons téléphoniques avec le Consolidated Stock Exchange. En 1890, il rachète les droits sur le Stock Ticker, pour en assurer le monopole à ses membres. Jusqu'aux années 1890, la Bourse de Boston restera plus importante que le New York Stock Exchange pour les sociétés industrielles. En 1898, deux ans après la création de l'indice Dow Jones, il n'y a que 20 sociétés industrielles cotées sur le New York Stock Exchange, contre 48 en 1869 sur la Bourse de Boston. Malgré cela, un troisième marché, le « Curb Market » se développe aussi, sur les trottoirs. En 1908, l'année où il se dote d'une agence officielle les trois bourses newyorkaises rivales représenteront un stock de 424 millions d'actions, dont 53,5 % hors du NYSE. Les échanges sur le NYSE et le CSE entre 1885 et 1909 :
| Nombres de sociétés                  | 1885 | 1886 | 1887 | 1888 | 1889 | 1890 | 1891 | 1892 | 1893 | 1894 | 1895 | 1896 | 1897 | 1898 | 1899 | 1900 | 1901 | 1902 | 1903 | 1904 | 1905 | 1906 | 1907 | 1908 | 1909 |
| Cotées au NYSE                       | 114  | 117  | 98   | 127  | 130  | 160  | 140  | 146  | 145  | 149  | 144  | 167  | 168  | 195  | 209  | 221  | 229  | 223  | 254  | 255  | 255  | 265  | 277  | 269  | 263  |
| Cotées au NYSE avec du volume        | 55   | 72   | 72   | 78   | 96   | 80   | 59   | 99   | 82   | 78   | 79   | 90   | 77   | 136  | 155  | 151  | 158  | 134  | 121  | 128  | 176  | 161  | 151  | 111  | 149  |
| Du NYSE cotées au CSE avec du volume | 18   | 24   | 33   | 39   | 41   | 30   | 21   | 55   | 39   | 25   | 24   | 29   | 20   | 34   | 38   | 40   | 44   | 37   | 49   | 53   | 48   | 49   | 35   | 35   | 61   |

La concurrence entre le New York Stock Exchange et le Consolidated Stock Exchange après 1886 a poussé le premier à racheter les droits sur le Stock Ticker, permettant de diffuser les cours à moindre coût, pour les fabriquer exclusivement à usage de ses membres fidèles.

### Années 1890

#### Charles Dow et Eddie Jones, première idylle entre industrie et Bourse
Les États-Unis inventent en 1896, le Dow Jones, premier indice entièrement industriel de l'histoire. Sa composition historique inclut dès le début General Electric, forte des recherches de Thomas Edison. Avant 1896, les sociétés industrielles étaient encore mal représentées sur les Bourses. Les investisseurs découvrent qu'elles peuvent gagner des parts de marché par la technologie, les marques ou l'innovation, pour engranger des économies d'échelle. Les États-Unis deviennent dix ans après leader mondial de l'acier, grâce à une production octuplée de 1880 à 1900, à dix millions de tonnes. La Conquête de l'Ouest assure des débouchés dans le chemin de fer. Quand la demande baisse, comme lors des faillites ferroviaires de 1893 les Américains écoulent en Europe leurs excédents. Le boom de l'immigration profite aussi à l'agroalimentaire ou au fabricant de courroies pour tracteurs US Leather.

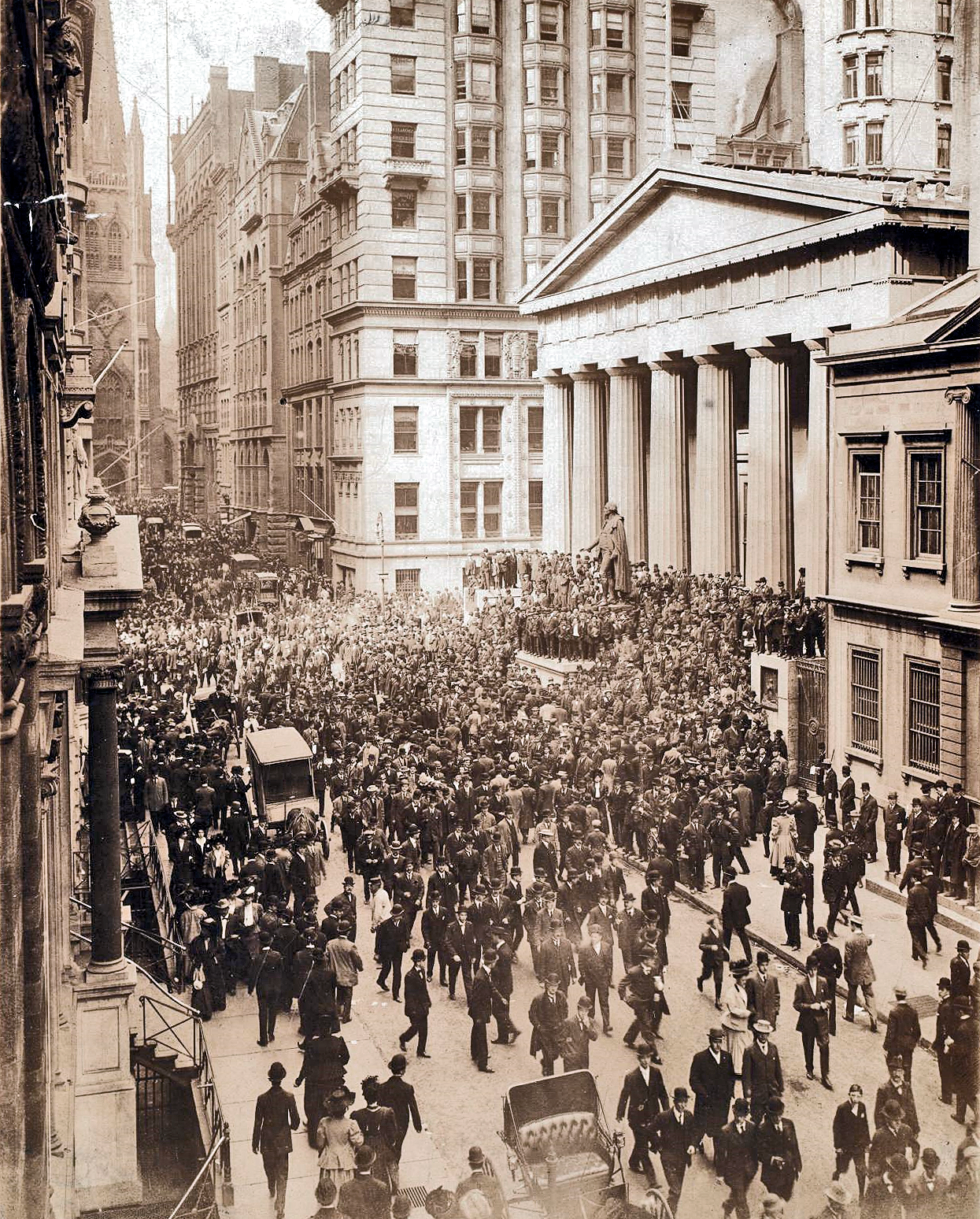
La foule à Wall Street pendant la panique d'octobre 1907.

Les journalistes Charles Dow (1851-1902) et Edward Jones avaient quitté en 1882 une agence de presse financière, le Wall Street Financial News Bureau, pour créer la société Dow Jones. Dans une petite pièce au sous-sol du numéro 15 de la rue Wall Street, ils rédigent des bulletins d'information, puis une feuille quotidienne : l’Afternoon News Letter et sa liste de onze valeurs américaines de référence, dont neuf chemins de fer, une compagnie de télégraphe, la Western Union, et la compagnie maritime Pacific Mail. Le 8 juillet 1889, ils fondent le Wall Street Journal : quatre pages, avec statistiques, cours des obligations et matières premières, les actions les plus actives, les bénéfices des sociétés de chemin de fer et des banques. L'abonnement, annuel, coûte 2 cents par jour. Ils créent d’abord en 1884 un indice « DJ Tranport », qui sera renommé « DJ Rail » en 1897. Le 26 mai 1896, ils publient la première version composée strictement de valeurs industrielles : l'indice Dow Jones. Il n'y a plus aucune compagnies ferroviaires, même si Wall Street en comptait 53.
La plupart des « douze industrielles » dépendent pour leur chiffre d'affaires de la grande consommation. Elles constituent un pari sur la croissance démographique des États-Unis et l'augmentation du niveau de vie. L'une d'elles, la Tennessee Coal and Iron contrôlera 60 % de l'acier américain dix ans plus tard. Visionnaire, Charles Dow avait prédit dès 1882 que « le marché des valeurs industrielles deviendrait le grand marché spéculatif des États-Unis ». Grâce aux économies d'échelles, les entreprises industrielles ont des potentiels de bénéfices bien supérieurs aux autres, même si elles sont plus exposées à la concurrence. Sa liste, populaire, leur donne visibilité et perspectives boursières. Les émissions d’actions de sociétés industrielles atteignent 2,24 milliards de dollars en 1899, contre 507 millions pour les chemins de fer. Elles contribuent à doper le volume d’échanges total à New York, qui passe de 57 millions en 1896 à 265 millions en 1901. Et la croissance explosive de l'industrie américaine met fin à la Grande Dépression (1873-1896).

#### Allemagne et Italie, deux unifications et deux modes de courtage boursier
Les Bourses italiennes et allemandes sont en forte croissance entre 1870 et 1873, peu après l'unifications des deux pays. Berlin passe en 1871 devant Francfort et Hambourg, jusque-là dominantes, puis profite d'un cadre fiscal et réglementaire contraignant pour les courtiers mais moins risqué pour les épargnants, la loi fixant aux entreprises des obligations de transparence financière plus élevée qu'ailleurs. De plus, après la crise de la Banque Barings sur la dette souveraine de l'Argentine et de l'Uruguay en 1890-1893, la loi boursière allemande interdit les opérations à terme en 1896. La fiscalité est encore durcie, décourageant les courtiers de prélever des marges et favorisant les grandes banques capables de réaliser des transactions entre leurs clients, sans passer par la Bourse, même si cet avantage est supprimé en 1908.
Une étude sur un millier d'introductions en Bourse de Berlin, de l'Unification allemande des années 1870 à la veille de Seconde Guerre mondiale attire l'attention sur un environnement réglementaire de plus en plus exigeant, du début des années 1880 à 1914, qui a apporté une contribution vitale à la probabilité plus élevée de voir des sociétés entrer en bourse. Sur 1897-1913, Berlin accueille 377 des 690 introductions en Bourse, devant la Bourse de Dresde (82), la Bourse de Francfort (58), la Bourse de Munich (28) et la Bourse de Leipzig (28 aussi). Les entreprises dotées d’un capital social élevé ont davantage tendance à demander Berlin, alors que les 23 marchés boursiers régionaux alors en fonctionnement accueillent plus volontiers des petites et moyennes entreprises. Berlin est très largement première par le nombre total de sociétés cotées (992), devant Francfort (270), Dresde (194), Hambourg (127), Leipzig (125) et Munich (96). Les mines et la métallurgie représentent près du quart de ces sociétés cotées à Berlin en 1913, grâce à la très forte croissance allemande dans ce domaine au cours des trois décennies précédentes.
La Bourse des valeurs de Gênes n'a de son côté cédé le leadership qu'après la Panique bancaire américaine de 1907, contemporaine d'un krach sur l'automobile italienne, maintenant tout d'abord sa domination des Bourses italiennes dans les trois décennies suivant l'unification. Gênes représente 3 milliards de lires échangées en 1873 contre 1,5 milliard à Milan, où cependant 25 sociétés sont désormais cotées, dont 15 banques, contre 2 sociétés dans les années 1860. Turin, Florence, Rome et Naples ont aussi leurs Bourses, et même les villes plus petites de Cuneo, Chieti et Messine, souvent spécialisées sur un secteur d'activités. Le mécontentement domine les réunions des courtiers officiels milanais, consacrée à l'intermédiation non autorisée.
En 1906, il y a toujours environ 1200 courtiers à Gênes, qui a contourné régulièrement les tentatives de réglementer leur nombre, la puissante chambre de commerce locale s'y refusant. Ils sont 160 à la Bourse des valeurs de Milan, où la criée est obligatoire depuis 1885 mais ne le sera qu'en 1912 à Gênes, où la spéculation est débridée, ouverte à quasiment tous mais concentrée sur peu de titres. Même à Milan, 7 d'entre eux pèsent deux tiers de l'activité en 1888 et 12 n'ont aucun cours disponible. La hiérarchie des deux marchés sera ébranlée en 1889 par la crise du Banca Generale et du Credito Mobiliare. Leurs cours chutent de 80 % entre 1891 et 1894. Comme en Allemagne, le rebond a lieu ensuite en 1894. En 1896 le gouvernement italien relance l'économie par l'emprunt, mais les banques ont vendu des participations, pour se refaire, et la Bourse est encore plus concentrée sur un nombre réduit de valeurs. Les entreprises manufacturières italiennes privilégient jusqu'en 1900 autofinancement et prêts bancaires. Seulement 23 sociétés sont cotées à Milan en 1895, dont deux-tiers de banques. Puis c'est 54 en 1900 et 160 en 1913. Entre 1902 et 1905, leur nombre double. Transport, textile, alimentaire et électricité apparaissent puis l'automobile fait l'objet d'un brusque engouement en 1906.
La Bourse des valeurs de Gênes et la Bourse des valeurs de Turin se sont équipées du télégraphe après la crise de 1891-1893, avant Milan, qui s'est ensuite placée au centre du réseau, par le biais d'un immense lobbying : il faut passer par elle pour échanger des télégraphes entre Gênes, Turin et Rome. Milan marque aussi des points par la meilleure résistance de ses courtiers dans la crise, mais ne deviendra première en Italie qu'après la crise suivante, en 1907, au cours de laquelle elle interdit dès mars 1906 les opérations boursières à crédit et peut compter à nouveau sur des courtiers en moyenne plus solides.

#### Les trois Bourses de l'or du Colorado
La société John W. Proudfit fonde en 1890 une Bourse informelle, centrée sur les ressources minières de la future ville d'Aspen, qui a rapidement des bureaux à Londres et dans deux villes du Colorado. Le « Crosby-Ehrich Syndicate », association de courtiers, centralise aussi des transactions d'actions de jeunes sociétés minières. La « Colorado Springs Mining Stock Association » naît dans la ville toute proche de Colorado Springs, pour échanger les actions du secteur de Cripple Creek. La valeur de certaines ont décuplé ou centuplé dès 1893. Résultat, trois bourses informelles dès 1894. Winfield Scott Stratton devient le premier millionnaire du secteur en 1894, grâce à la valorisation boursière du gisement d'Independence Lode, près de Victor (Colorado), découvert le 4 juillet 1991.
En 1900, Cripple Creek a deux opéras, 75 saloons, 8 journaux et une production aurifère de près de 21 millions de dollars, surpassant celle des ruées vers l'or en Californie et en Alaska, mais dès 1912 elle retombera à 11 millions de dollars. Une théorie géologique de Winfield Scott Stratton assure que les veines convergent à une grande profondeur. Vers la fin de l'année, il vend 10 millions de dollars son « Independance Mine », qui est introduite en Bourse de Londres, mais le cours de l'action s'effondre, déclenchant un procès, finalement perdu par l'acquéreur, la « Venture Corporation of London ». Le boom minier culmine en 1901-1902 : 500 compagnies à Cripple Creek, 18 000 habitants, et Victor (Colorado), cotées au « Colorado Springs Mining Stock Exchange », bâtiment de grès rouge de 1896. En 1899, avec 34,4 millions de dollars échangés, c'est la bourse la plus active du monde. Le millionnaire Sam Strong, propriétaire de mines, y est tué au révolver par J. Accordez Crumley au saloon de Newport. En 1902, un grand tableau récapitule la liste des cours. Le boom minier est stoppé en 1904 par la baisse de l'or. Les militaires tirent sur des mineurs en grève, causant plusieurs morts et des traces de balles dans les murs du 110 North 4th Street à Victor (Colorado).
Les échanges au Colorado Springs Mining Stock Exchange :
| Années  | 1897          | 1898           | 1899          |
| Dollars | 7,57 millions | 10,25 millions | 34,4 millions |

#### Paris et Londres se disputent les profondeurs aurifères d'Afrique du Sud
L'Afrique du Sud a quadruplé sa production d'or dans les années 1890 grâce à l'exploitation minière en haute profondeur, et produira vingt ans plus tard la moitié de l'or mondial. Son potentiel gonfle la capitalisation à la Bourse de Londres, lorsque The Times publie en décembre 1892 le rapport d'Hamilton Smith, un ancien des mines d'argent du Comstock Lode, au Nevada, recruté par la Banque privée Edmond de Rothschild. La Revue sud-africaine d'Henry Dupont, le traduit en français. Les mines d'or sud-africaines permettent aux coulissiers de réaliser 60 % du total des échanges à Paris dès la fin 1893. Le Figaro du 6 juillet 1895 donne les cours d'une quinzaine d'entre elles. L'action Robinson Deep Mine double de valeur au quatrième trimestre 1894 pour atteindre 194 francs. Grâce au baron Jacques de Gunzbourg, banquier également implanté à Saint-Pétersbourg, un compartiment « mines d'or du Transvaal », hyperactif, est créé à Paris en janvier 1895.
« Il y aura profit à pousser jusqu'à 1 200 mètres la profondeur des puits », rapporte, début 1894, le géologue Karl Schmeisser, envoyé du gouvernement de Prusse. Selon lui, le gisement peut rapporter 349 millions de sterling sur 14 ans, prévision proche des 325 millions estimés par Hamilton Smith. Un autre ingénieur californien, John Hays Hammond, conçoit le barrage de Vierfontein pour alimenter en électricité les profondeurs. Il devient le « prophète de l'industrie minière », lorsque le gisement d'or sera atteint par Robinson Deep Mine à 600 mètres, exactement comme dans ses calculs. Une « université du Witwatersrand » naît en 1896, précédée par la « South African Association of Engineers and Architects » en 1891. Jacques de Gunzbourg crée la CFMAS (Cofrador) et la Banque française d'Afrique du Sud avec Nemours Herbault, ex-syndic de la Compagnie des agents de change, qui fondera trois ans plus tard la CGE. À l'été 1895, les actions de la Coronation Syndicate, dont l'objet consistait seulement à « lancer d'autres sociétés », montent en quelques semaines de 10 livres à 2 000 livres. En septembre, toute introduction en Bourse sur le Marché libre est interdite, pour freiner l'emballement.
L'industriel Cecil Rhodes veut faire de Johannesbourg, ville-champignon de cent mille habitants, un « Gibraltar de la finance ». Mais les Boers refusent aux immigrés anglais le droit de vote et taxent les mines d'or. Cecil Rhodes, John Hays Hammond et Alfred Beit lancent alors le raid Jameson de décembre 1895 : une armée privée échoue à renverser le gouvernement du Transvaal, ce qui déclenche la crise boursière des mines d'or sud-africaines de l'hiver 1895-1896, et affaiblit les coulissiers parisiens. Les agents de change dénoncent leurs origines juives, sur fond d'affaire Dreyfus. Un activisme actionnarial émerge : l'« Union des porteurs français de mines d'or et de valeurs transvaliennes », de Paul Leroy-Beaulieu, rédacteur en chef de L'Économiste français prend le parti des Boers, alors que l'échec du Raid Jameson est au contraire regretté par La Revue sud-africaine, qui vante son indépendance.

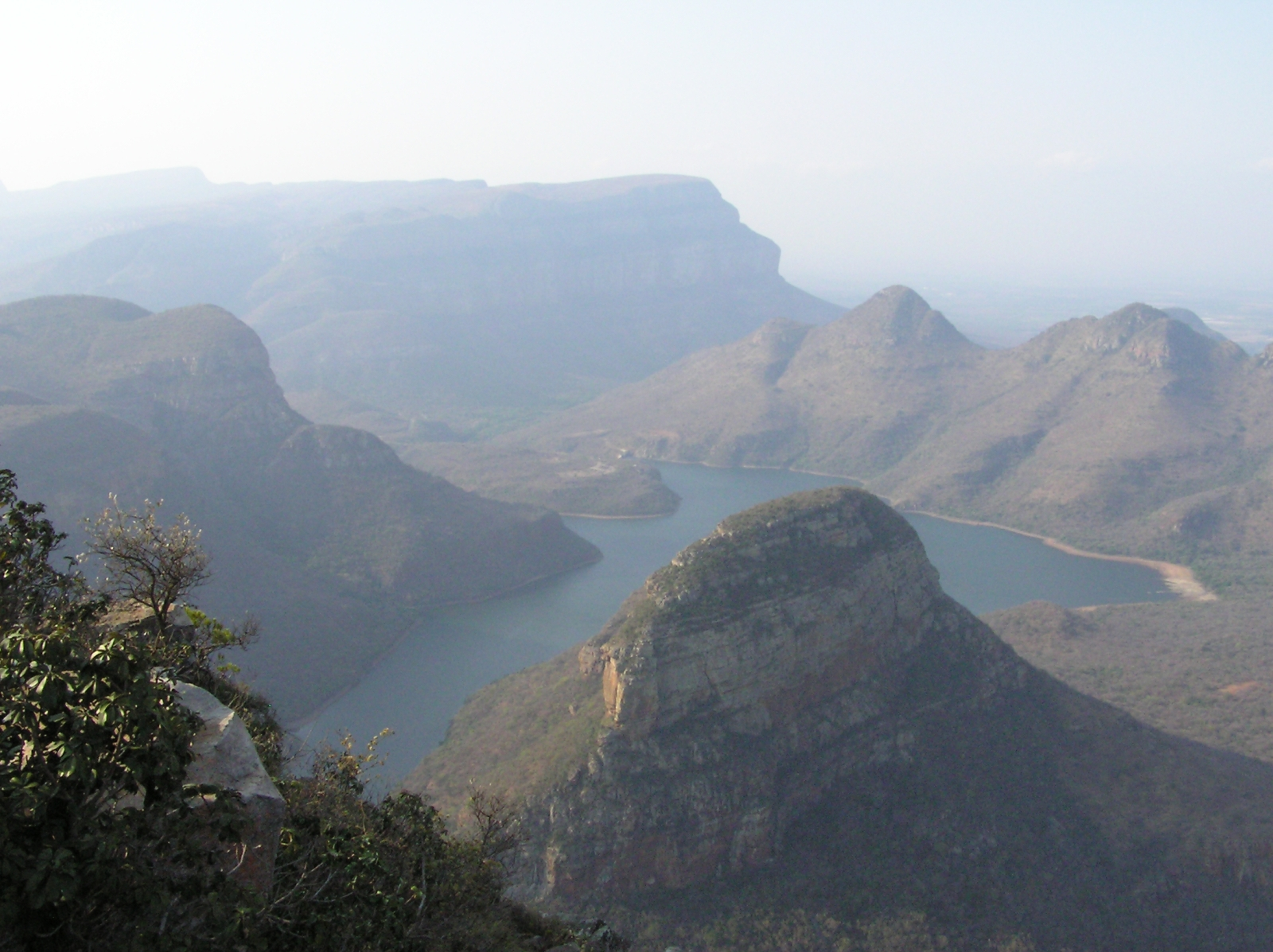
Blyde River Canyon dans le Transvaal.

Capitalisation et rang à la Bourse de Londres des mines d'or sud-africaines :
| Société   | Rand  | Gold Fields | Crown       | Robinson    | Sim Jack    | East Rand | Randfontein |
| Rang 1898 | (23e) | (37e)       | (créée 1909 | (49e)       | (59e)       | (64e)     | (88e)       |
| Capi 1898 | 9,8   | 7,6         | (créée 1909 | 4,4         | 4,3         | 3,8       | 2,5         |
| Rang 1913 | (20e) | (56e)       | (21e)       | (fusionnée) | (fusionnée) | (44e)     | (49e)       |
| Capi 1913 | 13,5  | 7,3         | 12,8        | (fusionnée) | (fusionnée) | 6,26      | 5,5         |

Après la crise, l'extraction repart. Elle atteint 14,7 tonnes au cours du seul mois d'août 1899, son niveau annuel de 1890. Désormais assez abondant pour emplir les caves des banques centrales, l'or sud-africain garantit la confiance dans le papier-monnaie. Quinze ans après, les deep mining sud-africaines ont toutes progressé au palmarès de la Bourse de Londres, sauf Gold Fields qui a revendu des mines. L'Afrique du Sud produit un quart de l'or mondial dès 1899 (110 tonnes sur 461), plus de la moitié dès 1910 (255 tonnes sur 507) et ira jusqu'à 80 % en 1969, avec près d'un millier de tonnes. East Rand, pionnier de l'exploitation minière en haute profondeur » dès 1893, ira chercher de l'or jusqu'à 3,5 kilomètres sous terre en 1959.

## XXesiècle
Plus forte au XXe qu’au XIXe siècle, la croissance économique mondiale se traduit une expansion spectaculaire de l'épargne dans les années 1900, dont Londres et Paris sont les plaques tournantes, puis par un doublement du nombre de société inscrites à la Bourse de Paris dans les années 1920, période qui voit les cours multipliés par 4,4 en France et 3,3 aux États-Unis, grâce aux progrès de la TSF, du pétrole, de l'automobile, de l'électricité et plus généralement de l'industrie. Dans les années 1950, le succès des matières premières accroît encore l'aura de la bourse, qui est ensuite aspirée par plusieurs vagues de la révolution informatique, qui profite du développement économique sur tous les continents.
| Année                                                   | 1891          | 1901          | 1913          | 1928          | 1936          |
| Nombre de sociétés cotées à Paris                       | 182           | 287           | 336           | 602           | 608           |
| Capitalisation moyenne de ces sociétés (francs de 1913) | 33,8 millions | 31,4 millions | 45,4 millions | 32,6 millions | 21,5 millions |

Au XIXe siècle, le poids de l’industrie dans la capitalisation boursière française ne dépasse pas 4 % et il reste inférieur à 7 % jusqu'aux années 1920, puis grimpe pour culminer en 1961 à plus de 69 %. Parmi les causes, la petite taille des entreprises, jugées trop risquées. En 1912, seules 10 emploient plus de 10 000 personnes contre 23 en Allemagne et 39 en Angleterre. Pour la seule sidérurgie, le « géant » français, Schneider, est bien loin de ses homologues étrangers. En 1907, en termes de capitalisation boursière, Krupp pèse quatre fois plus lourd et US Steel est vingt fois plus important. Dans le secteur de la chimie pourtant bien représenté dans l’industrie française, Rhône–Poulenc fait figure de grosse PME avec 4 000 employés en 1929 contre 110 000 pour IG Farben ou 50 000 pour Imperial Chemical Industries en Grande-Bretagne.
C’est par la chimie et l’électro-chimie que l’industrie s’impose en bourse à partir des années 1930, particulièrement l’aluminium avec Péchiney, Kuhlmann et Ugine. Construction électrique puis automobile prennent le relais. La sidérurgie culmine en 1960 à 16 % de la capitalisation française, le secteur étant politiquement favorisé. Le reste de l'industrie entame sa croissance dans les années 1920 et décroît depuis 1985 sans jamais avoir dépassé les 25 % de l’indice. Finalement, l’industrie n’a représenté plus de 50 % de la capitalisation boursière française qu’entre 1948 et 1978.
Au XIXe siècle, en Angleterre, seul marché pour lequel des données détaillées existent avant 1914, la faiblesse de l’industrie est importante aussi. En 1870, la capitalisation boursière anglaise était à 76 % constituée par le chemin de fer, suivis des banques (11 %), gaz, eaux, et assurance, l’industrie n'étant qu'une part du groupe « divers » (7 %). En 1913, ce groupe est à 18 %, la capitalisation restant dominée par les banques (19 %), chemins de fer (16 %), mines (15 %) et assurance (7 %). En France, le poids du chemin de fer dans la capitalisation boursière est aggravé après 1883 par la Convention Freycinet, qui subventionne les compagnies privées pour construire le réseau secondaire. En 1913, il pèse 32 % de la Bourse française contre 16 % en Angleterre. Aux États-Unis, l'acier puis l'automobile font une entrée fracassante au début du siècle.
La Bourse américaine n'est unifiée qu'après le déploiement d'un réseau téléphonique national vers 1915, alors que premier téléphone était apparu sur le NYSE dès 1878, complété par la création d'une liste nationale de tickers par le NYSE dans les années 1920, puis un statut des valeurs non-cotées en 1936.
Nombre de marchés boursiers aux États-Unis :
| Fin XIXe siècle | 1940 | 1960 | 1980 |
| Plus de 100     | 18   | 11   | 7    |

Créé en 1908, la Curbstone Agency a son propre bâtiment dès 1915, mais seulement 60 000 personnes détiennent des actions sur le NYSE en 1912 et en 1916 seulement un courtier sur sept accepte des ordres de moins de cent actions. Autre facteur d'unification, le ticker, invention de Thomas Edison et d'Edward A. Calahan : la centaine de sociétés commercialisant son invention sont réunies en 1890 dans la « New York Quotation Co », créée de concert par les courtiers pour fiabiliser les données sur les cours et les volumes d'échanges. Près de 6000 machines auront été construites entre 1870 et 1900 avec souvent un clavier de piano, aux touches blanches pour les chiffres et noires pour les lettres.

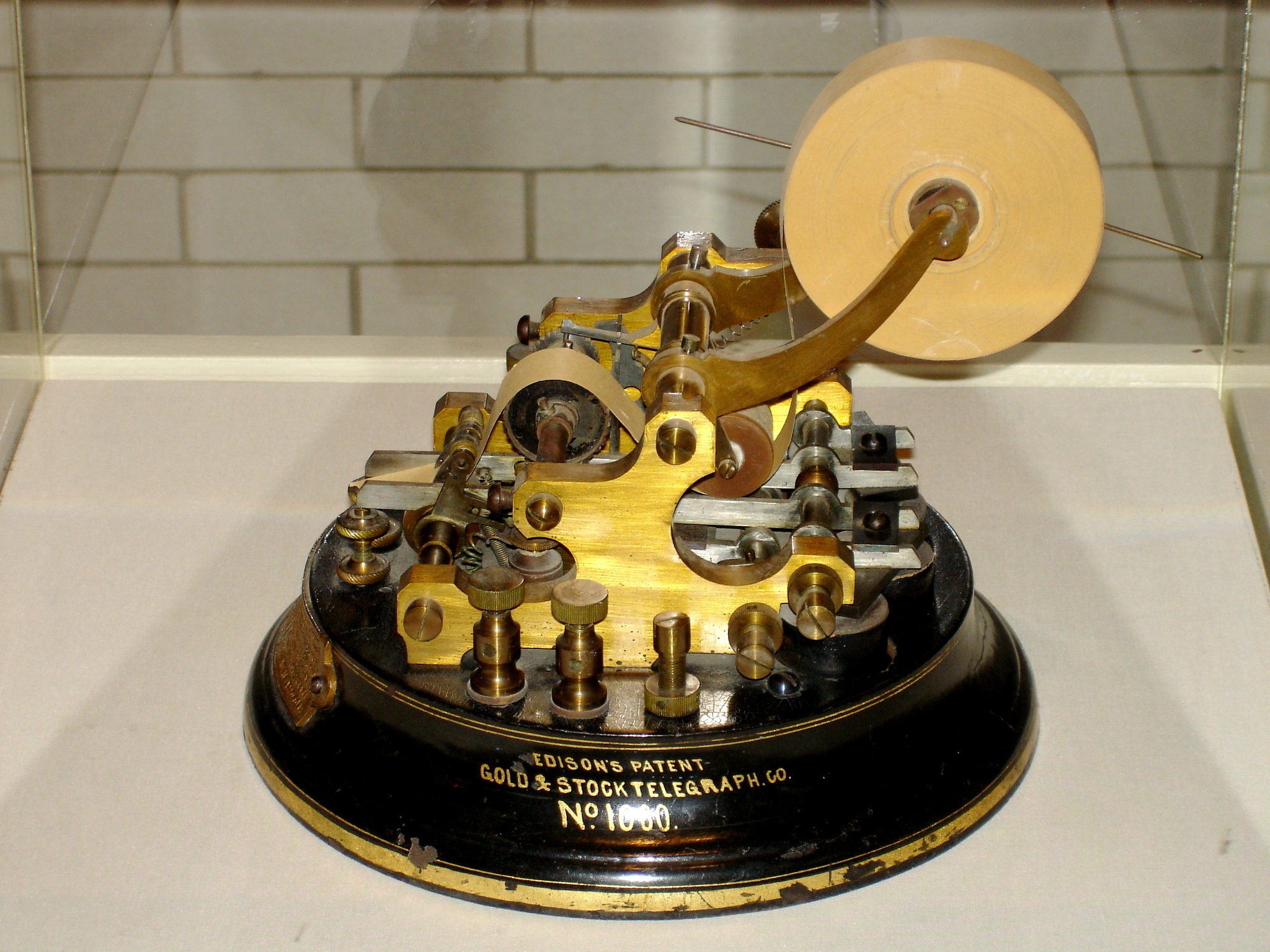
Edison gold & stock ticker (1869).

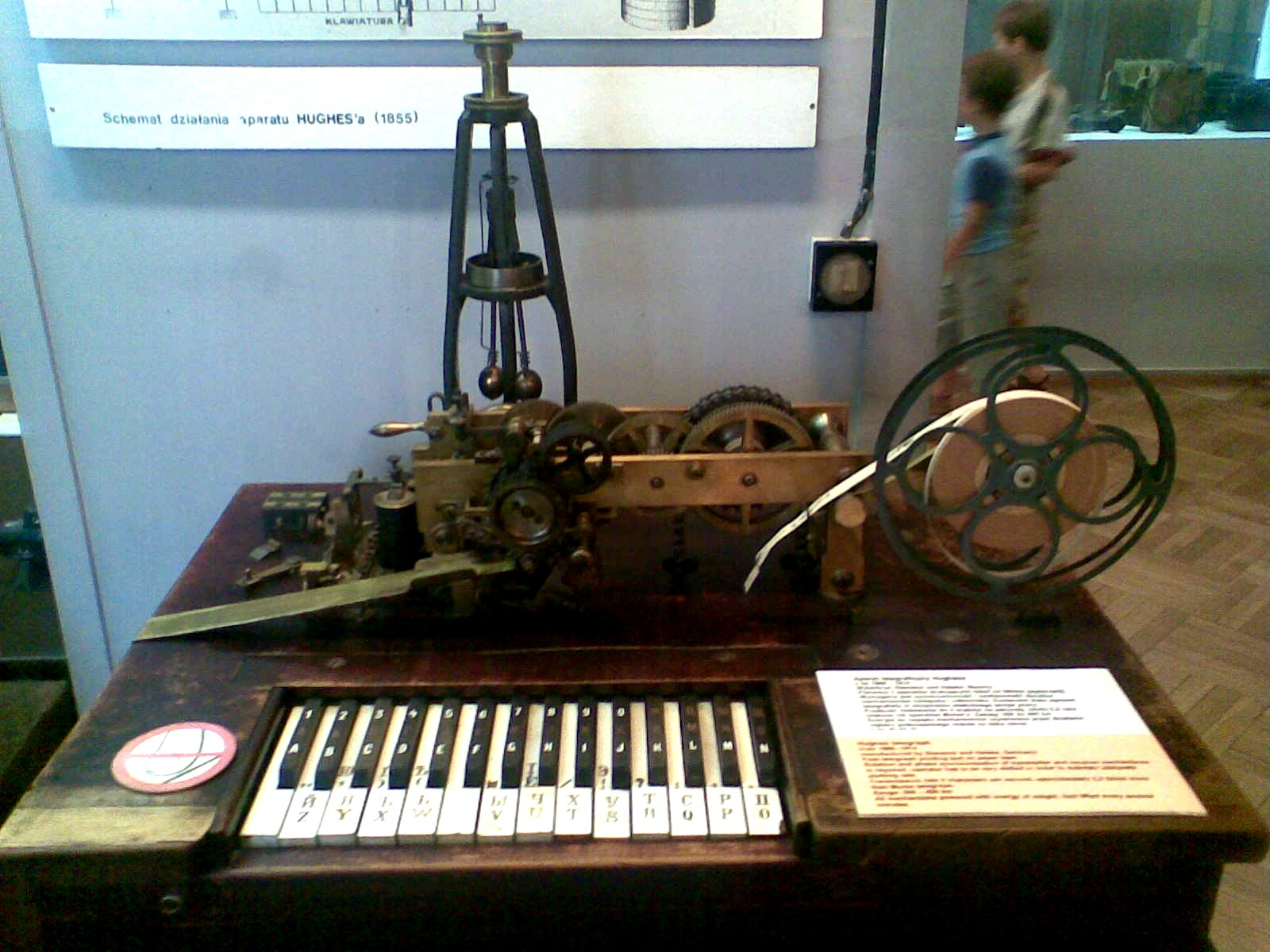
Le télégraphe de Hughes fabriqué par Siemens et Halske en 1855, premier télégraphe imprimant du texte sur une bande de papier. Portée : 300 à 400 km. Les touches sont disposées sur deux rangées.

### Années 1900
La deuxième révolution industrielle et ses progrès dans l'hydro-électricité et l'automobile vont générer une intense spéculation, en particulier dans les Alpes et faire flamber les cours des métaux, contribuant à l'intensité de la panique bancaire américaine de 1907 lorsque cette spéculation se dégonfle. La puissance des marchés financiers anglais, français et allemands leur permet cependant de résister à la crise américaine.

#### La Place de Paris, carrefour mondial à la Belle Époque

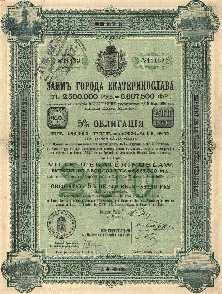
Obligation de 200 roubles à 5 % de la ville d'Ekaterinoslav, 1898.

Au tournant du siècle, les émetteurs du monde privilégient Paris pour sa capacité à s'intéresser à l'international : Suez, Panama, Boléo, Catemu, Banque ottomane, mines d'or sud-africaines. L'épargne française a été investie en dehors du pays dans une proportion d'un tiers à la moitié, sur la période 1850-1914, pour l'essentiel dans les « valeurs à turban » et les emprunts russes.
Dans L'Argent, Émile Zola décrit cette grosse machine : prestigieux coulissiers assis autour de l'horloge sous les arcades, et modeste Bourse des pieds humides dans le jardin en contrebas. Le convoité marché à terme de la corbeille et le plus modeste marché au comptant sont dans le Palais Brongniart, auquel il faudra ajouter en 1903 deux ailes. Tout autour de la Place de la Bourse (Paris), sillonnée par les fiacres des remisiers, banques, médias, cafés et restaurants bruissent de rumeurs.

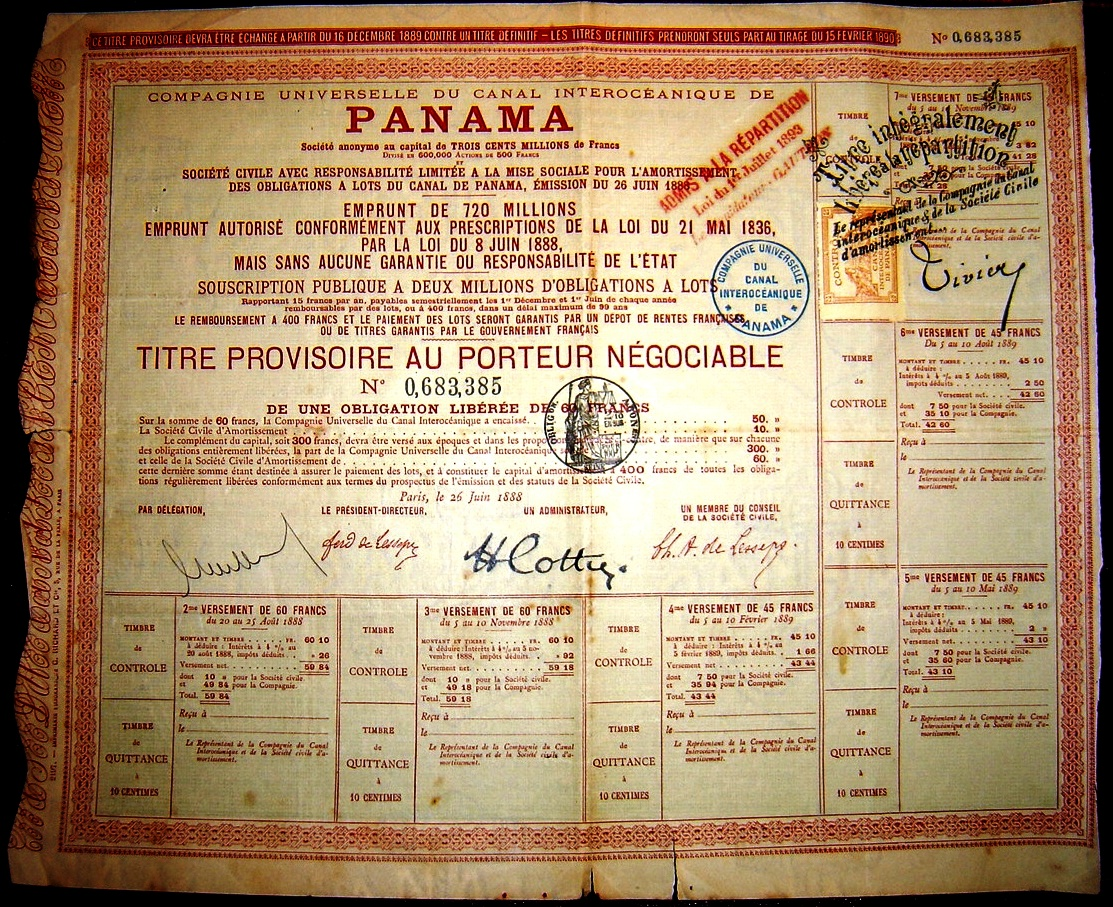
Compagnie de Panama - Emprunt obligataire à lots de 1888.

Le marché est d'abord centré sur la rente. Ce n'est qu'entre 1900 et 1930, que le nombre d'entreprises cotées à Paris triple, pour atteindre 600. Tout se fera dans les années 1920. Dans un premier temps, ce sont des sociétés étrangères qui enrichissent la cote entre 1905 et 1914. Trois fois sur quatre, elles émettent seulement des obligations, car Paris est encore essentiellement un grand marché obligataire, à dimension internationale. L'autofinancement reste le mode de financement dominant des entreprises françaises.
| Année                          | 1830 | 1848 | 1850 | 1861 | 1869 | 1880 | 1890 | 1900 | 1913 |
| Obligations étrangères à Paris | 11   | 29   | 21   | 53   | 80   | 113  | 138  | 203  | 303  |
| Actions étrangères à Paris     | 0    | 0    | 5    | 24   | 25   | 24   | 40   | 60   | 129  |

Dès 1903, les emprunts russes représentent 23,7 % des placements européens à l'étranger. Cette année-là, la France engrange à elle seule un milliard de francs de revenus financiers extérieurs. Les porteurs de valeurs mobilières représentent 10 % de la population mais dès 1911, près de 45 % des héritages français contiennent des actions ou des obligations. Environ 2,5 millions de Français sont porteurs à la Belle Époque, l'immense majorité préférant encore les obligations. Le nombre de porteurs sera à peine supérieur 80 ans plus tard, en 1982 : 3 millions, dont 1,7 million d'actionnaires.
L'internationalisation se poursuit dans les années 1910. En 1913, la valeur des sociétés cotées à Paris représente 78 % du PIB en France, mais d'autres estimations parlent plutôt de 40 %, pour les « sociétés françaises opérant en France ». L'écart provient de l'énorme stock de titres étrangers détenus en France, en grande majorité des obligations. Il est passé de 10 milliards de francs à la fin du Second Empire, en 1870, à 43 milliards de francs en 1913. La Bourse de Paris liste 303 obligations étrangères en 1913, presque autant que les 310 obligations de sociétés françaises.
| Capitalisation totale (mds de f) | 1902 | 1913 | 1927 |
| Valeurs françaises               | 64   | 70   | 283  |
| Valeurs étrangères               | 66   | 71   | 113  |

Coté actions, la capitalisation des 129 valeurs étrangères à Paris dépasse celle des valeurs françaises, parmi lesquelles l'industrie est encore rare, avec seulement Schneider (9e) et Saint-Gobain(10e), parmi les 20 premières, même s'il y a 4 houillères : Compagnie des mines de Lens (4e), Compagnie des mines de Courrières (7e), Compagnie des mines de Vicoigne (16e), et Compagnie des mines de Béthune (20e). La Bourse de Paris est encore affaire de territoires et concessions. Ce sera seulement dans les années 1920 qu'elle pariera sur des sociétés industrielles, capables de gagner des parts de marché par la technologie, les marques ou l'innovation, pour engranger des économies d'échelle, comme le fait Wall Street dès les années 1900, grâce à la création en 1896 d'un indice exclusivement « industriel », le Dow Jones. Coté valeurs coloniales, négoce et usinage sont parfois réunis, avec des bulles boursières comme la spéculation Say de 1905 en Bourse d'Alexandrie ou la bulle de 1913 sur l'action CFAO, appelée aussi « Afrique », dopée par l'expansion la culture de l'arachide au Sénégal, dont les exportations sextuplent en vingt ans : de 51 600 tonnes d'arachides exportées en 1895, il passe à 140 000 tonnes en 1900, puis 224 000 tonnes en 1909 et même 303 000 tonnes en 1914.
Une 2e grande banque d’affaires parisienne est créée en 1904, la BUP (13e capitalisation parisienne), spécialiste de l'émission de titres en Russie et en Europe centrale.

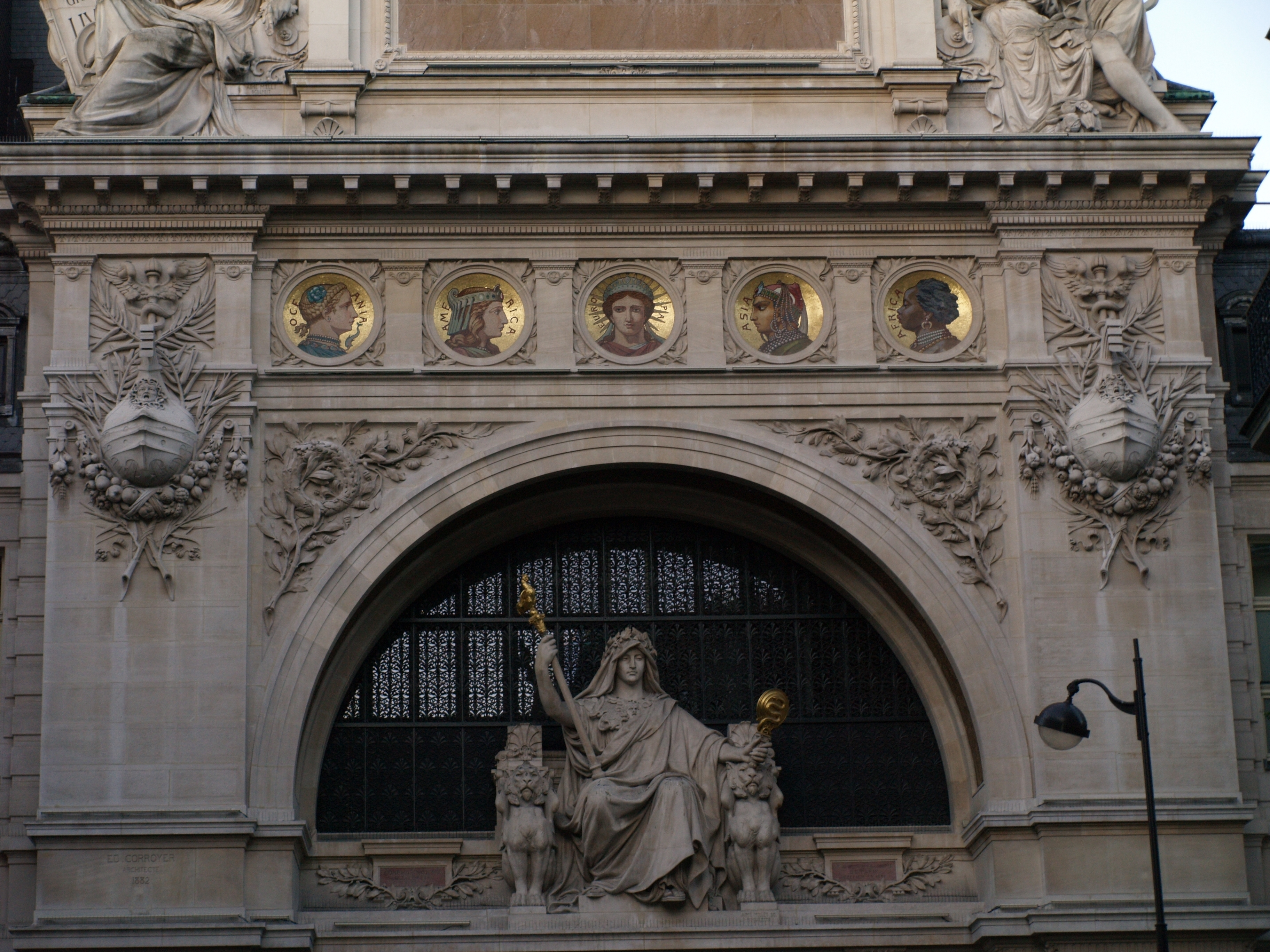
Les allégories des cinq continents, sur la façade du très international Comptoir national d'escompte de Paris, englouti lors du Corner sur le cuivre de 1887, recréé en 1897 puis transformé en BNP en 1966.

Le rayonnement international de Paris est assuré par les agents de change, qui emploient 2 900 salariés en 1913, sans compter les prestigieux coulissiers, qui réalisent 60 % des échanges parisiens dès 1893. La Bourse de Londres emploie elle 5 000 salariés en 1900. Florissante, la banque française représente 4 des 6 premières capitalisations parisiennes de 1901 et même sur 5 sur 6 en 1913 :
| Société                               | Capi 1913 | Rang 1913 | Rang 1901     |
| Banque de France                      | 862       | 1re       | 1re           |
| Crédit lyonnais                       | 831       | 2e        | 2e            |
| Société générale                      | 817       | 3e        | 5e            |
| Comptoir national d'escompte de Paris | 436       | 5e        | 6e            |
| Paribas                               | 349       | 6e        | 10e           |
| Banque de l'Union parisienne          | 182       | 13e       | créée en 1904 |
| Crédit industriel et commercial       | 143       | 17e       | 18e           |

#### L'automobile italienne en avance sur la Panique de 1907
L'engouement puis le krach sur les actions de trentaine de constructeurs automobiles dans les années précédant la Panique bancaire américaine de 1907 a permis à la Bourse de Milan de prendre l'avantage sur celles de Gênes et Turin. Introduite en Bourse des valeurs de Turin, l'action Fiat monte de 25 lires à 425 lires. D'autres startups automobiles naissent. Adolphe Clément-Bayard s'implante à Turin en 1904 et Alexandre Darracq à Milan en 1906, dans un établissement racheté par des Italiens en 1909 pour devenir Alfa Romeo.
En 1905, l'espoir de dividendes significatifs chez Fiat encourage la spéculation. L'action atteint 2450 lires en mars 1906 l. Fiat vient d'annoncer un profit de plus de 2 millions de lires pour 1905, assorti d'un dividende de 50 lires. Fondé en novembre 1895, le magazine américain The Horseless Age, qui veut couvrir la transition technologique mondiale permise par l'automobile, décrit aussi l'action de la société Züst SpA du constructeur Roberto Züst, d'origine suisse, qui avait ouvert en 1905 une seconde usine à Milan pour des véhicules commerciaux et en 1906, une filiale à Brescia, appelée Brixia-Züst. Son action grimpe de 560 à 760 lires au cours de la seule journée du 27 mars 1906, puis s'envole à 1175 lires quatre jours plus tard.
L'action d'Isotta Fraschini, constructeur automobile italien de luxe, créée à Milan le 27 janvier 1900 par Cesare Isotta et les frères Vincenzo, Oreste et Antonio Fraschini, grimpe à 520 lires. Celle de Fiat atteint 756 lires. La période de mars 1906 fut ainsi en Italie celle des plus grandes spéculations sur les voitures à moteur, à la Bourse de Turin, mais également à Milan et Gênes, car les courtiers offrent les actions sur chaque place. Face à ces spéculations risquées, la Bourse des valeurs de Milan interdit les transactions à crédit pour tous ses membres sur toutes les actions le 29 mars 1906. Mais d'autres actions automobiles font leur apparition, le même jour, sur la Bourse des valeurs de Turin.
L'action Fiat connait un nouvel envol à l'été 1906. Les espoirs sont à moitié récompensés : Fiat produit 1149 voitures en 1906, ses effectifs s'élèvent à 1 500 salariés et elle achète la société Ansaldi.
Dans les mois qui précèdent la crise d'octobre 1907, l'automobile est affectée par une hausse des cours des matières premières, notamment le cuivre, qui fait monter les coûts de production plus vite que les ventes. Les investisseurs découvrent une crise de surproduction : la clientèle de luxe est saturée et les constructeurs doivent s'atteler au problème des véhicules populaires et des poids lourds. Fin 1907, l'action Fiat s'effondre ensuite à seulement 17 lires, ruinant des milliers d'actionnaires, parmi lesquels la famille de l'un des fondateurs, Emanuele Cacherano di Bricherasio, l'un des premiers représentants de la noblesse italienne à comprendre le potentiel de l'industrie mécanique. Ses idées progressistes et modérées lui avaient valu le nom de « comte rouge ». Il avait trouvé la mort mystérieusement le 4 octobre 1904. Aux États-Unis, le Detroit Stock Exchange est fondé en 1907, dans l'Immeuble Griswold. Ford, Chrysler, et General Motors y feront leurs premières armes. Buick y réalise une augmentation de capital de 12 millions de dollars en 1908, un an après le refus de John Pierpont Morgan de l'aider à créer « United Motors of América », avec Ford, Maxwell-Briscoc et la REO Motor Car Company. Ford réclame 3 millions de dollars pour l'échange d'actions puis refuse, car il s'apprête à lancer sa Ford T, sur fond de Panique bancaire américaine de 1907 déclenchée en octobre lors des spéculations sur le cuivre. Cette Bourse permettra à Durant de s'offrir Cadillac pour 5,7 millions de dollars, plus importante transaction jamais survenue sur le Detroit Stock Exchange, le 29 juillet 1909.
Entre-temps, alors que les 2 500 salariés de Fiat exportent alors les deux tiers de leur production, une grève éclate en mars 1906, dans la région de Turin sur le premier accord prévoyant que les ouvriers peuvent élire cinq représentants par usine. En 1907 apparaît une mévente à l'exportation. Le boom des cours des matières premières, notamment le cuivre qui fait l'objet d'un corner spéculatif en Amérique, alourdissant les coûts de production, tandis que la crise de surproduction commence à inquiéter la Bourse des valeurs de Turin. Le propriétaire de l'entreprise mécanique « Savigliano », Moreno, refuse d'appliquer les accords passés à Turin entre ouvriers et patrons de l'industrie automobile, car il a des stocks. Ses 1 800 ouvriers se mettent en grève, de mai à juillet 1907, appuyés à partir de juillet par les 800 ouvriers de l'établissement de Moreno à Turin à la suite d'un référendum interne. La Ligue industrielle, créée en septembre 1906, dirigée par le franco italien Luigi Craponne, et présidée par Giuseppe Mazzini industriel ayant travaillé pour Fiat, membre du PNF et sénateur, veut « donner une leçon aux grévistes » et déclenche en représailles son premier lock-out de 48 heures les 1, 5 octobre 1907, puis le et 16 octobre, date du déclenchement de la Panique bancaire américaine de 1907.
Les actions des six sociétés automobiles échangées à la Bourse des valeurs de Gênes vont toutes souffrir. Trois enregistrent une modeste hausse au second semestre 1905 tandis que d'autres baissent, tendance suivie par une chute des cours de chacune des six qui s'établit entre 10 % et 50 %.
- Florenta (automobile)
- Itala (entreprise)
- Marchand (automobile)
- Aedes (automobile)
- Rochet-Schneider
- Rapid

En Italie, une association de banques, menées par Banca Commerciale vient au secours de Fiat et décide d'annuler les actions existantes, puis d'approuver une nouvelle émission d'actions, qui a rendu le contrôle de l'entreprise à Giovanni Agnelli. Un scandale boursier éclate à l'été 1908. Le président de Fiat, Lodovico Scarfiotti, et l'administrateur délégué, Giovanni Agnelli, sont poursuivis par des milliers de petits porteurs. Le procureur de Turin lance une enquête pour « manipulation de cours » et « falsification de bilans », qui ne s'achèvera que le 16 juillet 1913, par l'acquittement de Giovanni Agnelli et Scarfiotti lors d'une décision de la Cour d'appel, qui statue sur « l'inexistence de fait » tout en déplorant que les dirigeants se soient « laissés aller à un trafic démesuré sur les titres Fiat sans scrupules et sans retenue ». Entre 1915 et 1918, Fiat décuple ses effectifs et passe du trentième au 3e rang des entreprises italiennes, derrière Ansaldo et Ilva. Fiat produit alors 96 % des voitures et 80 % des moteurs d'avion de l'Italie.
Entre 1908 et 1912, le gouvernement italien tente d'unifier la réglementation, avec pour but affiché de plus centraliser les échanges à Milan, dont les structures sont centralisées et les intermédiaires plus solides, comme lors de la crise de 1907. Les heures d'ouverture convergent et le gouvernement prend le contrôle des bourses aux chambres de commerce.

#### L'hydroélectricité suisse dope les valeurs technologiques
Au tournant du XXe siècle, l'hydroélectricité se diffuse d'abord pour produire de l'aluminium et des ferroalliages. En 1886, l'électrolyse du chimiste Paul Héroult révolutionne la production d'aluminium, jusqu'alors monopolisée par la Compagnie des produits chimiques d'Alais et de la Camargue (CPCA), future Péchiney. Avec des capitaux suisses, il implante en 1892 une usine près de Modane. La CPCA le rejoint à Saint-Jean-de-Maurienne en 1897. Leur rivalité dope la production et le coût de revient chute de 80 % en sept ans. Grâce à un four à arc électrique alimenté par le 1er grand lac hydroélectrique, le suisse Paul Girod invente de nouveaux métaux ultra-solides. Dès 1900, ses turbines détenaient 4 MW, soit la 2e puissance hydroélectrique des Alpes, après les 7 MW de la Société des forces motrices de l'Arve, implantée dans la vallée d'à côté, à Passy (Haute-Savoie), sous le Mont-Blanc, pour produire aluminium et ferrosilicium. En 1906, la France compte déjà 762 usines hydro-électriques, parfois interconnectées, comme à Ugine et Albertville : les torrents glaciaires prennent le relais de ceux qui s'assèchent l'été. L'Hexagone contribue au triplement en huit ans de l'offre mondiale d'aluminium, dont l'Europe assure 60 %. En 1907, le prix du kilo tombe à 1,60 franc contre 19 francs en 1890. On l'utilise à la place du cuivre sur les toutes premières lignes à haute tension.
| Sociétés cotées          | Usine de la chute de Froges | Compagnie des produits chimiques d'Alais et de la Camargue | Société des forces motrices de l'Arve |
| Puissance installée      | 60 000 CV (25 %)            | 35 450 CV (15 %)                                           | 13 000 CV (6 %)                       |
| Cours en 1909            | 1 355 francs                | 1 150 francs                                               | 1 250 francs                          |
| Hausse depuis l'émission | 170 %                       | 137 %                                                      | 25 %                                  |

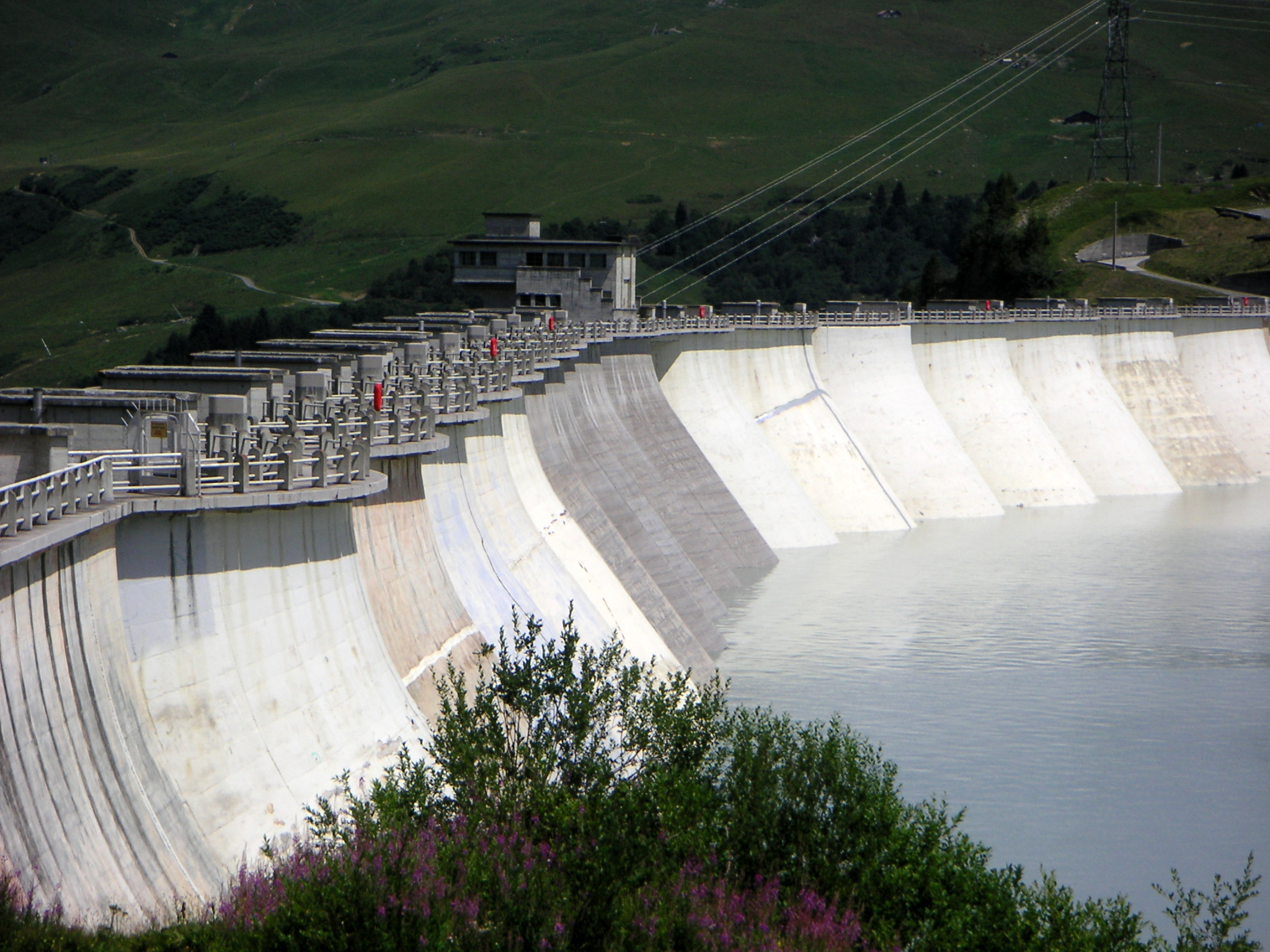
Le barrage de la Girotte, percé en 1903 à 17 mètres sous la surface, pour alimenter les premiers fours à ferroalliages.

La Panique bancaire américaine de 1907 sape ensuite les cours de l'aluminium et des aciers spéciaux. Mais en 1909, c'est le rebond. Et les parcours boursiers restent élogieux. L'électrométallurgie pèse 17 % de la capitalisation boursière parisienne en 1909 contre 5 % en 1900. La « houille blanche » donne aux investisseurs français le goût de l'industrie. Six « vallées électriques » alpines émergent: Maurienne, Tarentaise, Romanche, Val d'Arly, bassin de Chedde, et L'Argentière-la-Bessée. Leurs nouvelles usines dévorent 57 % des 473 000 CV recensés en 1910 dans les Alpes, deux fois plus qu'en 1908.
La puissance de l'hydroélectricité permet de l'utiliser aussi pour l'éclairage et les tramway. Sur la Dordogne, le suisse, Adrien Palaz, achève en 1910 le barrage de Tuilières pour l'EESO, alimentant Bordeaux en courant bon marché, distribué par la Société d’éclairage électrique de Bordeaux, qui quadruple son capital entre 1910 et 1912. Les collectivités locales puis l'État, via la loi du 15 juin 1906, veillent à la modération des tarifs : « cette politique tarifaire limita les possibilités d'autofinancement en restreignant les profits », selon l'historien André Strauss. Le capital doit donc être trouvé en Bourse : les émissions d'actions et d'obligation des sociétés d'électricité quintuplent : de 31,5 millions de francs par an (1891-1904) à 168,8 millions (1905-1911). De 4,5 % du total des émissions d'actions à la Bourse de Paris, elles passent à 13 %. L'industrie découvre une nouvelle source de financement. La baisse des coûts réussie en France est exportée aux États-Unis, qui ne manquent pas de torrents à équiper. Adrien Badin, patron de la CPCA, fonde en décembre 1911 le groupement commercial, « L'Aluminium français », qui bâtit une usine hydroélectrique de 50 MW, à Badinville, près de Salisbury (Caroline du Nord) et y produit 15 000 tonnes d'aluminium.

### Années 1910

#### Scandales Marconi et Reuters, en Bourse de Londres, après le drame duTitanic

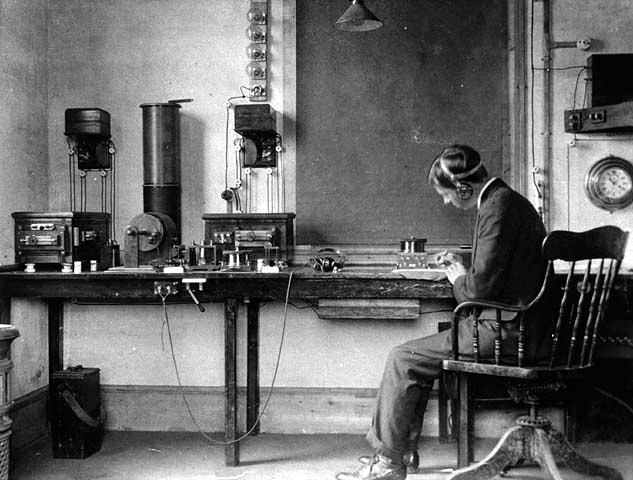
Un employé de Marconi en 1906.

Les progrès de la TSF sont l’œuvre de deux grands rivaux, Telefunken et Marconi, dont la filiale américaine entre en bourse le 19 avril 1912 à Londres. Quatre jours avant, le paquebot Titanic fait naufrage. Environ 700 passagers sont secourus grâce au puissant SOS envoyé par le plus récent des équipements TSF de Marconi. Embarqués sur le Titanic, deux de ses employés, John George Phillips et Harold Sydney Bride, multiplient les SOS pendant les deux heures qui suivent le choc avec l'iceberg, avec l'énergie du désespoir. Le premier succombera dans l'eau glacée. Le second survivra avec les pieds gelés. L'entrée en Bourse de la Marconi s’effectue finalement à 3,5 livres sterling l'action, trois fois ce qui avait été proposé dix jours plus tôt. L'action grimpe immédiatement à 4 livres sterling, avant de retomber quelques semaines plus tard à seulement 2 livres sterling. On découvre que Rufus Isaacs, ministre de la Justice du gouvernement d'Herbert Asquith, a revendu 7 000 actions à un prix deux fois supérieur à celui de leur achat deux jours avant. Son frère Godfrey Isaacs, nommé directeur général de Marconi sans aucune expérience dans la télégraphie, venait de décrocher un contrat pour la première radio d’État en Angleterre.

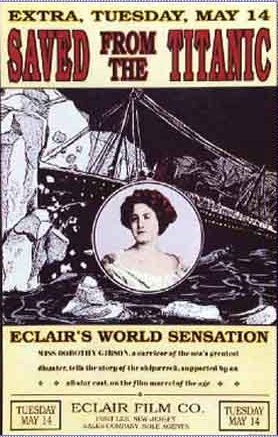
Affiche de Saved from the Titanic avec Dorothy Gibson, survivante du naufrage.

La presse écrite révèle aussi que le Titanic a été averti de la présence d'icebergs une heure avant le naufrage par un opérateur radio du cargo SS Californian. Mais il n’a pas été écouté : John George Phillips lui a demandé violemment de se taire, car il tentait de rattraper le retard pris dans l'envoi de messages personnels des passagers du Titanic, à la suite d'une panne des appareils la veille. Après le choc, les officiers du Titanic voient le cargo SS Californian, à seulement 15 kilomètres. Mais il ne répond pas aux fusées de détresse, considérant que le Titanic informe juste qu'il est bloqué par les glaces. Le scandale Marconi, sur fond de délit d’initié, bat son plein en 1913. Cecil Chesterton, directeur du journal The New Witness, s'en prend à Godfrey Isaacs, qui le poursuit à son tour en diffamation. Son frère, l'écrivain G. K. Chesterton, est licencié le 1er février 1913 du Daily News. Le 14 février 1913, le quotidien français Le Matin met à son tour en cause Rufus Isaacs, avant de faire machine arrière.
Le gouvernement d’Herbert Asquith est de nouveau critiqué deux ans après, quand la compagnie Marconi tente cette fois de racheter l'agence Reuters, après le suicide, le 28 avril 1915, d’Herbert de Reuter. Le fils du fondateur vient de subir le krach de sa British Commercial Bank, qui devait aider Reuters à créer un département « publicité » sur le modèle de sa rivale Havas. L'incertitude sur l'avenir de Reuters inquiète la City de Londres. L'action Reuters est déjà sous pression depuis que Godfrey Isaacs a lancé en octobre 1910 la filiale Marconi Press Agency et diffuse le premier magazine distribué par la TSF, The Marconigraph. Elle passe de 12 à 3 livres sterling. Sous prétexte de conflit mondial, les fonds de la British Commercial Bank ont été gelés par le gouvernement, qui complique encore un peu plus la vie à Reuters en modifiant par ailleurs les codes et règles télégraphiques servant à l'agence de presse pour l'envoi de ses précieuses dépêches. En 1916, un directeur de Reuters, Roderick Jones, lance une OPA à 11 livres l'action contre 10 proposé par Marconi,, grâce à un prêt de 55 000 livres du beau-frère du premier ministre Herbert Asquith.
Le gouvernement lui impose la création du Reuter Agence Service, version musclée de l’Imperial News Service. À des fins de propagande, Reuters doit par exemple publier le 16 avril 1917 une histoire inventée par un journal belge sur une usine allemande accusée de transformer des corps humains en matériaux de guerre. Reuters-Australie demande confirmation qu'il faut signer Reuters sous la dépêche et Roderick Jones répond « oui ». La perte de crédibilité qui en découle entraîne la création d’autres agences de presse au Canada, en Australie et en Asie. Elle amène en 1925 une coopérative, la Press Association, à acheter 53 % du capital d'un Reuters affaibli au début des années 1920, qui doit attendre 1984 pour redevenir une société privée.

#### Le charbon en Bourse de Lille, de spéculations en pénuries

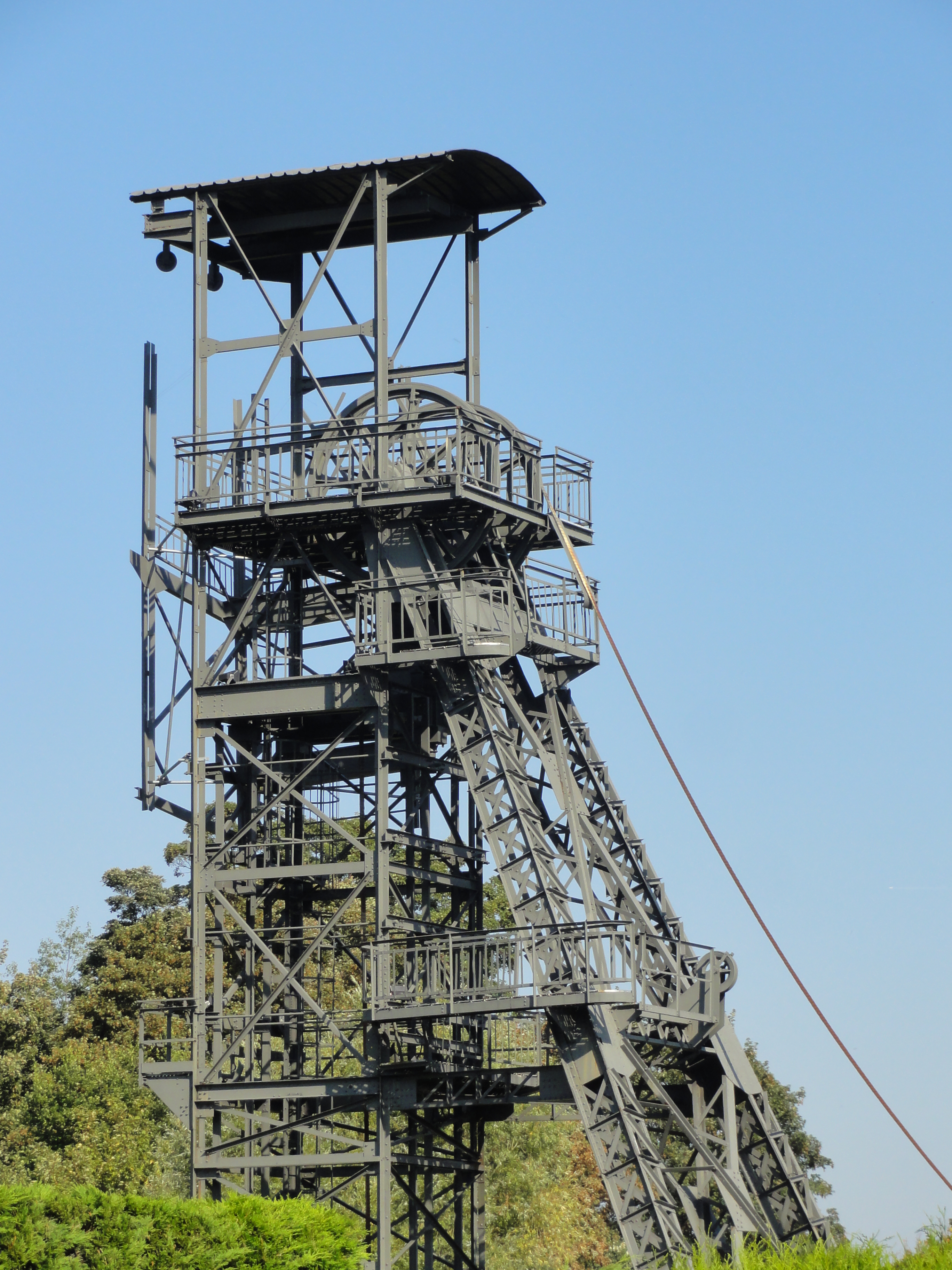
La fosse no 2 des mines de Marles, fermée en 1974.

La France subit une pénurie d'énergie avant l'arrivée de l'hydraulique, ses gisements charbonniers étant exploités plus tardivement et moins intensivement qu'en Angleterre, en Allemagne et en Belgique. La « conquête de l'Ouest » du gisement franco-belge qui s'étire en longueur sur un axe est-ouest est lente. L'extraction s'étend à Denain seulement en 1835, via la petite Compagnie des mines de Douchy, dont l'action est multipliée par 105 en un an,, déclenchant la « fièvre houillère de 1837 ». Louis Dupont (banquier) obtient une concession puis renonce. Après une découverte par hasard, en 1841 dans le Pas-de-Calais, les recherches sont menées par la Compagnie de l'Escarpelle, mais les concessions sont accordées par Napoléon III aux familles textiles d'Alfred Descamps-Danel et d'Antoine Scrive-Labbe, alliées à la famille Mathieu, déjà actionnaire de la Compagnie des mines d'Anzin, dont l'action a centuplé en un siècle et de la Compagnie des mines de Douchy.
Un dividende est versé dès 1857 par la Compagnie des mines de Courrières, pourtant encore en démarrage face à une forte demande. Il restera supérieur à 20 % du chiffre d'affaires pendant un demi-siècle, période pendant laquelle toute augmentation de capital est évitée. L'action atteint 52 000 francs en 1875, 51 fois plus qu'en 1859. Celle de la Compagnie des mines de Lens, autre « affaire familiale », du « clan Scrive-Bigo-Danel », vaut 44 700 francs, valeur multipliée par 22 sur la même période. Son statut de société civile commerciale dispense de publier toute information financière, jusqu'à la cotation à Paris de 1902. La production a progressé moins vite : elle a sextuplé à Courrières et décuplé à Lens. Malgré ce succès, en 1880, les deux compagnies ne pèsent que 9 % du charbon français, loin derrière la Compagnie des mines d'Anzin, numéro un mondial avec 2 380 000 tonnes, soit 2/3 du bassin nordiste, grâce à 19 fosses, 37 km de chemin de fer, 131 locomotives et 15 000 ouvriers, logés en partie dans 2 500 maisons. Les « minières » constituent jusqu'en 1910 l'essentiel de la Bourse de Lille, ouverte pour elles en 1861 et très peu liquide : seulement 3,4 % du capital change de mains chaque année. En 1913, quatre d'entre elles figurent au palmarès des premières capitalisations françaises :
| Société             | Cie de Lens (4e) | Cie de Courrières (7e) | Cie de Vicoigne (16e) | Cie de Béthune (20e) |
| Capitalisation 1913 | 493 millions     | 340 millions           | 155 millions          | 138 millions         |

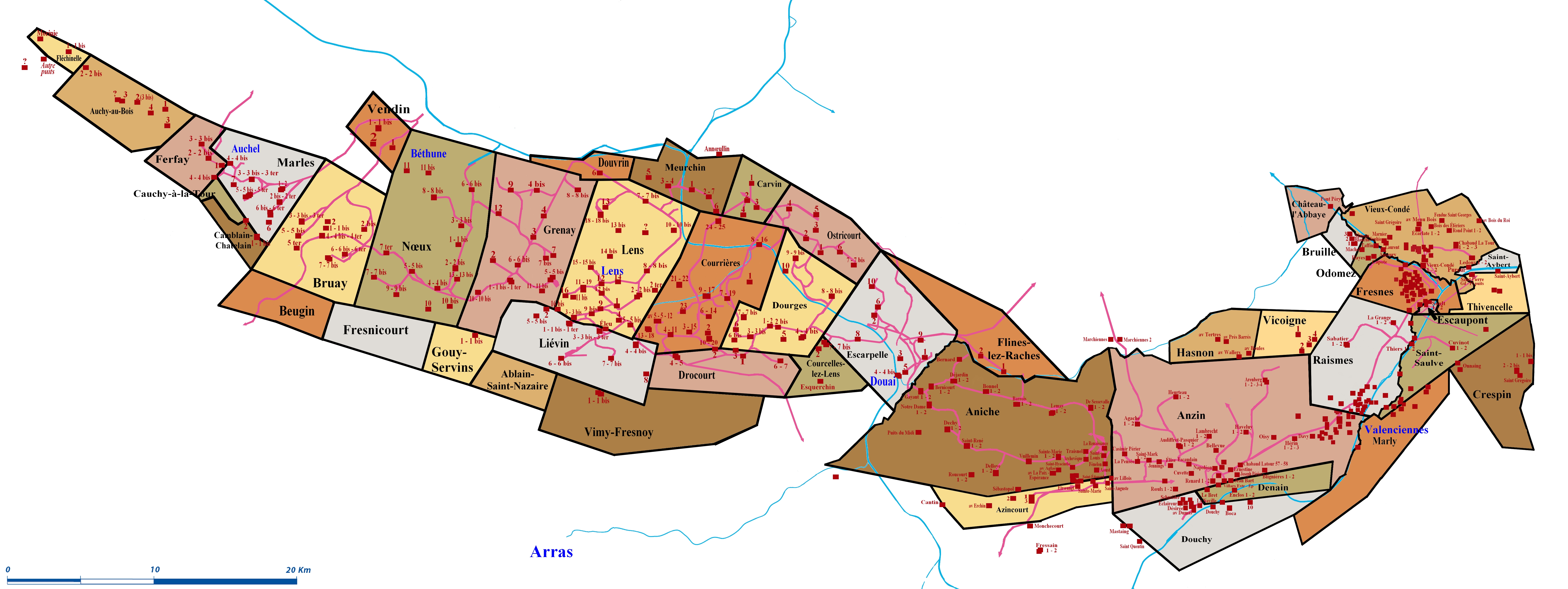
Les concessions du bassin minier du Nord-Pas-de-Calais.

Quand la Compagnie de Lens divise son nominal par cent pour compter 86 000 actionnaires en 1912, contre 470 en 1890, ils ne se partagent qu'une infime fraction du capital. Le négoce et l’industrie lillois sont alors actionnaires de 13 des 28 sociétés minières, et parmi les plus importantes. La hausse stratosphérique de son patrimoine boursier, sans aucun augmentation de capital, reflète surtout une stratégie malthusienne : la production de charbon augmente de seulement 55 % en France entre 1890 et 1914, contre +180 % pour toute l'Europe. La sidérurgie allemande profite mieux du procédé Bessemer (1858) et surtout du procédé Thomas (1877), grâce à un charbon plus abondant, même s'il est moins rentable.
La Compagnie des mines de Courrières, autre géant de la Bourse de Lille, rogne sur ses dépenses au maximum, en ne creusant que des fosses simples, cumulant l'aération, la circulation des hommes, et l'extraction du charbon dans un même espace : c'est le cas de quatre de ses onze puits en service en 1905, à la veille de la catastrophe de Courrières, après laquelle sont recrutés 900 mineurs kabyles, selon la commission d'enquête d'Octave Dupont. L'arrosage, pour plaquer les poussières de charbon, n'est pas pratiqué. La Compagnie des mines de Bruay, au gisement très riche, sous les mini-nappes d'eau, attend les années 1910 pour percer trois des neuf puits nordistes profonds d'un kilomètre. La côte 1000 est atteinte d'abord en Lorraine, alors allemande. Le sous-investissement, conjugué aux défauts des gisements français, entraîne une pénurie de charbon, qui représente 80 % de l’énergie consommée : la France rêve très tôt de la houille blanche puis du nucléaire, les deux domaines où elle excellera plus tard. Premier importateur mondial avec 24 millions de tonnes de charbon en 1914, la France en produit sept fois moins que l'Angleterre. Ce sera encore quatre fois moins qu'outre-Manche en 1950, lorsque les Charbonnages de France, nationalisés, emploieront 326 000 personnes contre 200 000 pour les sociétés minières en 1913 et 236 000 en 1936.
| Année                                                | 1871 | 1880 | 1890 | 1900 | 1913 | 1929 | 1938 | 1941 | 1944 | 1945 | 1949 | 1952 |
| Production française de charbon (millions de tonnes) | 13,2 | 19,3 | 26   | 33   | 40   | 49   | 46   | 41   | 26,5 | 33   | 51,2 | 55,4 |

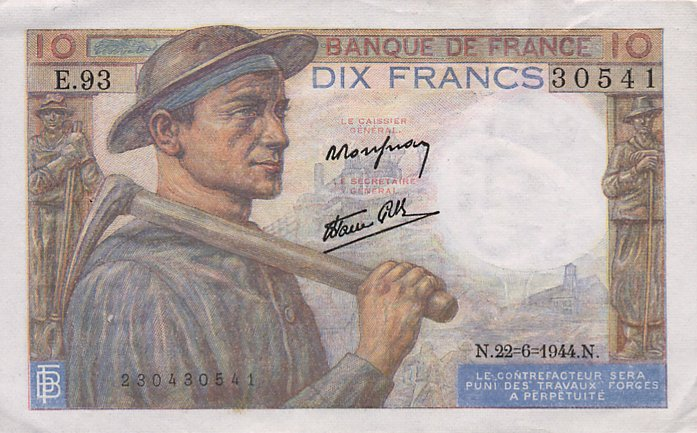
Le billet de 10 francs Mineur de 1941.

La France des années 1920 décide d'occuper la Ruhr allemande, les Allemands ayant noyé les galeries de 18 des 19 sociétés minières françaises pendant la guerre, après les avoir obligés à se regrouper à la façon du Kohlensyndikat de 1893, chargé de fixer les prix de vente et les quotas de production. Les compagnies de Liévin, Lens, Carvin, Meurchin, Béthune, Courrières, Drocourt, Dourges et Ostricourt ont créé fin 1919 la Société civile de dénoyage des houillères, financée par 250 millions de francs d'aides publiques. Les compagnies françaises lancent alors des emprunts par le biais du « Groupement des Houillères du Nord-Pas-de-Calais » et leurs premières augmentation de capital, pour reconstruire, jusqu'en 1925, puis investir, jusqu'en 1929. L'État leur offre aussi un réseau de distribution électrique provisoire, qui permet l'introduction du marteau-piqueur, et du couloir oscillant parcimonieusement, faute d'assez d'investissements électriques privés. En 1939, le charbon français coûte 25 % plus cher qu'en Allemagne et 50 % plus cher qu'en Grande-Bretagne. La productivité est pénalisée par le manque d'investissements : seulement une tonne par homme et par jour en 1913 et 1,2 en 1929, puis 2,5 tonnes lors de la « bataille du charbon » qui suit de cinq ans la terrible Grève des mineurs du Nord-Pas-de-Calais (1941). Mais c'est trop tard pour rivaliser avec le nucléaire et les mines à ciel ouvert de Chine ou d'Australie : l'extinction minière s'accélère dans les années 1980.

#### Chevrolet contre General Motors, le raid qui multiplie l'action par 28
Le 31 juillet 1914, veille de la déclaration de guerre, la Bourse de New York ferme, jusqu'en décembre. L'année suivante, Wall Street scrute l'ascension de l'automobile américaine à l'occasion d'un raid boursier sur General Motors. Début 1914, l'action GM valait encore 25 dollars. Mais au début 1915 elle grimpe à 82 dollars… puis à 558 dollars, alors que sa part de marché est pourtant tombée à 5 %, contre 22 % en 1910. GM est concurrencée par Ford et Chevrolet, dirigée par William C. Durant, désireux de reprendre le contrôle de GM, dont il a été évincé en 1910 après l'avoir fondée en 1908. Durant s'était d'abord emparé du motoriste Buick, dont il avait augmenté le capital à 500 000 dollars en novembre 1904, utilisant son entreprise familiale de calèches en bois pour passer de 37 voitures en 1904 à 8 000 en 1907, l'année où Durant passe un contrat sur quinze ans avec Samuel McLaughlin pour produire également des Buick à Bowmanville en Ontario, les « Model F ».
| Années           | 1912   | 1913    | 1914    | 1915    |
| Ford T produites | 69 762 | 202 667 | 308 162 | 501 462 |

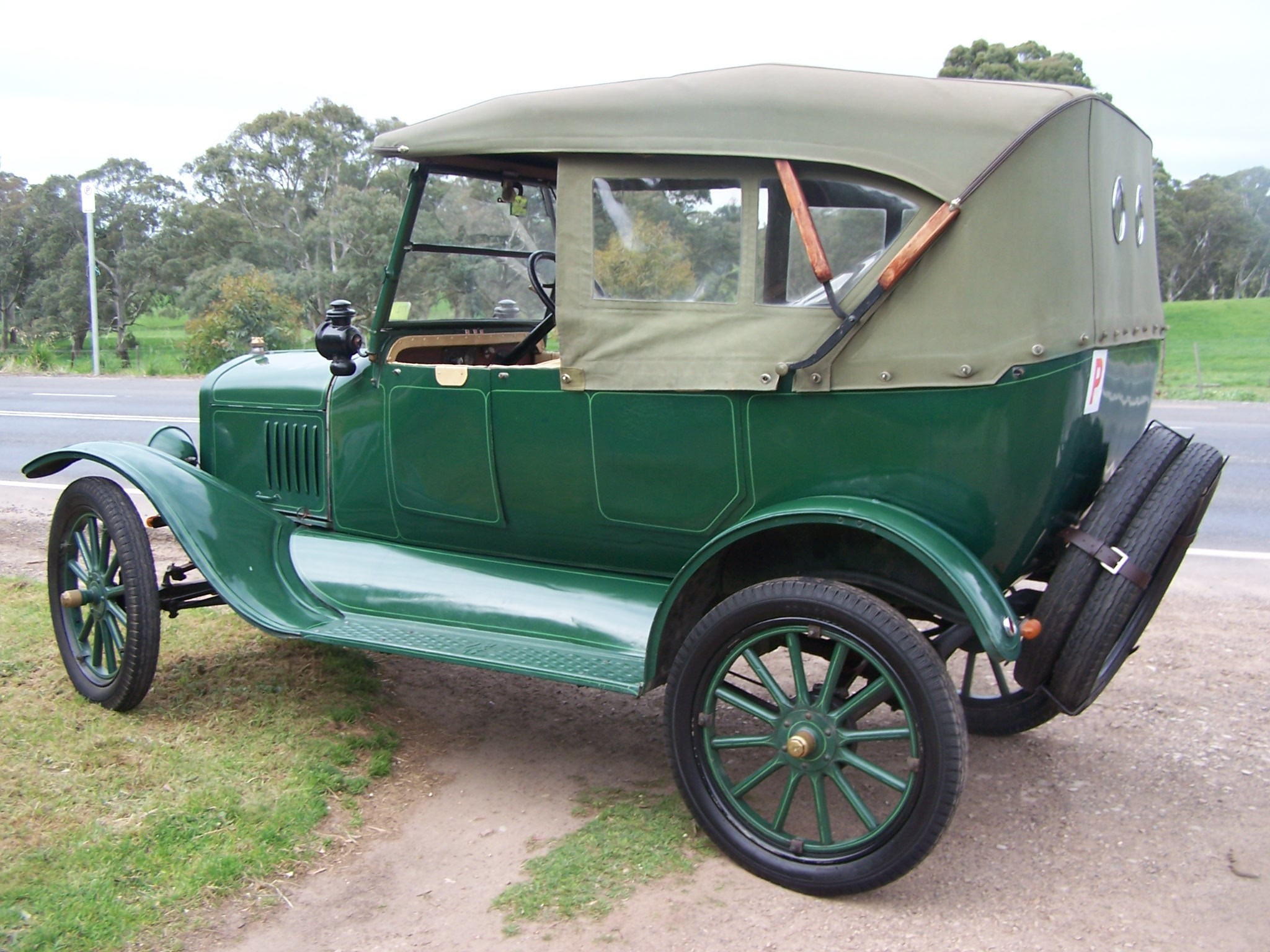
Une Ford T australienne.

Tous deux croisent leurs participations, puis profitent des faillites causées par la Panique de 1907 pour racheter une dizaine de constructeurs et motoristes: Oakland (futur Pontiac), Cadillac ou encore Oldsmobile, qui avait lancé en 1901 le Curved Dash, premier modèle fabriqué en série. Buick devient General Motors en 1908, via une augmentation de capital, cette fois de 12 millions de dollars. Mais Durant est évincé deux ans après: inquiets de son ambition de produire 300 000 voitures, les banquiers le remplacent par Walter Chrysler. Grâce à un prêt de 50 millions d'euros de Samuel McLaughlin, Durant lance le 30 octobre 1911 la Little 4 Car, vendue seulement 650 dollars. En seulement neuf mois, il en produit 2200 dans l'usine « Flint Wagon Works », acquise grâce à une augmentation de capital de 1,2 million de dollars, émise à 25 % sous la valeur de l'action de sa nouvelle société, Little Motor Car, cofondée avec Bill Little, l'ex-directeur industriel de Buick. Le prix est abaissé un peu plus tard à 550 $. En 1913, Durant s'associe au prestigieux pilote et designer suisse Louis Chevrolet, pour bénéficier de sa notoriété. Ce dernier refusant le pari sur les économies d’échelle, Durant l'écarte en 1915, pour mieux s'inspirer d'Henry Ford, qui a multiplié ses ventes par sept en quatre ans, à 501 462 en 1915. Chevrolet réussit une croissance encore plus explosive: sa production décuple en trois ans, de 13 605 en 1915 à plus de 100 000 en 1917, grâce à un modèle vedette, la Chevrolet 490, vendue seulement 490 $. Négociée sur le Curb Market de New York, l'action Chevrolet s'envole… puis baisse, car Durant se sert des 80 millions de dollars de capitalisation de sa nouvelle société pour partir à l'abordage des 60 millions de dollars de capitalisation de General Motors, soutenu par un « syndicat » d'acheteurs associant son ami Samuel McLaughlin et DuPont. En juin 1915, une assistante de Durant traverse les grands bureaux de GM avec un panier plein d'actions: son patron détient 52 % du capital ! La bataille se poursuit en janvier 1916, Chevrolet offrant cinq de ses actions par titre GM. Durant encourage son ami Samuel McLaughlin à acheter à 75 dollars l'action Chevrolet qui en vaut bientôt 97. En septembre, sur le Curb Market, les spéculateurs s'arrachent une option (finance) donnant droit à cinq nouvelles actions GM, échangeables en 1918 contre des actions Chevrolet et des usines canadienne de Samuel McLaughlin, pour sceller la fusion des trois sociétés. L'action GM dépasse 700 dollars, multipliée par 28 en trois ans, avec 146 000 actionnaires dès les années 1920. Anxieux de conserver le contrôle de GM, Durant distribue un premier dividende en 1917, puis en 1919 un autre de 22 millions de dollars, sur un bénéfice de 60 millions de dollars. Il se lance dans de nouveaux achats d'actions, à crédit, détenant pour 35 millions de dollars d'actions GM, ce qui inquiète ses amis. Lors de la déflation de 1920, il est lâché par DuPont de Nemours, qui détient un quart du capital, et doit quitter la direction de GM. Henry Ford a de son côté trouvé sans difficultés les 75 millions de dollars pour acheter les parts de ses actionnaires minoritaires, grâce à 20 millions de dollars de trésorerie, le reste étant avancé par les banques, qui sont remboursées rapidement, Ford contrôlant 60 % du marché américain dès 1923. Dans les années 1930, GM prend l'avantage, grâce à ses nombreuses marques.

### Années 1920

#### La «mégawatt mania» boursière des années 1920
Les erreurs malthusiennes du charbon français sont évitées lors de l'essor de la houille blanche des années 1920, sous la contrainte d'une fiscalité plus exigeante, qui pénalise la spéculation pour encourager l'investissement. La France passe de 7 000 communes électrifiées en 1919 à 36 500 en 1938, même s'il s'agit souvent de simple éclairage des rues. Sa consommation électrique, aluminium inclus, quadruple alors qu'elle double simplement en Europe. La seule production hydroélectrique est multipliée par huit. Le secteur pèse 20 % des émissions d'obligations et surtout d'actions à la Bourse de Paris en 1930, contre 8 % dans la première partie des années 1920. Les obligations coûtent cher : 13 % de taux d’intérêt en moyenne pour les sociétés d’électricité, jugées risquées, contre 8 % à 9 % pour les taux de référence car une croissance aussi rapide de l'offre crée des risques de surcapacité. La Société Grenobloise de Force et Lumière (SGFL) doit même payer 17,5 % lorsqu'elle émet en mars pour 20 millions de francs d'obligations. Les créanciers se méfient, depuis la quasi-faillite de Paul Girod en 1921. Sa ligne Ugine-Lyon à 55 000 volts, partagée avec la SGFL, est rendue obsolète par une nouvelle technologie à 170 000 volts. Les 220 000 volts sont atteints dès le début des années 1930. Cette interconnexion électrique de grande capacité permet de relier les « deux France énergétiques » : le sud hydraulique et le nord charbonnier. Moins cher, l'hydraulique complète les centrales thermiques pour abaisser leur coût de revient. Les secondes relaient la première en saison de basses-eaux des torrents. Par la suite, les premiers lacs de barrage permettent de répondre aux pics de demande.
| Principales sociétés d'électricité, électrochimie et électrométallurgie en 1936 | Rang parmi les capitalisations françaises | Capitalisations en milliards de francs |
| Compagnie parisienne de distribution d'électricité                              | 2e                                        | 1,04                                   |
| Énergie électrique du littoral méditerranéen                                    | 5e                                        | 1,02                                   |
| Alais Froges                                                                    | 10e                                       | 0,8                                    |
| Établissements Kuhlmann (électrochimie)                                         | 11e                                       | 0,8                                    |
| L'Union d'électricité                                                           | 12e                                       | 0,79                                   |
| Électricité de Marseille                                                        | 13e                                       | 0,76                                   |

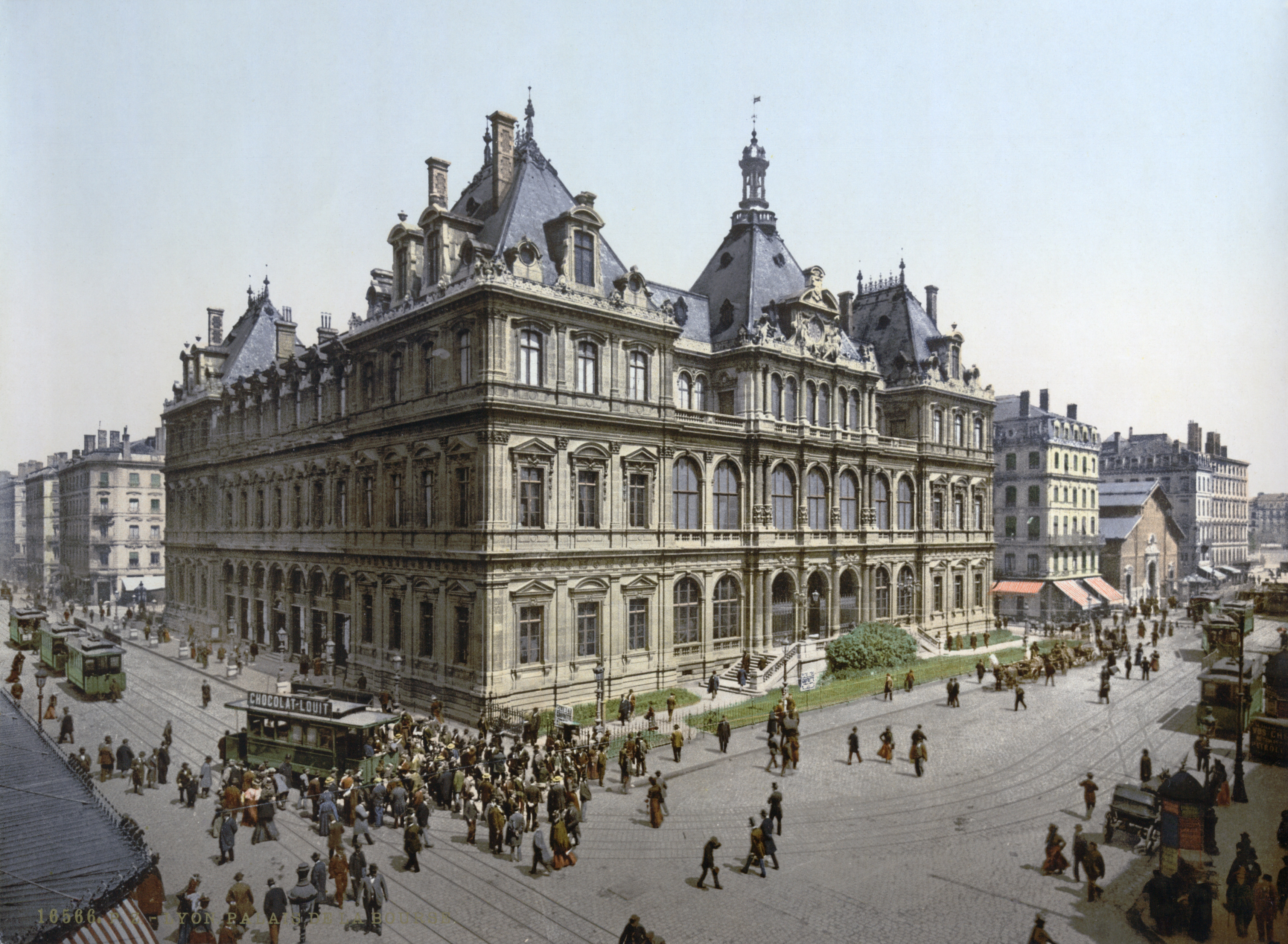
La Bourse de Lyon, capitale de l'hydroélectricité. La capitalisation des Bourses régionales est multipliée par neuf entre 1914 et 1928.

La « France hydraulique » du Sud a montré le chemin dès 1913 par trois réseaux locaux (EELM, EESO et STEDA), soutenus par les fabricants Thomson-Houston et CGE. Au cours de la seule année 1926, l'électricité accélère : elle collecte 800 millions de francs, par 30 créations d'entreprises et 79 augmentations de capital. Entre 1927 et 1930, on en compte en moyenne quatre fois plus qu'entre 1921 et 1926. Des dizaines de petits barrages et quelques célébrités voient le jour : barrage du Chambon (1928), barrage de Vezins (1929) et barrage de Bissorte (1931). Pour lever des fonds, les filiales prennent le relais des maisons-mères : plusieurs structures cotées en Bourse coexistent au sein d'un même groupe, afin de réserver les activités en forte croissance (hydro-électrique et lignes à haute-tension), à la fois spéculatives et risquées, aux investisseurs avertis. L'Énergie industrielle s'empare par exemple en août 1930, sans l'absorber, de la Société Lyonnaise des Forces Motrices du Rhône, qui porte les projets du barrage de Tignes et du barrage de Jons. L'Union d'électricité crée la Société des Forces Motrices du Cantal pour le barrage de Saint-Étienne-Cantalès, projet du plus grand lac artificiel d’Auvergne. La construction du barrage de la Roche-qui-boit est achevée en 1919, l'année où démarre celle du barrage d'Éguzon, le premier en béton, alimentant l’usine thermoélectrique de Gennevilliers. Le projet est dirigé par L'Union d'électricité, via une filiale spécialisée, « L'Union hydroélectrique ». Selon l'historien André Strauss, les émissions boursières se sont « avérées indispensable » à ce développement, tout en jouant « un rôle important dans l'animation du marché financier. » Le Crédit lyonnais opérait 75 % des placements en 1900-1914 mais plus que 39 % en 1920-1929.
Trois groupes géants émergent : L'Énergie industrielle (EI) regroupe une centaine de sociétés, L'Union d'électricité (UE) environ 75 et l'ELM une trentaine. Les deux dernières ont chacune plus de 20 000 actionnaires. L'UE, leader français avec 2 milliards de francs d'actifs en 1939, devant l'EI et ses 1,3 milliard de francs, augmenta six fois son capital entre 1921 et 1930, le portant de 5 millions à 350 millions de francs, dans une politique de grandes centrales et de ligne à haute-tension. Après le Krach de 1929, la consommation mondiale d'aluminium est divisée par deux en trois ans, à 140 000 tonnes. Les producteurs alpins et pyrénéens recyclent leur énergie vers les villes. Péchiney renonce à produire de l'aluminium sous le barrage du Sautet, qui alimentera plutôt Paris, augmentant encore les besoins d'interconnexion électrique, ce qui suscite la création en 1930 de l'Union pour l’industrie et l’électricité, de Pierre Ailleret. Le moteur boursier toussant, les « décrets Laval » de 1935 imposent une baisse des prix de l'électricité, pour stimuler la demande. Ernest Mercier, PDG de l'EI, dénonce les « trusts thermiques qui sabotent la mise en valeur du potentiel hydraulique du pays », préparant la création d'EDF, qui finalisera après 1945 plusieurs grands projets de barrages alpins (Serre-Ponçon, Roselend, Chevril).

#### La très forte croissance des Années folles
Les années 1920 sont l'âge d'or à Wall Street mais surtout à la Bourse de Paris: volume d'échanges décuplé, amenant les agents de change à envisager de fermer le marché un jour par semaine pour écluser les retards de paperasse, et indice multiplié par 4,4 entre la fin 1921 et la fin 1928. Sa performance dépasse même celle du Dow Jones, multiplié par 3,6. Les États-Unis passent de 200 000 porteurs de titres en 1914 à 20 millions, grâce aux Liberty Bonds, des obligations d'État émises pour financer la guerre. Le New York Stock Exchange, concurrencé par le Curb Market new-yorkais, lance des campagnes de publicité pour l'actionnariat. Des « boutiques de Bourse » ouvrent partout. Le président Roosevelt en tire sa maxime: quand mon chauffeur commence à donner des conseils boursiers c'est qu'il faut vendre. Au cours de la seule année 1929, un million d’américains achète 300 millions d’actions à découvert, en profitant aussi des 8,5 milliards de dollars empruntés par les courtiers. Dopée par l'endettement, la bulle spéculative se focalise sur trois secteurs : l'aviation, la Radiodiffusion et l'automobile.
Le fordisme sature le marché auto dès 1930, avec un parc de 26,5 millions de véhicules, un pour cinq américains, grâce à un carburant bon marché. Les « champs pétroliers de Mésopotamie » perdus par l'ex-Empire ottoman après la guerre sont partagés: la France en obtient le quart lors de la « conférence de San Remo » d'avril 1921 et réunit 87 sociétés dans la CFP en 1924. Le gisement texan de Spindletop, redécouvert le 13 novembre 1925, produit rapidement 700 000 barils par jour, plaçant les Américains en position de force face à Royal Dutch et l'Anglo-Persian Oil Company, lors des négociations suivant la découverte d'immenses gisements en Iran. La « radiomania » surfe sur les progrès dans la TSF. De 100 000 récepteurs écoulés en 1922, on passe à deux millions dès 1924, puis 4,4 millions en 1929. En mars 1926, un premier krach sectoriel fait baisser en moyenne de 90 % les actions des 18 startups de radio qui ont réalisé une introduction en Bourse, secteur où 25 augmentations de capital ont levé 38,4 millions de dollars. L'action Radio Corporation of America est la plus échangée en 1929 à Wall Street. Elle a décuplé en quatre ans, à 114 dollars, soit 73 fois le dividende. L'aviation américaine est encore plus demandée: les augmentations de capital lèvent 300 millions de dollars sur la décennie. Au total, les entreprises américaines émettent pour 5,9 milliards de dollars d'actions en 1929, six fois plus qu'au milieu de la décennie.
En France, les augmentations de capital commencent plus tôt qu'aux États-Unis et sont plus massives. Le total des émissions double des années 1910 aux années 1920, mais celui des seules actions est multiplié par huit: 20,6 milliards de francs sur 1915-1930 contre 2,6 milliards sur 1900-1914. La sous-capitalisation du XIXe siècle est effacée. Mieux capitalisées que les américaines, les sociétés françaises résisteront mieux au krach de 1929. Leurs cours seront divisés par deux, quand ceux des américaines sont divisés par quatre. Autre soutien pour la Bourse de Paris, la production industrielle quadruple entre 1919 et 1929. Le PIB progresse de 49,8 % entre 1920 et 1930 contre 29,5 % pour celui des États-Unis, dont la croissance est pourtant dopée par l'expansion du pétrole au Texas et les économies d'échelle dans l'automobile.
| Trois grands pays industriels européens                   | Angleterre | Allemagne | France |
| Hausse de la production manufacturière entre 1913 et 1928 | 6 %        | 18 %      | 39 %   |

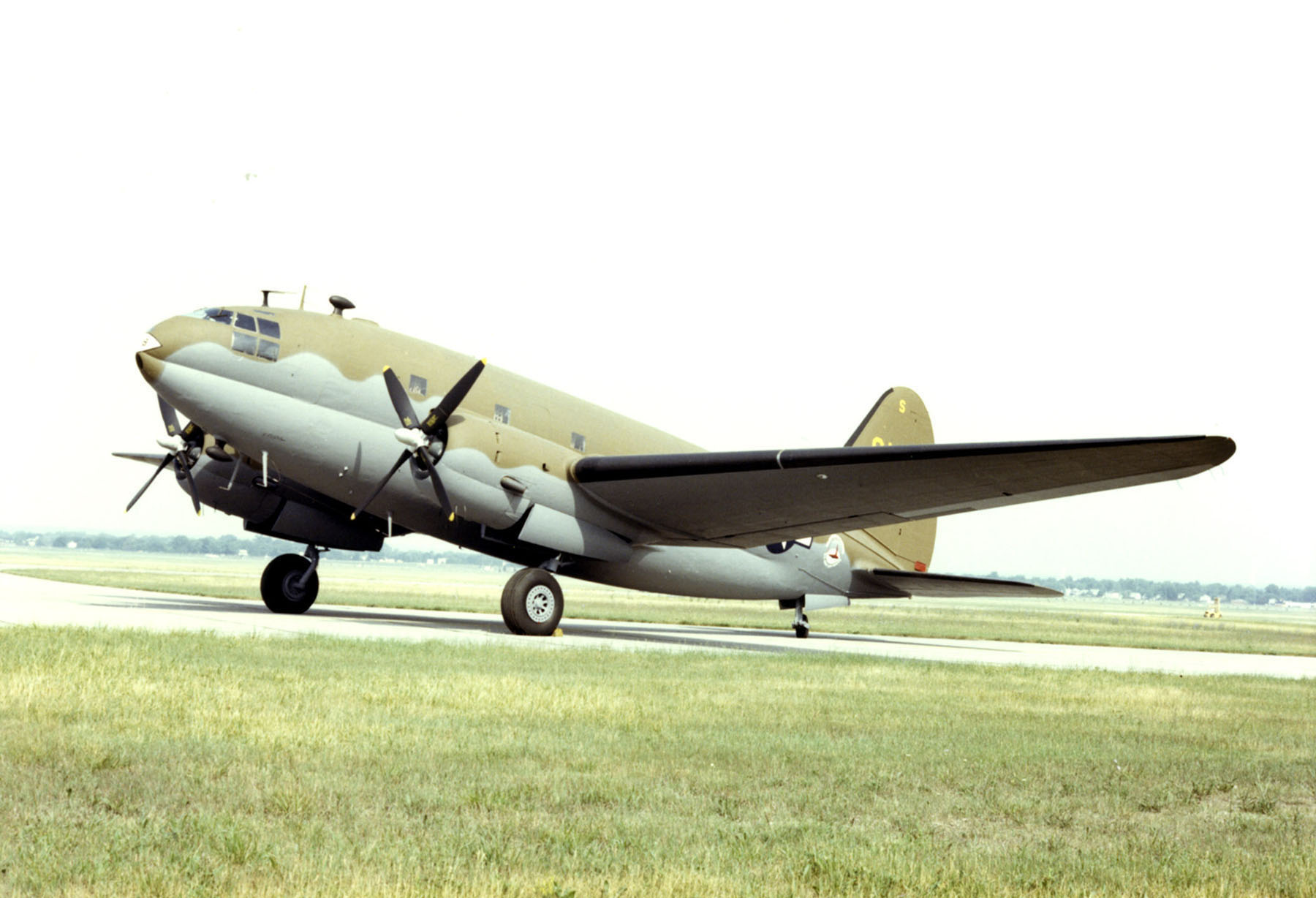
L'avion C-46D fera en 1944 de Curtiss-Wright Corporation, entrée en Bourse en 1928, la 2e entreprise américaine, avec 180000 salariés. Entre 1928 et 1930, 124 avionneurs ont fait de même.

En 1925, l'Angleterre annonce son retour à l'étalon-or, la livre ayant grimpé l'automne 1923, en seulement dix semaines de 76 à 91 francs, afin de permettre à la « Cité de Londres » de rester première place financière mondiale. L'économiste John Maynard Keynes fustige ce choix, car la parité d'une livre pour 4,86 dollars pénalise l'industrie anglaise : sur une base 100 en 1913 son indice de production manufacturière n'atteint que 106 en 1928 contre 118 en Allemagne et 139 en France, où les disparités sectorielles sont fortes : 44 seulement pour l'indice construction navale, 100 pour la sidérurgie et 422 pour l'automobile. L'indice global français était tombé à 57 en 1919 puis 50 en 1921, mais déjà remonté à 104 en 1924. Il a fallu six ans pour effacer la pénurie d'énergie causée par la reconstruction des mines du nord, que l'Occupation de la Ruhr allemande par la France n'a pas atténuée, car elle a déclenché de l'instabilité socio-géopolitique et monétaire.
La production française d'hydroélectricité est multipliée par huit sur la décennie et représente 20 % des émissions de titres français. L'électricité moins chère favorise les sociétés industrielles, qui en 1928 représentent 3 des 5 premières capitalisations françaises et 5 des 10 premières. Pour payer la dette de la guerre, la France a créé un impôt sur les plus-values et un impôt sur les sociétés, qui s'ajoutent à l'impôt sur le revenu, crée en 1914. Portée à 50 % dès 1920, puis majorée de 20 % en mars 1924 par la « Chambre bleu horizon », l'imposition marginale supérieure atteint 90 %, contre 2 % dix ans avant. C'est la seule décennie où les dividendes, taxés au titre de l'impôt sur le revenu, rapportent moins que les obligations, et même deux fois moins en 1928.
| Trente-sept ans de ratios financiers en France | 1891  | 1901  | 1913  | 1928        |
| Dividendes/cours                               | 4,3 % | 4,4 % | 3,7 % | 3,39 %      |
| Rendements obligataires                        | 3,7 % | 3,5 % | 3,5 % | 6,5 %       |
| Prime de risque des actions                    | 0,6 % | 0,9 % | 0,2 % | moins 3,1 % |

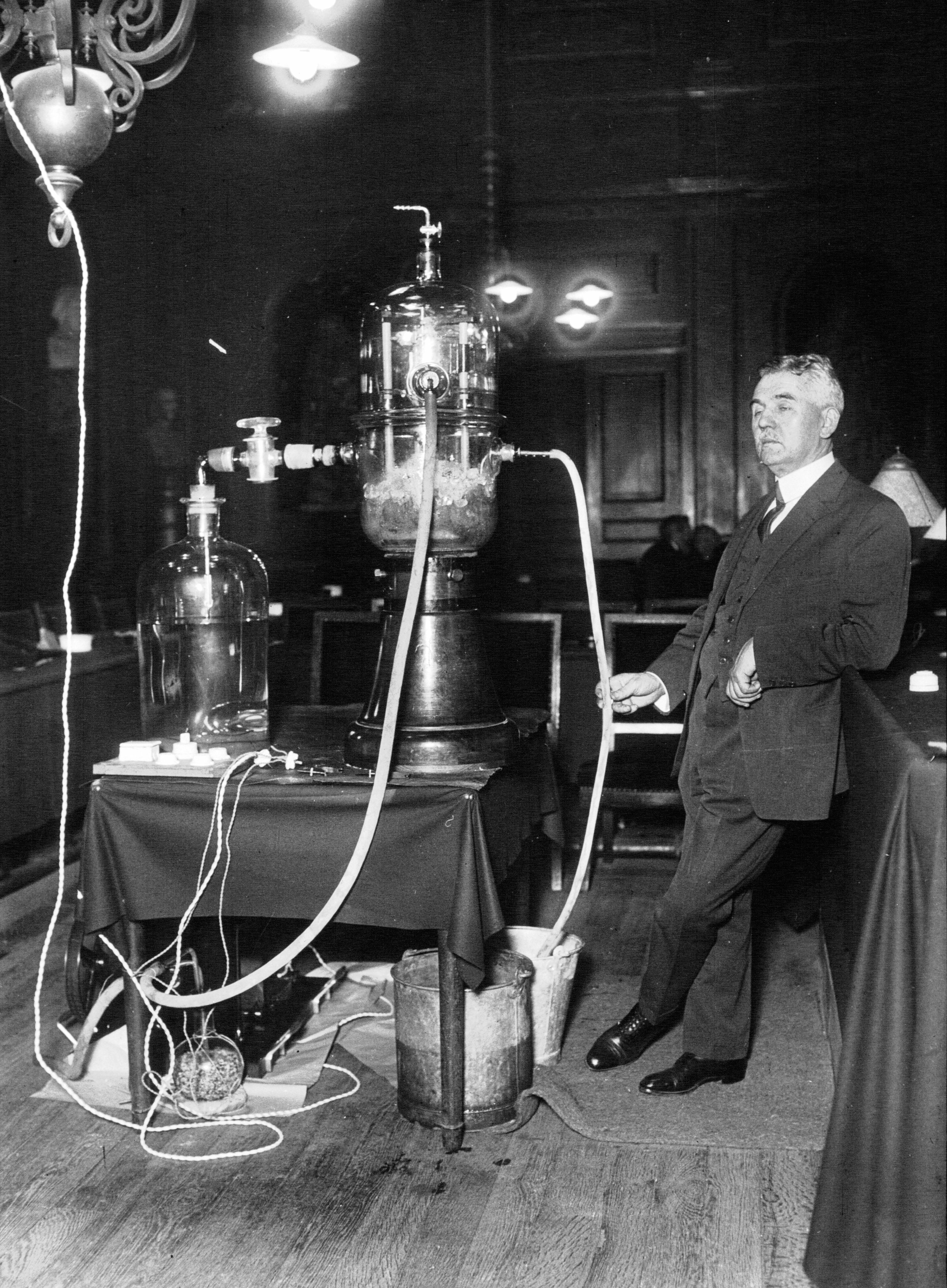
Georges Claude, patron de l'Air liquide, société en forte croissance, à l'Institut de France en 1926.

Du coup, les investisseurs comptent plutôt sur la hausse des cours permise par la croissance. Sans espoir que cette fiscalité revienne vite à la normale, les entreprises n'ont d'autre choix que l'Intériorisation des bénéfices et d'investir, souvent via leur filiales régionales. L'intérêt pour les sociétés moyennes dope les sept Bourses de province, dont la capitalisation est multipliée par neuf entre 1914 et 1928, pour atteindre 16 % de la capitalisation française contre 5 % en 1914. Sur la période (1920-1935), la hausse (hors-inflation) des actions en France rapporte en moyenne 4 % par an, contre une inflation moyenne de 2 %, (plus avant 1929 et moins après).

#### Ugine et Citroën: héros de guerre et champions de la nouvelle industrie
Les industriels les plus investis dans l'effort de guerre en 14-18, André Citroën (2e constructeur automobile mondial), Ernest Cuvelette (mines de Lens), Ernest Mercier (L'Union d'électricité) ou Georges Painvin (premiers aciers inox « Ugine » à bas prix), sont ensuite à la pointe de l'innovation. Chef de file de ces « patrons poincaristes » à la fois liés à l'État et fascinés par l'industrie américaine, Louis Loucheur les a encadrés pendant la guerre au ministère de l'armement. « Ingénieurs renommés » et « penseurs, du néo-capitalisme » Henri de Peyerimhoff de Fontenelle, ils comblent les retards dans l'utilisation des technologies, qui « datent de la fin du XIXe siècle » et lancent des politiques d'immigration et du logement.
Artilleur de guerre, André Citroën est bouleversé par la mort le 15 octobre 1914 de son frère Bernard, parti secourir un blessé lors d’un assaut mal soutenu par l’artillerie, faute de munitions. Trois mois après, André Citroën présente à Louis Henry Auguste Baquet, directeur de l'artillerie au ministère de la Guerre, un plan ambitieux: fabriquer 5 000 à 10 000 obus Shrapnel par jour, au moment où l'ensemble des arsenaux nationaux ne peuvent dépasser 4 000 pièces, dans la plus grande usine de munitions de France, quai de Javel, avec cantines, services médicaux et crèches : 18 000 munitionnettes, produisent 55 000 obus par jour en 1917, onze fois plus qu'en décembre 1915. La guerre terminée, André Citroën crée sa société en janvier 1919. Et lance un modèle de grande série, la Citroën Type A, vendue 7 250 francs, moitié moins que la voiture la moins chère du marché. Il en vend 2 500 en 1919 et 20 000 en 1920, distançant Renault et Peugeot, puis creuse l’écart en multipliant sa capacité de production par huit en six ans.
| Production de voitures chez Citroën | 1919  | 1921  | 1923  | 1925      | 1927      | 1932 |
| Production quotidienne              | 50    | 50    | 50    | 100 à 200 | 250 à 400 | 600  |
| Nombre de salariés                  | 4 500 | 4 465 | 9 000 | 16 300    | 31 200    | NC   |

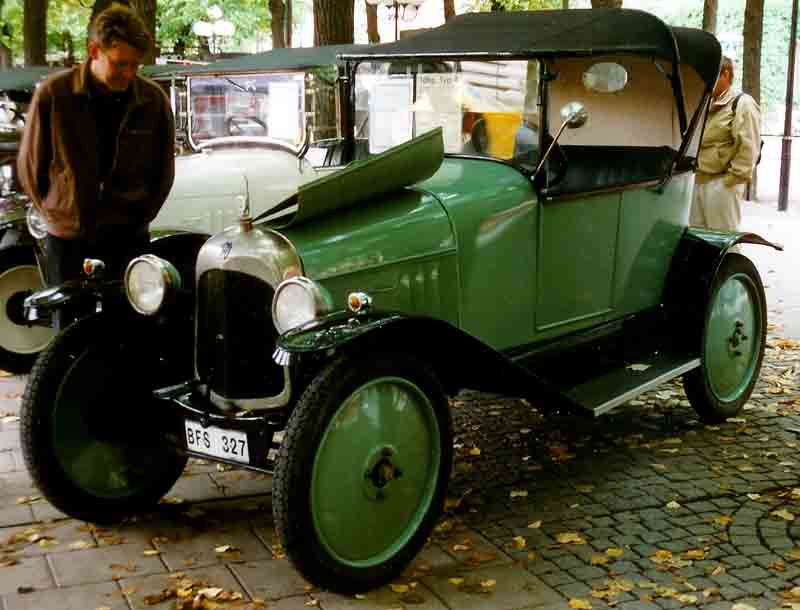
La Citroën Type A de 1919, vendue deux fois moins cher que les autres voitures.

Une affiche du dessinateur Mich vante la capacité de l'usine du quai de Javel. Citroën en ouvre d'autres à Clichy, Issy-les-Moulineaux, Levallois-Perret, Saint-Ouen, Suresnes, et le plus grand magasin d'automobiles du monde, Place de l'Europe (Paris), surplombant les voies ferrées sur 400 mètres. En 1927, Citroën double sa capacité de production et augmente son capital de 50 à 400 millions de francs, avec l’aide de la Lazard Frères, malgré sa « bancophobie ». La même année, Renault, diminue sa production de 20 %. Lors du Krach de 1929 Citroën est la 5e capitalisation boursière française et le 2e constructeur mondial après Ford. L'usine est agrandie en 1932, pour produire 600 voitures par jour. Les ventes plafonnent à 400 et l'action tombe de 600 francs à dix fois moins en 1935, quand Michelin en prend le contrôle.
Citroën ayant popularisé en 1924 les carrosseries en acier inoxydable, Ugine-aciers invente en 1925 le Procédé Ugine-Perrin. Grâce à la 1re puissance hydroélectrique de France, la société avait produit en 14-18 la moitié des aciers spéciaux pour l'aviation, 4 000 blindages de chars, 7 000 tonnes de tôle pour l'artillerie, 4 000 éléments de canons et un million d'obus de 120 au 280 mm. Le fondateur Paul Girod partage avec la Société de transports d'énergie des Alpes ses projets de ligne à haute tension. La croissance accélère avec un nouveau patron, Georges Painvin, le cryptanalyste qui avait cassé en juin 1918 le « code ADFGVX », permettant au maréchal Foch de contrecarrer l'offensive allemande vers Paris. Il soutient les recherches de son ami de l'École des mines René Marie Victor Perrin, grièvement blessé au front en 1915, dont l'équipe de jeunes ingénieurs produit de l’acier inox en une minute, contre plusieurs heures avant. Entre 1925 et 1930, Ugine double ses ventes, alimentée par le fer de la Société de l'Ouenza, projet datant de 1905, passe à 15 usines d'aciers inox, puis augmente sa puissance par un souterrain de 4,6 kilomètres, dérivant le torrent glaciaire du Bon-Nant vers le barrage de la Girotte, qui pallie l'assèchement des torrents non-glaciaires l'été. En 1948, Ugine-Aciers aura un capital presque aussi élevé que Péchiney et sa technologie valorisera le projet Fos-sur-Mer en 1965. Pour attirer une main d'œuvre qualifiée venue de Vénétie, elle a bâti des logements qui inspireront la Loi Loucheur de 1928 sur le Logement social en France :
| Vallée d'Ugine     | 1906-1911 | 1911-1921 | 1921-1926 | 1926-1931 |
| Gain de population | 788       | 431       | 987       | 1197      |

| Mines du Nord | % de salariés français | % de salariés polonais | Mlns de tonnes produites |
| Décembre 1921 | 64000 (83 %)           | 3600 (5 %)             | 10,9                     |
| Décembre 1923 | 67000 (61 %)           | 32000 (29 %)           | 15,2                     |
| Décembre 1926 | 78000 (60 %)           | 42000 (32 %)           | 24                       |

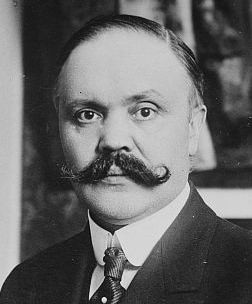
Je ne sais pas ce que je ferais sans Ugine, disait en 1917 le ministre de l’Armement Louis Loucheur, auteur d'une loi sur le logement face à l'afflux de salariés immigrés en Savoie et dans les mines du Nord.

Les succès savoyards dans les aciers spéciaux interpellent les maîtres de forges du Creusot : en février 1924, Eugène II Schneider porte son capital de 40 à 100 millions de francs, sans en informer la famille. Il investit dans l'électricité, l'acier et le béton. Les activités électriques développées en 1926 à Champagne-sur-Seine sont capitalisées de 150 millions de francs en 1929, en association avec l'américain Westinghouse. Chez Pont-à-Mousson, Camille Cavallier joue sur les économies d'échelle, quitte à perdre un peu sur les prix et froisser les héritiers. Le capital est doublé après l'entrée en Bourse de 1924. Une holding, à triple droits de vote, verrouille le contrôle. Pendant dix ans, 8 % à 14 % du chiffre d'affaires seront investis chaque année en travaux. Le Bureau des méthodes, veille à la productivité : couler une tonne de fonte ne prend plus que 35 heures en 1929 contre 45 en 1922. Pont-à-Mousson exporte la moitié de ses ventes, se renforce dans les mines de charbon, pour garantir la qualité de sa cokerie, et les usines de tuyaux : Brebach, Bayard, Périgor, Aubrives et Villerupt.
Un autre artilleur et administrateur d'Ugine, Ernest Cuvelette, a supervisé la filière « acier » dans l'équipe de Louis Loucheur pendant la guerre. Face à la pénurie de charbon, il équipe la Compagnie des mines de Lens, qui dope sa productivité. C'est la 3e capitalisation boursière française dès 1928. L'État et L'Union d'électricité du colonel Ernest Mercier, un autre proche de Louis Loucheur, lui offrent un Réseau de distribution électrique provisoire, pour faciliter l'Exploitation minière en haute profondeur. L'exemple vient de la Compagnie des mines de Bruay, épargnée par l'occupation allemande, qui a extrait 4,5 millions de tonnes dès 1917 contre 2 millions en 1914, puis recruté la première des mineurs westphaliens, habitués au marteau-piqueur, à qui elle bâtit 1 600 maisons en trois ans, après la conférence gouvernementale franco-polonaise du 5 juin 1920. Dans la Rhur, occupée jusqu'en 1924, la Société générale d’immigration d'Henri de Peyerimhoff de Fontenelle recherche en priorité ces mineurs westphaliens. Venus en famille, suivis par leurs quotidiens, Narodowiec et Wiarus Polski, ils créent une quarantaine d'associations à Bruay-la-Buissière, Lens, Béthune, Courrières ou Liévin.

#### Chimie, auto, textile, agro-alimentaire, la Bourse joue la société de consommation
Jusqu'à la Première Guerre mondiale, le chemin de fer et la banque pesaient plus de la moitié de la capitalisation boursière française. Ce n'est plus que 22 % en 1928. Entre-temps, la fiscalité et la comptabilité sont profondément réformées par la loi fiscale de 1917, qui généralise la pratique des amortissements comptables, autorisant les entreprises à déduire des bénéfices une quote-part de leurs investissements. Objectif, encourager les plus dynamiques et l'industrie. Les investisseurs découvrent qu'on peut y gagner des parts de marché par la technologie, les marques ou l'innovation, pour engranger des économies d'échelle. La Bourse de Paris est ainsi bousculée par de nouveaux secteurs qui parient sur la croissance, innovent et augmentent leur capital : textile, cinéma, chimie, automobile et agro-alimentaire. Le nombre de sociétés cotées double en dix ans. Grâce à cet univers élargi, moins dépendant du crédit, la Bourse de Paris encaissera mieux le krach de 1929 que Wall Street. Les entreprises industrielles émettent 43 % des actions dans les années 1920, contre 14 % dans les années 1890. Parmi elles, DMC (Mulhouse), augmente son capital en deux étapes, à 40 millions de francs, devenant la 11e capitalisation française en 1928, six ans après son introduction en Bourse. Nouveau leader mondial du fil textile, il ouvre plus de 100 sites industriels et commerciaux sur les cinq continents, avec 9 000 salariés dès 1929. En 1928, trois chimistes ont aussi fait irruption au « Top 20 » des capitalisations : Kuhlmann, Air liquide, et Rhône-Poulenc.
| Place au palmarès des 20 premières capitalisations.       | 1913    | 1928 | 1936 |
| Air liquide (chimie, entré en Bourse en 1913)             | Absente | 16e  | 6e   |
| Etablissements Kuhlmann (chimie, entré en Bourse en 1916) | Absente | 13e  | 11e  |
| Rhône-Poulenc (chimie)                                    | Absente | 20e  | 8e   |

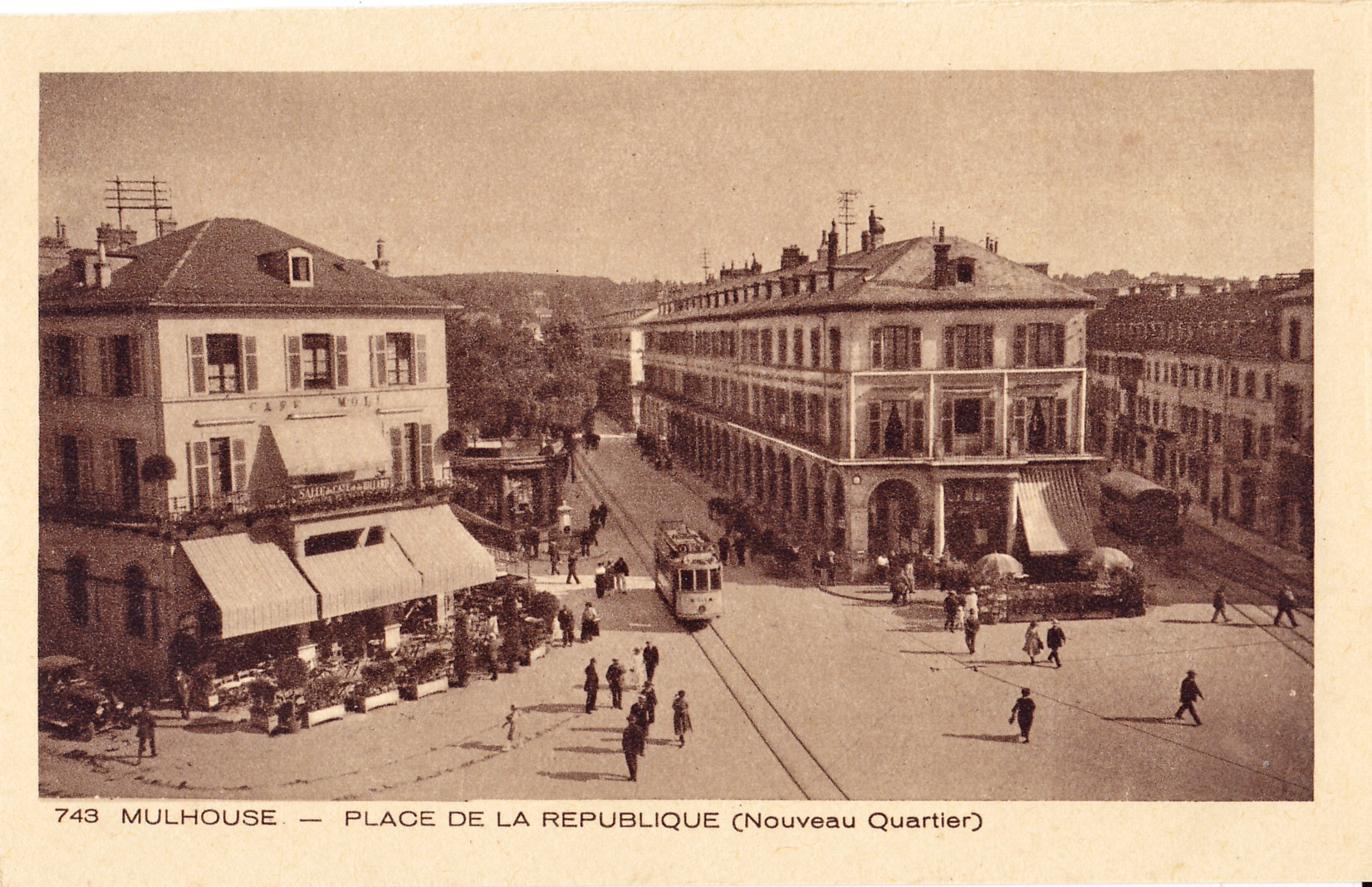
Le « Nouveau Quartier » de Mulhouse, siège de DMC, en pleine expansion internationale dans les années 1920.

Le patron de Kuhlmann, Donat Agache, a financé sa diversification vers les matières plastiques, entre 1916 et 1930, par vingt augmentations de capital. Une méthode adoptée par Paul Delorme, fondateur en 1902 de l'Air liquide, qui a pour doctrine : « Mieux vaut faire appel aux actionnaires-partenaires qu’aux banquiers ». Sa stratégie de développement international est financée par la création de filiales. Entre 1920 et 1929, il a collecté 70 millions de francs par émission d'actions, la dette représentant seulement 15 % du passif en 1930. Autre succès, Rhône-Poulenc, né de la fusion en 1928 des Établissements Poulenc frères avec la Société chimique des usines du Rhône, qui dès 1922 a créé Rhodiacéta pour promouvoir les textiles synthétiques.
| Capitalisation                    | 1901 | 1913 | 1928  | 1936 |
| Total banque + Chemin de fer ( %) | 61 % | 51 % | 22 %  | 21 % |
| Textile(mds de francs)            | 0,02 | 0,04 | 0,07  | 4,2  |
| Chimie(mds de francs)             | 0,3  | 0,5  | 9,5   | 5,8  |
| Alimentation(mds de francs)       | 0,18 | 0,22 | 3,8   | 2,5  |
| Total                             | 11,5 | 17,6 | 106,1 | 55,1 |

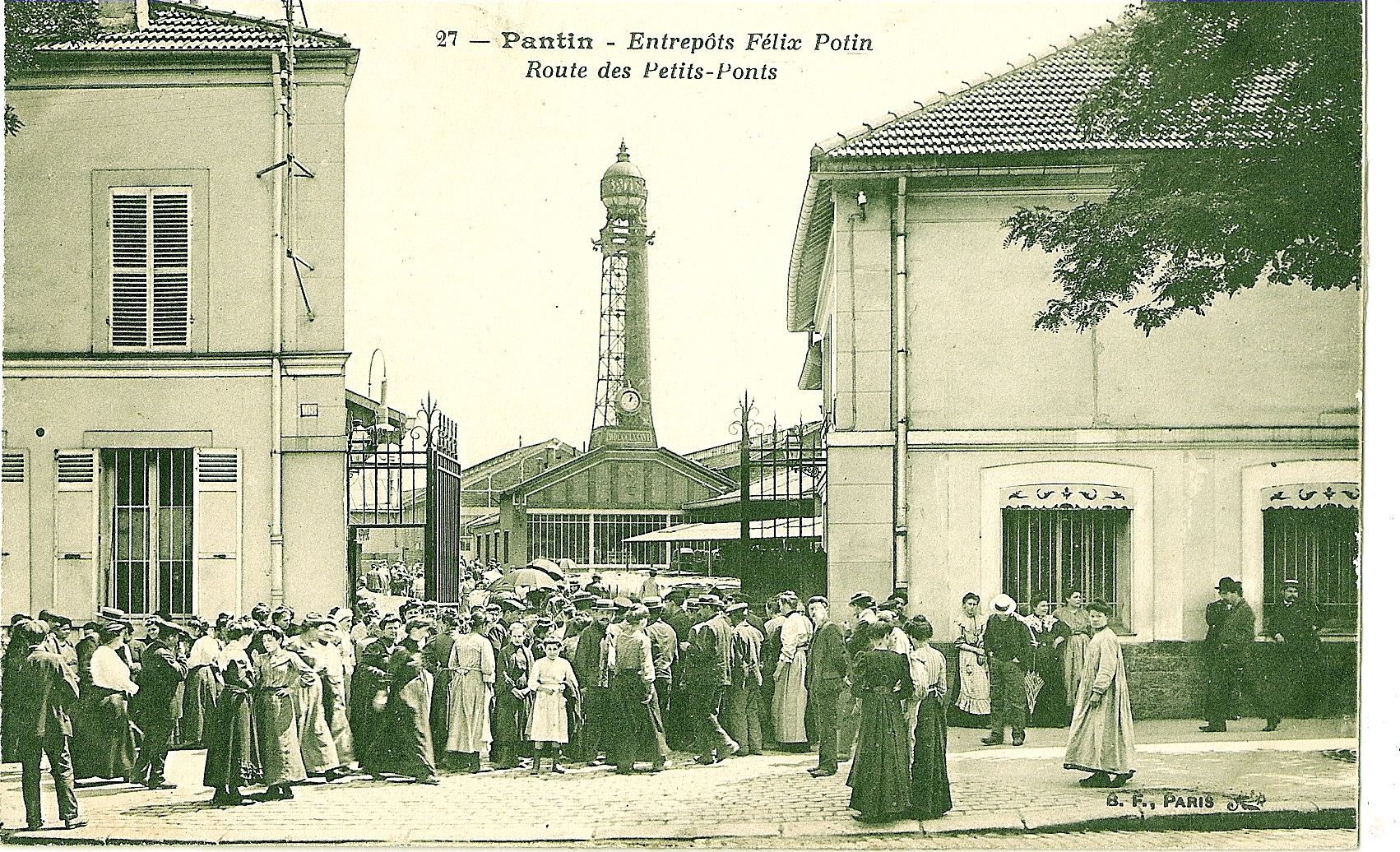
Félix Potin ouvre de nombreuses usines agro-alimentaires et emploie 8000 ouvriers en 1927 contre 1800 en 1906 (ici les entrepôts à Pantin).

Les percées de DMC ou Citroën donnent des idées à des sociétés plus anciennes, comme Félix Potin, fondée en 1844, qui entre en Bourse après-guerre et investit dans des usines agro-alimentaires. Casino Guichard est lui entré en Bourse en 1910, douze ans après sa création. Son capital passe alors à 10 millions de francs, puis à 20 millions en 1925. En 1929, il a 998 magasins, deux fois plus qu'en 1914, approvisionnées par 20 usines, 9 entrepôts et 2 000 salariés. Entre 1913 et 1928, la capitalisation de l’agro-alimentaire est multipliée par 17, contre 5,5 pour l’ensemble du marché. Une trentaine de sociétés du secteur, parmi lesquelles, Saint-Raphaël (Lyon) ou Olida, ont franchi le pas dans les années 1920. Leur capitalisation dépasse de moitié celle des 10 sociétés héritées de l'avant-guerre, dont Béghin-Say (Lille) et les Caves de Roquefort arrivées après 1900, et les 6 cotées dès 1891 pour une capitalisation totale de seulement 70 millions de francs (Bénédictine (Fécamp), Pastis Duval (Marseille), Glacières de Paris et Grands moulins de Corbeil). Ce tissu industriel et commercial renouvelé, profite à l'Agence Havas, dont le patron Léon-Prosper Rénier table multiplication par deux ou par quatre des budgets publicitaires des grands annonceurs. Son capital passe de 37 millions de francs en 1922 à 105 millions en 1930.

#### Le Krach du 13 mai 1927 à Berlin, deux ans avant celui de Wall Street
L'indice boursier du quotidien Frankfurter Zeitung, créé le 1er septembre 1919 avec 25 actions et 10 obligations, est suivi en 1922 par le très officiel Office statistique du Reich (de): pondération des cours hebdomadaires et mensuels moyens de 300 actions de la Börse Berlin, sur une base 100 en 1913. Lors de l'hyperinflation de la république de Weimar, les investisseurs institutionnels échangent dès juillet 1922 leurs obligations contre des actions. L'indice atteint 1,4 million de points (juillet) puis 171,3 milliards de points (octobre) et 26,89 trillions de points (décembre). Après les spéculations sur le Plan Dawes du 24 juillet 1924 et le futur plan Young, l'activité est dominée à partir de 1925 par les achats spéculatifs à crédit d'actions des grands cartels comme Vereinigte Stahlwerke (de) (acier et charbon), fondé en 1925 par la Famille Thyssen, financiers d'Adolf Hitler, ou encore IG Farben, qui multiplie les procédés industriels et nouveaux produits. Également au milieu des années 1920, la bourse de Berlin voit de nombreux achats de titres spéculatifs basés sur des prêts bancaires. L'Office statistique du Reich (de), reprend 182,8 % en 16 mois et Hjalmar Schacht, président de la Reichsbank, déclenche le Krach du 13 mai 1927, appelé aussi « Vendredi noir », qui précède de deux ans celui de 1929 aux États-Unis. L'Office statistique du Reich (de) perd 31,9 % en une journée (de 204 points à 139 points). La nouvelle politique monétaire décourage aussi les émissions d'actions. De 917 entreprises cotées à la fin de 1926 on passe à 659 à la fin de 1932. Hjalmar Schacht démissionne avec fracas pour dénoncer les conditions de mise en place du plan Young, dans un livre, Das Ende der Reparationen (Pour en finir avec les réparations de guerre) qui est un succès en librairie

### Années 1930

#### Les suites du krach de 1929: première séparation légale entre banque et Bourse

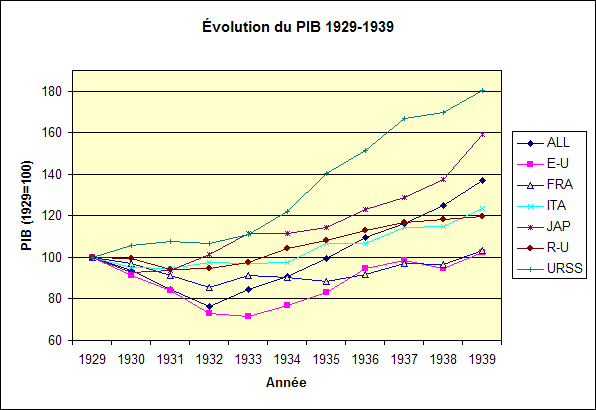
Après 1929, la récession est plus profonde aux États-Unis, car le krach y fut plus violent.

Le krach de 1929 perce la bulle spéculative très brutalement. Le jeudi 24 octobre 1929, les cours s'effondrent. À midi, l'indice Dow Jones a perdu 22,6 %. Une émeute éclate à l'extérieur du New York Stock Exchange, car les gardes du bâtiment et la police ont empêché des actionnaires d'entrer. La chute de 1930 à 1932 est supérieure à celle de l'année 1929. Au total, l'indice Dow Jones est divisé par neuf en moins de trois ans. Il passe d'un sommet de 381,17 points en septembre 1929 à seulement 41,22 points le 8 juillet 1932, au plus bas depuis sa création en 1896. Le New York Stock Exchange devient extrêmement volatil. Sept des plus forts gains de l'histoire du Dow Jones ont lieu entre 1929 et 1933, dont le record de hausse quotidienne, le 15 mars 1933 : +15,34 %. Et sept des dix plus fortes baisses sont aussi enregistrées avant 1939. En France, Ivar Kreuger et Albert Oustric font faillite. Puis c'est l'affaire Stavisky.
Le président américain élu en 1932, le démocrate Franklin Delano Roosevelt a l'idée de créer un gendarme de la Bourse chargé de protéger les investisseurs contre les abus des sociétés et surveiller les informations publiées : la Securities and Exchange Commission, créée par la loi boursière de 1934. L'un des inspirateurs est l'économiste Benjamin Graham, père du concept de valeurs de croissance, qui rédige avec David Dodd le 1er grand traité d'analyse financière, « Security Analysis », future bible de l'investisseur Warren Buffett. La SEC est confiée à Joseph Patrick Kennedy, dont le fils John Fitzgerald Kennedy va être élu président un quart de siècle plus tard. La SEC demande à Teleregister, qui va devenir Bunker Ramo puis Telequote-Nasdaq, de conserver les premiers historiques de cours et d'accélérer les transmissions.
Encore plus importante, la loi du Glass-Steagall Act de 1933 impose la séparation entre banques de dépôts et banques d'investissement, pour éviter que des banques n’utilisent les dépôts de millions d’épargnants comme caution des risques excessifs qu'elles prennent à la Bourse. Les enquêtes de Ferdinand Pecora, le jeune procureur de New York, sur les excès des banques convainquent le congrès de voter cette loi. Plus généralement, la relance voulue par le New Deal permet au PIB par habitant des États-Unis (déflaté selon la méthode Geary Khamis) de passer de 6 220 dollars en 1930 à 7 018 dollars en 1940, soit une progression de 11,8 % sur la décennie des années 1930. Les dépenses de relance budgétaire font temporairement monter la dette publique à 120 % du PIB, record inégalé depuis.

#### La Western Union lance le Teleregister
Jusqu'aux années 1920 le NYSE a peu d'actionnaires, seulement 60 000 en 1912. En 1916 encore, 85 % des courtiers refusaient les ordres de moins de cent actions. La démocratisation sera favorisée par l'intérêt du public pour une gamme plus large d'actions, favorisée par la création d'une liste nationale de tickers dans les années 1920, puis par un statut des valeurs non-cotées en 1936. Le téléscripteur est inventé, pour la réception de messages par signaux électriques, grâce à une ligne filaire, avec son dérivé, le télétype, marque déposée en 1925 par Édouard Belin et qui va servir d'unique périphérique d'entrée-sortie aux premiers ordinateurs, dépourvus d'écran. Le nombre d'opérateurs Morse s'effondre, passant de 1 549 à 586 entre 1922 et 1931, quand ceux de télétype passe de 11 à 335, avec en plus un grand gain de productivité: il aurait fallu 3 737 opérateurs Morse pour effectuer le travail réalisés par 243 de télétype en 1931, l'année où la tabulation électromécanique de données du Teleregister, installé chez 200 clients, jusqu'à Chicago, et centralisé à New York, permet la mémorisation et l'archivage des données boursières. D'énormes tableaux électro-mécannique, reliés entre eux, répertorient les cours sur toutes les Bourses de commerce et de valeurs.
Depuis 1926, Steeneck, du Stevens Institute of Technology, œuvre au département ingénierie de la Western Union, au sein du « Ticker Group ». Sa mission, développer le « Teleregister », entré au service en 1929 à New York, entièrement automatisé, qui profite d'un cycle de renouvellement, après le krach boursier d'octobre 1929, quand les machines échouent à taper assez vite les cours. Western Union avance à sa filiale 3,6 millions de dollars de 1929 à 1932. En 1931, 17 opérateurs de 8 623 Stock Ticker et 928 « Bond Tickers » distribuent les cours dans 43 États américains et au Canada, avec des circuits dans 377 villes des États-Unis. Non seulement le nombre de Stock Tickers a décuplé en 40 ans, mais la productivité a presque quintuplé, selon une étude du ministère américain du travail américain. Évolution entre 1890 et 1930 :
| Année | Nombre de tickers | Nombre d'opérateur des tickers | Nombre d'employés des tickers | Indice de productivité des opérateurs et employés |
| 1890  | 395               | 8                              | 12                            | 100                                               |
| 1930  | 3812              | 17                             | 57                            | 459                                               |

En 1931, 17 opérateurs de 8623 stock tickers et 928 bond tickers distribuent les cours dans 43 États américains et au Canada, avec des circuits dans 377 villes. La productivité a particulièrement augmenté pour les employés depuis dix ans.
Évolution entre 1920 et 1930 :
| Année | Indice de productivité des opérateurs | Indice de productivité des employés |
| 1920  | 100                                   | 100                                 |
| 1930  | 145                                   | 311                                 |

La Securities Exchange Act réclame alors le déploiement de ces machines, avec l'accord de Richard Whitney (en), le président du New York Stock Exchange, afin de pouvoir conserver des historiques de cours, permettant d'analyser les dysfonctionnements du marché. Auditionné par le Congrès américain, Richard Whitney reconnaît le caractère public de la Bourse tout en mettant en garde contre l'interférence du gouvernement.
Au milieu des années 1930, les progrès du télégraphe étaient tels qu'il était possible de se passer des opérateurs morse : les téléscripteurs étaient dorénavant capables de reproduire automatiquement et à distance un texte tapé sur un clavier de machine à écrire. Le premier grand réseau Télex fut mis en place en Allemagne dans les années 1930. Il était destiné aux communications au sein du gouvernement. Les opérateurs télégraphiques commencèrent alors à développer des systèmes qui utilisaient les cadrans rotatifs à impulsions déjà utilisés dans les réseaux téléphoniques pour mettre en relation les téléscripteurs. Ces machines furent appelées Télex, de la contraction des mots anglais Telegraph exchange. Western Union revend ensuite la société Teleregister à un groupe de banquiers, rejoints par Charles Allen Jr, courtier et spéculateur de la Bourse de New York, fondateur en 1933 de la maison de courtage Allen & Company.

#### Le cinéma parlant, un décollage longuement préparé
Le cinéma enchante aussi la Bourse dans les années 1920 : Magic City et sa salle géante au quai d'Orsay, les Studios de Joinville d'Albert Kohan, Ernest Servaes à Marseille ou Gaumont, qui opère depuis 1911 le plus grand cinéma au monde, repris par la coentreprise « Gaumont-MGM », en 1925, à la mort de Louis Feuillade. Charles Pathé lance en 1923 le Pathé Rural, adapté aux cinémas ruraux qui poussent comme des champignons. Son capital double entre 1920 et 1925. Des startups comme Société du Film en Couleurs Keller-Dorian et Francita font progresser la technologie de la couleur. Les producteurs américains dominent, grâce à leur vaste marché intérieur, où s'implante « Pathé Exchange », en 1922. Aux États-Unis, la Paramount et Warner intègrent les « Big Five », aux côtés de MGM, Fox et RKO Pictures.

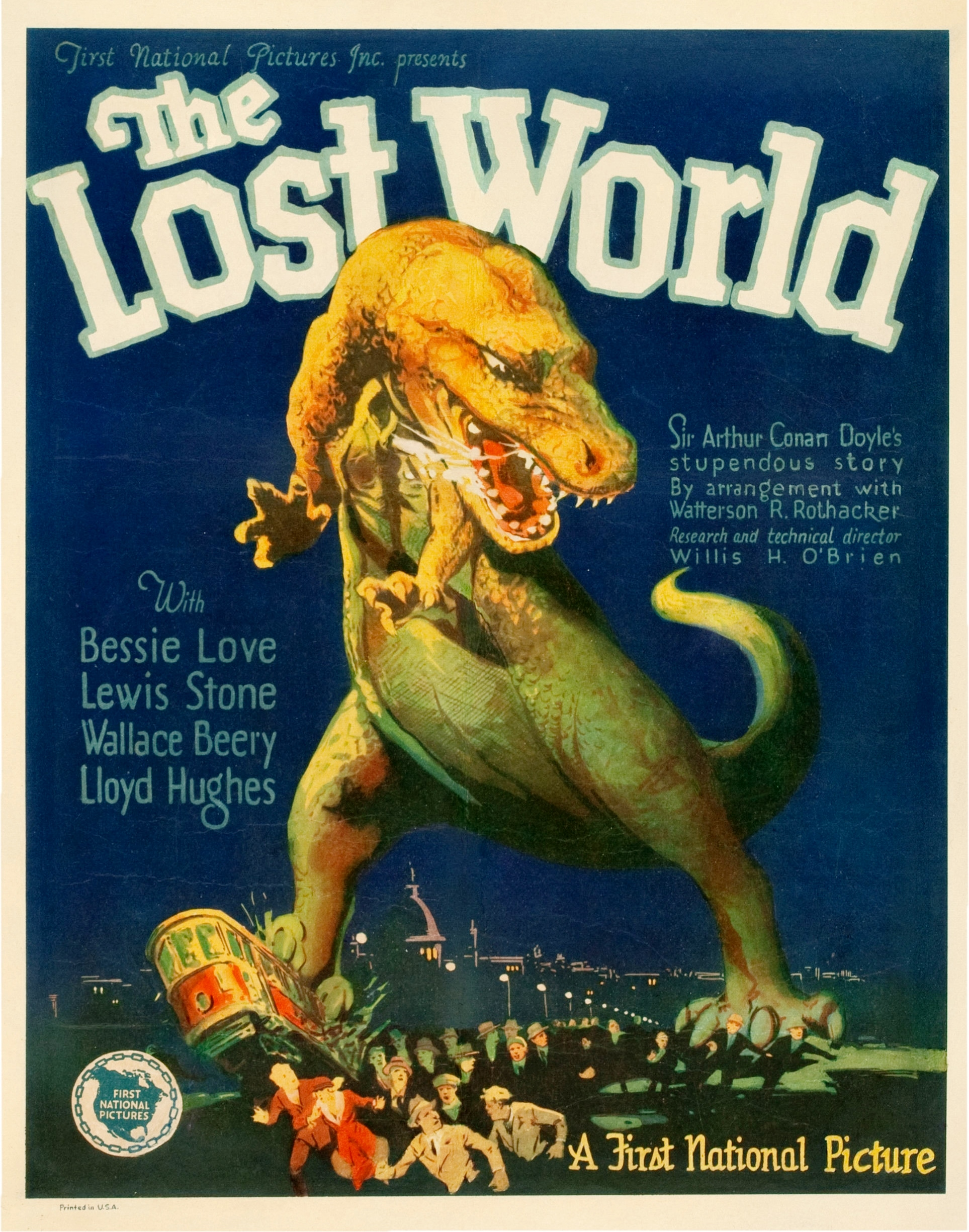
The Lost World, produit en 1925 par la First National Pictures, trois ans avant l'OPA des frères Warner.

Grâce à l'introduction en Bourse de la Paramount et un emprunt chez Kuhn, Loeb & Company, Adolph Zukor acquiert 303 salles de cinéma sur les 14 000 existantes aux États-Unis, dont les Rivoli et Rialto de Broadway. Dès 1924, il ouvre le Paramount de Paris, le Plaza et le Carlton à Londres. Wall Street apprécie, car ces salles en centre-ville constituent aussi un excellent placement immobilier.
| Cinéma parlant        | 1929         | 1931         | 1938         |
| Spectateurs en France | 150 millions | 234 millions | 453 millions |

Les frères Warner contre-attaquent par un « coup de Bourse » : l'acquisition le 1er novembre 1925 du Vitaphone, grâce à un prêt monté par Goldman Sachs. La Paramount réplique en s'emparant en 1926 de Balaban and Katz, rebaptisée « Paramount Publix », qui lui permet d'aligner dès 1928 plus de 1 000 salles de cinéma aux États-Unis. L'achat est payé par un bloc d'actions Paramount, qu'elle s'engage à reprendre à 80 dollars l’action. Le cours ne dépassera jamais 78 dollars, tombant même à 50 dollars. Warner Bros. aura le dernier mot : le 13 septembre 1928, elle contrôle 42 000 des 72 000 actions de la First National Pictures, qui avait signé en 1918 avec Charlie Chaplin le premier contrat d'un million de dollars. L'autre actionnaire, William Fox (producteur) est devancé. La Warner achète un an après ses 21 000 actions, 12 000 autres restant dans le public. Warner croît au « parlant », car Le Chanteur de jazz, d'Alan Crosland, son second film sonore, a fait un tabac en 1927.
Le cinéma français, qui a négligé les procédés de sonorisation d'Auguste Baron (ingénieur), brevetés entre 1896 et 1900, saisit sa seconde chance, sur fond d'émulation entre quatre procédés américains (Movietone, Phonofilm, Vitaphone et Phonophone). En 1929, l'année du premier « parlant » français (Les Trois Masques), vingt salles sont sonorisées. Elles sont 1 000 en 1931 et 4 250 en 1937. Le public suit : 150 millions de spectateurs en 1929, 234 en 1931 puis 453 en 1938. La Bourse anticipe ce succès. En 1929, les cinq administrateurs de Gaumont, relancée pour le « parlant », vendent 50 millions de francs les « actions plurales » qu'ils ont créées et achetées 1,25 million de francs en 1928. Mais Gaumont va être liquidée en 1934 et Pathé mis en faillite en 1936, face à la concurrence et une baisse d'audience.

### Années 1950

#### Le nouvel essor boursier des années 1950
La décennie 1950, la meilleure après les années 1990, voit New York tripler et la Bourse de Paris multipliée par 5,5. L'indice boursier Insee passe de 100 fin 1949 à 774 en avril 1962, une hausse moyenne de 18 % par an. Les périodes de baisse sont rares et courtes : la « stabilisation monétaire » d'Antoine Pinay en 1951 puis les tensions géopolitiques : indépendance du Maroc et de la Tunisie, guerre d'Algérie, crise du canal Suez. Les entreprises françaises y financent leurs investissements comme jamais : entre 1949 et 1959, le nombre annuel d'émissions d'actions est multiplié par sept et les montants par trois. Les obligations sont émises plutôt à taux variable, pour cause d'inflation : l'indice des prix augmente parallèlement de 68 % entre fin 1949 et juin 1958. La finance française reste très réglementée. Les Sicav ne sont autorisées qu'en mars 1964, à condition de jamais détenir plus de 5 % d'une entreprise. En octobre 1969, l'Insee calcule que les actions ont rapporté 190 % en vingt ans contre +80 % pour les obligations et −66 % pour l'or. L'Allemagne, l'Italie et le Japon vivent aussi une très forte expansion et la priorité à l'investissement, phénomène appelé les Trente Glorieuses dans la grande majorité des pays développés. Vedette de la Bourse milanaise, Fiat symbolise le « miracle économique italien », des élections d'avril 1948 aux Jeux olympiques de Rome en 1960 : 700 000 automobiles en 1955, 10 millions cinq ans après. Le fabricant de scooters Vespa n'est pas en reste. Entre 1945 et 1965, il s'en vendra 3,5 millions en Italie. L'automobile américaine poursuit sur sa lancée des années 1920. En 1956, Goldman Sachs devient célèbre à Wall Street en pilotant l'introduction en Bourse de Ford, d'un montant record à l'époque, 700 millions de dollars, neuf ans après la mort d'Henry Ford, qui s'y était toujours opposé. Le constructeur investit alors 250 millions de dollars dans la T-Bird et l'Edsel, la seconde échouant rapidement. Les années 1950 offrent aux États-Unis deux des meilleurs millésimes du Dow Jones :

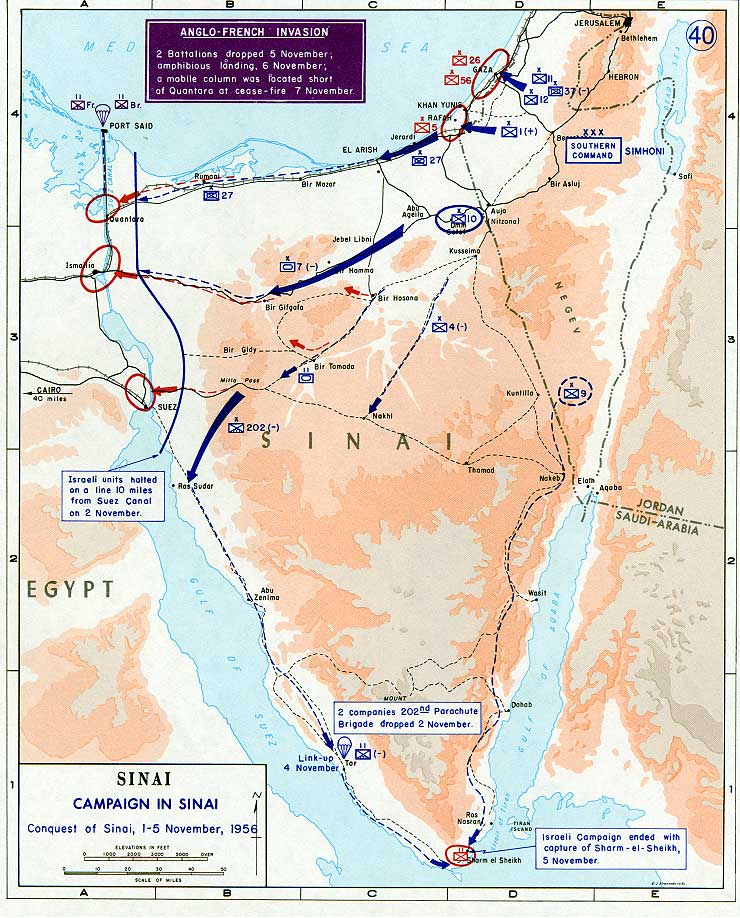
L'invasion du Sinaï par Israël en 1956, après la nationalisation du canal de Suez, n'entraîne qu'une baisse passagère à la Bourse.

| 5 meilleures années | 1933   | 1954   | 1935   | 1975   | 1958   |
| Hausse du DJ        | 63,7 % | 43,9 % | 38,5 % | 38,3 % | 33,9 % |
| 5 pires années      | 1931   | 2008   | 1930   | 1937   | 1974   |
| Repli du DJ         | 52,7 % | 33,8 % | 33,8 % | 32,8 % | 27,6 % |

| Décennie    | Début         | Fin           | Hausse du Dow Jones |
| années 1900 | 68,13 points  | 100,31 points | 47 %                |
| années 1910 | 100,31 points | 79 points     | moins 21 %          |
| années 1920 | 79 points     | 250 points    | 216 %               |
| années 1930 | 250 points    | 150,1 points  | moins 39 %          |
| années 1940 | 150,1 points  | 202 points    | 35 %                |
| années 1950 | 202 points    | 679 points    | 236 %               |
| années 1960 | 679 points    | 810 points    | 19 %                |
| années 1970 | 810 points    | 838 points    | 3,4 %               |
| années 1980 | 838 points    | 2 749 points  | 228 %               |
| années 1990 | 2 749 points  | 11 460 points | 317 %               |
| années 2000 | 11 460 points | 10 314 points | moins 10 %          |

#### Alexandrie, Bruxelles, Saïgon, Paris, l’apogée du colonialisme minier

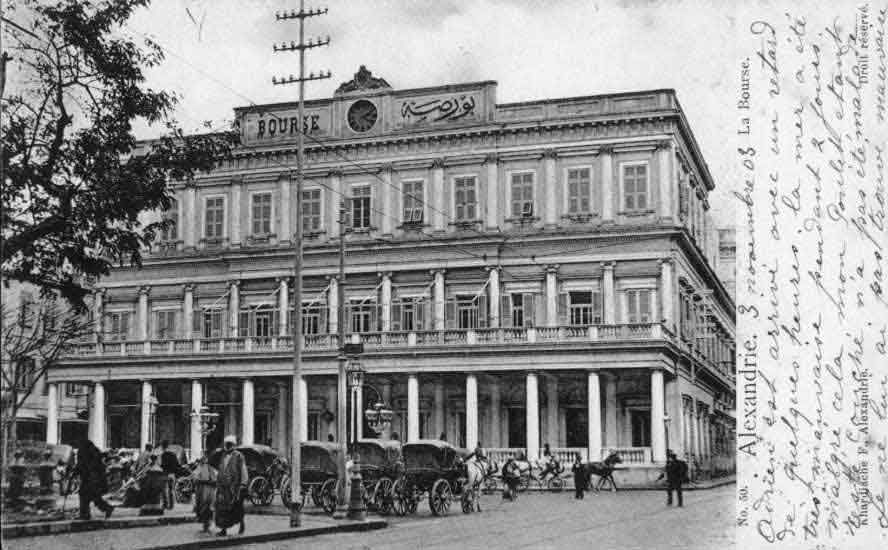
La Bourse d'Alexandrie et celle du Caire formaient la 5e capitalisation mondiale grâce à la compagnie de Suez.

La forte croissance des années 1950 est gourmande en matières premières, principalement produites en Afrique et en Asie. Les sociétés coloniales bénéficient d'une nouvelle génération de cadres, parfois nés sur place, qui ont pris confiance pendant la Seconde Guerre mondiale. Le succès de la Compagnie du canal de Suez dope la Bourse du Caire et la Bourse d'Alexandrie, déjà très actives dans les années 1940. Elles forment ensemble la cinquième bourse du monde. La révolution égyptienne de 1952 et la crise du canal de Suez de 1956 font fuir les capitaux, décidant Gamal Abdel Nasser, par pragmatisme plus que par idéologie, à nationaliser les grandes entreprises.
En France, l'Insee publie une étude annuelle sur la capitalisation boursière, pour « contribuer à la géographie des investissements ». En 1949, sur les vingt premières, onze exploitent des matières premières cotées sur le marché mondial, dans le pétrole, les mines et la métallurgie. Les deux premières ont leur siège d'exploitation à l'étranger. D'autres, comme Air liquide, Saint-Gobain, ou Michelin possèdent à l'étranger des filiales importantes.
L'installation des hauts fourneaux d'Usinor à Dunkerque, pour profiter des dérivés du procédé Ugine-Perrin à la pointe de la technologie des aciers inox est prévue dès 1956. L'automobile apporte des débouchés, la production française passant de 0,5 à 1,12 million de véhicules entre 1952 et 1958 et le parc auto de 1,7 à 4 millions de véhicules particuliers, ce qui profite à Peugeot, tandis que Lesieur (entreprise), devenu premier huilier français, avec 125 millions de litres, porté par les succès de la culture de l'arachide en Afrique, entre en Bourse.
En 1954, les valeurs pétrolières voient leurs cours exploser à la suite d'Esso. La filiale française d’Exxon voit son cours multiplié par dix grâce à la découverte de pétrole à Parentis. Le nombre de voitures augmente de 30 % en 1954 en France, rejoignant le niveau par habitant dépassé aux États-Unis dès 1920. En 1955, quatre des cinq premières capitalisations sont pétrolières (Esso, Française des Pétroles, Shell française et Pétroles d’Aquitaine).
| Rang | Société                | Capitalisation | Secteur        | Rang | Société                                 | Capitalisation | Secteur         |
| 1re  | Cie Canal de Suez      | 32,6 milliards | Canal          | 11e  | Cie générale d'électricité              | 7,7 milliards  | Industrie       |
| 2e   | Française des Pétroles | 20 milliards   | Pétrole        | 12e  | Société Commerciale de l'Ouest africain | 6,8 milliards  | Minerais        |
| 3e   | Air liquide            | 14,9 milliards | Chimie         | 13e  | Péchiney                                | 6,7 milliards  | Aluminium       |
| 4e   | Quilmes (bière)        | 13 milliards   | Bière          | 14e  | Michelin                                | 5,9 milliards  | Pneus           |
| 5e   | Cie Shell Berre        | 12,5 milliards | Pétrole        | 15e  | Société du Djebel Djerissa              | 5,7 milliards  | Mines de fer    |
| 6e   | Rhône-Poulenc          | 12,3 milliards | Chimie         | 16e  | Société Le Nickel                       | 5,6 milliards  | Mines de nickel |
| 7e   | Saint-Gobain           | 12,2 milliards | Matériaux      | 17e  | Peñarroya                               | 5,6 milliards  | Minerais        |
| 8e   | Omnium nord-africain   | 9,7 milliards  | Minerais       | 18e  | Société Mokta El Hadid                  | 5,1 milliards  | Minerais de fer |
| 9e   | Banque de l'Indochine  | 7,7 milliards  | Banque         | 19e  | Compagnie des Mines de Huaron           | 5,1 milliards  | Minerai         |
| 10e  | Société de l'Ouenza    | 7,7 milliards  | Minerai de fer | 20e  | Tréfileries et Laminoirs du Havre       | 4,2 milliards  | Métaux          |

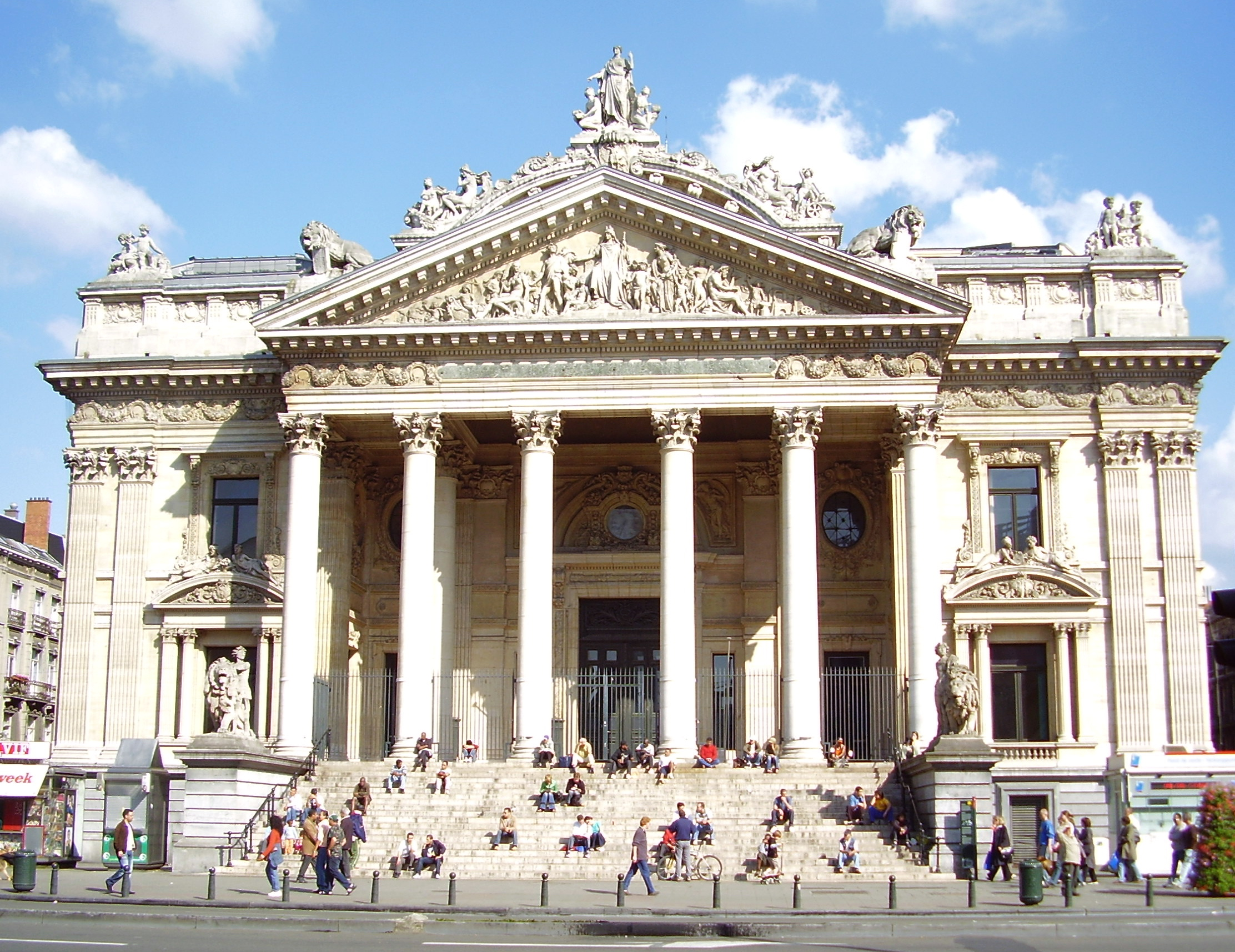
À la Bourse de Bruxelles, les valeurs congolaises pèsent 44 % de la capitalisation à la fin de 1955 contre 28 % en 1928.

À la neuvième place, la Banque de l'Indochine, l’un des deux principaux actionnaires de la très rentable Société française des charbonnages du Tonkin. En Algérie, 90 % de la production d'antimoine est réalisé par la Compagnie des mines de La Lucette. Les colonies et territoires d'Outre-Mer comptent 30 sociétés milliardaires en francs. La métallurgie en a 12 : Aciéries du Nord-Est (4 milliards), Tréfileries et Laminoirs du Havre (4,2), Denain-Anzin (3,6), Louvroil-Montbard (3,5), Compagnie française des métaux (3,3), Schneider (2,2), Basse-Indre (2,1) ou encore Compagnie des forges et aciéries de la marine et d'Homécourt, Société d'Aubrives-Villerupt, Société des Aciéries de Longwy, Compagnie des forges de Châtillon-Commentry et Neuves-Maisons et Senelle-Maubeuge. La chimie et le pétrole sont aussi bien représentées : Société générale des Huiles de Pétrole (4,8), Établissements Kuhlmann (4,5), Berre (4,5), Boussois (2,5), Ugine (2,2), Raffinerie du Nord, Ripolin, Coty, Carbone lorraine, Engrais d'Auby, Nobel-Bozel. À Bruxelles, l'action de l'Union minière du Haut Katanga, qui avait porté son capital de 300 millions à 3 milliards après-guerre gagne 90 % en 1954. Son gisement de cuivre, partagé avec la Zambia Copper Investment, produit un record de 300 000 tonnes en 1960, pour la partie belge. Il sera repris par la Gecamines six après la Crise congolaise. La progression totale des actions congolaises représente 2,5 fois celui des actions belges sur la période 1920-1955, et elles pèsent 44 % de la capitalisation boursière fin 1955 contre 28 % en 1928.

#### Des regroupements aux États-Unis puis en Europe
En 1949, la Bourse des valeurs de Chicago a fusionné avec d'autres marchés boursiers régionaux américains, la Bourse des valeurs de Saint-Louis, la Bourse des valeurs de Cleveland et la Bourse des valeurs de Minneapolis, pour former la Bourse du Midwest, rejointe en 1959, par la Bourse des valeurs de la Nouvelle Orléans. En 1957, la Bourse de Los Angeles a fusionné avec d'autres marchés boursiers régionaux américains, parmi lesquels la Bourse de San Francisco, pour former le « Pacific Coast Stock Exchange ». Au début des années 1970, toutes les Bourses anglaises et écossaises ont fusionné en 1973.
Comme les ordinateurs sont devenus plus petits et moins chers, la révolution numérique a offert aux marchés boursiers américains la technologie pour construire un Système baptisé Intermarket Trading System (ITS), conçu par la Bourse des valeurs de Chicago, qui a commencé à connecter neuf centres financiers en 1978. La Bourse de New York était le centre naturel du nouveau réseau et en a profité pour reprendre les ordres de bourse qui avaient bénéficié à d'autres marchés boursiers.
Les autorités ont facilité cette évolution: en 1975, la SEC a forcé la Bourse de New York, le Nasdaq et une poignée de Bourses américaines régionales à combiner leurs données et à publier les derniers prix auxquels les actions ont changé de main, alimentant un flux commun de données centralisées, accessible aux courtiers.
En Italie, les bourses sont réunies en un organisme unique en 1997, la Bourse d'Italie. En Espagne, le groupe Bolsas y Mercados Españoles (BME), qui englobe à partir de 2002 la Bourse de Barcelone, et celles de Bilbao, Valence et Madrid, est créé.

### Années 1960

#### JFK face à la bulle sur l'électronique de 1961

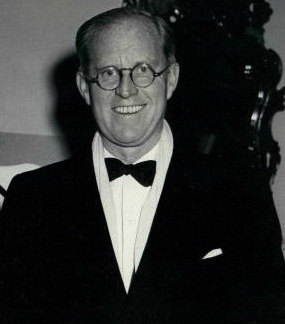
Joseph P. Kennedy, le père du président (JFK), avait dirigé le gendarme de Wall Street.

De nombreuses jeunes sociétés de haute technologie entrent en Bourse lors de la bulle spéculative sur l'électronique de 1959-1962, qui sera percée par le krach du 28 mai 1962. Dès 1958, Jack Kilby (Texas Instruments) et Robert Noyce, de la startup Fairchild Semiconductor, inventent presque simultanément le circuit intégré. C'est aussi l'année de l'entrée en service du TX-2, ordinateur conçu au MIT par Ken Olsen, fondateur de Digital Equipment en 1957, avec 70 000 dollars fourni par Georges Doriot, l'inventeur du capital-risque. Les débouchés commerciaux émergent rapidement: IBM commande 100 000 commutateurs à Texas Instruments dès 1960. En Europe, les projets du nucléaire public et des industriels de l'électronique stimulent la demande.
Les investisseurs sont fascinés par le premier superordinateur, conçu par une autre startup américaine : Control Data, créée en 1957 à Minneapolis par des scientifiques de l'US Navy menés par Seymour Cray. Elle émet des actions à un dollar en 1958. Leur valeur atteint 150 dollars trois ans après, puis 300 dollars en 1964. Son PER dépasse 200, pour seulement 1,6 % du marché, contre 82 % pour IBM. Des dizaines d'autres sociétés « électroniques » entrent en Bourse : Astron, Dutron, Vulcatron, Circuitronics, Supronics, ou Videotronics. C'est la « Tronics mania ». Scantlin Electronics et Ultronics Systems imaginent des versions révolutionnaires du Teleregister des années 1930: le Quotron et le Stockmaster. La seconde s'allie à Reuters, pour diffuser un panier de services : cours en temps réels, dépêches, puis bases de données. Reuters s'en sert pour s'implanter aux États-Unis, lors d'une étape-clé de son histoire.
Les courtiers font monter, artificiellement, les cours des startups en comprimant la part du capital disponible en Bourse. C'est tout le marché boursier qui s'emballe : le Dow Jones prend 27 % en 1961. Le président Kennedy craint une bulle spéculative. En septembre 1961, il rappelle aux dirigeants de la sidérurgie que leurs actions ont progressé de 397 % en 14 ans. Et les met au défi d'augmenter leurs prix. Cela pourrait virer à « la guerre totale », répond au printemps l'un d'eux, PDG de Jones and Laughlin Steel. Le 28 mai 1962, le Dow Jones perd 5,7 %, emportant avec lui les valeurs-vedettes, IBM, Polaroid, ou Texas Instruments. Le label de disques Avco Records, tout juste créé, abandonne 20 %. Les actions de l'acier ont perdu la moitié de leur valeur en deux ans.
Ce krach déclenche une enquête de la Securities and Exchange Commission. Selon elle, les teneurs de marché n'ont pas joué leur rôle. Les petits porteurs se retirent, 8 % des courtiers font faillite dans l'année, mais l'économie américaine reste en forte croissance. L'action IBM quintuple sur la décennie. En août 1966, Ken Olsen réussit l'introduction en Bourse du futur leader mondial Digital Equipment, à 22 dollars, l'action : elle vaut 50 dollars huit mois après. Les 70 000 dollars des capitaux-risqueurs de 1957 ont quintuplé. En 1972, Seymour Cray collecte 10 millions de dollars, par l'introduction en Bourse de Cray Research, sa nouvelle société, qui concurrence les 56 000 salariés de Control Data, fondée par lui quatorze ans plus tôt.

#### De l'Affaire Bull à l'encerclement de l'empire IBM

Apple lève cent millions de dollars en Bourse le 12 décembre 1980, quatre ans après sa création.

À la Bourse de Paris, l'action Bull a décuplé, de 130 francs en 1958 à 1 380 francs en 1960… mais le krach du 28 mai 1962 efface la hausse. Numéro deux européen, Bull voit son ordinateur-vedette, le Gamma 60, écrasé par les nouveaux modèles d'IBM. Sa dette obligataire est multipliée par six. L'État s'oppose à sa recapitalisation par General Electric à 200 francs l'action, préférant la brader pour 50 francs à des industriels français, CGE et CSF. C'est l'« affaire Bull ». Craignant une extinction progressive de l'entreprise, une partie des cadres et des actionnaires se mobilisent pour que General Electric apporte son soutien technique et financier, voire des débouchés aux États-Unis, moyennant une prise de contrôle de Bull. Bull n'a plus les moyens de répondre aux besoins en gros ordinateurs de clients en forte croissance comme EDF. L'État investit ensuite dans le Plan Calcul et crée la CII, fusion de trois petites sociétés privées, qui consacre 20 % de ses revenus dans l'étude de nouveaux systèmes informatiques. Rien de tout cela ne permet de rivaliser avec Control Data, fondée par Seymour Cray, dont l'action avait été multipliée par 120. Avec ses rivaux Rand et NCR, Control Data a réussi entre 1962 et 1967 à faire reculer le quasi-monopole d'IBM, dont la part de marché est passé de 80 % à 50 % en cinq ans, celle de ces trois sociétés s'élevant à 27,5 % en 1967.
Les investisseurs découvrent plus tard le mini-ordinateur, puis le micro-ordinateur. Le 12 décembre 1980, le succès de l'Apple II permet à une startup vieille de quatre ans de réussir une augmentation de capital de 100 millions de dollars, la Bourse la valorisant 1,78 milliard de dollars ! Sur un millier d'employés, une quarantaine deviennent millionnaires. L'un d'eux arbore sur sa plaque d'immatriculation un « Merci Apple ! ». Concurrencé par un DEC devenu no 2 mondial, IBM rebondit sur le marché du PC, en cédant la place, pour les puces à Intel et pour les logiciels à Microsoft. Entre-temps, Bull, fusionnée en 1975 à la CII, n'a pas survécu à la crise de croissance causée en 1979-1980 par le succès du Mini 6, son nouvel actionnaire Saint-Gobain ayant voulu le marier de force avec Olivetti, tout en ponctionnant sa trésorerie. Olivetti est censée investir dans le Micral de R2E of America (acheté par Bull en 1978), mais refuse, après « un an de négociations stériles », et en 1982, le lancement du nouveau Micral aux États-Unis capote, faute de moyens. Toujours à contretemps et pour masquer cette négligence envers R2E of America, l'État imposera en 1989 à Bull le rachat de ZDS, tout comme il avait favorisé en 1975 Honeywell pour se faire pardonner le « niet » à General Electric de 1963, et suggéré le rachat d'Olivetti pour faire oublier l'abandon du projet européen Unidata, successeur de Multinational Data.

### Années 1970

#### Les premières déréglementations de l'après choc pétrolier
En 1971, le coût de la guerre du Viêt Nam oblige le président américain Richard Nixon à vendre de l'or, puis supprimer l'Étalon-or. Pénalisés car leurs recettes sont en dollars, les pays arabes organisent une rétention du pétrole, pour faire monter les cours, puis créent les eurodollars, des dépôts en dollars à la Cité de Londres, défiscalisée par les réformes de Margaret Thatcher. Les banques s'en servent pour prêter à de nouveaux pays pétroliers, dont les gisements sont viables depuis la hausse du pétrole : Mexique, Venezuela, Indonésie ou Nigeria investissent massivement mais leurs débouchés commerciaux s'effondrent juste après. Entretemps, les « vieux pays pétroliers » (Arabie, Libye et Iran), alliés à Nelson Bunker Hunt, ont cornérisé 80 % de l'argent-métal, qui monte de 6 $ à 54 $ par once, lors du Jeudi de l'argent en janvier 1980. En septembre, la guerre Iran-Irak fait flamber le pétrole. Pour stopper cette spéculation et l'inflation, Paul Volcker, président de la Réserve fédérale américaine, remonte les taux directeurs, jusqu'à 20 % en juin 1981. Le dollar flambe. La Banque centrale anglaise relève les siens à 16 % en octobre 1981 déclenchant une récession : en 1982, le PIB américain baisse de 2 % et la production industrielle anglaise de 10 %. Le Mexique se déclare insolvable. C'est la crise de la dette des PVD, qui traîne, car les créanciers refusent de prendre leurs pertes : le chief executive officer de Citigroup Walter Wriston déclare au New York Times qu'un emprunteur public « ne peut faire faillite ». Les banques en sortiront par la titrisation, au moyen des Brady Bonds en 1989.
| Année                                | 1979   | 1982   | 1985   |
| Part de l'Opep dans l'offre mondiale | 46,7 % | 32,7 % | 28,1 % |

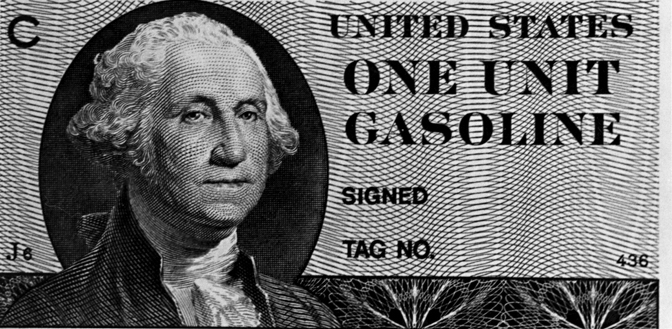
Projet de bon de rationnement aux États-Unis (1979).

Les eurodollars financent aussi les déficits budgétaires creusés par les choc pétroliers chez les pays importateurs. Inquiète, la Banque centrale anglaise relève à nouveau ses taux, à 11 % en janvier 1983. La France suit. Le désir de casser l'inflation fait reporter au lendemain des dévaluations pourtant jugées inéluctables par certains spéculateurs, ces taux d'intérêt étant intenables. Après celle de mars 1983, dernière des 17 qui ont eu lieu depuis 1928, la France est soulagée par le contre-choc pétrolier de 1985, mais la hantise de la crise monétaire demeure : le monétarisme devient « la doctrine qui guide les politiques économiques ». Il faut attirer des capitaux étrangers par tous les moyens, comme la création d'un marché à terme (Liffe anglais en 1982, Matif parisien en 1986). Chacun crée son contrat à terme sur Indice boursier ou lance sa déréglementation : Ronald Reagan abolit les lois votées après le krach de 1929. Auparavant, la finance était « enfermée à double tour » et ne vivait « aucune crise nulle part dans le Monde, sauf au Brésil en 1962 ». Ensuite, « s'est produit un tournant » : la « thèse du marché efficace et capable de s'autocorriger » devient dominante.

#### Nasdaq, SEAQ, Easdaq, les premières Bourses délocalisées

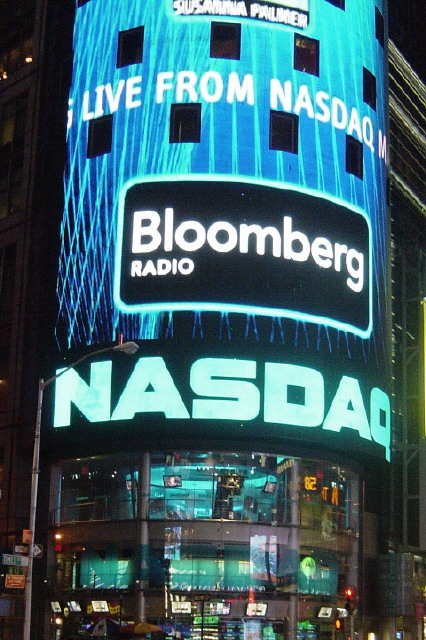
Façade du Nasdaq, sur Times Square de nuit (New York).

Dans les années 1960, une nouvelle technologie permet de transmettre d'un continent à l'autre un grand nombre de cours boursiers, en connectant un téléphone et un lecteur de bande magnétique : le Telequote, de Bunker Ramo perfectionne le Teleregister des[années 1930. Les entreprises Scantlin Electronics et Ultronics Systems lancent des versions améliorées : Quotron et Stockmaster. La seconde s'allie à Reuters, pour diffuser un panier de services : cours, dépêches, puis bases de données. Reuters, surtout présent en Europe et en Asie, s'en sert pour percer aussi aux États-Unis, puis créer en 1971 avec l’association des courtiers américains une Bourse à distance, le Nasdaq, visant les jeunes sociétés à technologies pointues, et un courtier, Instinet. L'électronique réunit une communauté mondiale d'investisseurs et banquiers, avec 300 000 écrans Reuters dès 1990.
Le succès du Nasdaq incite la Bourse de Londres à créer à son tour un système électronique, le SEAQ international, réservé aux grandes sociétés déjà cotées dans d'autres pays d'Europe. Il sert à échanger des « blocs d’actions » dans la discrétion. Les autres Bourses sont concurrencées, en particulier Paris, où existe depuis 1893 un Impôt sur les opérations de bourse, supprimé en 1994. Chaque Bourse crée alors son marché de bloc et SEAQ perd son utilité.
Les spécialistes belges du capital-risque créent, eux, en 1997 l'EASDAQ, Bourse paneuropéenne électronique réservée aux jeunes sociétés en forte croissance. Plus ces entreprises obtiennent de belles valorisations en Bourse, auprès d’investisseurs les comprenant et les recherchant, plus il est facile de les financer en amont par le capital risque. Le 27 mars 2001, le Nasdaq a racheté 58 % de l'EASDAQ.
Les marchés à terme s'investissent aussi sur les placements financiers. En 1976, le Chicago Mercantile Exchange crée un contrat sur les Treasury bills méricains et le Chicago Board of Trade suit avec un contrat sur les Treasury Bond en 1977.

### Années 1980

#### Les exigences de rentabilité qui pénalisent Wall Street face à Tokyo
Dans les années 1980, les Bourses anglo-saxonnes sont distancées par celle du Japon, qui incarne un nouveau capitalisme, fort du cercle de qualité. Jusqu'à la fin des années 1970, la capacité d'autofinancement des entreprises américaines était utilisée en fonction des perspectives de rentabilité « normale ». Le cours des actions s’adaptait aux variations de cette rentabilité, elle-même liée à la réussite technologique ou commerciale des entreprises. À partir des années 1980, les entreprises se fixent des exigences de rentabilité a priori : l'emploi n'est plus le moyen de gagner ou conserver des clients, mais la seule variable d'ajustement pour parvenir, à court terme, à la rentabilité fixée. Particulièrement concernée, l'automobile, qui en France avait atteint ses sommets dans les années 1970 à plus de 10 % de la capitalisation des 40 premières entreprises. Chez les Américains, les Japonais prennent des parts de marché dans l'électronique et l'automobile, ce qui permet à Tokyo de distancer Wall Street :
| Marchés boursiers     | Tokyo | Amsterdam | Francfort | Paris | Londres | New York |
| Hausse de 1980 à 1990 | 234 % | 152 %     | 138 %     | 114 % | 73 %    | 72,2 %   |

| Marché mondial de l'électronique | 1985 | 1988 |
| Part de marché américaine        | 50 % | 40 % |
| Part de marché japonaise         | 21 % | 27 % |

| 1ers constructeurs US | Production 1980 | Production 1990 | Baisse (véhic) | Baisse ( %) |
| Chevrolet             | 2 288 745       | 785 918         | 1 502 827      | 65,6 %      |
| Ford                  | 1 162 275       | 912 466         | 249 809        | 21,5 %      |
| Oldsmobile            | 910 306         | 489 492         | 420 814        | 46,2 %      |
| Buick                 | 854 011         | 426 512         | 427 499        | 50,5 %      |
| Pontiac               | 770 100         | 641 820         | 128 280        | 16,6 %      |

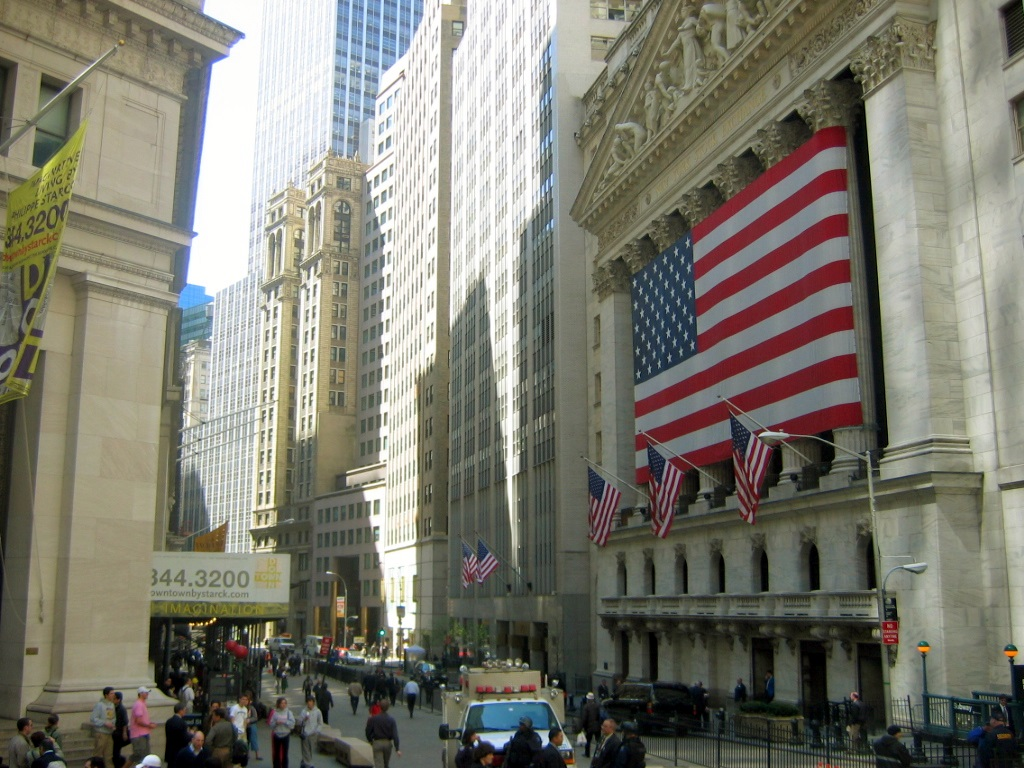
Dans les années 1980, Wall Street monte trois fois moins que Tokyo et deux fois moins que Francfort, l'Amérique perdant des parts de marché dans l'automobile et l'électronique.

La même évolution se produit en France : les investissements représentaient 10,7 % en moyenne de la valeur ajoutée brute des entreprises entre 1959 et 1982, part qui tombe à seulement 3,1 % sur la période 1983 à 2005. Entretemps a été institué le théorème de Schmidt : « Les profits d'aujourd'hui sont les investissements de demain et les emplois d'après-demain »… Il ne se concrétise pas, car une partie croissante des bénéfices n'est plus réinvestie, mais utilisée à des rachats d'actions et des politiques consistant à « lisser les dividendes à la hausse », même quand le chiffre d'affaires ne progresse pas: en France, les dividendes représentent 65 % des bénéfices en 2012 contre 26 % en 1970. Tombé à seulement 1,21 % des cours en janvier 1960, le dividende moyen remonte à 4,5 % dans les années 1980 en France. C'est 4,5 % aux États-Unis, 4,7 % en Angleterre, 3 % en Allemagne et 1,1 % au Japon.

#### Années 1980: écarts de performance et vogue des privatisations
Margaret Thatcher devient en 1979 Premier ministre d'une Angleterre traumatisée par l'exceptionnelle crise obligataire de 1974: le marché s'est effondré en mars, juin et octobre. Choc pétrolier et grève des mineurs propulsent l'inflation à 19 % en 1974 puis 24,5 % en 1975. Un gouvernement travailliste minoritaire, issu d'élections anticipées, doit demander 3,9 milliards de dollars au FMI en 1976, quand la livre s'effondre aussi. Des grèves générales, impopulaires, reprennent en octobre 1978. Elles durent jusqu'à une nouvelle chute du gouvernement en février 1979. Décidée à affaiblir les syndicats du secteur nationalisé, Mme Thatcher va associer aux privatisations des millions de citoyens.

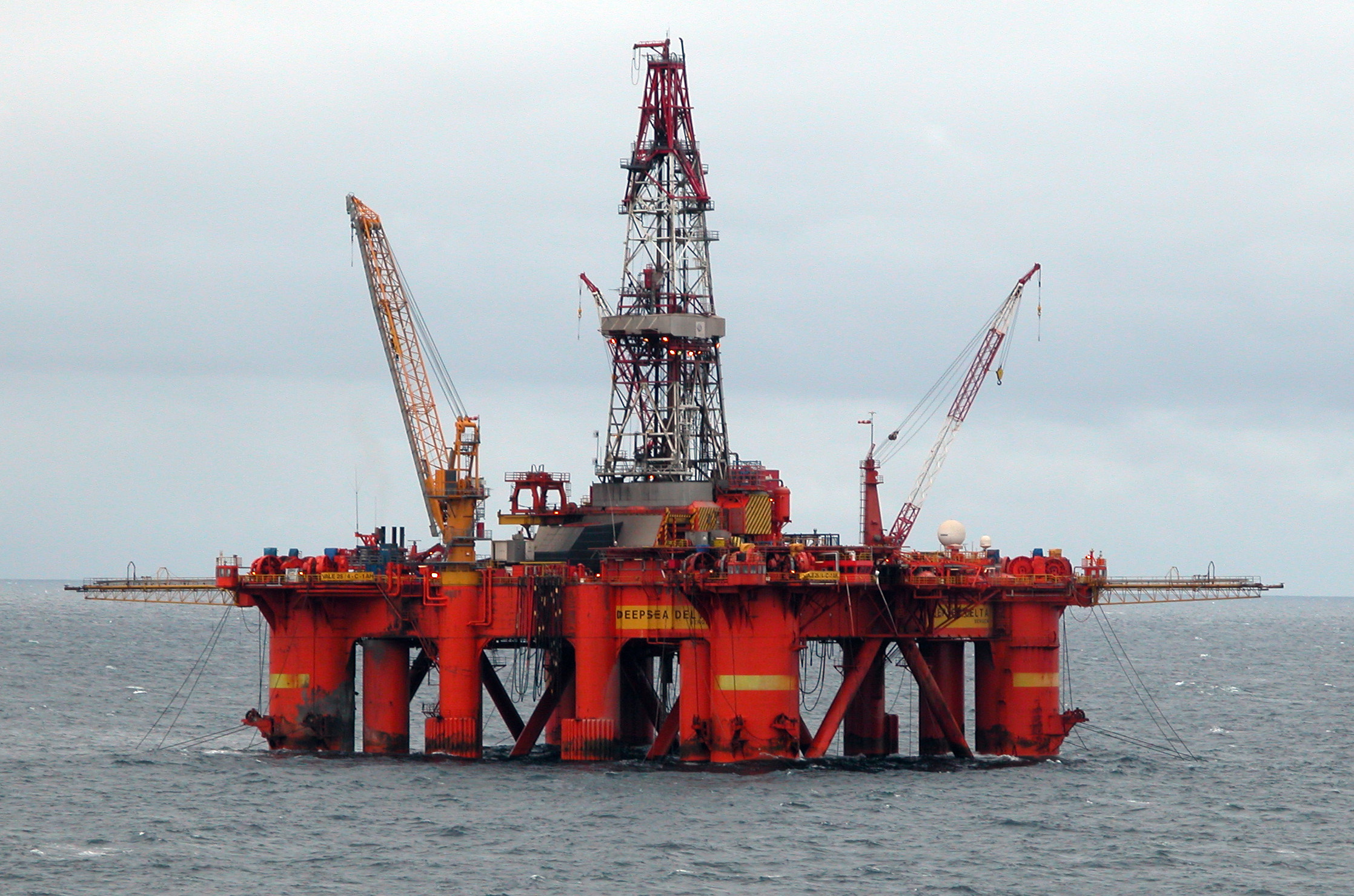
Lancée en 1979 par des allègements fiscaux, la production en mer du Nord double entre mai 1981 et octobre 1982, assurant le succès populaire de la première grande privatisation, celle de British Petroleum (BP).

Dès 1979, le grand public se rue sur les actions de British Petroleum, qui vient de découvrir ses premiers grands gisements en Mer du Nord. La production britannique permet l'autosuffisance dès 1980, passe de 0,8 à 1,4 million de barils par jour entre mai 1981 et octobre 1982, et culminera à 2,9 millions de barils par jour en 1999.
British Aerospace et Cable & Wireless suivent en 1981, le pharmacien Amersham et Britoil en 1982, les sociétés portuaires et les chantiers navals en 1983, puis Jaguar, [Rolls Royce, British Steel et British Telecom en 1984, dont le quart des 2,2 millions d'actionnaires a déjà revendu ses parts six mois après, selon une étude d'Ernst & Young. La première vague de privatisation rapporte 2 milliards de livres, la deuxième cinq fois plus. Les actionnaires sont 4,5 millions pour British Gas en 1986. Troisième vague, la dizaine de sociétés régionales de distribution d'eau, en 1989. L'organisme « Public Services International » calculera que le prix de l'eau a augmenté de 106 % entre 1989 et 1995, les bénéfices étant parallèlement septuplés, ce qui rendra impopulaire John Major, tout comme les impairs de la privatisation de British Rail en 1993 : matériel roulant non remplacé et trains en retard.
De nombreux pays suivent : le Mexique privatise son cuivre en 1988 et Telmex en 1990, puis BBVA Bancomer et Banco Nacional de México en 1991, respectivement rachetées par des banques espagnoles et américaines. L'Argentine privatise Entel en 1990, « Gas del Estado » en 1992 et Repsol YPF en 1993. L'ensemble de l'énergie, des télécoms et de l'eau passe sous contrôle étranger, déclenchant des poussées d'ultranationalisme chez les voisins, Bolivie et Pérou. En 1992, des privatisations ont lieu dans 50 pays, rapportant 69 milliards de dollars, soit un total de 328 milliards de dollars depuis 1985. La France compte 8,5 millions de porteurs de valeurs mobilières en 1987, quatre fois plus qu'en 1980, dont 6,2 millions d'actionnaires, détenant 534 milliards de francs d'actions en 1988 contre 78 milliards en 1982, grâce aux privatisations. L'expansion de la presse économique qui en résulte suscite des convoitises. En mars 1987, L'Expansion acquiert La Tribune. En janvier 1988, Jacqueline Beytout revend Les Échos au Financial Times et en janvier 1989 La Cote Desfossés est achetée par Georges Ghosn, qui en fait un moteur de l'histoire de La Tribune. Édouard Balladur, ministre des finances de Jacques Chirac, a lancé 9 privatisations en 2 ans :
- Saint-Gobain, 1986 8,4 milliards de FF
- Paribas, 23 janvier 1987, 12,8 milliards de FF
- TF1, 16 avril 1987, 4,4 milliards de FF
- Crédit commercial de France, 7 mai 1987, 2,2 milliards de FF
- Compagnie générale d'électricité 23 mai 1987, 5,4 milliards de FF
- Société générale, 27 juin 1987, 17,2 milliards de FF
- Havas, 1987, 2,8 milliards de FF
- Matra, 1988, 1 milliard de FF
- Suez, le 17 octobre, 14,9 milliards de FF

#### Le krach d'octobre 1987 et la folie des junk bonds

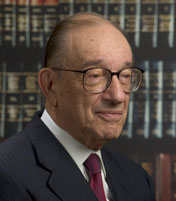
Alan Greenspan, patron de la Fed.

En 1985, l'Arabie saoudite inonde le marché mondial du pétrole. Un contre-choc succède aux chocs pétroliers de 1973 et 1980. Le prix de l'essence s'effondre, l'inflation diminue, permettant une progression du cours des obligations américaines et de Wall Street. Le dollar vaut dix francs dès 1985, mais les accords du Plaza font rebaisser le dollar et les obligations. Les rendements obligataires américains passent à 9,50 % fin septembre contre 7 % en janvier. Wall Street ignore d'abord ce retournement, puis se réveille en sursaut : la chute du Dow Jones le 19 octobre 1987 (-22,6 %) est la seconde plus importante de l'histoire. Pour remédier aux programmes informatiques vendant automatiquement des actions, des « coupe-circuits » sont créés.
Alan Greenspan, nouveau président de la Réserve fédérale américaine, joue le pompier : il baisse les taux d'intérêt rapidement. Wall Street rebondit dès 1988, année marquée par une folle spéculation sur les OPA, financées à crédit : junk bond et LBO font fureur. Le fonds d'investissement Kohlberg Kravis Roberts (KKR) achète le géant agro-alimentaire RJR Nabisco 30 milliards de dollars. Mais dès 1989, ce marché paie ses excès : en octobre, le taux d'intérêt moyen des junk bond est à 1 000 points de base (1 point de base = 0,01 %) au-dessus de celui de l'emprunt d'État américain contre 450 points de base 8 mois plus tôt. En août 1990, la guerre du Golfe fait flamber le pétrole et chuter encore plus les junk bonds, aggravant la crise des Savings and loan, les caisses d'épargne qui en avaient acheté sans bien comprendre leur principe spéculatif. Le « roi des junk bonds », Michael Milken, de la banque américaine Drexel Burnham Lambert, est condamné à dix ans de prison. Il a inspiré le personnage de Gordon Gekko, joué par Michael Douglas, dans Wall Street d'Oliver Stone, en 1987. Son associé Gary Winnick deviendra célèbre lors du krach boursier de 2001-2002, à l'issue duquel il doit quitter l'opérateur télécoms qu'il a fondé, Global Crossing, basé aux Bermudes et en faillite.

### Années 1990

#### Les Bourses asiatiques portées par deux systèmes monétaires successifs

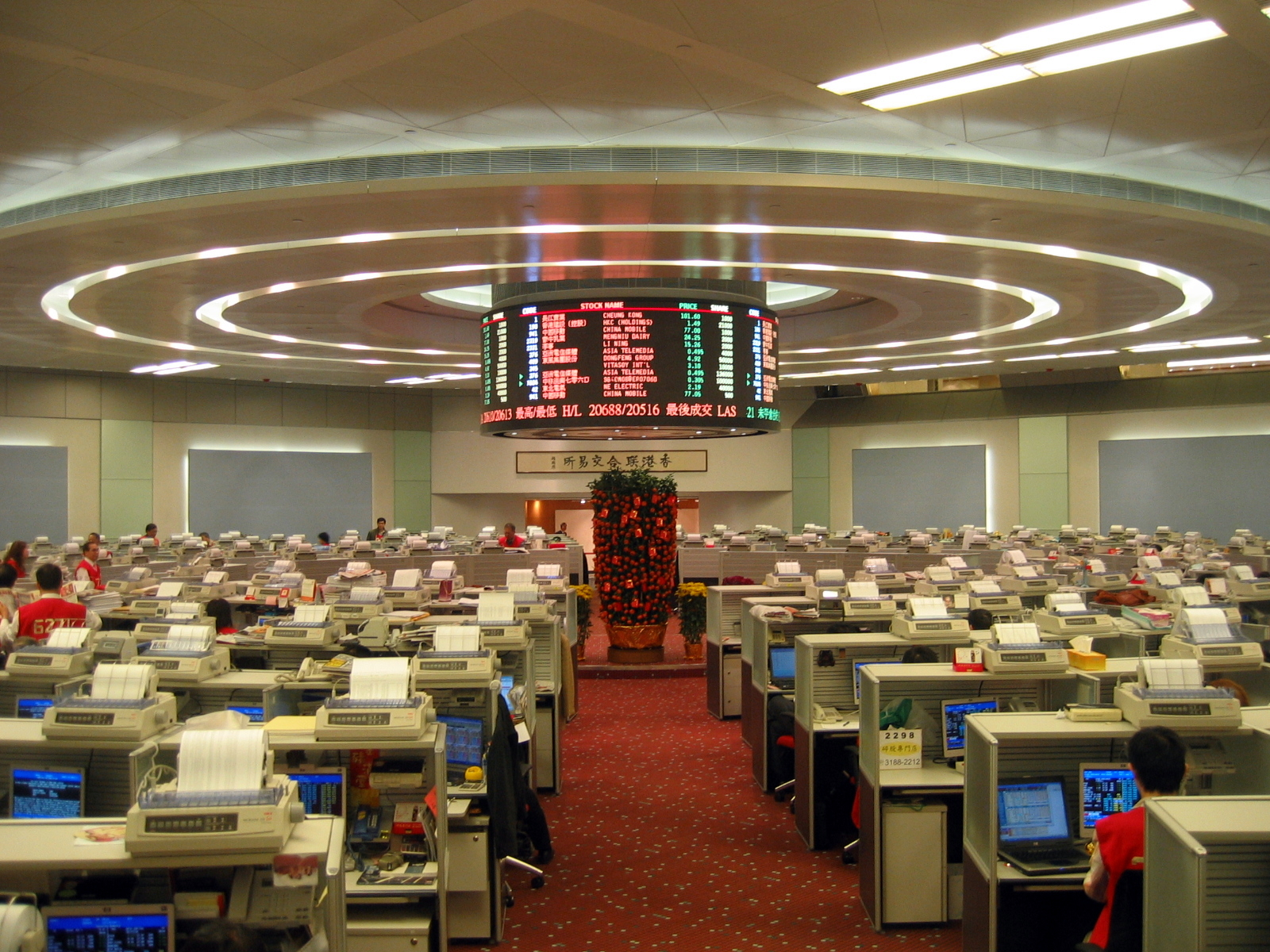
La salle des traders en 2007 à Hong Kong.

Les Bourses asiatiques bénéficient dans les années 1990 d'un afflux massif de capitaux étrangers qui sont protégés par un système de changes semi-fixe puis se retirent, déstabilisant la monnaie puis l'économie des pays d'Asie, et amenant la crise économique asiatique et la fin du système de change fixe. Dès la fin des années 1980, les banques européennes avaient multiplié les sicav et FCP investis en actions japonaises, pour profiter de la Bulle spéculative japonaise, puis pour investir dans le reste de l'Asie. La Bourse de Shanghai voit son indice multiplié par douze au premier semestre 1992. À l'automne 1993, Barton Biggs, président de Morgan Stanley IM fait un voyage d'une semaine en Chine, avec une centaine de gérants de fonds d'investissement américains. Au retour, son rapport très optimiste, titré China !, incite à investir sur la plupart des bourses des valeurs asiatiques. Celle de Hong Kong double en quelques mois. La spéculation s'accentue en 1996 sur les places de Singapour, Djakarta, Bangkok, Manille, Hong Kong, Séoul ou encore Taïwan, souvent assez étroites. La Bourse de Bangkok est la première à craquer début 1997, quand le baht est dévalué. La dévaluation de la roupie indonésienne, du ringgit malais et du peso philippin puis des monnaies de Corée du Sud, Taïwan, Singapour et Hong Kong met fin au système de change fixe ou quasi-fixe qui régnait depuis des décennies dans ces pays. Ils entrent en crise en 1998 puis profitent les années suivantes d'un regain d'exportations permis par une monnaie sous-évaluée.

#### Les deux bulles financières géantes: Nikkeï en 1990, Nasdaq en 2000

L'indice Nikkei 225 a été divisé par 3,5 en 23 ans.

Indice historique des prix du foncier du Japon (1965-2008).

Tokyo est devenue la première capitalisation au monde, à la fin des années 1980 marquées au Japon par une hausse moyenne de 10 % par an des crédits, pour la plupart dans l’immobilier. Le prix des terrains est multiplié par 3 à 4 à Tokyo. Les actions des grandes banques japonaises, très investies dans l'immobilier, montent parallèlement.
Entre 1986 et 1990, l’indice Nikkei 225 triple, atteignant 38 151 points le 29 décembre 1989. Les investisseurs étrangers, acquis au miracle économique japonais, font monter aussi le yen. Des dizaines de Sicav en actions japonaises sont créées en France. Plusieurs fonds d'investissements spéculatifs, dont celui de l'américain George Soros, pensent que le krach d'octobre 1987 aura lieu au Japon. Mais c'est après 1990 que les prix de l’immobilier chutent, pendant 15 ans, inspirant le film japonais Bubble Fiction: Boom or Bust (en). Le dégonflement de la bulle spéculative japonaise est considéré comme la crise financière « la plus profonde du monde contemporain » et celle qui a eu « l’effet récessif le plus marqué » : le Japon cumule ensuite récession et dette publique record. En 22 ans, l’indice Nikkei 225 perd les trois quarts de sa valeur.
L’autre grande bulle boursière alimente les sociétés technologiques de la Silicon Valley américaine des années 1990. Elles profitent de la démocratisation des serveurs Internet, permise par les nouvelles puces d'Intel, dans les petites et moyennes entreprises. L'un des promoteurs de la gamme Pentium Pro, le constructeur informatique Dell, passe du 7e au 1er rang mondial entre 1996 et 2000, grâce au succès du marché des petits serveurs. Il multiplie son cours de Bourse par 500, soit la plus forte progression boursière de l'histoire derrière Nokia. L'éditeur de logiciels de navigation Internet Netscape, entré en Bourse le 9 août 1996, dépasse lui rapidement la capitalisation de Delta Air Lines.
Le mouvement démarre dès 1993, quand « les commandes au secteur high-tech commencèrent à affluer », profitant à l'ensemble de l'économie, selon Alan Greenspan, le président de la Réserve fédérale américaine. Le Dow Jones atteint 6 000 points dès le 14 octobre 1996. C'est de l’« exubérance irrationnelle », commente M. Greenspan, qui échoue à calmer la spéculation. D'autant que l'économie américaine crée 22 millions d'emplois en huit ans, de 1992 à 2000, offrant aux entreprises le sentiment que leurs produits bénéficieront d'une demande solvable à long terme.
L'indice Nasdaq, regroupant plusieurs milliers de sociétés moyennes, est multiplié par cinq entre 1998 et 2000. Il touche un pic de 5 048,62 points le 10 mars 2000. L’indice NASDAQ-100, regroupant la plupart des 100 ténors de l’informatique et des télécoms, parmi lesquels Intel, Microsoft, Oracle et beaucoup d'autres nouveaux fabricants de logiciels et matériels toujours plus pointus pour les startups, a lui progressé de 85 % sur la seule année 1999. Cet envol se fait malgré une offre importante de nouvelles actions : 1 649 introductions en Bourse entre 1997 et 2000, principalement dans l’informatique, les télécoms et la biotechnologie, représentant 320 milliards de dollars. Résultat, une concurrence de plus en plus vive, en particulier dans les télécoms, où les nouveaux matériels sont parfois cent fois plus puissants et deux fois moins cher. Les réseaux télécoms se multiplient, et leurs prix de vente chutent. Résultat, des dizaines de faillites, prévisibles pour ceux qui comme Worldcom ou Enron sont financés essentiellement par de la dette, dans un schéma qui rappelle le krach de 1847 ponctuant la Railway mania des années 1840. Le krach boursier de 2001-2002 inverse la vapeur : le Nasdaq baisse de 40 % en douze ans, pour s’installer sous les 3 000 points.

#### 1997: la miraculeuse «paix boursière» entre Apple et Microsoft
À l'été 1997, Apple n'est plus très loin de la faillite, après six trimestres consécutifs de pertes, pour un total de 1,5 milliard de dollars, malgré un plan social de 3 500 suppressions de postes en 1996. Pour éviter une restructuration supplémentaire, trop pénalisante pour ses clients, le constructeur informatique obtient 150 millions de dollars de son vieux rival Microsoft, par la création d'actions sans droit de vote. En échange, Apple accepte de mettre fin aux poursuites judiciaires contre Microsoft, qu'il accusait de l'avoir copié.
Microsoft s'engage à garder ses actions Apple pendant trois ans et à garantir que sa suite bureautique Office sera adaptée aux produits Apple pendant les cinq prochaines années. Cette « paix des braves » inclut aussi le renoncement d'Apple au navigateur de Netscape et donc à l'alliance avec Sun Microsystems, AOL et Netscape, qui en 1997 promettaient de remplacer les PC par des « terminaux bêtes », dont tous les logiciels seraient sur des serveurs sur le réseau internet. La voie est libre pour que Microsoft devienne peu de temps après la première capitalisation boursière au monde, un honneur qu'Apple décroche à son tour quatorze ans plus tard. Le 9 août 2011, quelques mois après le lancement réussi de l'iPad 2, la capitalisation boursière du constructeur à la pomme atteint 341,5 milliards de dollars, dépassant celle du géant pétrolier Exxon, pourtant porté par les niveaux élevés des cours du pétrole. Grâce au succès croissant de l'iPad, ce chiffre va quasiment doubler en un an : le 20 août 2012, Apple vaut 622,10 milliards de dollars, dépassant le précédent sommet, touché par Microsoft, à 620,58 milliards de dollars le 30 décembre 1999.

#### La préférence pour les jeunes sociétés exacerbée
À partir de 1996, la préférence boursière pour les jeunes sociétés dope les capitalisations boursières de nombreux sites Internet (AOL, Amazon, Yahoo et EBay), de sociétés de biotechnologies (Amgen, Genentech, Decode Genetics, Genset, Transgene) ou des Sociétés minières juniors, comme la Mine d'or de Bre-X Busang, cotées à la Bourse de Vancouver ou de Toronto sans avoir encore extrait une seule tonne de minerai. La biotechnologie rêve de médicaments « sur-mesure », selon le patrimoine génétique de chacun, pour réduire les effets secondaires mais déçoit dès que les chercheurs partagent gratuitement leurs données sur le génome. Côté Internet, AOL sera concurrencé par les opérateurs de télécoms, Yahoo! par Google, et EBay par les sites locaux, comme Le Bon Coin en France. Point commun à toutes ces sociétés, un gisement de forte croissance, mais encore peu ou pas de chiffre d'affaires ni de bénéfices… et la même capitalisation boursière que des groupes centenaires. Le Courtage en ligne (bourse) (Selftrade, Fimatex, Bourse Direct, E-Trade) en bénéficie aussi.
Fin 1997, les propriétés des sociétés minières junior canadiennes, dans plus de cent pays, étaient pour la plupart encore à l'état de projet. Dans les zones de conflit de la république démocratique du Congo, malgré la multiplication des contrats signées à la fin des années 1990, il reste compliqué d'extraire cuivre et cobalt. Les « juniors » investissent aussi le Cameroun, y voyant un futur « pays minier de grande ampleur » pour l'exploitation d'or, diamant, fer, bauxite, uranium, cobalt, et nickel. En Côte d'Ivoire, les réformes minières visent à booster la production d'or à 25 tonnes avant 2015, via la Compagnie française de mines et métaux, reprenant une partie des « juniors » d'Areva NC regroupées dans La Mancha et sa mine d'Ity, qui a produit 1,2 tonne depuis 1991. Les sites sont parfois vieux de cinq siècles, comme les Mines d'or et d'argent de la Vega de Supia en Colombie, investies en 2005 par la « junior » canadienne « Colombia Goldfields ».
Les startups de biotechnologies défrichent des champs totalement vierges. Fondée en 1996 par le chercheur Kári Stefánsson pour cartographier le génome humain, la société finlandaise Decode Genetics a réussi à isoler celui de certaines schizophrénies ou cancers, puis identifié une mutation génétique protégeant de la maladie d'Alzheimer. Avec l'aide du laboratoire pharmaceutique suisse Hoffmann-La Roche, elle a persuadé le gouvernement islandais de lui louer 12 ans l'accès aux données génétique d'un pays à la population génétiquement très homogène, où l'État civil est soigneusement tenu, depuis la création en 1746 du Tabellverket chez le voisin suédois. La Cour suprême d'Islande annule ce contrat en 2003. Decode Genetics sera rachetée par Amgen en décembre 2012, après avoir accumulé un demi-milliard de dollars de pertes depuis sa création, sans être parvenue à la rentabilité.
La française Genset avait levé 515 millions de francs lors de son introduction en Bourse de 1996, malgré l'absence de réel chiffre d'affaires. Elle a averti dès 1998 des problèmes de propriété intellectuelle et reçu l'appui de Daniel Cohen, « scientifique de renommée mondiale ».
Les fonds de capital-risque ont financé en 1996 la moitié des 692 introductions en Bourse réalisées aux États-Unis, pour 11,8 milliards de dollars, soit 44 % de plus que le record de 1995. Les start-ups de biotechnologies se réunissent sur l'Alternative Investment Market londonien, seul rival du Nasdaq, le Neuer Market allemand, l'EASDAQ et le Nouveau Marché français, ayant été affaiblis par leur concurrence. Le Jasdaq, l'équivalent japonais du Nasdaq américain, est aussi distancé.

## XXIesiècle
Au début du XXIe siècle, la tendance des actionnaires à rechercher un effet de levier financier amène les entreprises à substituer les obligations ou actions, en rachetant leurs propres actions, ce qui place dans la catégorie junk bond la dette de sociétés aussi prestigieuses qu'Eurotunnel, General Motors ou Mittal et amène d'autres à renoncer aux stock-options. Les crises de la dette privée (2002), bancaire (2008) ou publique (2011) aboutissent paradoxalement à ce que les obligations affichent de meilleures performances que les actions, les normes bancaires étant renforcées et les administrations publiques étant mises au régime.
Les marchés boursiers tendent par ailleurs à évoluer de pair dans l'immédiateté, voire à devenir franchement interdépendantes, avec un possible effet domino lié au développement exponentiel du « trading haute fréquence » faisant que les traders sont tantôt considérés comme des anges ou démons. Le système boursier semble de plus en plus contrôlé par des robots informatiques peu maîtrisables ni transparents, opérant sans ordre humain et au rythme de la milliseconde pour 50 % des ordres donnés en 2012 et probablement pour environ 90 % en 2013.
|                     | 1997    | 1998    | 1999    | 2000    | 2001   | 2002    | 2003    | 2004   | 2005    | 2006    | 2007   | 2008    | 2009    | 2010    |
| ------------------- | ------- | ------- | ------- | ------- | ------ | ------- | ------- | ------ | ------- | ------- | ------ | ------- | ------- | ------- |
| Variation du Cac 40 | +29,3 % | +37,3 % | +51,1 % | -0,5 %  | -22 %  | -33,8 % | +16,1 % | +7,4 % | +23,4 % | +17,5 % | +1,3 % | -42,7 % | +22,3 % | -3,3 %  |
| Variation Dow Jones | +21,6 % | +16,1 % | +25,2 % | -6,17 % | -7,1 % | -16,7 % | +23,5 % | +3,1 % | -0,6 %  | +16,3 % | +6,4 % | -33,8 % | +18,8 % | +11 %   |
| Variation du Nasdaq | +21,6 % | +39,6 % | +85,6 % | -39,3 % | -21 %  | -31,5 % | +50 %   | +8,6 % | +1,4 %  | +9,6 %  | +9,8 % | -40,5 % | +43,9 % | +16,9 % |
| Variation du SP500  | +31 %   | +26,7 % | +19,5 % | -10,1 % | -13 %  | -23,4 % | +26,4 % | +9 %   | +3 %    | +13,6 % | +3,5 % | -38,5 % | +23,4 % | +12,8 % |

### Années 2000

#### Krach de 2001 et 2002: premières sanctions contre les analystes financiers
Le krach boursier de 2001-2002 sanctionne la fin de la bulle Internet. Le CAC 40 perd la moitié de sa valeur en deux ans : -21,9 % en 2001 et -33,75 % en 2002. D'un record historique à 6 944,77 points le 4 septembre 2000, il s'effondre à 2 401,15 points le 12 mars 2003. Les trois sociétés les plus endettées, France Télécom, Vivendi et Alcatel, perdent chacune plus de 90 % sur l'année 2002. Leurs PDG se plaignent des agences de notation. Aux États-Unis, le 2 décembre 2001, le groupe de négoce et d'énergie américain Enron est mis en faillite.

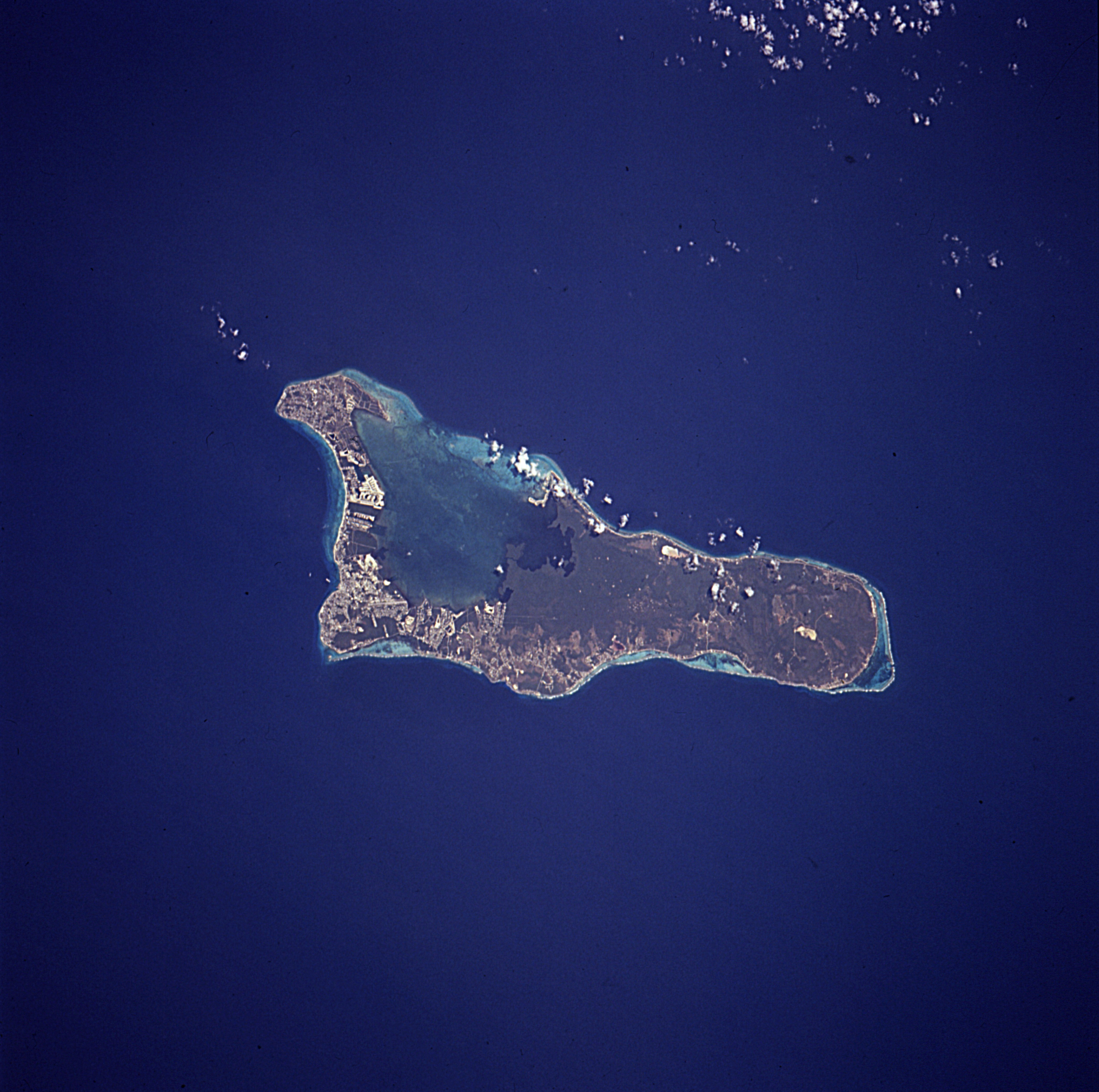
Enron basait ses filiales aux îles Caïmans.

Son PDG Kenneth Lay avait créé plus de 3 000 sociétés offshores dans les îles Caïmans, les Bermudes ou les Bahamas, afin de dissimuler des risques importants de la société mère. L'opérateur télécoms américain WorldCom fait aussi faillite en 2002, en laissant 41 milliards de dollars de dette.
Son PDG Bernard Ebbers, responsable de la plus importante fraude comptable de l'histoire américaine, sera condamné le 13 juillet 2005 à 25 ans de prison. L'action WorldCom avait été recommandée avec insistance par Jack Grubman, analyste de la banque Salomon Brothers, plus tard banni de la profession. Pour éviter des poursuites judiciaires, dix grandes banques d'affaires de Wall Street, Morgan Stanley, Lehman Brothers, Goldman Sachs, Merrill Lynch, Salomon Brothers, Bear Stearns, UBS, Piper Jaffray, JPMorgan Chase et Credit Suisse First Boston, acceptent de signer l'accord amiable d'avril 2003, avec la SEC et l'association des courtiers américains. Il prévoit des dédommagements de 1,4 milliard de dollars pour les victimes des recommandations d'analystes biaisées par des conflits d'intérêts. Ces derniers sont bannis de la profession pour dix ans. Parmi eux, Henry Blodget, couvrant les sociétés de l'Internet pour Merrill Lynch, publiait des recommandations en contradiction avec les mails envoyés à ses amis. L'accord amiable signé sous l'égide de la justice prévoit aussi qu'une partie de la somme soit consacrée à de l'analyse financière indépendante, produite par des cabinets d'étude se consacrant exclusivement à cette activité.
En France, les analystes se voient reprocher leur soutien excessif à Jean-Marie Messier, PDG de Vivendi, ou d'avoir publié des objectifs de cours de 220 euros[réf. incomplète] pour France Télécom, dont l'action tombe début 2003 à seulement 6 euros, obligeant l’État français à donner 9 milliards d'euros pour faciliter une augmentation de capital de 15 milliards d'euros. La prise de conscience des conflits d'intérêts chez les analystes financiers déclenche celle sur l'indépendance des économistes financiers, cette fois en macroéconomie et sur l'indépendance des rédactions. Plus tard, l'Autorité des marchés financiers infligera 600 000 euros d'amende à Nicolas Miguet, accusé d'avoir recommandé, dans ses journaux, La Bourse et L'Hebdo Bourse plus, l'achat d'actions du groupe de spiritueux Belvédère, dont il était actionnaire.

#### Les géants de la bourse renoncent aux stock-options
Les scandales Enron et Worldcom créent une polémique sur les stock-options pour dirigeants d'entreprises cotées, accusées de gonfler les cours à très court terme, puis les affaiblir lorsque les promesses de forte rentabilité deviennent intenables. Selon une étude du cabinet William M. Mercer, elles représentaient la moitié des rémunérations des patrons américains en 2000 et des plus-values de 2,5 milliards de dollars chez Enron. Son patron Kenneth Lay engrange 123 millions de dollars, selon la Securities and Exchange Commission, en 2001, l'année d'une pénurie d'énergie en Californie orchestrée par un cartel de sociétés. Dès l'année 2000, l'espagnol Juan Villalonga se voit bouter hors de la présidence de Telefonica par ses grands actionnaires, BBVA, La Caixa, des fonds d'investissement américains, et son ex-ami d'enfance, José María Aznar, qui lui ont demandé de renoncer à son plan de stock-options.

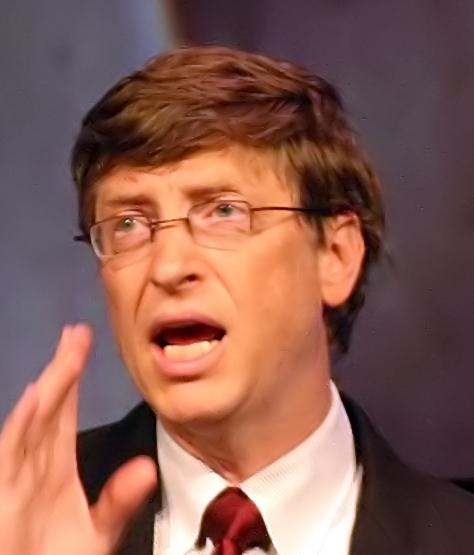
Bill Gates annonce la fin des stock-options en 2003.

En pleine crise boursière de septembre 2003, Microsoft, première capitalisation boursière mondiale, abandonne aussi les stock-options. Les deux cofondateurs, Steve Ballmer et Bill Gates n'en détenaient pas. Jürgen Schrempp, le patron de DaimlerChrysler, estime à son tour en mars 2004 que la suppression de ce système pour ses 6 000 principaux cadres favorisera un développement plus durable de l'entreprise. Deutsche Telekom le suit un mois après. Puis c'est Shell qui décide en mars 2005 que le salaire des dirigeants dépendra désormais de la performance par rapport aux concurrents et plus des stock-options.
Le président d'EADS dénonce à son tour un « système contestable qui s'apparente à une loterie ». Il décide en octobre 2007 de les remplacer par des actions gratuites, peu après le scandale boursier EADS. Le premier ministre François Fillon interdit début 2009 l'attribution de stock-options et d'actions gratuites chez les banques et les constructeurs automobiles aidés par l'État. Le futur président de la République François Hollande estime qu'elles « n'ont aucune légitimité », sauf « pour les entreprises qui naissent ». Le PDG de Suez, Gérard Mestrallet juge à son tour en 2011 que les scandales à répétitions, chez Axa, Elf ou encore Vinci, ont rendu le système des stock-options trop impopulaire et les remplace par les « actions gratuites », pour 8500 cadres. En février 2012, Jean-Paul Agon renonce à la moitié des stock-options qui (lui) ont été attribuées en 2010 et met fin à toute distribution aux salariés de L'Oréal.

#### Google en 2004, la première introduction en Bourse «consumériste»
Google n'a que cinq ans d'existence et un chiffre d'affaires de 1,46 milliard de dollars lors de son entrée en Bourse, sur le Nasdaq, en mai 2004. Pour sélectionner ses nouveaux actionnaires, le moteur de recherche choisit un système d'enchères inédit, qui lui permet de réduire de 5,5 à 1,5 % les commissions perçues par les banques d'affaires, dans une démarche « consumériste ». Placée au prix de 80 $, l'action valait 250 $ un an plus tard, et 700 $ sept ans après. En août 2005, Google décide l'une des plus grandes augmentations de capital de l'histoire : 4,2 milliards de dollars, au moment des projets de numérisation des fonds documentaires des universités d'Harvard, Stanford ou Oxford. Google utilise cet argent pour la recherche et s'équiper de 900 000 serveurs informatiques en juin 2007 contre 400 000 l'année précédente, en 2006. Cet effort financier des actionnaires lui permet de creuser l'écart avec son concurrent Yahoo!. Jusque-là, les augmentations de capital de cette taille étaient essentiellement utilisées pour des refinancements, permettant de se désendetter, ou des acquisitions de sociétés.

Répartition des utilisateurs de Facebook suivant leur âge en 2011.

Après avoir pris le dessus sur son rival Yahoo!, Google doit à son tour affronter un nouveau concurrent très bien financé. Le 17 mai 2012, Facebook lance la plus grosse introduction en bourse de l'histoire des valeurs technologiques, tant en levée de fonds qu'en capitalisation boursière, et au second rang historique pour l'ensemble des États-Unis derrière Visa, avec une valorisation de 104 milliards de dollars, supérieure à celle qu'avait obtenue Google en 2004. Facebook a lui aussi réduit les frais payés aux banques, selon la société de capital-risque Trinity Ventures, en leur versant seulement 1 % du montant de l'introduction en Bourse. L'action Facebook perd ensuite la moitié de sa valeur en trois mois. Elle les regagnera en 2013, mais cette même année l'action Google passera les 1 000 dollars le 18 octobre.

#### La résurrection d'Eurotunnel, grâce à la patience des petits actionnaires
Le tribunal de commerce a donné en 2007 une seconde vie à Eurotunnel, en effaçant la moitié de sa dette, vingt ans après le début du percement du Tunnel sous la Manche. Le 6 novembre 1987, une publicité financière vantait la perspective de 30 millions de voyageurs par an. À l'ouverture du tunnel, après sept ans de chantier, ce sera trois à quatre fois moins : huit à dix millions de voyageurs par an. Eurotunnel a aussi échoué à contrôler son investissement : 12,5 milliards d'euros en tout (matériel roulant inclus), soit 80 % de plus que les 7,5 milliards d'euros prévus au départ. Ce dérapage des coûts laisse les 730 000 actionnaires individuels impuissants. Ils sont majoritaires dans le capital, mais la direction ne les écoute pas.

Coupe du tunnel sous la Manche montrant les couches géologiques traversées.

Eurotunnel a trois tunnels, dont un de service au milieu, reliés par des rameaux de communications tous les 375 m, ce qui l'a protégé lors d'incendies.

Même si la fréquentation est beaucoup moins importante que prévu, le Tunnel sous la Manche parvient à dégager une marge bénéficiaire de presque 40 % de son chiffre d'affaires : 375 millions d'euros d'excédent brut d'exploitation chaque année en moyenne entre 2009 et 2012. C'est environ 3 % du coût du percement et du matériel roulant, soit un rendement supérieur à l'inflation. Mais la société avait promis une rentabilité des capitaux propres de 15 %, en choisissant un financement très pauvre en capitaux propres, pour faire jouer l'effet de levier du crédit. La sous-capitalisation s'est traduite par un effet de massue, la dette faisant progressivement boule de neige. Les capitaux propres ne représentent que 1,17 milliard d'euros en 1987 lors de l'augmentation de capital constitutive, alors que le coût prévu du percement du tunnel est six fois plus élevé. Méfiants face à ce déséquilibre, les Anglais restent à l'écart : 90 % des actionnaires sont français.
L'espoir d'une exceptionnelle rentabilité des capitaux propres entraîne d'abord un quadruplement de l'action en un an et demi. Placée à 35 FRF (10,23 EUR2023), elle atteint son record le 30 mai 1989 à 128 FRF (35,16 EUR2023), avant d'être divisée par quinze. D'autres augmentations de capital sont décidées, mais trop tard, à des cours très bas, obligeant à multiplier le nombre d'actions, et pour des montants insuffisants: 870 millions d'euros en novembre 1990 puis 1,07 milliard en mai 1994. La sous-capitalisation persiste. En 2003, la société croule toujours sous neuf milliards d'euros de dette, coûtant 500 millions d'euros d'intérêts par an, soit 60 % de son chiffre d'affaires. Pour espérer rembourser, elle fixe des prix de vente élevés, qui affaiblissent sa part de marché : 46 % pour les voitures et 38 % pour les camions, qui préfèrent les compagnies de ferries. L'action fluctue entre 0,4 euro et 0,8 euro pendant dix ans. Une première révolte des petits actionnaires échoue en 1996, sur fond de divisions. Mais le 7 avril 2004, Jacques Maillot est élu PDG d'Eurotunnel lors d'une assemblée générale fiévreuse. Il a renversé la direction, avec le patron de presse Nicolas Miguet. En 2006, Eurotunnel se place sous la protection de la justice, faute d'accord avec ses créanciers. Le tribunal annule la moitié de la dette. L'autre moitié est reprise par une nouvelle société, qui a les mêmes actionnaires : la plupart souscrivent à son augmentation de capital constitutive. Trois ans après, Eurotunnel verse son premier dividende, symboliquement très modeste, 4 centimes par action pour 2009. Depuis, c'est l'une des rares sociétés où l'Association de défense des actionnaires minoritaires de Colette Neuville est accueillie au conseil d'administration. Symbole de cette résurrection, au printemps 2012, Eurotunnel achète pour 65 millions d’euros trois bateaux et 120 salariés sur 500 de SeaFrance, la plus petite et la plus mal gérée des compagnies de ferries.

#### Abandon de la centralisation des ordres en Europe en 2007

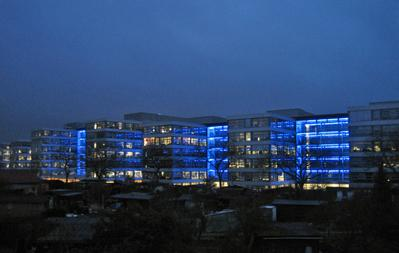
La bourse de Francfort.

Souvent dotées d'un statut mutualiste, associatif ou public, les bourses deviennent elle-même des entreprises cotées et très rentables dans les années 2000, avant de se racheter les unes les autres. En septembre 2000, la Bourse de Paris fusionne avec Bruxelles, Amsterdam et Lisbonne pour créer Euronext, puis achète la Bourse des produits dérivés de Londres, le LIFFE avant de fusionner en avril 2007 avec le New York Stock Exchange pour créer NYSE Euronext, lui-même racheté 8,2 milliards de dollars par Intercontinental Exchange en juin 2013. En mai 2007, le Nasdaq acquiert le suédois OMX, et ses 7 places scandinaves et baltes : Stockholm, Copenhague, Helsinki, Reykjavik, Tallinn, Riga et Vilnius, puis en juin 2007, le London Stock Exchange rachète la Bourse de Milan. Au Canada, la Bourse de Toronto rachète celle de Montréal en décembre 2007 pour former le Groupe TMX. Certains projets échouent, comme en octobre 2010 celui de Singapour et Sydney. En février 2011, Deutsche Börse et NYSE Euronext annoncent des négociations qui n'aboutissent pas.
Parallèlement, la centralisation des ordres est supprimée par la directive concernant les marchés d’instruments financiers entrée en application le 1er novembre 2007, adoptée sous l'influence des quelques grandes banques et pilotée à Bruxelles par Alexandre Lamfalussy. La directive libéralise la concurrence entre deux modèles : le marché organisé classique et le système multilatéral de négociation, créé par des banques, qui obtient le droit de se passer d’un carnet d'ordres centralisé. Elle réduit les capacités de connaissance des ordres, dont moins de la moitié passent par un marché organisé en 2010. En septembre 2008, neuf grandes banques, parmi lesquelles BNP Paribas, Citigroup et Morgan Stanley, lancent « Turquoise », le premier « dark pool » européen. Un an après, l'Autorité des marchés financiers déplore ne plus avoir les moyens de savoir ce qui se trame dans ces « bourses noires », qui permettent de rester anonyme. Leur opacité est également critiquée par le G20 lors de la crise de 2008, ce qui amène la Commission européenne à réformer à l’automne 2012 sa directive concernant les marchés d’instruments financiers de 2007. Le tarif moyen d'une transaction sur un marché organisé a baissé de 20 % à 40 %, selon une étude Oxera-Commission européenne publiée en juillet 2009, mais le coût global d'un même ordre, désormais fragmenté, n'a pas diminué, car sa taille moyenne a été divisée par trois en deux ans.

#### D'Alstom à Général Motors, la bourse associée à l'État
General Motors a vécu à l'été 2009 le même destin qu'Eurotunnel : créanciers et actionnaires évincés par les tribunaux, dette annulée et création d'un « nouveau GM », quarante fois moins endetté, qui réussit en 2010 une introduction en bourse de 23 milliards de dollars. Après avoir pris 61 % du capital à l'automne 2009, l'état américain revient à 26 % en 2010. Les ventes d'automobiles sur le marché américain sont reparties dès le début de 2010, six mois après le rachat par l'État. Dès 2011, elles représentent 25 % de plus qu'en 2008. GM a vu ses ventes de voitures aux États-Unis passer de cinq à deux millions entre 2000 et 2009, contribuant au vieillissement du parc automobile américain : l'âge moyen d'une voiture atteint un record de 11,2 ans en 2011 contre 8,4 en 1995. En 2005, GM verse encore un dividende de 2 dollars par action, aussi élevé que celui du haut de cycle en 2000, alors que l'agence Standard & Poor's juge la dette de 292 milliards de dollars beaucoup trop élevée et la place dans la catégorie « obligation pourrie ». En octobre 2005, GM parvient à contourner le Chapitre 11 de la loi sur les faillites des États-Unis en cédant 51 % de sa société de crédit GMAC au fonds de LBO Cerberus Capital Management. Mais refuse d'augmenter ses capitaux propres, préférant supprimer 105 000 emplois entre 2004 et 2008, pour tenter se désendetter : les effectifs mondiaux tombent à 235 000 en 2008, contre 340 000 en 2004.
| Les quinze années de vieillissement du parc automobile américain.          | 1995    | 2000    | 2005   | 2011     |
| L'âge moyen des voitures circulant aux États-Unis a augmenté de trois ans. | 8,4 ans | 9,1 ans | 10 ans | 11,2 ans |

| Année                     | 1999       | 2001     | 2002     | 2003     | 2004     | 2005     | 2006     | 2007     | 2008   | 2009      | 2010     | 2011     | 2012     |
| GM vendues aux États-Unis | 5 millions | 4,9 mlns | 4,9 mlns | 4,8 mlns | 4,7 mlns | 4,5 mlns | 4,1 mlns | 3,8 mlns | 3 mlns | 2,08 mlns | 2,2 mlns | 2,5 mlns | 3,1 mlns |

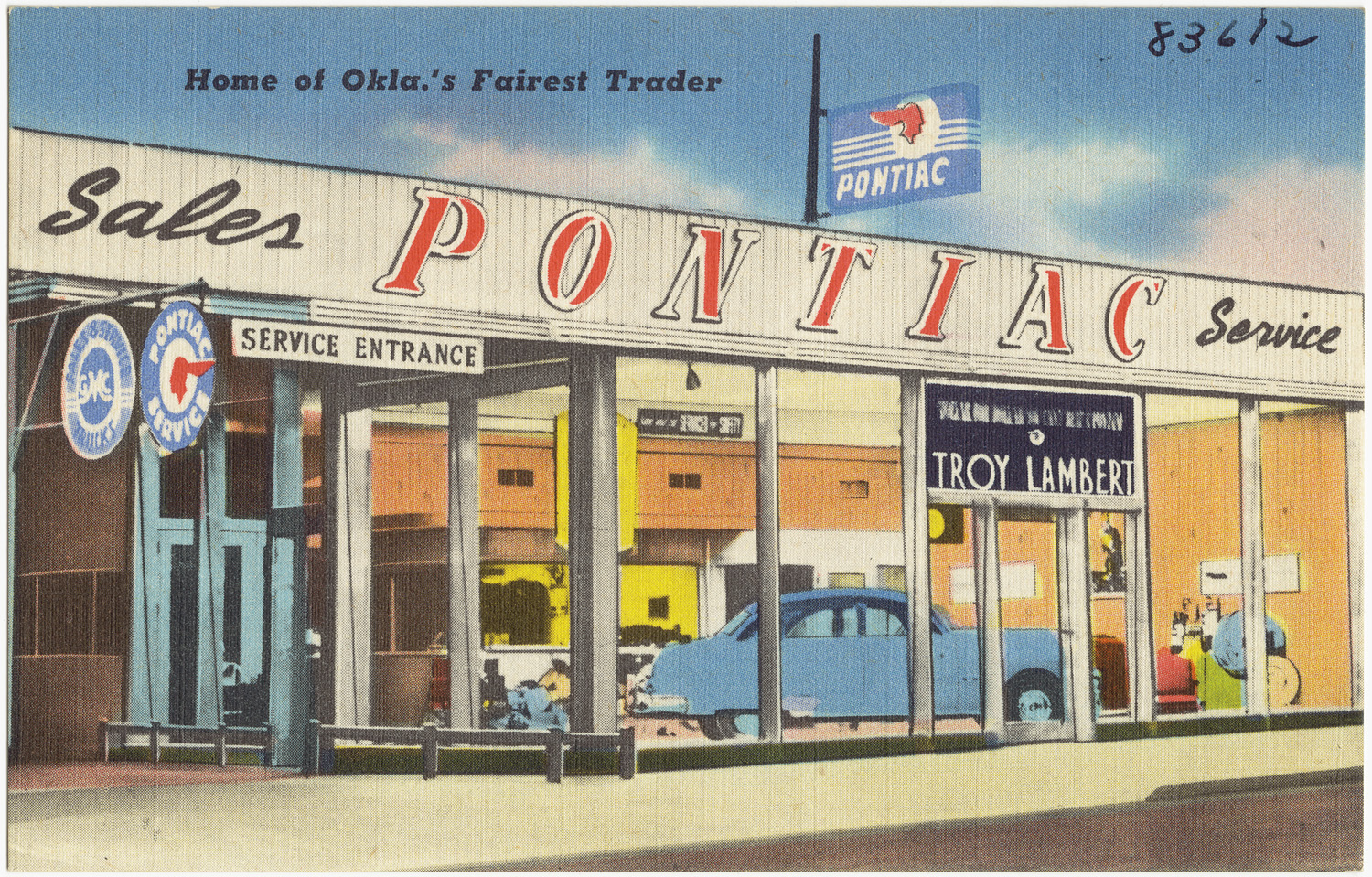
Concessionnaire Pontiac avant-guerre. La plus grosse des marques cédées en 2009 ne produisait plus que 169000 véhicules.

La conséquence est une forte baisse des ventes, puis des bénéfices. En 2007, la part du marché américain chute à 23 % contre 28 % en 2003. Cette année-là, la dette fait boule de neige, représentant neuf fois les capitaux propres, selon Standard & Poor's. L'effet de levier financier recherché par certains actionnaires devient un effet de massue. Mais le dividende n'est « suspendu » qu'en août 2008. En décembre 2008, l'État prête d'urgence 17 milliards de dollars, sous condition de réduire la dette des deux-tiers, en la transformant en capitaux propres. GM propose aussi de supprimer 20 000 emplois en trois ans. Le groupe n'employait déjà plus que 235 000 personnes : il avait déjà supprimé 111 000 emplois dans le monde, le tiers de ses effectifs, entre 2005 et 2008. GM promet de vendre cinq de ses marques : Pontiac, Saturn, Hummer, Saab Automobile et Opel. Les quatre premières sont en réalité de toute petite taille : 0,27 million de véhicules à elles quatre, soit 3 % des ventes de GM. La seule grande marque des cinq est l'allemande Opel, qui a vendu 1,93 million de véhicules en 2008, soit huit fois plus que les quatre autres réunies. Elle sera en réalité conservée, GM décidant de ne plus la vendre, quelques mois après. Le groupe canadien Magna International est approché mais GM se rétracte en fin d'année.
| Signification de la note                         | Moody’s    | Moody’s             | Standard & Poor’s | Standard & Poor’s | Fitch Ratings | Fitch Ratings |
| Signification de la note                         | Long terme | Court terme         | Long terme        | Court terme       | Long terme    | Court terme   |
| ------------------------------------------------ | ---------- | ------------------- | ----------------- | ----------------- | ------------- | ------------- |
| Prime Première qualité                           | Aaa        | P-1 Prime -1        | AAA               | A-1+              | AAA           | F1+           |
| High grade Haute qualité                         | Aa1        | P-1 Prime -1        | AA+               | A-1+              | AA+           | F1+           |
| High grade Haute qualité                         | Aa2        | P-1 Prime -1        | AA                | A-1+              | AA            | F1+           |
| High grade Haute qualité                         | Aa3        | P-1 Prime -1        | AA−               | A-1+              | AA−           | F1+           |
| Upper medium grade Qualité moyenne supérieure    | A1         | P-1 Prime -1        | A+                | A-1               | A+            | F1            |
| Upper medium grade Qualité moyenne supérieure    | A2         | P-1 Prime -1        | A                 | A-1               | A             | F1            |
| Upper medium grade Qualité moyenne supérieure    | A3         | P-2                 | A−                | A-2               | A−            | F2            |
| Lower medium grade Qualité moyenne inférieure    | Baa1       | P-2                 | BBB+              | A-2               | BBB+          | F2            |
| Lower medium grade Qualité moyenne inférieure    | Baa2       | P-3                 | BBB               | A-3               | BBB           | F3            |
| Lower medium grade Qualité moyenne inférieure    | Baa3       | P-3                 | BBB−              | A-3               | BBB−          | F3            |
| Non-investment grade, speculative Spéculatif     | Ba1        | Not prime Non prime | BB+               | B                 | BB+           | B             |
| Non-investment grade, speculative Spéculatif     | Ba2        | Not prime Non prime | BB                | B                 | BB            | B             |
| Non-investment grade, speculative Spéculatif     | Ba3        | Not prime Non prime | BB−               | B                 | BB−           | B             |
| Highly speculative Très spéculatif               | B1         | Not prime Non prime | B+                | B                 | B+            | B             |
| Highly speculative Très spéculatif               | B2         | Not prime Non prime | B                 | B                 | B             | B             |
| Highly speculative Très spéculatif               | B3         | Not prime Non prime | B−                | B                 | B−            | B             |
| Risque élevé                                     | Caa1       | Not prime Non prime | CCC+              | C                 | CCC           | C             |
| Ultra spéculatif                                 | Caa2       | Not prime Non prime | CCC               | C                 | CCC           | C             |
| En défaut, avec quelques espoirs de recouvrement | Caa3       | Not prime Non prime | CCC−              | C                 | CCC           | C             |
| En défaut, avec quelques espoirs de recouvrement | Ca         | Not prime Non prime | CC                | C                 | CC            | C             |
| En défaut, avec quelques espoirs de recouvrement | C          | Not prime Non prime | C/CI/R            | C                 | C             | C             |
| En défaut sélectif                               | C          | Not prime Non prime | SD                | D                 | RD            | D             |
| En défaut                                        | C          | Not prime Non prime | D                 | D                 | D             | D             |

| Les 4 marques que GM a dû céder après l'été 2009 | Pontiac | Saturn | Saab   | Hummer |
| Véhicules vendus par ces 4 marques en 2009       | 169 890 | 67 576 | 40 000 | 9 046  |

| Les grands chiffres de GM | fin 2003    | fin 2008     | Variation 2003-2008 | fin 2012                  | Variation 2008-2012 |
| Effectifs                 | 340 000     | 235 000      | moins 115 000       | 215 000 (prévision)       | moins 20 000        |
| Chiffre d'affaires        | 193 517 mds | 148 979 mds  | moins 55 mds        | 153,3 mds (prévision)     | plus 5 mds          |
| Dette                     | 288 mds     | 175 mds      | moins 113 mds       | 5 mds                     | moins 170 mds       |
| Fonds propres             | 6 mds       | moins 39 mds | Anéantis            | 60 mds (nouvelle société) | plus 99 mds         |

Entre-temps, le 30 décembre 2008, GM reconnaît rater chaque mois 45 000 à 60 000 ventes de voitures sur le marché américain, à cause de la sous-capitalisation de sa filiale de crédit GMAC. L'État en prend 18 %, pour 5 milliards de dollars, en prenant argument que le fonds de LBO Cerberus a échoué à convaincre les créanciers de convertir leur dette en actions. En mars 2009, Barack Obama entre à la Maison-Blanche et demande au PDG de GM Rick Wagoner de passer la main à Fritz Henderson. GM se place le 1er juin 2009 sous la protection de la loi américaine sur les faillites. La dette est convertie, à prix extrêmement bas, en actions d'une nouvelle société: le « nouveau GM », doté de 60 milliards de dollars de capitaux propres. Washington en apporte 61 %, Toronto 12 %, le fonds de couverture médicale du syndicat automobile UAW 17 % et les ex-créanciers 10 %. Enfin désendetté, avec seulement 5 milliards de dollars de crédits long-terme et une charge d'intérêt divisée par dix, GM regagne des parts de marché aux États-Unis redevient leader mondial en 2011. En conservant sa filiale Opel et en bénéficiant d'un fort rebond de sa production, il a en réalité augmenté ses effectifs après l'intervention de l'État, entre 2009 et 2012. Opel est finalement revendu en mars 2017 pour un montant de 1,3 milliard d'euros au Groupe PSA ; en novembre 2017, PSA déclare vouloir réclamer plus de 500 millions de dommages et intérêts à GM pour tromperie lors de la vente d'Opel. Les recherches avancées, vantées par GM sur les moteurs du futur, n'auraient jamais été engagées.
L'État français entre lui au capital d'Alstom dès 2004, peu après la mise en bourse de 52 % du capital par Alcatel, qui a au passage prélevé un « super-dividende », diminuant les capitaux propres. Alstom est aussi en difficulté car il vient de vendre ses turbines à gaz à General Electric et racheter celles à grande puissance (GT24/26) d'ABB, défectueuses. Il faut deux augmentations de capital successives, la seconde avec la participation de l'État, qui revend sa part à Bouygues en 2006. Dix ans après, General Electric lance cette fois une OPA sur tout le groupe, avant d'accepter que l'État prenne 20 % du capital pour garantir une stratégie d'association avec GE, à travers des coentreprises.

#### Les entreprises cotées réduisent leurs capitaux propres

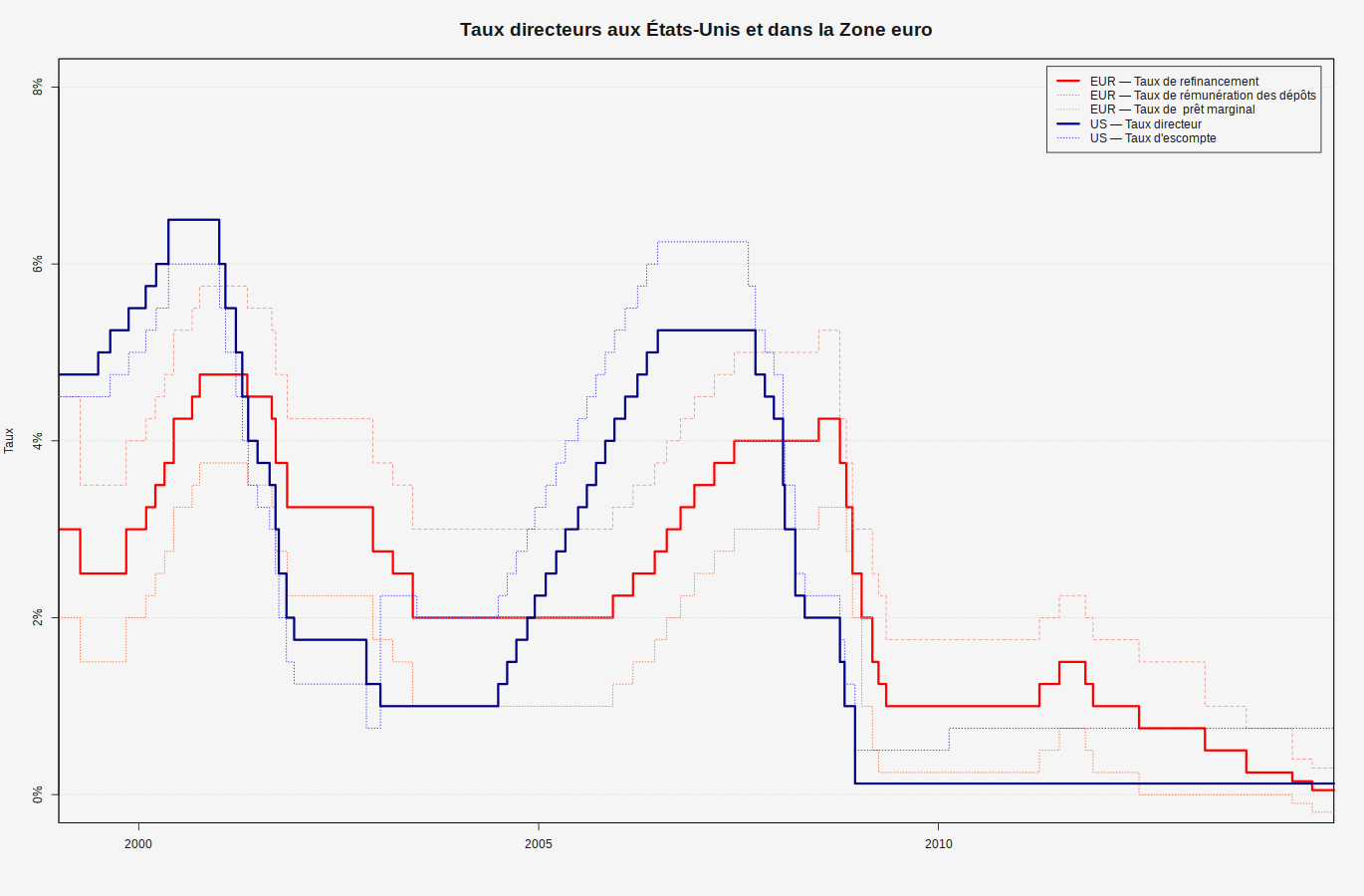
Les taux directeurs de la BCE (rouge) et de la FED (bleu), plus bas d'un cycle à l'autre, amènent les entreprises à préférer l'emprunt aux capitaux propres, ce qui accentue l'ampleur des cycles.

Dans les années 2000, la bourse est accusée de détourner de l'industrie les diplômés d'écoles d'ingénieurs et de commerce car certaines voient 20 % d'entre eux travailler dans la finance. Ses détracteurs lui reprochent aussi de nuire à l'industrie car nombre d'entreprises font monter leur action à court terme, en dopant la rentabilité des capitaux propres par leur réduction, aggravant l'inefficience des marchés boursiers à long terme, mise en lumière par l'économiste Robert Shiller, prix Nobel d'économie 2013. Trois méthodes sont utilisées : rachats d'actions, dividendes supérieurs aux bénéfices, et fusion-acquisition à crédit pour obtenir un effet de levier. Revers de la médaille, la sous-capitalisation qui en résulte peut entraîner un effet de massue en cas de déception sur les ventes. Cela augmente la volatilité de la rentabilité, et donc du cours de bourse, qui permet surtout le délit d'initié. Autre inconvénient pour la collectivité, la sous-capitalisation déplace les bénéfices vers l’étranger : le droit fiscal a commencé à étudier cette préférence pour l'emprunt, qui génère des flux d'intérêt vers des pays à fiscalité privilégiée. Les créanciers calculent eux un frein à l'endettement, en principe égal à 50 % : le montant emprunté par une société ne doit pas excéder celui de ses capitaux propres. Les règles financières veulent que les industries très cycliques, comme l'acier, se contentent d'un endettement « faible, voire négatif », pour limiter, les risques d'effet de massue en bas de cycle économique. Une étude a cependant montré que les chefs d'entreprise privilégient la dette aux capitaux propres quand ils ont une vision optimiste, pour profiter au maximum du potentiel d’appréciation de l'action en bourse. Inversement, en cas de vision pessimiste, ils préfèrent augmenter les capitaux propres, ce qui contribue à une croissance plus durable, en donnant plus de temps pour décider ou non de supprimer une activité en période de moindres ventes, ou en cas d’accident de parcours : les capitaux propres absorbent les pertes temporaires. Une étude publiée en juin 2011 pour le fonds de pension TIAA-CREF montre que les sociétés donnant la priorité aux rachats d'actions et aux dividendes par rapport aux investissements affichent de plus mauvaises performances boursières sur une période de dix ans. Mais sur trois ans (2010 à 2012), leur progression boursière dépasse de 29 % celle des autres.
En 2007 aux États-Unis, Les rachats d'actions ont représenté un niveau record de 761,8 milliards de dollars, selon les Birinyi Associates. Les précédents records dataient de 1987 et 2000, deux années précédant aussi un krach. En France, les entreprises cotées n'ont augmenté leur capital que de 6,9 milliards d'euros en 2012, montant très inférieur à celui restitué aux actionnaires (40 milliards d'euros en moyenne entre 2007 et 2012 pour les seules sociétés du CAC 40). Pour tenter de garantir un niveau minimum de capitaux propres, au moins chez les banques, afin d'assurer la stabilité du crédit, le Comité de Bâle a œuvré aux Accords de Bâle dont plusieurs versions se succèdent : Bâle I en 1988, Bâle II en 2010 et Bâle III. Bâle I a créé le ratio Cooke : toute banque doit avoir des capitaux propres au moins égaux à 8 % des actifs.

### Années 2010

#### Les crises 2007 et 2011 poussent les taux d'intérêt au plus bas depuis deux siècles
La crise financière mondiale débutant en 2007 est appelée crise des subprimes : plusieurs sociétés américaines de crédit au logement font faillite, car la valeur des maisons utilisées en garantie des crédits hypothécaires aux familles modestes a chuté. Les actions des banques s'effondrent en Europe aussi car elles ont utilisé des sociétés de rehaussement de crédit, comme CIFG ou FSA, pour mélanger ce crédit hypothécaire avec des obligations d’État, au sein de placements abusivement notés AAA par les agences de notation, qui se révèlent en réalité très risqués. La banque américaine Lehman Brothers fait faillite le 15 septembre 2008. Le CAC 40 perd 42,6 % en 2008 puis regagne 22,3 % en 2009. Les Bourses anticipent un redémarrage économique en 2010. Mais il se révèle trop faible pour que les recettes fiscales supplémentaires puissent effacer les déficits publics creusés par la crise en 2008 et 2009, surtout en Espagne et en Angleterre, deux pays où le PIB s'effondre à cause de l'explosion d'une bulle immobilière, faisant bondir le déficit budgétaire à plus de 10 % du PIB. En Irlande, le déficit atteint même 30 %.
| Pays        | 2006 | 2007 | 2008 | 2009 | 2010 | 2011 | 2012 | Ecart 2006/2012 |
| ----------- | ---- | ---- | ---- | ---- | ---- | ---- | ---- | --------------- |
| Royaume-Uni | 122  | 118  | 114  | 112  | 108  | 105  | 106  | moins 13 %      |
| Espagne     | 105  | 105  | 104  | 103  | 99   | 96   | 96   | moins 8,6 %     |
| États-Unis  | 160  | 156  | 151  | 150  | 151  | 149  | 152  | moins 5 %       |
| Italie      | 105  | 104  | 104  | 104  | 103  | 102  | 101  | moins 3,8 %     |
| France      | 108  | 108  | 107  | 109  | 109  | 109  | 109  | plus 0,9 %      |
| Allemagne   | 116  |      | 116  | 115  | 120  | 123  | 123  | plus 6 %        |

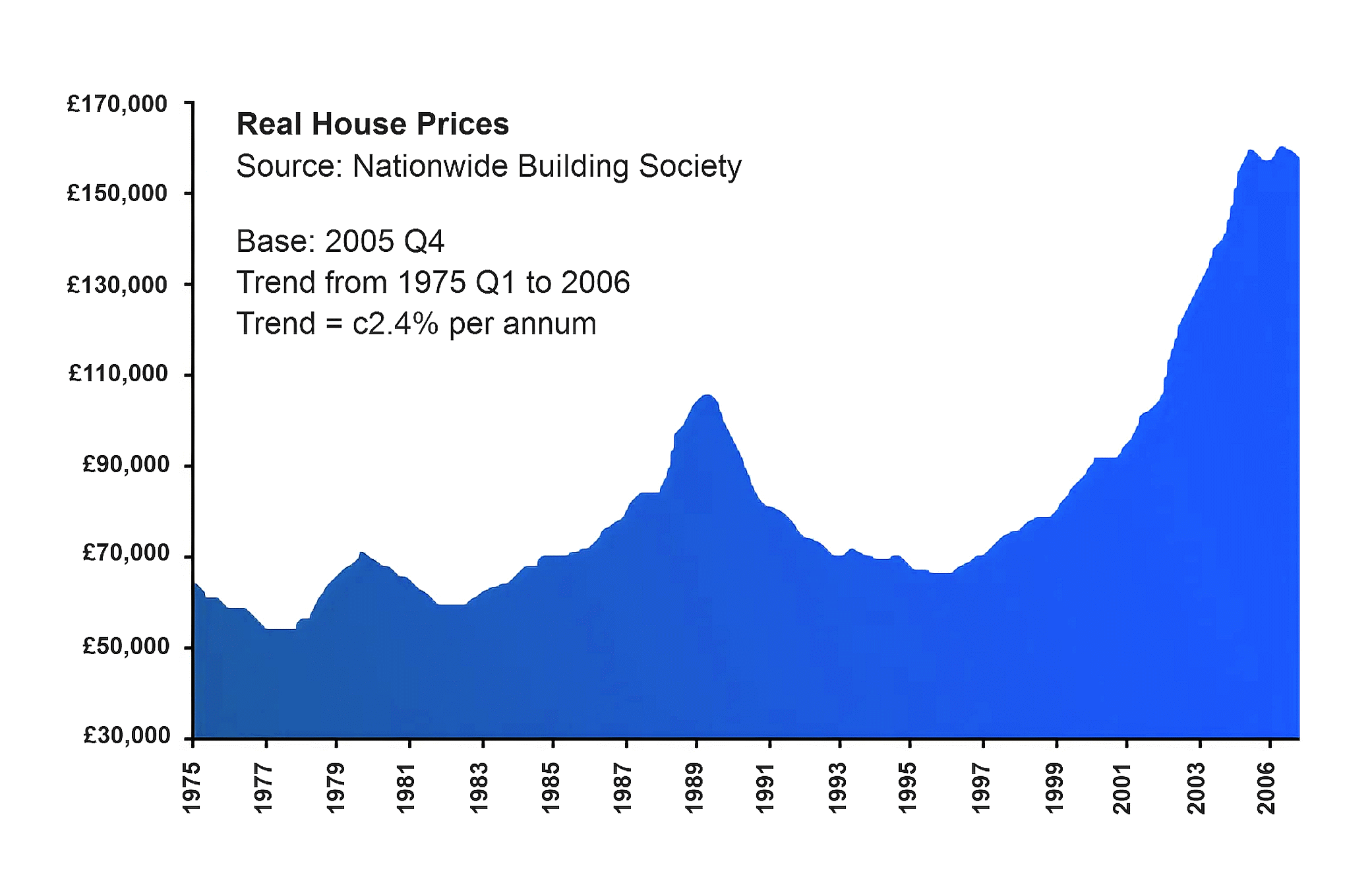
Prix des maisons au Royaume-Uni de 1975 à 2006.

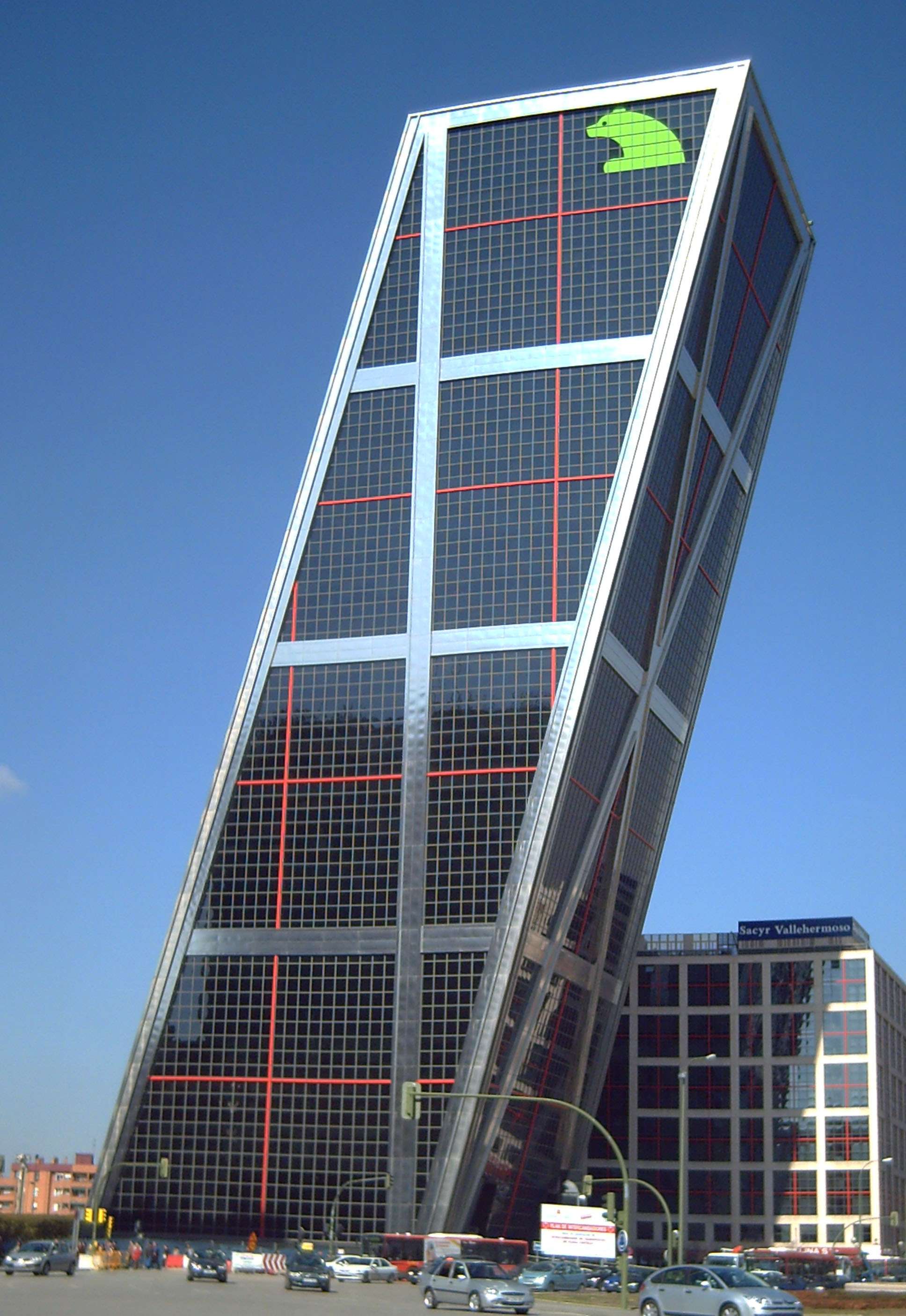
Bankia, symbole de la crise immobilière espagnole, rate une entrée en Bourse tardive, avant d'être à nouveau recapitalisée puis nationalisée.

Dès le 28 avril 2010, Standard and Poor's dégrade de AAA à AA- la note de l'Espagne, qui réagit par un gel des retraites, la baisse des salaires des fonctionnaires de 5 %. Puis Madrid crée un système de protection institutionnel pour les banques prises dans l'immobilier, vite jugé trop peu protecteur. Le mois suivant, l'Angleterre, qui avait massivement recapitalisé ses banques dès 2009, lance son plus grand plan d'économies depuis 30 ans (93 milliards d'euros en quatre ans), sous la pression de Fitch. Un an après, la rigueur s'étend à d'autres pays, où le déficit budgétaire est pourtant moins pressant, sur fond d'emballement médiatique et financier. Le 15 juillet 2011, un plan de rigueur italien de 20 milliards d'euros (salaires et embauches de fonctionnaires gelés, impôts relevés), est annoncé. Il s'agit de parer aux craintes de retrait des investisseurs, choqués par le scénario d'un défaut partiel sur la dette grecque, en crise depuis fin 2009.
Le 19 juillet, c'est l'entrée en bourse de Bankia, qui regroupe les caisses d'épargne espagnoles, où les politiques espagnols sont très présents, sous la houlette de Rodrigo Rato, ex-directeur du FMI (2004-2007) et ex-bras droit d'Aznar : il faut consentir une décote sur les cours, imprévue, de 60 %. Dix jours après, Zapatero est contraint par sa majorité à annoncer des législatives anticipées. Le 5 août, Standard and Poor's retire le AAA des États-Unis, en pleine polémique budgétaire, les démocrates n'ayant consenti aux républicains qu'une baisse des dépenses relative, en échange du relèvement du plafond de la dette. Un grand nombre d’articles de journaux relate les changements de notation, réels ou redoutés, en « venant à les considérer comme des indices de la santé économique et financière mondiale », sur fond de « concentration sur une courte période de l'essentiel des dégradations » en Grèce, au Portugal, puis même en Italie. Ce pays subit dès juillet des rumeurs d'abaissement de sa note, qui n'aura lieu que le 20 septembre, malgré un déficit budgétaire 2010 bien moindre que l'Espagne (3,8 % contre 9,10 %).
| Date                | Indices | Indices | Indices  |
| Date                | CAC 40  | DAX     | FTSE 100 |
| ------------------- | ------- | ------- | -------- |
| mer. 27 juillet     | −1,42 % | −1,32 % | −1,23 %  |
| jeu. 28 juillet     | −0,57 % | −0,86 % | +0,28 %  |
| ven. 29 juillet     | −1,07 % | −0,44 % | −0,99 %  |
| lun. 1er août       | −2,27 % | −2,86 % | −0,70 %  |
| mar. 2 août         | −1,82 % | −2,26 % | −0,97 %  |
| mer. 3 août         | −2,08 % | −2,30 % | −2,34 %  |
| jeu. 4 août         | −3,90 % | −3,40 % | −3,43 %  |
| ven. 5 août         | −1,26 % | −2,78 % | −2,71 %  |
| lun. 8 août         | −4,68 % | −4,03 % | −3,39 %  |
| Source : Boursorama |         |         |          |

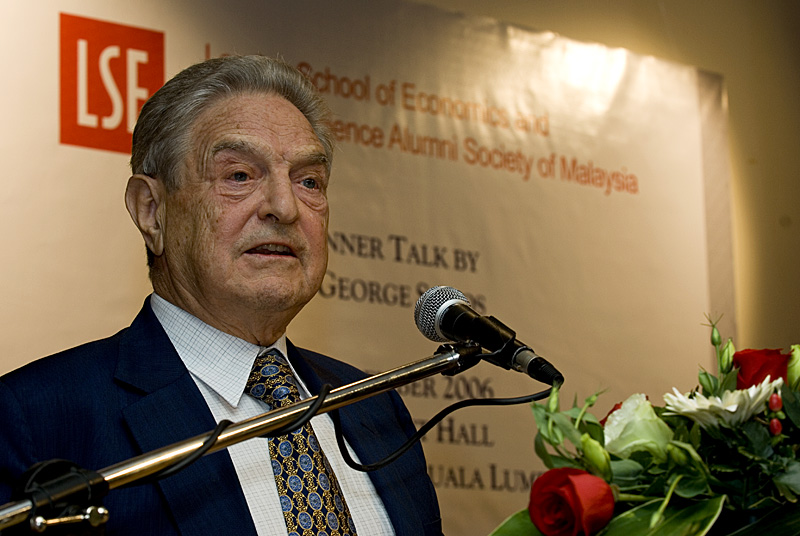
George Soros demande dès août 2011 de recapitaliser les banques.

Taux des emprunts d'État à 10 ans : l'Italie cible de rumeurs en juillet/août 2011 :
| Pays             | France | Allemagne | Italie | Espagne | Grèce   | États-Unis |
| 7 avril 2011     | 3,75 % | 3,42 %    | 4,83 % | 5,22 %  | 12,72 % | 3,56 %     |
| 18 juillet       | 3,36 % | 2,64 %    | 5,95 % | 6,29 %  | 17,68 % | 2,91 %     |
| 2 août           | 3,16 % | 2,41 %    | 6,15 % | 6,26 %  | 14,45 % | 2,64 %     |
| 9 septembre 2011 | 2,42 % | 1,69 %    | 5,46 % | 5,33 %  | 21,40 % | 1,92 %     |
| 22 avril 2013    | 1,70 % | 1,23 %    | 3,97 % | 4,49 %  | 11,37 % | 1,67 %     |
| 6 juin 2014      | 1,70 % | 1,38 %    | 2,70 % | 2,57 %  | NC      | 2,61 %     |

Peu après l'Italie, la France décide aussi un plan de rigueur, dont le détail est publié le 22 août. Réagissant aux « erreurs récemment commises dans la politique économique des États-Unis et de l'Europe », Morgan Stanley estime le 18 août que le PIB 2012, dans la zone euro, sera nettement moins élevé que prévu, de 1 %. Les bourses européennes sont effectivement déprimées : du 30 juin au 23 septembre, le CAC 40 abandonne 29,4 %. L'indice espagnol baissera même de 45 % en quinze mois. Les ventes à découvert sur 11 banques françaises, aux cours parfois divisés par deux, sont temporairement interdites. Certains accusent des rumeurs, d'autre l'insuffisance de capitaux propres. Le 18 juillet 2011, la Banque d'Espagne a estimé les besoins des banques espagnoles à 15 milliards d'euros alors que des analystes financiers les situent plutôt entre 30 et 100 milliards. Le parcours de Bankia leur donne raison : action divisée par 500, semi-nationalisation le 9 mai 2012, puis une nouvelle augmentation de capital de 15 milliards d'euros le 28 mai 2013, qui met enfin un terme à la « crise espagnole ». En France, Dexia tombe à 0,97 euro le 4 octobre, contre 24,5 euros en mai 2007. L'investisseur George Soros réclame le 17 août plus de capitaux propres pour les banques. Il estime qu'il faut lever le risque budgétaire italien et espagnol « avec des euro-obligations et recapitaliser les banques ». Mais pour se recapitaliser, les banques doivent créer de nouvelles actions, ce qui ferait baisser leurs bénéfices par action : elles refusent, même si le FMI, où Christine Lagarde a succédé à Dominique Strauss-Kahn, réclame aussi des recapitalisations dès l'automne.
Les investisseurs se reportent sur la dette publique, jugée plus sûre, malgré des notes globalement abaissées par les agences de notation, ce qui fait monter les cours : en cinq mois, du 7 avril 2011 au 9 septembre 2011, le rendement des obligations américaines à dix ans est divisé par deux, passant de 3,75 % à 1,89 %. Même scénario pour les obligations allemandes, qui procurent dès octobre aux banques allemandes des plus-values suffisant à presque compenser leurs pertes en Grèce. La baisse des rendements obligataires s'étend ensuite à toute l'Europe, même la Grèce, et ils atteignent leur plus bas niveau depuis deux siècles, ce qui amène la BCE à pointer le risque de bulle spéculative sur l'obligataire. Cette baisse des taux s'inscrit dans un mouvement historique vieux de 35 ans : le taux d'intérêt français à 10 ans, qui avait atteint un maximum historique lors du second choc pétrolier, à 17 % bat cette fois des records de modération. Dès 2010, le taux d'intérêt réel (une fois déduit l'inflation) est passé sous les 2 % : le tiers à sa moyenne des années 1980. Fin 2014, il passe même sous les 1 %.

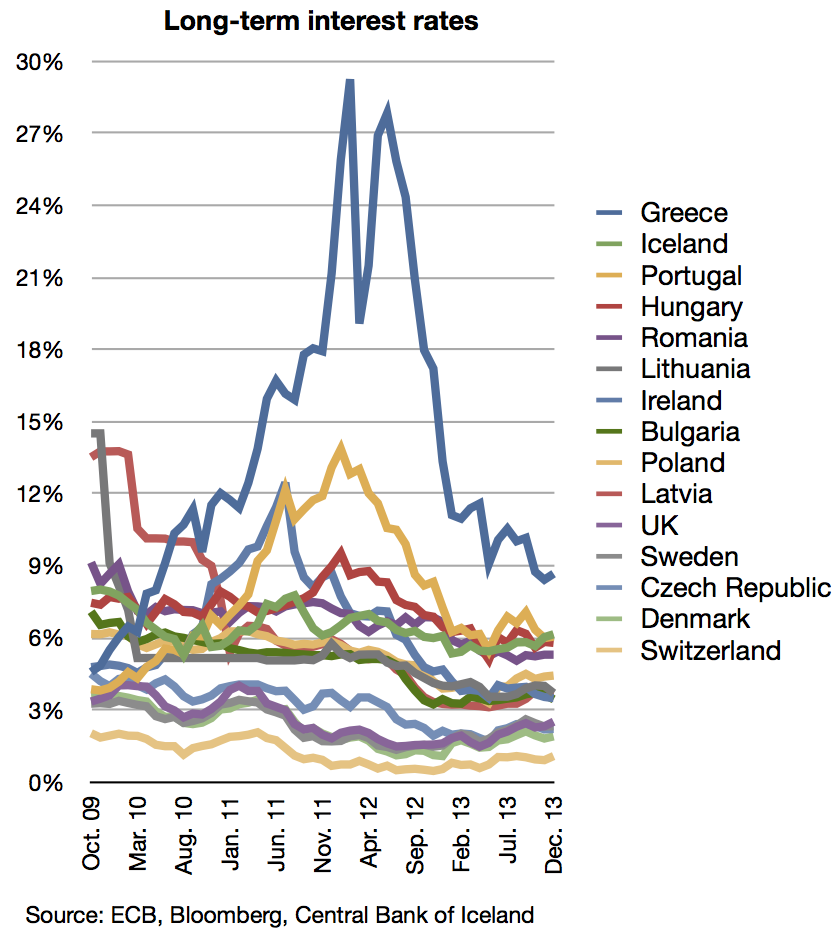
Hors zone euro, les taux d’intérêts à dix ans se détendent globalement, malgré une tension à l'été 2011, en Islande, Irlande, Portugal, Hongrie et Grèce.

| Année (fr)  | 1981   | 1982   | 1983   | 1984   | 1985   | 1986  | 1987  | 1988  | 1989  | 1990   | Années 1980 |
| Taux 10 ans | 17,4 % | 14,8 % | 14,4 % | 13,4 % | 11,9 % | 9,2 % | 9,9 % | 8,6 % | 9,3 % | 10,0 % | 11,9 %      |
| Indice prix | 13,4 % | 11,8 % | 9,6 %  | 7,4 %  | 5,8 %  | 2,7 % | 3,1 % | 2,7 % | 3,6 % | 3,4 %  | 6,6 %       |
| Taux réel   | 4,0 %  | 3,0 %  | 4,8 %  | 6,0 %  | 6,1 %  | 6,5 % | 6,8 % | 5,9 % | 5,7 % | 6,6 %  | 5,5 %       |

| Année (fr)  | 1991  | 1992  | 1993  | 1994  | 1995  | 1996  | 1997  | 1998  | 1999  | 2000  | Années 1990 |
| Taux 10 ans | 8,6 % | 8,1 % | 5,6 % | 8,3 % | 6,6 % | 5,8 % | 5,3 % | 3,9 % | 5,5 % | 5 %   | 6,3 %       |
| Indice prix | 3,2 % | 2,4 % | 2,1 % | 1,6 % | 1,8 % | 2,0 % | 1,2 % | 0,7 % | 0,5 % | 1,7 % | 1,7 %       |
| Taux réel   | 5,4 % | 6,1 % | 3,5 % | 6,7 % | 4,8 % | 3,8 % | 4,1 % | 3,2 % | 5 %   | 3,3 % | 4,6 %       |

| Année (fr)  | 2001  | 2002  | 2003  | 2004  | 2005  | 2006  | 2007  | 2008  | 2009  | 2010  | Années 2000 |
| Taux 10 ans | 5 %   | 4,3 % | 4,3 % | 3,7 % | 3,3 % | 4 %   | 4,4 % | 3,4 % | 3,6 % | 3,4 % | 3,9 %       |
| Indice prix | 1,7 % | 2,1 % | 1,9 % | 2,1 % | 1,8 % | 1,6 % | 1,5 % | 2,8 % | 0,1 % | 1,5 % | 1,7 %       |
| Taux réel   | 3,3 % | 2,2 % | 2,4 % | 1,6 % | 1,5 % | 2,4 % | 2,9 % | 0,6 % | 3,5 % | 1,9 % | 2,2 %       |

| Année (fr)  | 2011  | 2012  | 2013  | 2014  | Années 2010 |
| Taux 10 ans | 2,5 % | 3,2 % | 2,2 % | 1,7 % | 2,4 %       |
| Indice prix | 1,7 % | 2,1 % | 1,3 % | 0,7 % | 1,5 %       |
| Taux réel   | 0,8 % | 1,1 % | 0,9 % | 1 %   | 0,9 %       |

#### Nouveaux géants boursiers russes et chinois
Le sidérurgiste indien Mittal crée la surprise, le 28 janvier 2006, par une offre publique d'achat hostile sur le numéro un mondial de l’acier Arcelor, pour 18,6 milliards d'euros. Arcelor se défend, mettant en avant ses 17,6 milliards d'euros de capitaux propres et fait échec à l'OPA. Mais Mittal relève cinq mois après son offre de 44 % et l’emporte. C’est la onzième acquisition en dix ans pour Lakshmi Mittal, actionnaire à 88 % de Mittal et sixième homme le plus riche du monde. Revers de la médaille, cette pyramide d’acquisition, réalisée dans de nombreux pays d'Europe de l'Est, a généré une dette nette de 22 milliards de dollars, notée en catégorie spéculative par l'agence Standard & Poor's. Autre coup de tonnerre, en novembre 2007, l'introduction en Bourse de Shanghai de 2,2 % du capital de Petrochina. Le cours flambe de 163 % en un jour, lui donnant une capitalisation boursière de 1004 milliards de dollars, plus que le leader mondial ExxonMobil. L’Américain affiche pourtant un chiffre d'affaires quatre fois plus élevé.

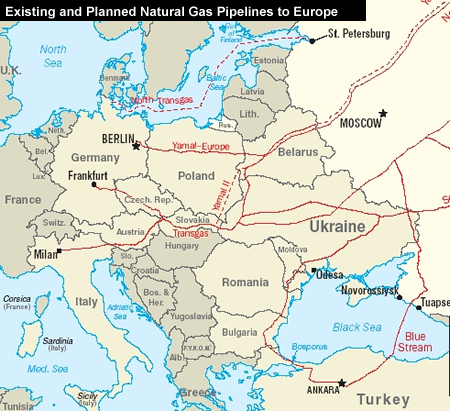
Gazoducs russes vers l'Europe occidentale (existants, en construction ou en projet).

La valeur de Petrochina représente 50 fois ses bénéfices attendus, contre 10 fois pour les géants du secteur. Ces chiffres ne peuvent qu'étonner, pointe alors le Financial Times. Le prix élevé de l'action reflète les espoirs des investisseurs sur la croissance économique chinoise. Le phénomène n’a rien d’une mode : en 2010, les deux premières banques au monde par la capitalisation boursière sont chinoises. La spéculation sur la croissance économique profite à d’autres grandes sociétés des BRICS (Brésil, Russie, Inde, Chine et Afrique du Sud). Une semaine avant l'élection présidentielle brésilienne de 2010, le groupe public Petrobras réussit à Wall Street une augmentation de capital de 70 milliards de dollars, la plus grande de l’histoire. Sa capitalisation boursière atteint 146 milliards de dollars, la deuxième du pétrole derrière ExxonMobil, grâce à de sérieux projets : 224 milliards de dollars d’investissements d'ici à 2014, pour les gigantesques gisements sous-marins de pétrole découverts en 2007 jusqu'à 7 000 mètres de profondeur, sous une épaisse couche de sel. Petrobras prévoit de doubler sa production, à 5,4 millions de barils par jour (Mbbl/j) en 2020.
Le russe Gazprom est quant à lui première capitalisation boursière européenne dès 2006. Mais comme Mittal, il souffre de voir sa dette notée dans la catégorie spéculative par Fitch Ratings. Il contrôle un quart des réserves mondiales de gaz naturel et pèse 8 % du PIB russe. Autre géant russe, le nouveau leader mondial de l'aluminium Rusal, du milliardaire Oleg Deripaska, abandonne un tiers de sa valeur dans les trois semaines qui suivent son introduction en bourse de janvier 2010, à Hong Kong. « La plupart des gestionnaires de fonds n'aiment pas ce titre. Le ratio de levier est très élevé » confie à Reuters un financier, la dette atteignant 15 milliards de dollars.

#### Le poids des États-Unis dans la capitalisation mondiale
Le poids des États-Unis dans la capitalisation boursière mondiale, mesuré par l'indice de Morgan Stanley Capital International (MSCI), a dépassé 55 % en 2017 et il représente même 60 % de la capitalisation boursière des pays développés, situation qui rappelle celle du Japon à la fin des années 1980, qui avait atteint 45 % alors que le poids du PIB japonais dans le PIB mondial n'était que de 18 %, a remarqué le professeur. Dix ans plus tard, à la fin des années 1990, la part des actions japonaises dans la capitalisation boursière mondiale avait rejoint celle de son PIB, tous les deux à environ 8 % seulement, après la très forte croissance américaine des années 1990. Selon M. Jacquillat, les médias attachent beaucoup d'importance aux variations des indices qu'ils diffusent, sans se soucier de la variabilité habituelle des mesures et lient à tort les évolutions des indices boursiers des différentes places financières à la plus ou moins bonne santé des économies nationales,.

### Années 2020
Depuis le 1er janvier 2021 et le retrait du Royaume-Uni de l'Union européenne, la bourse de Londres n’est plus la première place boursière d’Europe qui voit son activité baisser de moitié, devancée par la bourse d'Amsterdam qui quadruple la sienne.

## Les bourses de valeurs dans les représentations

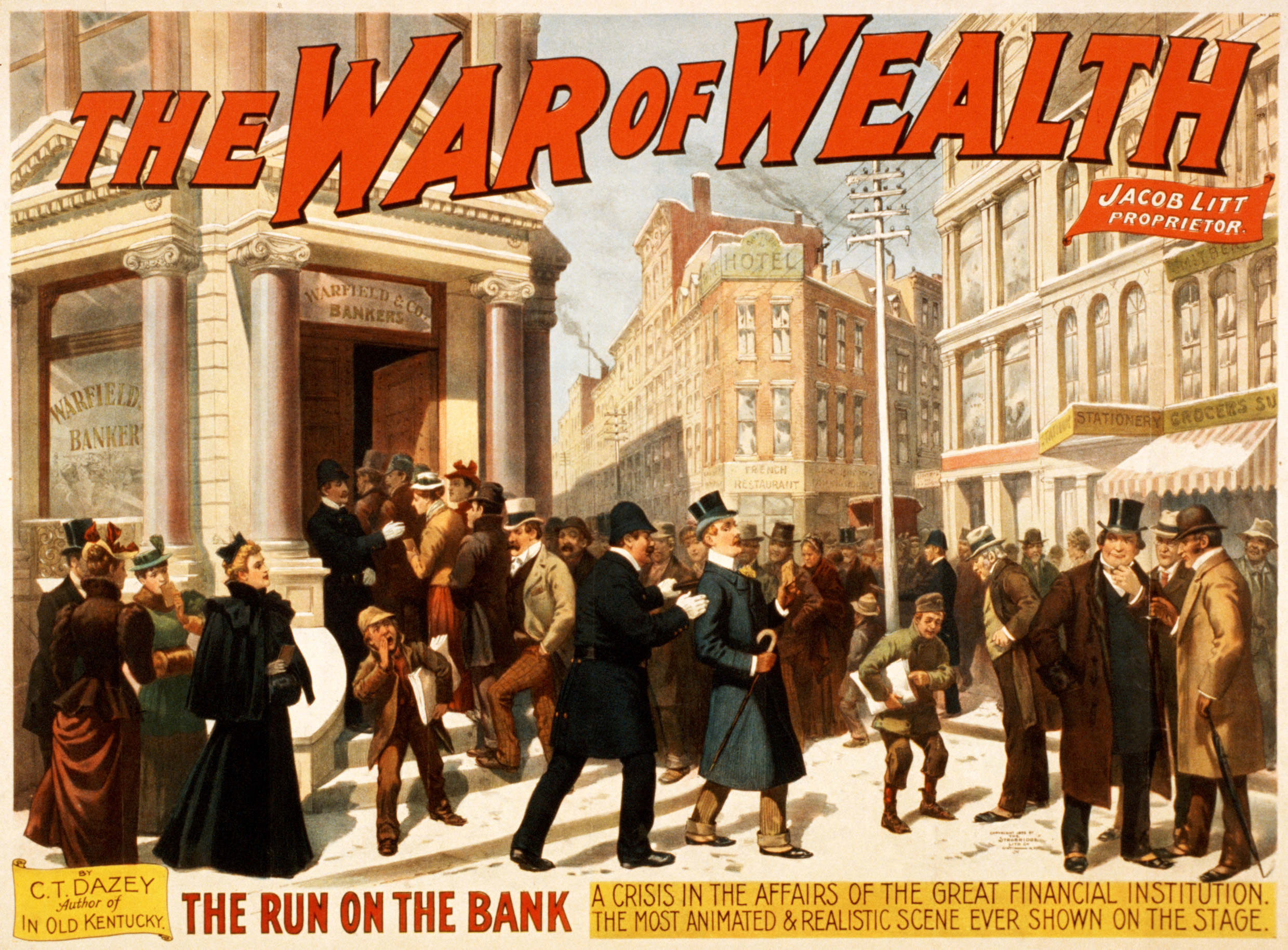
Affiche du mélodrame de Broadway, The War of Wealth de 1896, inspiré par la panique de 1893.

### Littérature et théâtre
La bourse a inspiré très tôt la trame de nombreux pièces et romans.
En 1710, le comédien Dancourt (1661-1725) fait jouer à la Comédie Française sa pièce intitulée Les Agioteurs.
Des romans comme La Maison Nucingen d'Honoré de Balzac (1837), Les Cinq Cents Millions de la Bégum de Jules Verne (1879), qui a travaillé chez l'agent de change suisse Fernand Eggly, au 72 rue de Provence, L'Argent, d'Émile Zola (1891), d'abord publié dans Gil Blas, journal littéraire de l'agent de change Victor Antoine Desfossés, et qui décrit très précisément l'atmosphère autour du Palais Brongniart, lors de la Crise de 1866 et celle de l'Union générale, ou encore L'Autobiographie de Mark Twain (1906), qui a couvert comme journaliste l'épopée boursière et minière du Comstock Lode.

### Cinéma
Trader, Wall Street et Le Loup de Wall Street dépeignent des escrocs de la période 1988-1994, façon Nick Leeson, Michael Milken ou Jordan Belfort, tandis que Krach décrit l'affaire Long Term Capital Management, Margin Call la Crise financière de 2008 et Les Initiés le Délit de manipulation des cours et le Délit de fausse information. En avril 2011, le film Debtocracy compare la crise de la dette publique grecque avec celle de l'Équateur.

## Base de données statistique
- Les cours des actions américaines depuis 1815 sur GFD[706].

## Sources

### Presse
- Laure de Llamby, « L'aggionarmento du système bancaire français », Enjeux-Les Échos,‎ juillet-août 2011.
- Claude Vincent, « Napoléon III, l'Empereur au service de la Nouvelle économie », Enjeux-Les Échos,‎ juillet-août 2011.